# 民法典論争

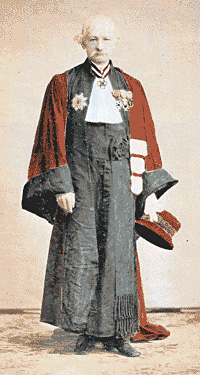
旧民法（財産法）・旧刑法・治罪法起草者、ギュスターヴ・エミール・ボアソナード

民法典論争（みんぽうてんろんそう）は、1889年（明治22年）から1892年（明治25年）の日本において、旧民法（明治23年法律第28・98号）の施行の是非を巡り展開された論争。
延期派の穂積八束「民法出テゝ忠孝亡フ」が有名だが、その題名から連想された、実態とかけ離れた俗説的説明の蔓延が深刻化している。延期派による反政府運動の要素があり、進歩的な断行派が保守的な政府と戦って負けた論争とするのは誤りである。本項では民法 (日本)#概説の区分に従い、民法典編纂の歴史と併せて扱う。

## 概要

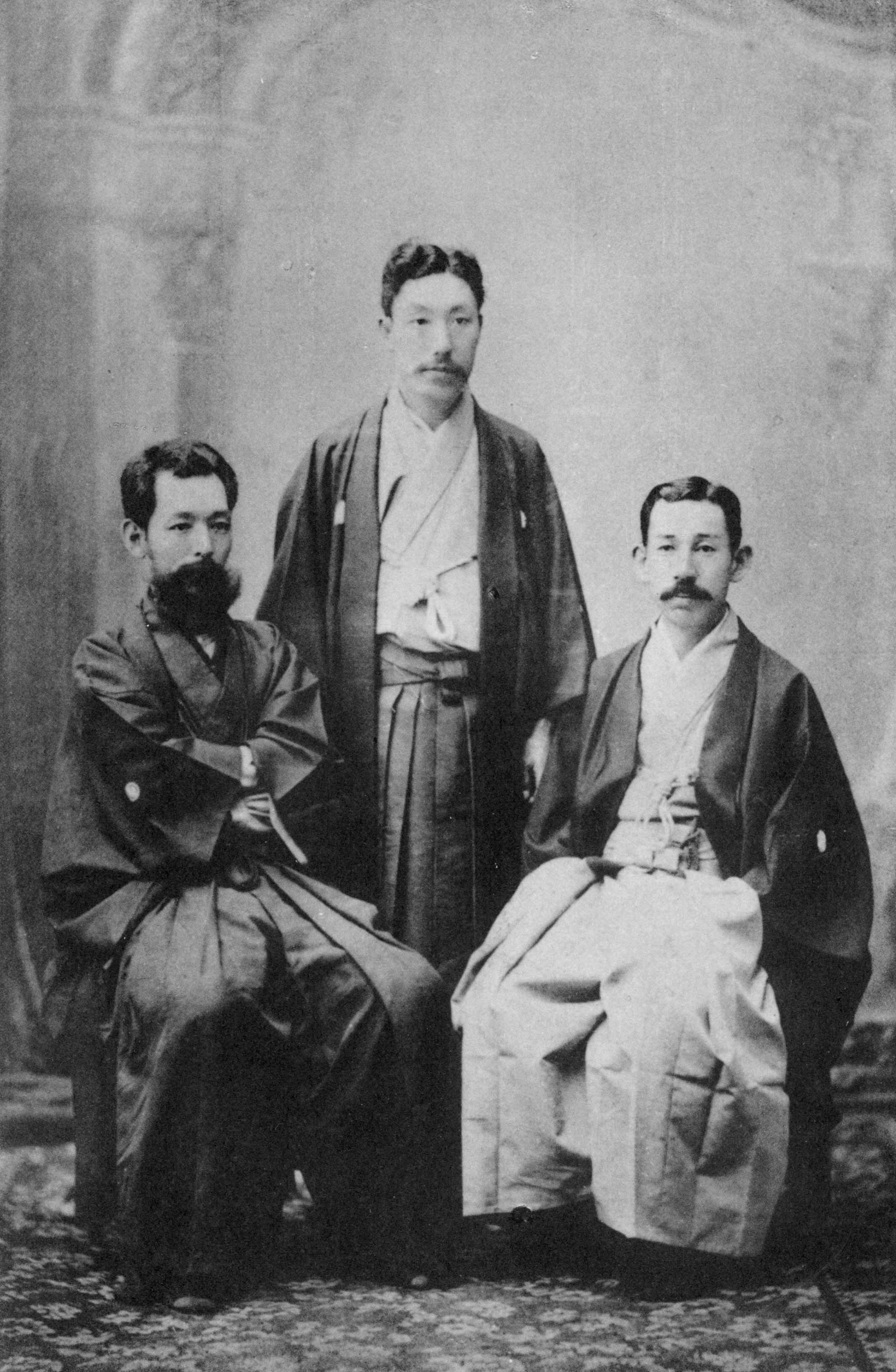
日本民法典起草者右から穂積陳重（英法派・延期派）、梅謙次郎（仏法派・断行派）、富井政章（仏法派・延期派）

第1次山縣内閣が公布した旧民法に対し、延期派は
- 1.法典が簡明でなく、
- 2.内容もフランス法的に過ぎる[4]、
- 3.拙速主義に依らず、条約改正事業と切り離して慎重に編纂すべき[5]

と主張。
断行派は、
- 1.形式上の問題は認めるが[8]、
- 2.内容面では十分日本の慣習を尊重している[9]、
- 3.法典断行が条約改正および司法権の確立に資する[4]

と反論（#民法典論争の争点）。
延期派勝利の結果、
- 1.ドイツ民法第一草案を始めとする比較法研究を踏まえ、旧民法（特に財産法）の形式上の欠点を克服して成立したのが現行日本民法典である[10]（#財産法の修正内容）。
- 2.内容面では、保守的な延期派の反対論の結果、戸主権の強化を中心に半封建的に修正して成立したのが明治民法（明治29年法律第89号、明治31年法律第9号）であった[11]

との理解がマルクス主義法学者平野義太郎や玉城肇、青山道夫、法制史学者星野通らによって主張され、歴史上の全ての闘争は「階級闘争」だとするマルクス主義的歴史観の強い影響により一時通説の地位を占め、徹底・単純化されて歴史学者・教育者にも広く受け入れられた。
しかし、むしろ旧民法の方が保守的とみる少数説もあるが、
- 家族法（親族法・相続法）部分では、旧民法からの根本的修正は無かった[18]

とするのが法制史学上の通説である（#民法典論争の評価を巡る論争）。
- 3.新民法の制定もまた外交問題と切り離せなかったが、条約改正の実現は両派の協調・妥協を招いた[23]（#民法典論争の顛末）。

### 解説
本頁を要するに、旧通説を含む通説的見解によれば、政府の性急な法典施行に反対し、不完全だから修正のため一時延期せよという延期派（≒英法派と議会多数派）と、無いよりは良いから施行後に修正すべきとする断行派（≒仏法派と政府主流派）の争いであり、起草者の努力が空転し、委員会による調整も不調で、法典（特に商法）の不完全は統一法典施行の必要とともに起草者自身を含むほぼ全当事者の一致した意見だったから論争終結後に修正され完成度を高めたが、家族法批判はプロパガンダ的要素が強く、延期派の総意でもなかったから、学説上ニュアンスの差異はあるが妥協的修正にとどまり、明治民法施行後に論争を持ち越したというものである。
ところが背景・事実関係が「極めて複雑」なため、各論者の歴史観も反映してそのニュアンスの差異につき後世激しく争われ、学者・教育者による誤記の横行も指摘・批判されている。典型的な俗説的説明「ボアソナードが起草した家族法草案における戸主権・家督相続の有無を巡る、フランス民法典の導入を支持する梅謙次郎と「民法出でて忠孝滅ぶ」と述べて反対した穂積八束の論争であり、ボアソナードの進歩的草案は政府に受け入れられず廃案にされた。新民法ではプロイセンの民法典に倣いパンデクテン方式を採用。独法系の絶対的戸主権を新設し、家督相続制の導入により長男以外は遺産相続の権利を失った」は評価以前の事実誤認。

### 定義

#### 法典論争
この論争と前後して、商法典・刑法典の制定とその是非を巡る論争（商法典論争・刑法典論争）があり、旧商法の施行延期・一部施行（#商法典論争の顛末）と旧刑法改正の着手が行われた（#刑法典論争との関係）。
民商両法典につき「法典論争」または「法典争議」と呼称するが、文脈によってはもっぱら民法を指すこともある。
仏法対独法の二項対立では説明のつかない、独法系の旧商法断行を仏法派が主張した商法典論争は従来の日本史教科書ではほぼ無視されたが、民法典論争でなく「法典論争」という語を採り、民商両法典が対象になったことを明記した上で穂積八束#民法出でて忠孝亡ぶへの言及を避け、単に「日本の慣習との調整が不十分だったことから」生じた論争とするものも出現した。

#### 旧民法・明治民法

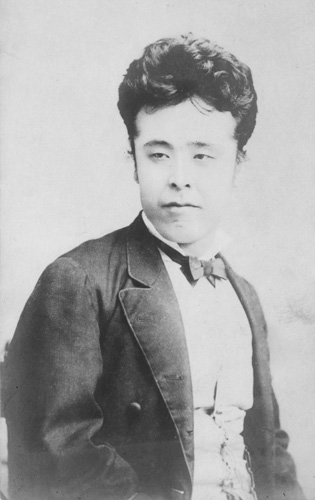
旧民法起草者の一人、磯部四郎（仏法派・断行派）

「民法典論争とは、ボアソナードが作成した民法典をめぐる論争である」と定義されたり、「親族・相続」を含む民法全編の編纂者が「ボアソナード」と記述されることがある。しかし論争の対象となった明治23年法律第28・98号、いわゆる「旧民法」の内、最も激しく争われた家族法（98号）は磯部四郎ら日本人の起草である（#旧民法家族法の起草者）。
したがって全体を「ボアソナード民法」などと呼ぶのは不当と批判されている。
家族法は財産法と異なり固有の風俗慣習に基づき起草すべきとの政府とボアソナード双方の考えから（#家族法の起草方針）、草案はあくまで日本人が起草したことを明記する歴史学者は極めて稀で、前述のようにボアソナードが家族法を起草したために起こったのが民法典論争という事実認識に立つものが多い。もっとも彼の査閲を経て正稿になったとの法史学者石井良助の推測もあることから、全くの誤りとも言えないとも考えられるが、実際に意見を仰いだ記録は無く、当初予定されていた査閲は本人多忙のため省略された可能性が高い。また日本人による原案の大修正を無視して、全体が彼の意思通りに成立したかの印象を与えミスリーディングだとも批判される（中村菊男）。ボアソナードの間接的影響が当然視されることもあるが、熊野らの家族法指導教授は別人（#英仏両派の形成）。当時の記録からは、熊野・磯部らの起草に配慮して草案に謙抑的態度を採る様子が伺われる。
そこで家族法起草はあくまで日本人主導と理解する立場からは、「ボアソナード民法」を意識的に財産法に限定して指称される。本項では旧民法で統一。
また旧民法の意味でボアソナード草案と言われることもあるが、主権者が正式に公布した法律であり、かつ明治民法により廃止されるまで事実上施行されたのとほぼ同じだったため、政府に採用されず廃案になったというのは誤りである。この点、旧民法に賛成＝進歩派、反対＝保守派という理解を徹底するあまり、政府山縣内閣が公布を強行した明治23年法律第98号の存在を否定する日本史教科書が存在するのみならず（#諸法典の公布）、巷説の中には、政府は諸法典起草にあたりフランス流草案を採用せず、主にプロシア（プロイセン）や「イギリスの法典」なるものを参考にしたとして、明治23年法律第28号・旧刑法・治罪法まで否定するものもある。
一方1898年（明治31年）に施行された新民法は、形式上は今なお現行法だが、財産法（明治29年法律第89号）は部分的修正に止まるのに対し、家族法（明治31年法律第9号）は戦後根本的に修正されたため（#民法典論争延長戦の決着）、文脈によっては昭和22年改正法との対比の意味で改正前の条文を「旧民法」と呼ぶこともある（本項では明治民法で統一）。

### 民法典論争理解の焦点
21世紀に入ってなお論争の全貌は判明せず、史料発掘が続いている。本質論も激しく争われ、平野らの説の衰退後、確たる通説の確定を見ない。
理解を困難にする原因は、旧民法・明治民法、仏・独民法の理解に大きな差があること、何をもって進歩的というか確定しないことである。巷説の中には、旧商法の方が先に激しく争われた事実や、戸主権が旧民法に存在する事実を無かったことにしようとするなど、偏見に基づく粗雑な説明をするものがあることは強く非難されている。

#### 旧民法の性質
旧民法が「フランス民法をそのまま再現したもの」、「フランス民法（code civil）の日本語版」とみるときは、延期派の反発は、仏民法典およびフランス法思想に対する反発と同一視される。
しかし、両者をほぼ同視する理解は論争当時からあったとされるが、仏法派・断行派も批判している。
宮城から名指しで批判された延期派の安部井磐根も、1876年（明治9年）の恩給令が仏法の模倣だったことや、日本の法典に仏人からの批判があったことを指摘するにとどまる。
一方、ボアソナードも日本の伝統を尊重した人であり西洋法理との調和を目指したとみるときは、努力が不完全だったために民法典論争が起きたと理解される。旧通説の論者も、旧民法もまた戸主を中心とした家制度を採り、明治民法とさほど異ならないかに見えるが実は違うと主張するに過ぎず、批判説と全然相容れないわけではない。
旧民法人事編243条
- 1.戸主とは一家の長を謂い家族とは戸主の配偶者及び其家に在る親族、姻族を謂う
- 2.戸主及び家族は其家の氏を称す

人246条
- 家族は婚姻又は養子縁組を為さんとするときは年齢に拘らず戸主の許諾を受く可し

旧民法の妥協的性格を根拠に、大井憲太郎（仏法派・断行派）を引用してボアソナードすらも「保守主義の法律家」と評するのはマルクス主義者平野義太郎である。

#### 仏民法の性質
仏民法典を旧民法と同一視しつつ「市民革命の結果として成立し、人間の自由と平等を旨とした」「男女平等」「博愛」の進歩的法典とみるときは、民法典論争の本質は延期派＝半封建派のイデオロギー的反発と解される。
一方、妻の地位の低さを重視し典型的な男尊女卑の法典とみる、さらにはフランス革命も有産市民階級（ブルジョワジー）が利益最大化のために封建制を排除したに過ぎないとみるときは、保守対進歩という図式に単純化すべきでないことになる。
仏民法旧213条
- 夫は妻を保護する義務を負ひ、妻は夫に従ふ義務を負ふ[69]

旧通説支持者の青山道夫も植木枝盛を引用して仏法の男尊女卑を認め、星野通（民法学者星野英一は別人。以下単に星野といえば星野通を言う）も人事編の排外主義を指摘。「博愛」は革命精神の一つでありながら、フランスの法律上は実現されていなかった、あるいは仏語のfraternité（博愛/友愛/兄弟愛/同朋愛）に女性は最初から含まれていなかったなどの主張が有力である（#ナポレオン法典の家族観）。財産法は明治初期に導入済み（#法典制定前の民法）。

#### 明治民法の性質
明治民法で初めて、またはより強く封建的規定が現れたとみる立場からは、穂積八束の「民法出でて忠孝亡ぶ」に象徴される延期派の保守的言動が論争の評価に決定的意味合いを持つことになるが（#平野説）、旧民法編纂過程で既に強く封建的傾向が現れていたとみる立場からは、別の意味合いを検討すべきことになる。
特に戸主権が「強力」（玉城）だったか、「空虚」（我妻）だったかは重要だが、マルクス主義者玉城肇も次の指摘には同意する（#戸主権強化の実例）。
戦前は個人主義の極端と非難されていたが（#民法典論争延長戦）、戦後は正反対に評価されることが多くなっている。

#### 論争全体の理解

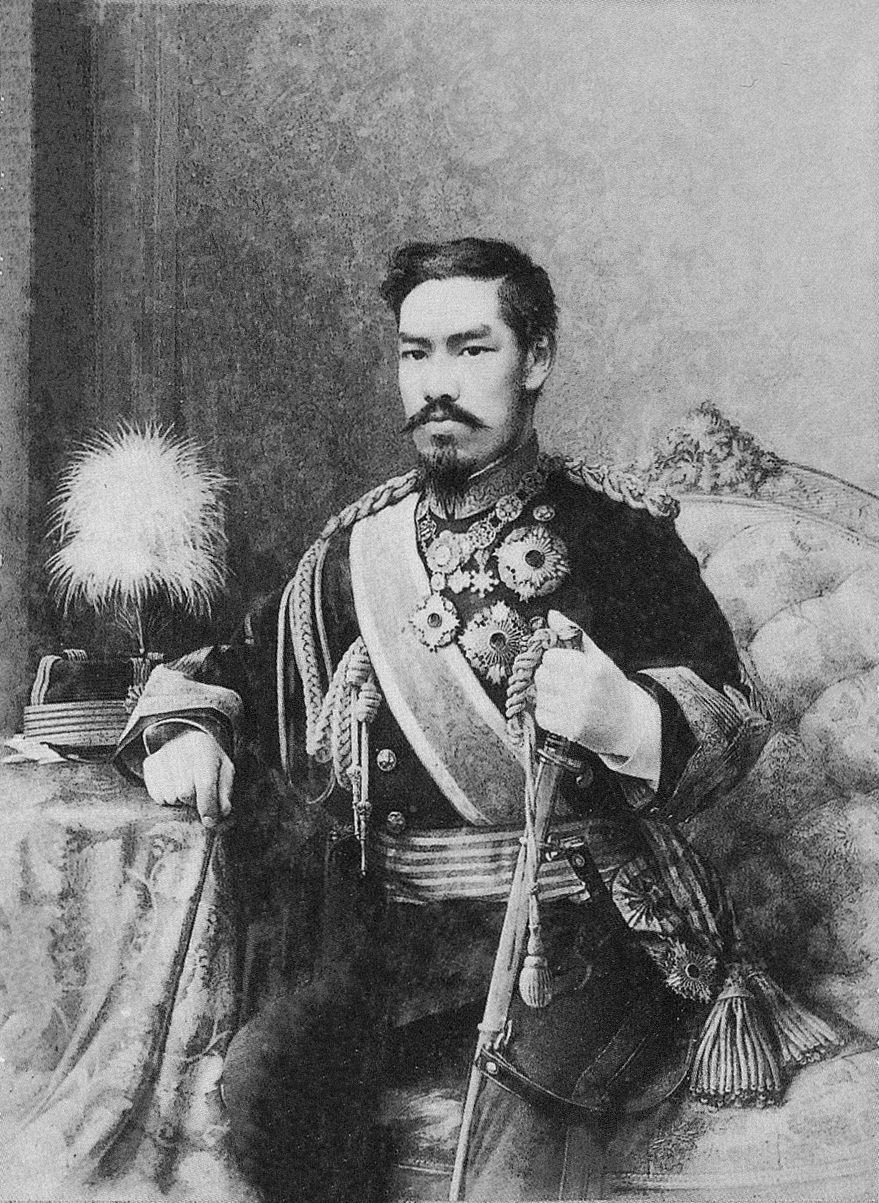
旧民商法公布者、明治天皇

旧民法と明治民法の家族法が大同小異だとしても、八束のスローガンが延期派の決定的勝因だったとすれば、論争の本質はやはり保守対進歩の戦いとも考えられる。
しかし、家族法だけに法典論争を言うのは実態に合わないとして編纂手続の是非や商法・財産法を巡る論争を重視するなら、「民法出でて忠孝亡ぶ」の一言では語り尽くせないことになる。
旧通説は必ずしも前者のような理解を採らず、星野は、八束論文は珍奇の題名が後世に与えたインパクトが大だったに過ぎず、それが旧民法の死命を決したというのは俗説だと主張している（#延期派の勝因）。
論争開始から旧民法廃止までの経緯の概略は次の通り。
| 時期                   | 出来事                                                                            | 内閣          |
| ---------------------- | --------------------------------------------------------------------------------- | ------------- |
| 1889年（明治22年）5月  | 法学士会意見書により法典論争開始（#法典論争の勃発）                               | 黒田内閣      |
| 10～12月               | 江木衷「民法草案財産編批評」発表（#公布前の英法派の主張）                         |               |
| 1890年（明治23年）4月  | 21日財産法公布、26日商法公布（#旧民商法の完成）                                   | 第1次山縣内閣 |
| 10月                   | 家族法公布（#旧民法家族法の特徴）                                                 |               |
| 11月                   | 帝国議会開会                                                                      |               |
| 12月                   | 第1議会で旧商法延期法案可決（#商法典論争の決着）                                  |               |
| 1891年（明治24年）2月  | 第1議会貴族院で「民法及商法ニ関スル建議」可決（#民法典論争の激化）                |               |
| 4月                    | 穂積八束「国家的民法」発表（#主張の骨子と評価）                                   |               |
| 8月                    | 穂積八束「民法出テゝ忠孝亡フ」発表（#穂積八束の延期論）                           |               |
| 1892年（明治25年）5月  | 第3議会で旧民商法延期法案可決（#民法典論争院内戦）                                | 第1次松方内閣 |
| 11月                   | 延期法公布（#法典論争最終戦）                                                     | 第2次伊藤内閣 |
| 1894年（明治27年）5月  | 法典修正のため法典調査会会議開始（#民法典論争の顛末）                             |               |
| 1896年（明治29年）3月  | 第9議会で民法前3編につき「民法中修正案」可決、旧民法財産法廃止（#明治民法の完成） |               |
| 12月                   | 第10議会で残余部分につき再延期法案可決                                            | 第2次松方内閣 |
| 1897年（明治30年）12月 | 第11議会に民法中修正案が提出され、衆議院解散により審議未了                        |               |
| 1898年（明治31年）6月  | 第12議会で民法後2編につき「民法中修正案」可決、旧民法全廃                         | 第3次伊藤内閣 |

以上につき、第1議会で旧民法延期が議決（第3の誤り）、第9議会で明治民法全編が可決したと記述するなど（第12議会の脱落）、学者の不正確な記述が少なくないことが指摘・批判されている（#院内論戦の決着）。

#### 商法典論争との関係
旧商法は、旧民法に歩調を合わせて形式上は仏法系だったが内容的には大半独法系であり、両者の矛盾を懸念されたことが法典論争の発端であった。特に商法の不出来は顕著で、断行派の梅でさえ批判が起きたのは必然だったと批判している。
論争終結当時「人事編民法を延期せしめ、民法商法を延期せしむ」と風評されたと伝えられるが、「民法出でて忠孝亡ぶ」に象徴されるイデオロギー的闘争の影響を受けて商法までもが延期された、との見方には批判もあり、
- 第3回帝国議会での論争は民商両法典が対象だった事実を重視すべきであり、第1議会の商法典論争も実質的には両法典が対象だったから、両者は不可分一体であり、民法典論争とは旧民法のみならず旧商法の施行を巡る論争と解すべき[89]
- 商法典論争は穂積八束論文（1891年）よりも前に、第1回帝国議会（1890年）を舞台に争われた事実を重視すべきであり[90]、商法典論争をして法典論争の「関ヶ原」、民法典論争をして「大阪の陣」と穂積陳重によって評されたように（#商法典論争）、商法典論争こそ法典論争の主戦場であり、その時点で大勢は既に決し、民法典論争は延期派の追討戦に過ぎなかった[91]

などの主張がある。

#### 論争論争当事者
当事者として「法学者」のみが挙げられることがあるが、純粋な法学者はごく稀で、民間の免許代言人（弁護士の前身）が延期派の主力を担った。政府や国会、一般のジャーナリズムでも論戦が繰り広げられ、教育者や宗教家も参戦している（#法典論争最終戦）。延期派の有名人、穂積八束も法制局や文部省など官僚との兼任。断行派が旗頭として担ぎ出そうとしたのは天皇だったが参戦は確認されておらず、皇族も同様（#第3議会議員内訳）。

#### 穂積八束の理解
旧通説を含む通説的理解では「民法出テゝ忠孝亡フ」は民法典論争「中期」の一論文に過ぎないが（星野）、それが論争を惹き起こしたとの理解も根強く主張されている。「滅」ぶは誤字。
穂積陳重によれば題名の発案者は八束ではなく江木衷であり、延期派の中心も八束ら独法派と断定されることがあるが、江木ら英法派とするのが通説的理解である（#仏法派と英法派の対立）。江木は反独法。
近代個人主義を全否定した時代錯誤的議論に過ぎなかったかは学者の意見が大きく分かれ、儒教的立場からの封建制復古論という理解にも異論がある（#絶対主義の法典編纂、#ゲルマン法学の確立）。また独民法第一草案への批判を旧民法批判に転用しており（#ドイツ民法典論争）、仏法でなく独法を範にすべきというのは八束の主張ではない（#穂積八束の延期論）。明治民法に最も不満を抱いたのは、ほかならぬ彼であった（#穂積八束の批判）。

#### 独民法の性質

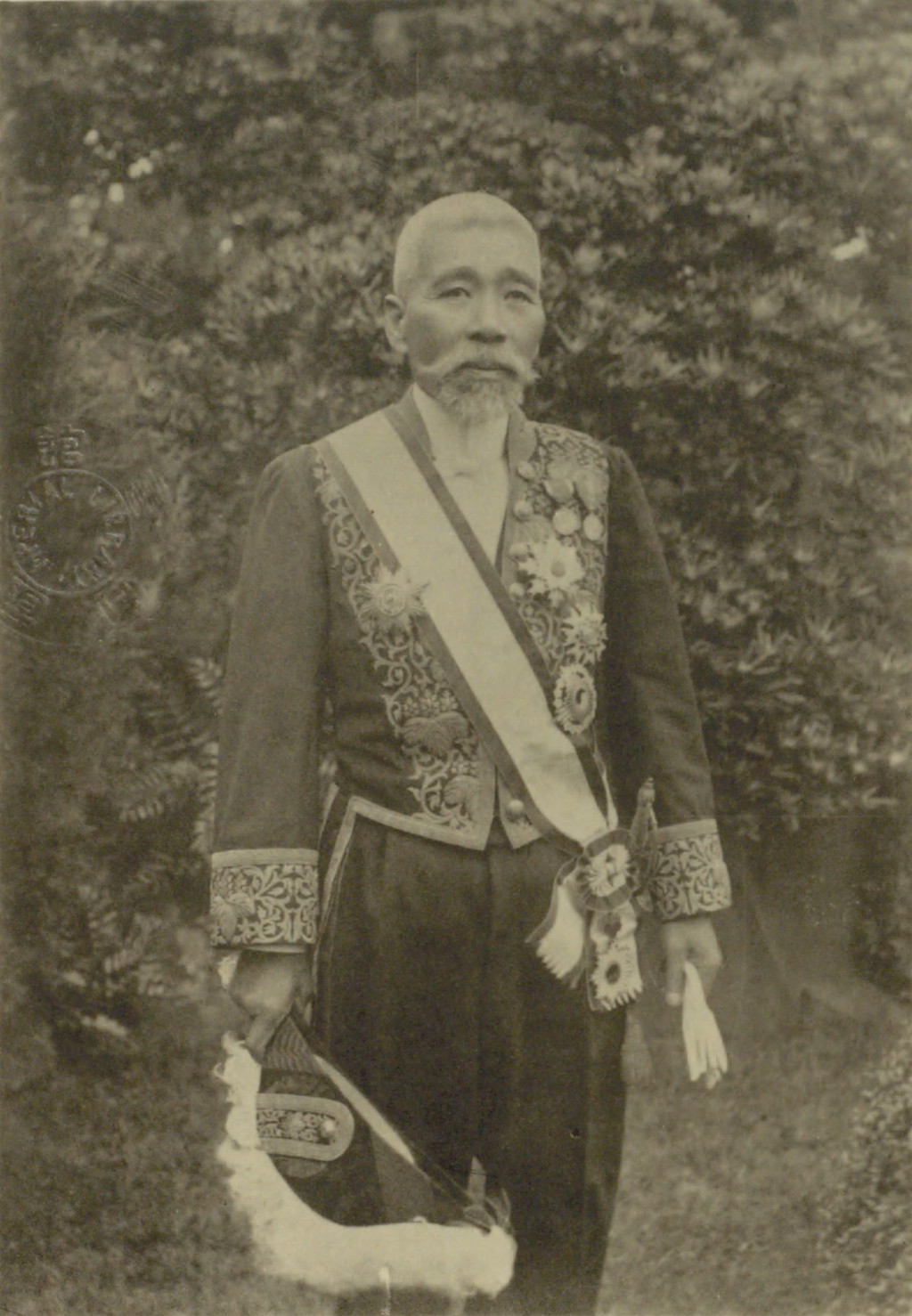
松岡康毅（独法派・断行派）

ドイツとプロイセンの法思想を同一視して独民法典を仏民法典の反動法とみるときは、民法典論争を経た仏法から独法への転換は日本の後進性の現れと理解される。例えば、独法思想の本質を反自然法主義・プロイセン軍国主義と捉えた上で、仏法の自然法思想・人権尊重論への反対が明治民法起草者の本質だったと主張される。
しかし独法＝プロイセン法とみることには批判もあり、ドイツの多様性や、プロイセンですら法文化は東西で大きく異なることを無視すべきでないとも主張されている。独民法に影響を与えた法典の内、プロイセン法典（代表的な自然法法典。パンデクテン方式ではない）とザクセン民法典は異なる設計思想に基づいており、明治民法起草者が旧民法とともに批判・克服の対象とするのは前者、高評価するのは後者である（#ドイツ法学の理論状況）。またドイツ私法を保守反動の法と当然視することへの批判もある。戦後の教育者の中には、民法典論争を自由平等の仏法と家族主義の独法のどちらを模範にすべきかという梅謙次郎と穂積八束の争いと説明し、戸主権を独法由来と当然視するものが散見されるが（#戸主権は絶対的か）、ドイツ法に戸主権は存在しない。しばしば混同されるが近代西洋法の家父権と日本の戸主権は別概念（#ヨーロッパの家族観）。
一方仏民法の進化発展版とみるときは、明治民法が不徹底ながら独法に依ったこと自体は肯定的に評価される。
旧通説の論者（平野、星野）も独民法（特に第一草案）は強烈な個人主義・自由主義の法典だったとの理解を示す。特に星野は伊藤博文を通じて明治憲法に影響を与えたドイツ人法学者ルドルフ・フォン・グナイストやローレンツ・フォン・シュタインに学んだ松岡康毅は旧民法家族法の編纂に進歩的立場を採り法典論争でも断行派の事実を指摘し、独法派＝保守派・延期派の理解は採らない。仏独民法はどちらもローマ法・ゲルマン法・教会法の混合に近代精神を加味した民法典であり、仏法がその名に反してゲルマン法寄りなだけで正反対の性質というわけではない（#比較法の不足）、どちらかといえば言えば独民法典の方が男女平等で進歩的とされ（#ドイツ民法典論争の顛末）、旧民法編纂につき戸主制に正面から反対したのもボアソナードではなくドイツ人法律家であった。タイ王国民商法典の旧草案を起草したフランス人法律家からも、難解だが仏民法典より完成度が高いとして、明治民法とともに高評価されている。
それでもなお、実態を無視して明治政府が独法＝ゲルマン法系の保守法と解したのであれば、論争のイデオロギー的要素は否定できないとも考えられる（#独法派の動向）。

#### 進歩的とは何か

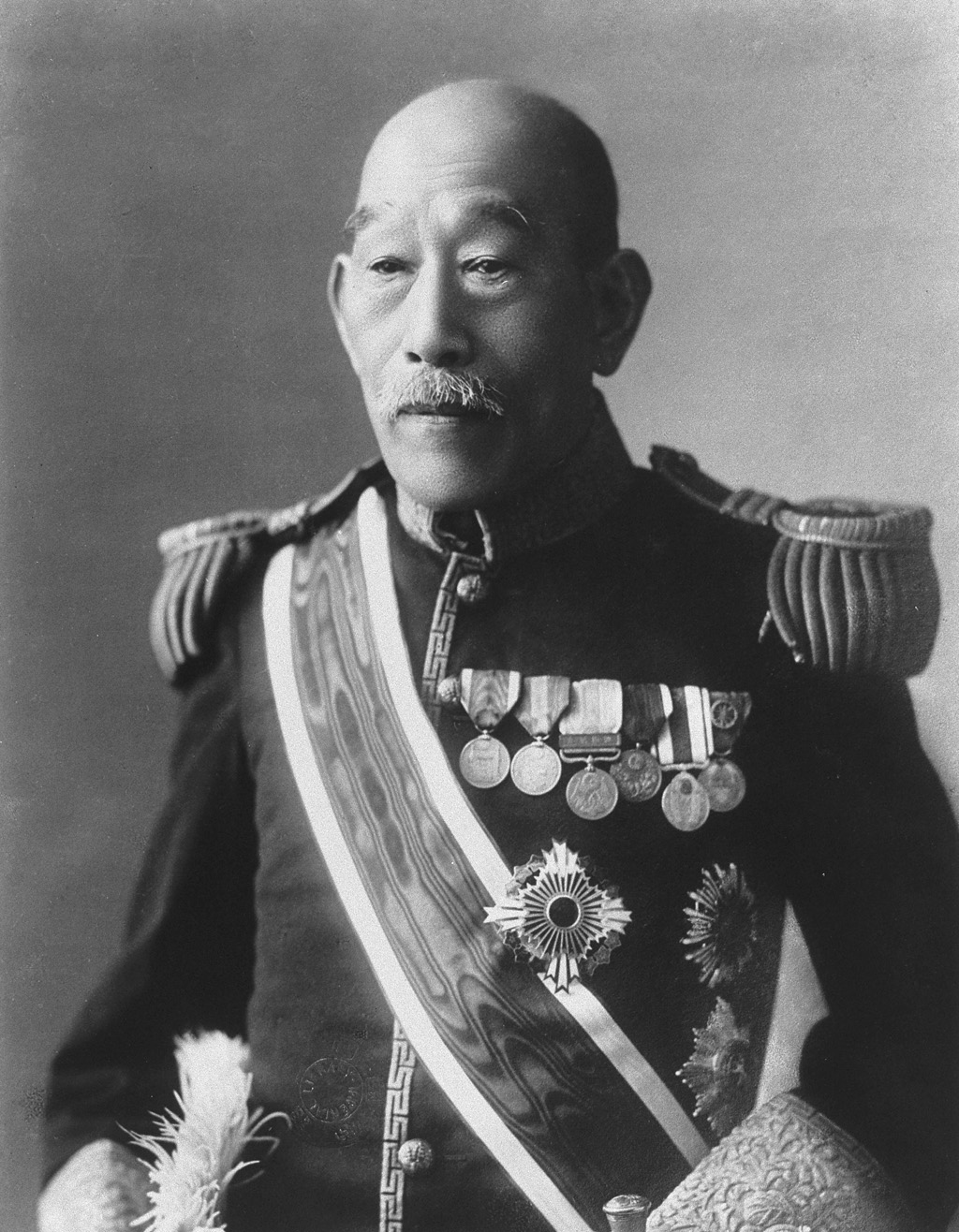
清浦奎吾（断行派）

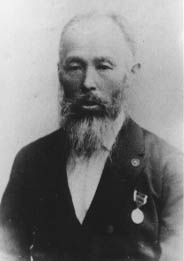
安部井磐根（延期派）

自由主義と平等主義は社会の一態様に過ぎず、それ自体が尊いのではない。ナチスに反対＝進歩的という固定観念から、全体主義と社会主義を混同して自由主義を絶対視する論者もいることは強く非難されている（我妻）。
近代西洋個人主義＝進歩的、家族主義＝後進的とする図式も冷戦終結以降見直され、近代法が解放した個人とは家長だったことが指摘・強調されている（#団体主義と個人主義）。

## 明治維新前の状況

邨田丹陵「大政奉還図」

一国の統一法典があるというのは当然のことではない。1887年（明治20年）の条約改正交渉で西洋主義の法典を公式に日本に求めたのは英独だったが、イギリスは法典構想が実現せず、ドイツにはあったが全国的に統一されておらず、英米独仏露の列強五か国の内、明治維新の時点で完備していたのはフランスだけであった。
明治以前の日本にも「民法」という名の統一法典が無かっただけで、古くは701年の大宝律令（中国法系）には多くの民法規定があったが、施行の実態は不明。
律令制衰退後統一法典が無かったのは、基盤の中央集権体制を欠いたためである。

### 郡県制から封建制へ
秦の始皇帝が創始した郡県制は中央政府から官憲を派遣して法による統治を行う中央集権体制だったが、儒学の発達に伴い諸侯が地方に分散して各自独立の統治単位を形成する封建制（周王朝創始）が仁政に適すると理論化され定着。以後日本国内の統一法制定の基盤となる中央集権確立は、明治維新の版籍奉還を待つことになる。
上世法の中核だった養老律令に代わって中世社会で重きをなしたのが自然発生的な慣習法であり、成文法は特定の重要事項の明文化が任務であった（御成敗式目など）。明治民法起草時にも参照されている。
鎌倉中期には分割相続で所領を細分化すると自己防衛や封建領主への義務履行に支障をきたすことから、土地の有限、新田開発の行き詰まりを背景に長子相続制が自然発生し、室町時代頃に確立。
近世（江戸時代）も同じく地方慣習重視だが、徳川百箇条などの小法典のほか、商工業の発達に対応して単行法が激増。しかし裁判制度は未整備で、後期は訴訟の増加遅延が目立った。もっとも為替手形・小切手・船荷証券につきイタリアと並ぶ世界最古・最高峰の慣習法体系を有していたことが外国人研究者によって明らかにされており、当時の日本法が遅れた、野蛮なものだったとは言えない（福島正夫）。その他の判例法的民法については身代限、吟味方参照。近世日本の法観念とされる非理法権天も参照。

### 封建制から中央集権へ
フランス、イタリアの法典編纂は、旧弊の刷新よりも中央集権国家形成事業の要素の強いものであった。

#### 絶対主義の法典編纂

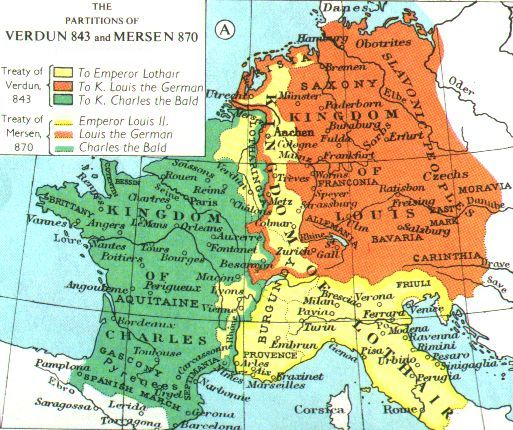
ヴェルダン条約およびメルセン条約によるフランク王国の分割相続。フランス、イタリア、ドイツの原型。

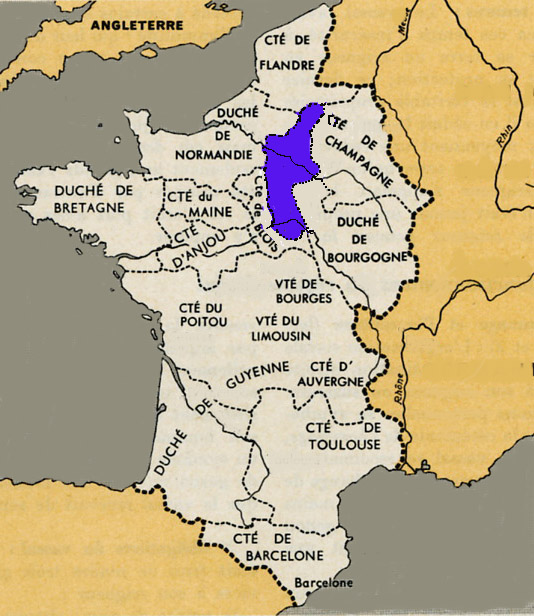
10世紀のフランス王国。青がフランス王領、西隣のDuché de Normandieがノルマンディー公国。後にノルマンディー公はイングランドを征服するほど強大化し、百年戦争へ至る。イギリスの王室属領はその名残。

"太陽王" ルイ14世。フロンドの乱に勝利し、13世紀のアルビジョワ十字軍に始まっていた封建領主弱体化を決定付ける。

ローマ帝国崩壊後のヨーロッパでも封建制が各国で確立していたが、マルティン・ルターの宗教改革（1517年～）において、カトリック教皇権に対抗して世俗的君主権の強化が説かれたことから絶対主義が確立。
1532年、グーテンベルクの活版印刷術によるローマ法学の普及の成果として、諸侯や都市当局による不当な逮捕・処刑を改善すべく、刑事訴訟法分野につき神聖ローマ帝国最初の統一法典『カール5世の刑事裁判令』（カロリーナ法典）が成立。しかし諸侯の抵抗が強く法の統一には至らず、啓蒙主義の影響を受けた君主が官僚を利用して法典編纂事業を本格化させるのは18世紀中葉以降である。
君権の脆弱な封建制への回帰を主張しないのが穂積八束の立場である（長尾龍一）。
1748年、フランスの啓蒙思想家モンテスキューが『法の精神』を著し、各地の自然文化風俗に応じた法形態を指摘、自然法の具体的適用を理論化。この頃諸州を旅行したヴォルテールによると、山や河を一つ越えれば法や慣習が変わる有様だったという。
ルイ14世は、絶対王政を背景に1767年と1772年に北部ゲルマン法系慣習法・南部ローマ法系成文法の廃止・統合を試みたが、諸地方の抵抗に合い王令は全国的には適用されなかった。法典論争議会演説でもその名は登場し、自然的な慣習法の明文化でない、政府による上からの法典編纂という意味で日本と共通することが指摘されている（穂積陳重）。
明治維新の本質を封建制から絶対主義への移行と理解し、その半封建性を強調するのが平野・玉城ら講座派マルクス主義である（半は絶対王政期の意）。

#### ナポレオン法典の成立

フランス民法典制定者、ナポレオン

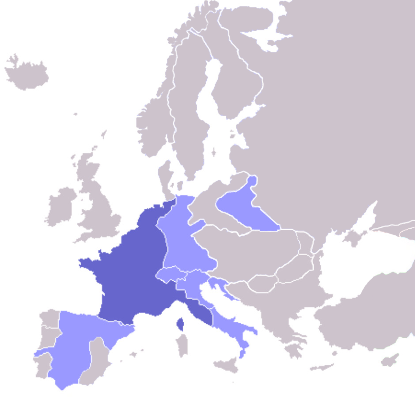
1811年のヨーロッパ。濃い青はフランス帝国。薄青は衛星国

1789年のフランス革命を経て、1793年には革命の熱狂を背景に仏民法第一草案が成立したが、後の修正で大きく反動化。
マルクス主義法学に理解を示しつつも、明治維新もフランス革命に準じる市民革命だったと主張する論者もいる（松本暉男）。日本資本主義論争も参照。
1799年、ナポレオン・ボナパルトがクーデターにより権力を掌握、既存の草案を破棄し、1800年から本格的に法典編纂を開始。
1804年3月、フランス民法典成立。1789年に始まった長子権の廃滅を継承。5月、ナポレオンが即位しフランス第一帝政開始。
民事訴訟法典（1806年）、商法典（1807年）、治罪法典（1808年）、刑法典（1810年）も続いたが、革命後の社会の混乱を統一する妥協の法としての側面を持ち、必然的に、新し過ぎるという批判と、古過ぎるという批判とに晒される運命にあった。
ナポレオンは従属国に法典施行を強要したから、日本の蘭学者にはその知識を持つ者もいた。従属国の一つ、イタリアは後述（#イタリア民法典論争）。

### 自由主義から社会主義へ
1814年、フランス王政復古。仏民法典の自由平等はフランス人ブルジョワジーの男性だけの自由平等だとの批判が高まる中、1848年にはイギリスで『共産党宣言』出版。日本に浸透したのは後世であるため法典論争への影響は間接的。
フランス第二共和政を経て、1852年にナポレオン3世が即位しフランス第二帝政開始。1866年には英国との貿易紛争を機に国内の大規模農業調査を行い、民法典と農村社会が衝突する実態が判明（#相続制の衝突）。

### トルコ法典論争
東洋法で裁かれることを嫌う欧米列強は、現地の国が西洋的法典を持たず裁判の予測可能性が無いことを治外法権の名目にしていたが、主権の侵害であり、各国で領事裁判制度撤廃の動きが台頭。
先鞭をつけたのはオスマン帝国のタンジマート（1839年～1876年）だったが、日本と異なり伝統法が宗教的戒律（シャリーア）と密接な関係があったため、西洋法受容の可否は深刻な「民法典論争」を巻き起こした。結論的にはイスラム慣習法の成文化にとどまるものとされたが、制定された法典は人民に支持されず改革は失敗。トルコ革命を経て世俗主義に転じた1926年にはスイス民法典（1907年公布、1912年施行）のほぼ直訳を法典化したが、農村での運用に支障をきたした。
タイ王国のチャクリー改革における仏法系から独法系への転換は#外部リンク参照（日本民法典論争との近似性が指摘されている）。

## 法典編纂の理由

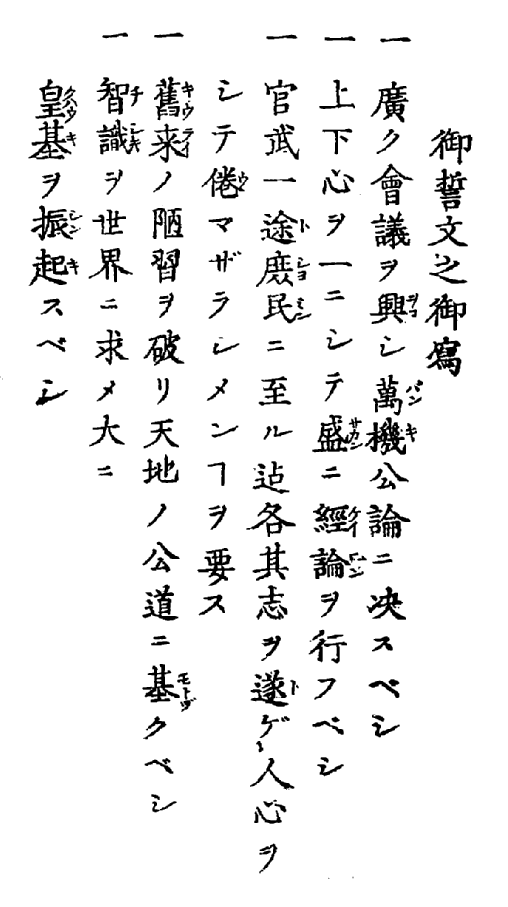
五箇条の御誓文

国内法の統一と、不平等条約改正が法典編纂の動機である。明治初期では前者による富国強兵に比重があった。

### 内的要因
1868年（明治元年）、五箇条の御誓文において「旧来ノ陋習ヲ破リ天地ノ公道ニ基クベシ」が新政府の基本方針の一つとなり、人民の権利を確保して不公平を無くすこと、各地方の法制度を統一し、不便を無くし社会基盤を整備することが意識された。江藤新平、大隈重信、清浦奎吾らが強調したように、法典による国内法統一は当時かなり重視された要素であった（星野）。

### 外的要因
日本が法典編纂を急いだのは、不平等条約を背景にした一部外国人の行状が国民感情を悪化させており、一日も早い条約改正は悲願だったが、治外法権撤去には泰西（西洋）の主義（ウェスタンプリンシプル）に基づく諸法典の制定が必要条件として要求されたからである（#井上馨の法典編纂事業）。
1871年（明治4年）の岩倉使節団以後、西洋法を範とする法典編纂の不可避という認識は広まりつつあった。使節団員では後述のように渡辺洪基・山田顕義・田中不二麿・今村和郎・岡内重俊が断行派、平田東助が商法断行派。山口尚芳は裁判所を利用しづらい地方の実情を理由に商法延期派。伊藤博文は後述のように時期により態度が異なり両派から危険視されたが（#法典論争前哨戦、#法典論争政府内論戦、#延期派の勝因）、仏法派・断行派の西園寺公望、梅謙次郎を一貫して重用した側面がある。
もっとも宮本小一、三浦安、金子堅太郎（英法派・明治憲法起草者）によると明確に意識されたのは井上馨が条約改正に取り組んだ明治13-15年頃である。またボアソナードも指摘していたように、外国人に原則適用されない家族法は条約改正の必須条件ではない。財産法などについても明治21-22年の大隈重信の条約改正案では泰西主義条項は撤廃され、日本独自の法典編纂が認められていた（米・露・独が調印）。憲法典については、条約改正の一要件だったとする理解と、西洋から期待され求められた形跡は無いとする理解がある。内外どちらに重きを置くかは早くから争われ（#法典論争前哨戦）、条約改正のみを法典編纂の目的とする理解には断行派、延期派ともに批判している。

### 仏法導入の歴史的経緯

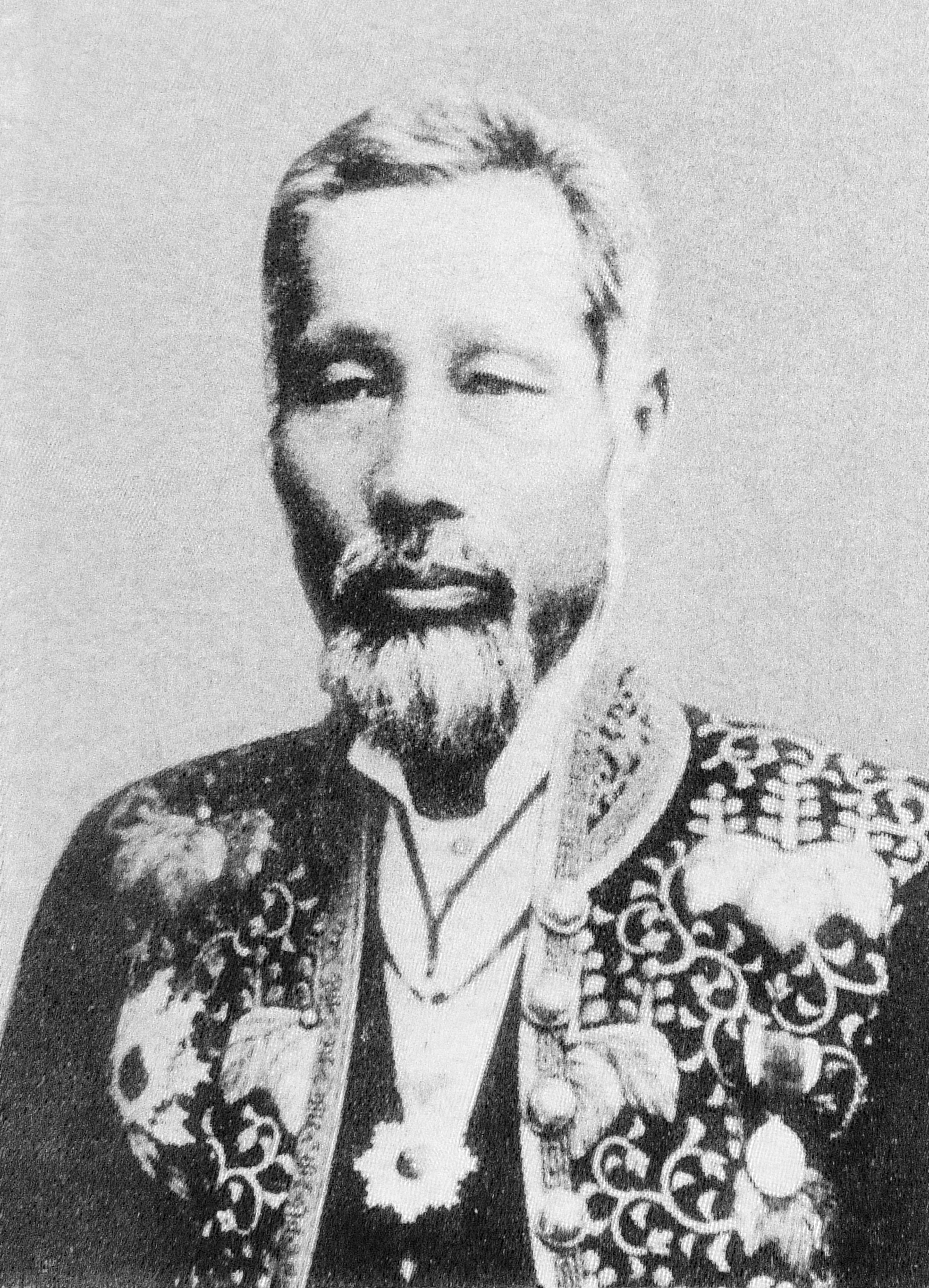
津田真道（蘭学・延期派）

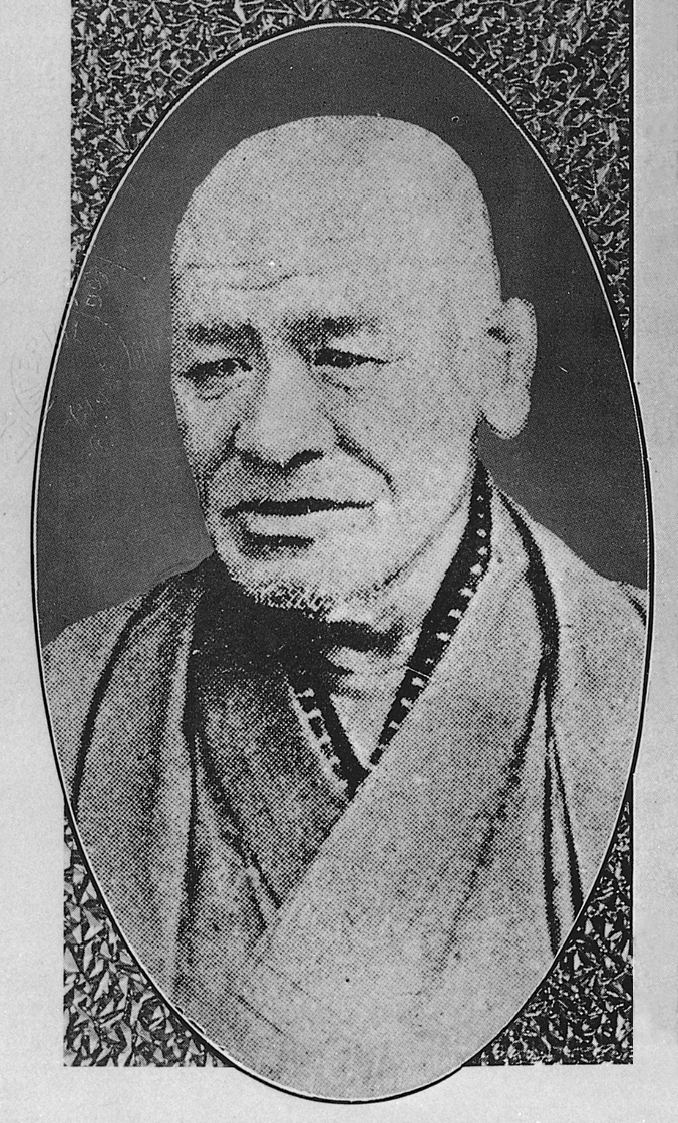
栗本鋤雲

明治初期の仏法摂取は、江戸幕府の置き土産である。
1858年（安政5年）、米・露・蘭・英・仏との間で、列強の軍事力を背景に関税自主権放棄と治外法権の不平等規定を含む安政五カ国条約締結。以後も西洋諸国と類似の条約を締結。
1862年（文久2年）、幕府はオランダに津田真道・西周を派遣、西洋法への関心が高まる。津田は「民法」の訳語の創始者。民法典論争では延期派。
1867年、ポルトガル王国民法典公布。仏法系だがオランダ民法（1829年）、イタリア民法（1865年）に比べ独自規定が増加。
同年（慶応3年）2月、フランス（第二帝政）の援助を頼みとする幕府は、パリ万国博覧会に徳川昭武、箕作麟祥らを派遣。この時迅速な裁判を目にした外国奉行の栗本鋤雲によって、儒教的な聖賢の道に通じるとしてナポレオン五法典が高く評価され（『論語』顔淵第12、『大学』第2章4の句）、翻訳が計画されていたことが1869年（明治2年）出版の『暁窓追録』で明らかにされており、明治政府にも影響を与えた。ただしそのまま日本に適用することの不可が指摘されている。なお後に養子の栗本貞次郎によって民法の注釈書が翻訳された。
1869年（明治2年）、維新政府は箕作に仏国法典の翻訳を命じた。

### 仏法導入の理由
明治政府がまず仏法に依ろうとしたのは、
- 特にその刑法・民法が世界的に模範法典とされていたから自然だった（箕作[195]、牧野英一[196]）
- ナポレオン1世への崇敬を通じて、フランスを兵制・法制の模範とする江戸時代からの動きがあった[197]
- 仏法が中核とする自然法思想が、旧弊を脱し新しい時代を創ろうとする日本人の思想に合致した[198]
- ほかに選択肢が無かったうえ、当時は日本の国民性に最も類似するのはフランスというのが国内外の共通認識だった[199]（#その他の説明）
- ナポレオン3世の親日政策がフランス文化への関心憧憬に拍車を掛けた（星野）[200]
- 先進的なフランスのブルジョワ法制を継受することで、日本資本主義の封建的障害を打破しようとした（平野）[201]
- 仏法輸入＝進歩的とする平野説は妥当でなく、法典の進歩性ではなく、中央集権的画一性が評価された（遠山茂樹）[202]

などの説明がある。
#英法導入の理由・#独法導入の理由は後述。

## 旧民法以前の編纂事業

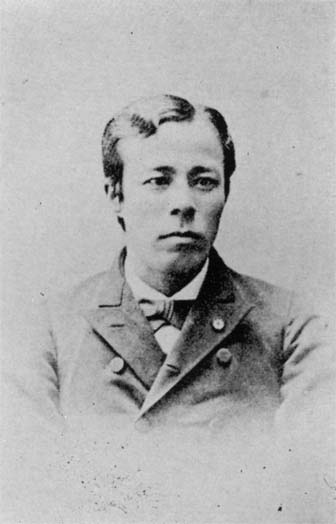
箕作麟祥（仏法派・断行派）

ボアソナードの前に法典編纂の中心となったのは、江藤新平と箕作麟祥である。
この時期の史料には矛盾や不明点が多いが、主要な民法草案として、
- 明治4年頃の制度局『民法決議[史料 20]』
- 明治5年司法省明法寮『皇国民法仮規則』
- 明治6年3月司法省『民法仮法則』
- 同年後半左院『民法各規則草案』
- 明治10・11年成立の司法省『民法草案』

があり、前三者が江藤の法典編纂事業の産物である（前二者は星野文献から脱漏）。
学習的要素が強く、法典よりも単行法の基礎になった。

### 法典制定前の民法
当時の日本が無法状態だったわけではなく、大政奉還後も裁判所は幕府や各藩の法を暫定適用。以後様々な法令が制定・改正されており、一部は民法典や特別法にも継承された。成文法が無い場合は慣習により、慣習も無い場合は条理に依る（明治8年太政官布告第103号裁判事務心得3条）。
つまりあくまで副次的ではあるが、仏民法典（財産法）はほとんど事実上の日本現行法だったのである。
英法習得者の多くは免許代言人になり裁判官は少数派だった上、上級裁判所では合議制だったため、裁判所内部では英法と仏法の抵触はさほど問題にならなかったとの推測もあるが、非法典時代の裁判実務を悲観視する立場からは法典断行論に結び付くことになる。

### 江藤新平制度局時代

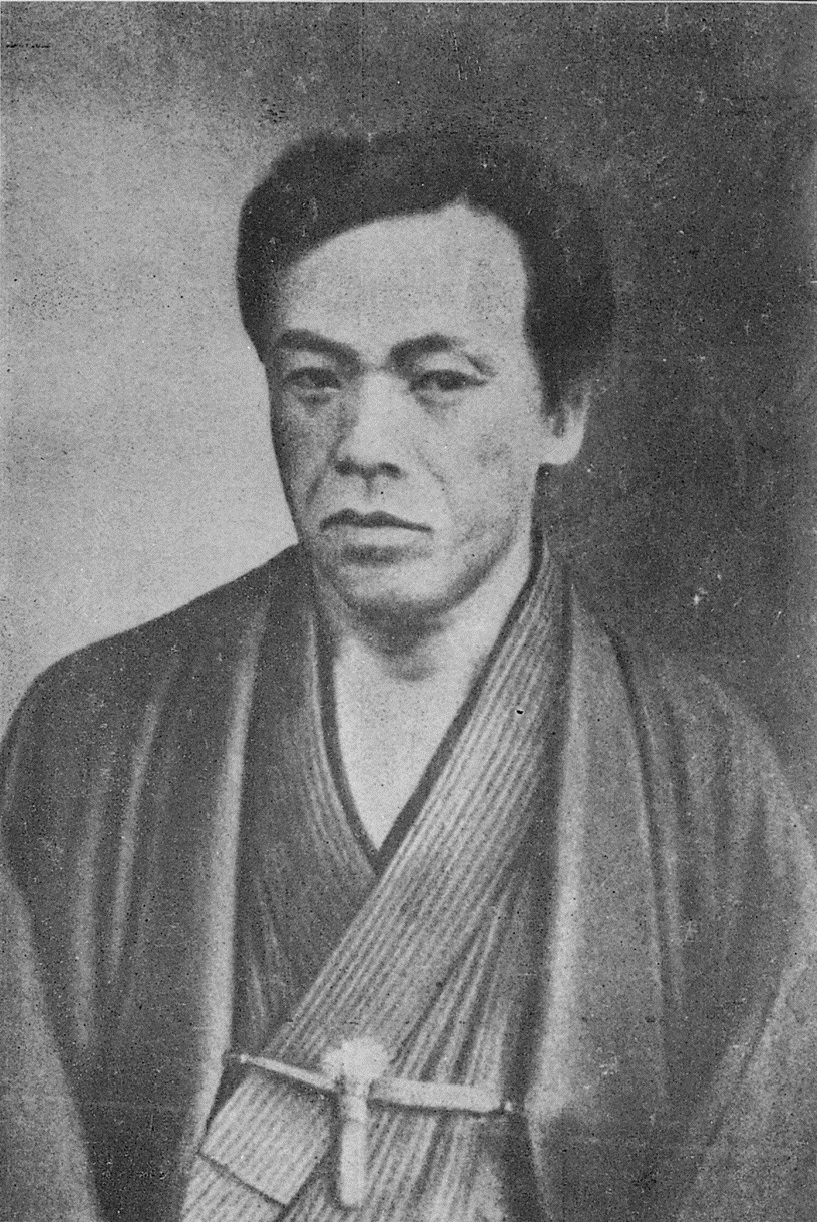
"明治の商鞅" 江藤新平

1869年（明治2年）、副島種臣（法典論争中立派？）が『新律綱領』（刑法）の編纂開始。同時期に箕作に仏刑法典の翻訳を命じている。新律綱領は法典論争院内論戦でも言及がある。
9月、明治政府の脆弱を背景に、オーストリア＝ハンガリー帝国との間で安政の条約よりさらに不平等な通商条約締結、治外法権が確立。列強も最恵国待遇を受け、日本の法律は外国人は守る義務が無いとの見解さえ採られ、麻薬の密輸や密猟に伴う殺人すら処罰できない有様であった。
1870年（明治3年）、太政官の制度取調局で民法編纂会議が開催された。会長は江藤。局員の津田真道、加藤弘之（独法派・延期派）、田中不二麿（断行派）、副島種臣・森有礼・福羽美静らがそのまま参画したのではなく、津田・田中・副島・森の不参加と、渋沢栄一・水本成美らの参加が判明している（小早川欣吾）。
方針は「我国に行ひ難き条項を除き」箕作に翻訳させた仏民法典をそのまま日本民法にしようというものであった。
「民権」に反発したのは国学者の福羽と推測され（星野）、民に権利があるとは思いもしなかった日本の後進性を表すエピソードだとの見解（平野）と、仏語のdroits civilの訳語は自由民権運動にいうような「民権」ではなく「私権」（旧民法人事編1条、明治民法1条）が適当であり、実際誤訳だったとの見解（石井）がある。
民法決議8条
- 国人戸籍に連なりたる者
たる者は悉く民権を有すことを得べし17条を参考すべし

仏民法7条（谷口知平訳）
- 私権の行使は、憲法及選挙法に従ひ取得せられ保持せらるる政治上の権利の行使とは独立するものとす[229]

西洋法律用語の訳語の無い時代であり、難儀した箕作は留学を願い出たが政府は許可せず、仏人法学者ジョルジュ・ブスケを招聘して援助させた（ボアソナードと混同する文献があるが誤り）。
9月、普仏戦争に敗れたナポレオン3世が退位しフランス第三共和政開始。
12月、中国法系の刑法典新律綱領公布。

#### 民法決議
1871年（明治4年）頃、制度局において『民法決議第一』（全80条、1944年（昭和19年）に石井良助発掘）と、『民法決議第二』（全108条、1959年（昭和34年）に利谷信義発掘）から成る『民法決議』が成立。
仏民法典はナポレオンの軍事体制を背景に軍人の身分に詳細な規定を置いていたが、国外在住の兵士についての規定はさすがに採用されず、華族についての規定も若干あり、江藤が文字通りそのまま仏民法を直輸入しようとしたというのは不正確である（石井）。
そのほか1965年（昭和40年）に手塚豊が発掘した『御国民法』は『民法決議』の修正版と推測される。

#### 戸籍法との衝突
仏民法典の冒頭主要部分は、日本では戸籍法、ドイツでは身分証書法による別法律で制定されており、『民法決議』も後世の目から見るときは民法というより戸籍法草案の性格が濃厚であった。
ところがこの身分証書は、教会の身分統制の独占に対するアンチテーゼを背景に、個人を基本単位に出生・婚姻・死亡を別々に登録するもので、日本では歴史的根拠が無く、実務上も不便であった。
1871年（明治4年）4月、民部省（民部大輔大木喬任、断行派）が作成した戸籍法が公布される。「戸」すなわち現実の世帯を基本単位として、住所地を同じくする人々の身分関係を一括して記載するものである。
日本固有法である戸主権は、江戸時代以前の旧慣や民法典制定ではなく、この法で初めて成立したと解する論者もいる（福島、利谷）。
講座派マルクス主義からは、戸籍法の制定は「封建的政治を全国的規模で継承せんとしたもの」と評されるが（平野）、あくまで全国の戸口調査、浮浪人取締による治安の回復・維持が目的だったとの批判がある（松本）。

#### プロイセンの台頭
5月、普仏戦争終結。日本が戦勝国のプロイセン王国に着目する契機になったが、独語習得者の人材難に加えて国情・国民性の差異が大きいとみられ、フランスを制度や学問の模範国とする方針の変更に至らなかった。もっとも国民の慢心が敗因とみられたため、風俗までは学ぶべきでないと考えられるようになった。仏・普両国を視察し後者の教育制度の充実が勝因とみて高く評価したのは田中不二麿だったが、法典論争では断行派（#民法典論争院内戦）。
同戦争を勘案してなおあえて留学した大山巌（旧民法公布署名者）に代表されるように、強兵の小国とみてスイスを模範国の一つとするのが明治の日本人の特徴であった。
なお幕府の蕃書調所でも蘭語に加えて英・仏・独・露語の科目があったが、1881年（明治14年）に獨逸学協会が設立されるまで独語を解する日本人は極めて稀であった。

### 江藤新平左院時代

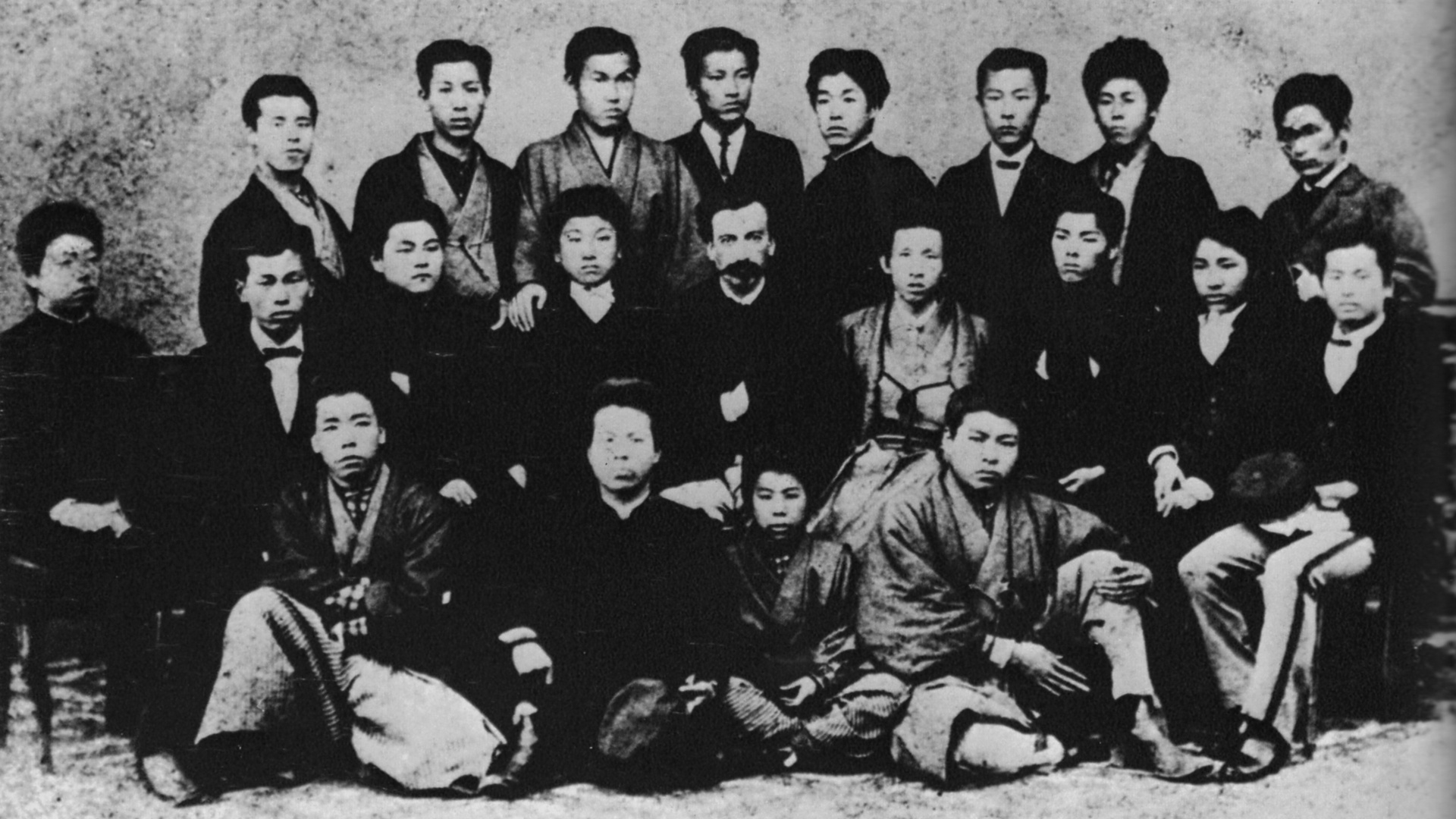
司法省法学校第一期生

7月、廃藩置県。1885年（明治18年）の内閣制まで存続する太政官制が確立。江藤の建議により、立法機関として左院設置。江藤は副議長（実質議長）。
8月、制度局を吸収合併。江藤時代の左院は短期で民法典編纂の成果は不明。
同年、楠田英世が提唱し、後藤象二郎（断行派）や江藤、山内容堂らの賛同を得て、司法省内に法学研究考査の目的で明法寮設置。後の司法省法学校、東大法学部仏法科。磯部四郎・熊野敏三・井上正一・栗塚省吾・岸本辰雄・宮城浩蔵（以上断行派）、木下広次（延期派、後の京大創立者）、関口豊・小倉久・加太邦憲が大学南校（後の開成学校、東大）から転学。なお明法寮を明治5年創立とする文献もあるが、仁井田益太郎の調べでは明治4年9月太政官布告による。
また、箕作の仏民法典全訳が文部省から刊行され、10以上の県が修身の教科書として採用したと伝わる。

### 江藤新平司法省時代

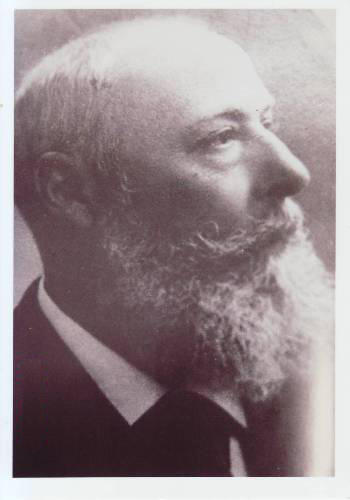
ジョルジュ・ブスケ

1872年（明治5年）4月、江藤が司法卿になると民法編纂事業は司法省に移管。顧問はブスケとアルベール・シャルル・デュ・ブスケ（ジブスケ）。

#### 江藤の基本方針
この「誤訳もまた妨げず、ただ速訳せよ」発言は、穂積陳重『法窓夜話』に引用されたことから人口に膾炙したが（61話）、磯部証言ではなく情報源不明の的野の伝聞に依るもので、信憑性は疑問視もされる。
司法卿時代の江藤は、仏法は「天理人道」に基づき、国情の異なる日本でも実施に支障無しとのブスケからの回答を得て初めて編纂に着手しており、制度局時代に比べ若干慎重であった。

#### 皇国民法仮規則
8月、中国法系に加え、欧州各国法を斟酌した刑法典『改定律例』成立。
10月、司法省明法寮で、確認される限り二度の改訂を経て『皇国民法仮規則』が成立。2085条（欠番あり実質全1185条）で終わる大法典であり、日本最初の本格的民法草案と考えられる。
原案起草者はブスケだったとする証言もあるが（楠田）、2月に来日して10月に草案を完成するのは非現実的なため真相は不明。楠田ら明法寮と左院の合作とする推測もある。
財産法はほぼ仏民法典の模倣だが家族法では取捨選択し、家督につき長子相続を採用。

#### 相続制の衝突

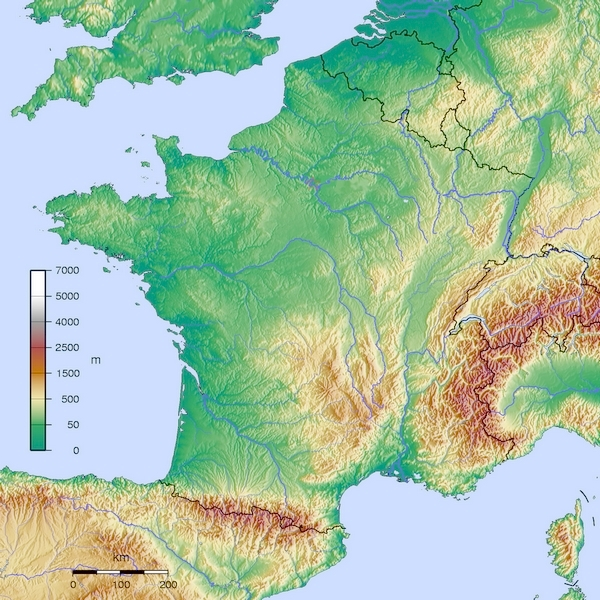
フランスの地形図。南部に山地が目立つ。

相続制については、封建制を捨て郡県制に移行した以上仏法流の分割相続制を徹底して経済発展を図るべきとするブスケと、富国強兵により諸外国に対抗するには資本の集積を行わねばならず、日本の国力では採りえないとする江藤の主張が対立していた（ただし江藤は家父長制に批判的）。
もっとも単独相続制といっても全ての場合に跡嗣ぎ以外の取り分が無いわけではなく、実質は特権的相続制と称すべきものである。日本固有法の家督相続と西洋法の遺産相続の折衷・二元主義は民法典論争でも論点になったが（#相続の性質）、明治民法#相続法でも継続。
旧民法財産取得編286条
- 相続に二種あり家督相続及び遺産相続是なり

取287条
- 家督相続とは戸主の死亡又は隠居に因る相続を謂う

取288条
- 1.家督相続を為すは一家一人に限る

取312条
- 遺産相続とは家族の死亡に因る相続を謂う

ボアソナードによれば、ユダヤ・キリスト・イスラム教圏の長子権は古くは旧約聖書に由来し、キリスト教以前の古代ギリシャ・ローマでは男子は平等分割、一方北部フランスに侵入したゲルマン人（フランク人）には長男子権が有ったと推測されるが、封建制の庶民は柔軟な相続形態を採っていた。
| 「                           | その子たちに自分の財産を継がせる時、気にいらない女の産んだ長子をさしおいて、愛する女の産んだ子を長子とすることはできない。 必ずその気にいらない者の産んだ子が長子であることを認め、自分の財産を分ける時には、これに二倍の分け前を与えなければならない。これは自分の力の初めであって、長子の特権を持っているからである。 | 」 |
| —申命記21章16-17節（口語訳） | |    |

日本には既に封建制維持の必要性も確たる宗教的理由も無いから、長子相続制維持の理由は無いことになる（#郡県制から封建制へ）。
ところが1860年代のフランスでも、遺言者本人の意思を重視する遺言自由主義の立場が台頭、平等の観点から均分相続制を維持徹底すべきという立場との論争が起こっていた。
小土地所有者増加により農業生産が増加した地域もある一方で、商工業にも集約農業にも適さない南仏山岳地域では分割相続の弊害が深刻であった。
仏民法は1906年以降、現物による平等分割を避ける方向に転換。家督相続を廃止した戦後の日本でも農地につき特別法で対処しているが、遺留分に対する零細農の過大な負担という農政上の難問は残る。実態は農地継承者以外の相続放棄が多く、平等の理想は貫徹されていない。フランスにも類似の問題がある。

#### 法治主義との衝突
極端な法治主義は「人間不信」の裏返しである。仏民法典は、裁判の迅速・画一性の反面、契約の解除（1184条）・無効（1304条）に裁判所の判決を要し、弁済の提供にすら公証人などの関与を要する（1258条7号）などの特殊性があり、特に協議離婚制度は、後継者問題を抱えつつ王朝の創始を目論むナポレオンの事情と、離婚の絶対的禁止を主張するカトリック勢力の妥協の産物として庶民には到底利用しがたいものだったから（#キリスト教の家族観）、特殊仏法的要素を削ぎ落とすことは早くから意識されざるをえなかった。
政府の法律万能論に反発した渋沢栄一は大蔵省を退職。商法典論争では延期派。

#### 民法仮法則
江藤は皇国民法仮規則にも満足せず、民法編纂会議を明法寮から司法省本省へ移管。1873年（明治6年）1月、江藤が司法卿を辞任。
3月、戸籍法に代わるべくブスケも参与して『民法仮法則』が完成。箕作は通訳。婚姻に必ず父母の同意と媒酌人を要求するなど（46・49条）、僅かながら独自色もある。
同月、壬申戸籍が完成。戸主が家族の身分変動を届け出るとされた。
最終的には主催者を失って自然消滅したとも（星野）、参議に転身した江藤が法典起草権を取り上げたことで司法省の法典編纂事業は頓挫したともみられている。

#### 江藤の功罪
江藤の拙速主義は、ついにブスケからも批判された。
津田も「江藤は太閤秀吉の尾張城普請の様に一夜で日本五法を作り上げようとしたが…到底できるものではない。私にもやれと言ふたが、私は出来ぬと断った」と証言している。
津田の批判を是としつつも、江藤が外国法調査を鋭意率先したからこそ法典編纂に資したとの評価もある（穂積陳重）。

#### 井上毅の仏民法批判

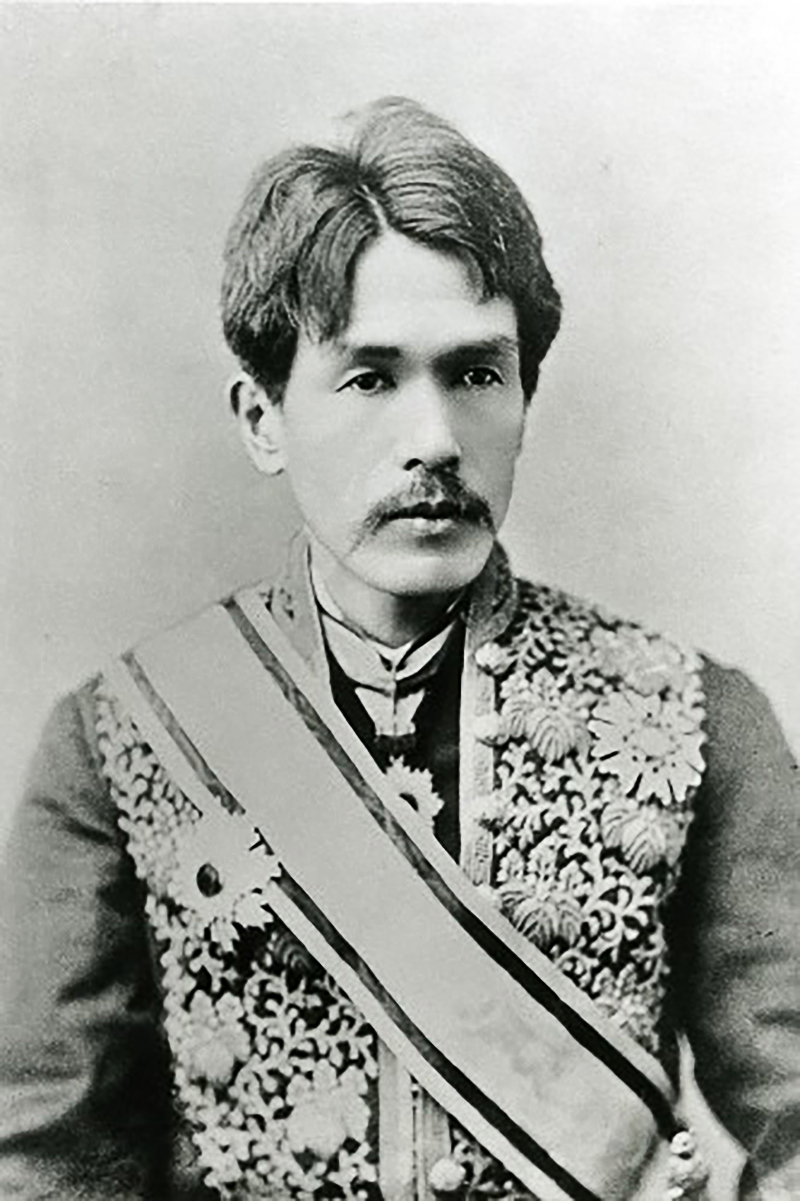
井上毅（明治憲法起草者、延期派）

1872年（明治5年）4月、江藤は欧米の司法制度の視察を希望、政府の辞令を得たが、多忙のため随員のみの派遣を決断。
出立前には次のように訓示。
1873年（明治6年）、パリでボアソナードに憲法・刑法の講義を受けた官僚の内、ボアソナードいわく通訳無しで講義を理解できたのが井上毅、名村泰蔵、今村和郎である。
ベルリンにも旅行して法学研究に努めた井上は、仏刑事法の導入に支障は少ないが、仏民法典は中央集権に過ぎ地方慣習への配慮を欠く、整備された裁判制度はかえって公証人などの特権階級化・訴訟費用の高騰を招き庶民の怨嗟の的になっているとの報告書を日本に送った。「民心安堵」のために民法典編纂を急いだ江藤と、人民の利益のために反対した井上は、一見相反するようで根底で共通していたとも考えられる（坂井雄吉）。
この時井上が着目したのはプロイセンではなく、あくまで領邦の多様性を内包した連邦国家としてのドイツであり（#ドイツ法学の理論状況）、国情・国民性が大きく異なると当時考えられたプロイセンの法典を模範法に考えたというのは後世の誤解だとの主張がある（山室信一）。またドイツ一辺倒ではなく、行政は仏国流の中央集権を支持している。
井上はその後も終生ボアソナードと強い絆で結ばれていたが（#民法典論争後日談）、法典論争では延期派。論文は1890年（明治23年）の「法律ハ道理ニ対シテ不完全ナルノ説」「民法初稿第三百七十三条ニ対スル意見」がある（星野の著書では言及無し）。名村・今村は断行派、ただし名村は明治民法に反対（#帝国議会の批判）。

### 左院の法典編纂事業

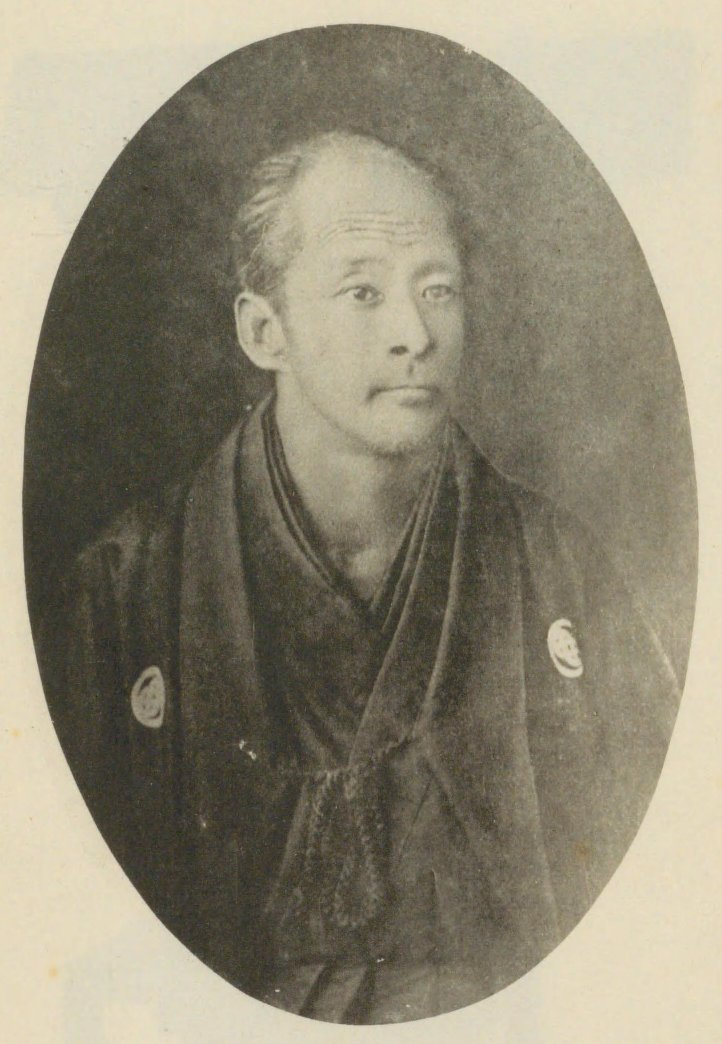
伊地知正治（薩摩閥）

左院では、明治六年政変により江藤が下野した後も『皇国民法仮規則』を再検討、同年後半から翌年にかけて、家族法につき『左院民法草案』が成立。新副議長伊地知正治を中心に、日本固有法を基礎に仏法を斟酌した結果、戸主による統率や家督相続制など、明治の全時代を通じて最も家族主義の強い草案になった（1946年（昭和21年）に石井良助により復刻）。
ただし婚姻や戸主以外の死亡時の遺産相続など、分野によってはもっぱら仏法準拠の上、左院の憲法草案は西洋法の模倣に過ぎるとして廃棄された側面がある。

#### 木戸孝允の仏法批判
岩倉使節団で欧州の現実を目にして漸進主義に転じた木戸孝允は、左院や司法省が当のフランスですら問題視する法典を範に編纂を急ぐことを批判。

### 大木喬任の法典編纂事業
1873年（明治6年）、大木喬任が司法卿に就任。省内部にも江藤の強引な民法編纂への反発があり、特に親族・相続法は日本慣習を基礎に仏民法を取捨選択すべきとの自重論・伝統尊重論が表面化、大木も慎重派の性格だったことや、箕作および来日直後のボアソナードが台湾出兵の後始末に追われたことから、司法省の民法編纂事業は約2年停滞。
台湾問題につき国際法の知見を活かしたボアソナードの貢献は著しく、明治天皇からも賞され、一介のお雇い外国人とは一線を画するようになる。磯部が法律界の「團十郎」に例えたほど、彼の言は権威を持った。

#### 英仏両派の形成

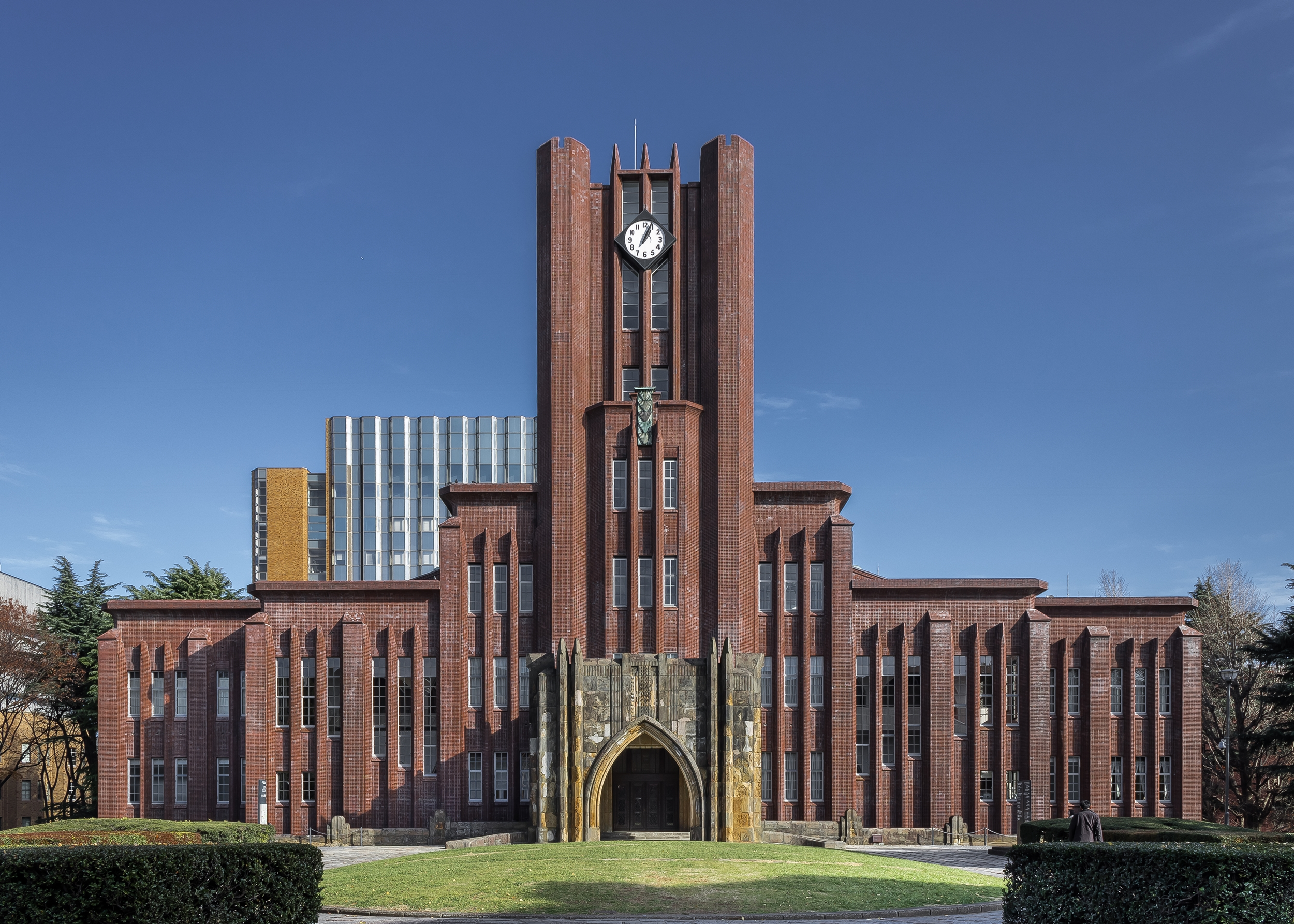
現在の東京大学

1874年（明治7年）、ボアソナードが刑法・治罪法起草を依頼される。また明法寮の後身司法省法学校（後の東大法学部仏法科）において、物権法・債権法・刑法・行政法の講義を開始。商法・家族法は日本滞在歴の長いブスケが担当。
同年、開成学校（後の東大法学部英法科）で英法学の講義開始。ただし仏語・仏法も2、3年次に教授されることが当初から決まっていた。

#### 英法導入の理由
- 大学南校および後身の開成学校の中心人物フルベッキの影響に依るもの（星野）[324]
- 当時の大英帝国が世界最多の人口を支配しており、東アジアに占める政治・通商上の地位を無視しえなかった（牧野英一）[325]
- 明治政府は、帝国大学で学ぶ未来の官僚群に英法（後に独法）を教えることによって、仏法学のブルジョワ自由主義に対抗できると考えた（松本、宮川澄）[326]

などの説明がある。

#### 立憲主義の形成
1869年（明治2年）に岩倉具視が『政体論』を著した時、君主の個人的資質に依存する絶対君主制ではなく、為政者の恣意を予防する政治制度が遠想されていた。
1875年（明治8年）3月、井上毅は西洋法継受による諸法典編纂を提言。
4月、木戸らの大阪会議を受けて、漸次立憲体制へ移行する詔勅が出る。元老院および地方官会議を置き国会開設を準備、大審院の設置、参議と各省卿を分離して天皇への輔弼責任と行政事務を分離など、近代的な三権分立体制を確立する基本方針が決定され、法典整備もその一環になる。
左院は廃止され、法典編纂は司法省管轄になる。

#### 戸主の家族統制
12月、当事者の合意があっても戸籍に登録しない身分変動は無効とされ（太政官第209号達）、届出権を持つ戸主による家族統制が強化される。
ただし戸主は絶対的な権力者ではなく、家族団体のために働くことを要求され、浪費などにより家の利益を害するときは地位を追われ（廃戸主）、全財産をも失う弱い存在である（#団体主義と個人主義、#中田説参照）。

#### 社会倫理の混乱

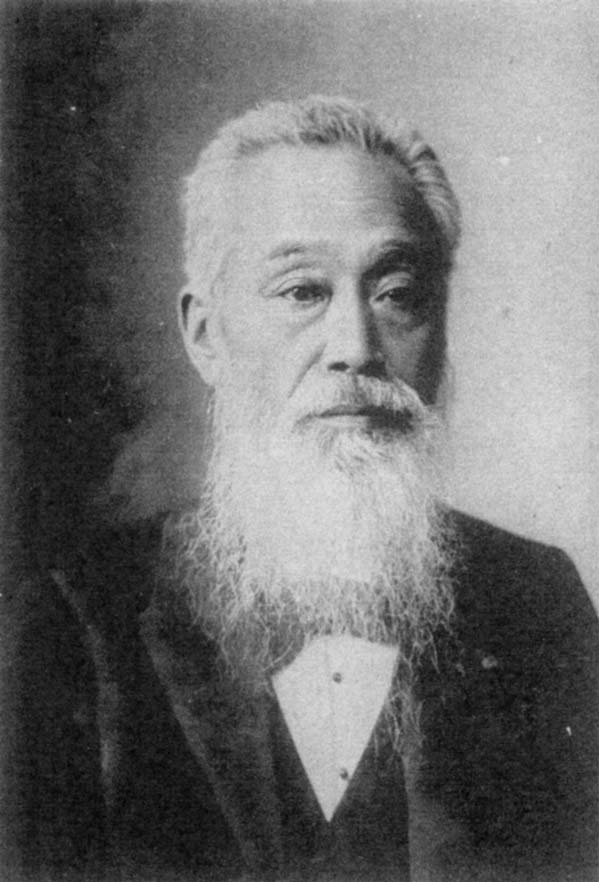
細川潤次郎（英法派・延期派）

1876年（明治9年）2月には、徳川家光家臣土井大炊頭に大判小判を預けたという古証文を譲り受けた代言人（弁護士の前身）が土井利興に返還請求の訴えを提起する珍事件が起こり（2月14日横浜毎日新聞）、これを機に債務者の承諾の無い債権譲渡を無効とする法律が成立（明治9年7月太政官布告）、世論も支持した。後に旧民法がこれを変えたことは、延期論の理由の一つとなった。
この頃官民を問わず、悪質な代言人や商人・高利貸しに対する強い反感があり、月5～8分という「古今未曾有万国に其例なき」高利の横行を受け（細川潤次郎元老院議官発言）、翌年には利息制限法が成立。
1877年（明治10年）1月、不平等条約により関税収入を得られず、財政難に苦しむ政府が過度の地租負担を農民に課したことを背景に（ビンガム）、西南戦争が勃発。前年の陸軍恩給令はフランス恩給法を模倣したもので、戦死者の父母は対象外とされており世の非難を浴びたが、陸軍卿山縣有朋（断行派）は西洋がそうだからというだけの理由で改正論を却下（6年後に元老院で改正）、抗議して切腹する者まで現れるなど遺恨を残した。後に民法典論争で延期派が蒸し返し、貴族院では谷干城、衆議院では安部井磐根が西洋追従・民情無視の例として槍玉に挙げている。
3月、ブスケ帰国。

#### 諸法典の編纂

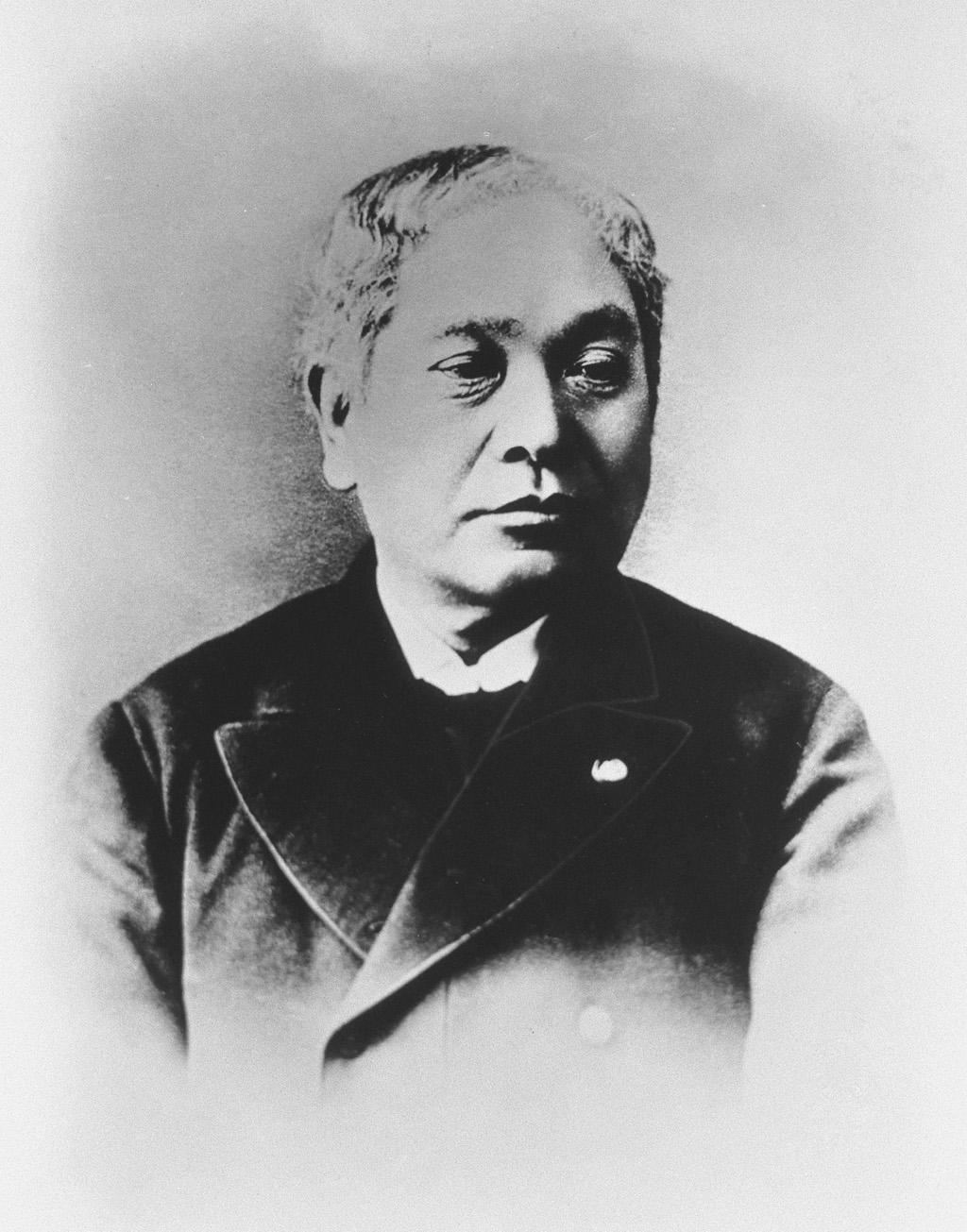
大木喬任（仏法派・断行派）

司法卿の大木喬任は、司法省に5局22課を置き、民法・刑法・治罪法・商法・（民事）訴訟法の編纂に着手。1876年（明治9年）から翌年7月までの間にボアソナードが刑法原案を起草、治罪法も1878年（明治11年）末までの間に起草し、ほぼ完成。
ボアソナードは厳罰主義の仏刑法典に批判的だったため、ベルギー、ドイツ、イタリア刑法なども参照され、鶴田皓ら日本人委員の努力もあり、西洋法理と日本社会の調和が図られた。一方当時の仏治罪法典は、革命の反動法の性格強烈な国家主導型（糾問主義）の法典だと英米の法学者から批判されていた原始規定が改正により穏健化したもので、母法とするのに支障は無かった。後に延期派の山田喜之助がこれを捉え、当の仏国でさえ法典が変遷するのに、仏法派・断行派が時と場所を越えた万国共通の法理を安易にいうのはおかしいと主張している。
1877年（明治10年）、太政官に刑法草案審査局（総裁伊藤博文）を設置して草案を修正、ボアソナード独自説の立法化を回避。1880年（明治13年）には元老院の審査に付され、激論の末妾規定や官吏讒毀罪を削除、法律上の一夫一婦制が確立。法典論争延期派の村田保を妾公認主義であり典型的な保守派とみる論者もいるが（松本）、ここでは伊藤・大木とともに廃妾論者の主力であった。後には皇室に対する罪をも含む死刑全面廃止論を主張している（第16帝国議会）。
一方、商法起草は1876年（明治9年）にオランダ人に委嘱、アダム・ラパール（Adam Rappard）がこれに当たるとみられるが（高田晴仁）、イタリア商法典のオランダ語訳を作った程度で、起用は失敗した。

#### 明治11年民法草案
民法については、司法省の機構を再編し、箕作麟祥・牟田口通照に編纂させた。
実際に大木が司法卿になったのは明治6年のため、講演の速記録であることも踏まえ、「明治9年」は草案開始時期を述べたものとも推測される。
大木は各地（主に農村）の民事慣例を調査させ、1877年（明治10年）5月『民事慣例類集』が成立。
9月、箕作・牟田口の民法草案の一部が上程され、翌年4月に完成（1937年（昭和12年）に星野が発掘）。明治11年草案、明治10-11年民法草案、箕作牟田口草案などと呼称され、日本初の全編完成民法典法案であるが、誤訳や省略を含む仏民法典のほぼ引き写しに過ぎず、箕作も認めたように、実際の施行に耐えない完成度の低さであった。もっとも「実施など思ひもよらない恐るべき不完全翻訳法典」との酷評がある一方で（星野）、一部の論者は廃棄されたのは近代市民法の影響が強い進歩的草案だったからだと主張している（井ヶ田良治）。独自規定は188条の「妻は其夫の姓を用ふ可し」の夫婦同氏規定が知られる（皇国民法仮規則40条、および当時の仏法・オランダ民法は氏名不変原則による夫婦別氏）。
なお後に箕作は西洋礼賛を戒め、特に民法人事編における日本慣習との適切な調和の要を説いている（明治20年明治法律学校始業式）。
11月、紀尾井坂の変で大久保利通が暗殺される。ボアソナードは前述の台湾出兵以来大久保の信を得ており、有力な庇護者を失ったことは法典論争に向けて不利な材料となった。
同年には駐独公使青木周蔵の周旋によりドイツ人国家学者ヘルマン・ロエスレルが外務省の公法顧問として来日。後に憲法典成立にも貢献した。

#### 家族法分離論

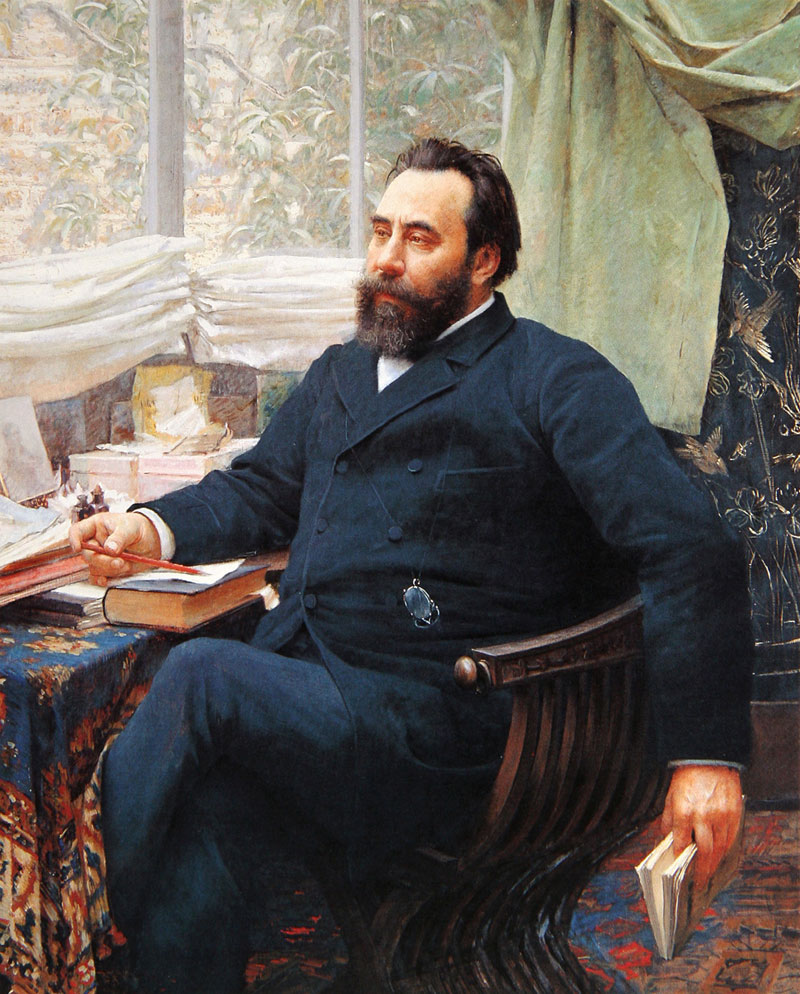
オデッサ大学教授ボギシッチ

1878年（明治11年）6月、モンテネグロ公国一般財産法典を起草中のロシア人法学者ヴァルタザール・ボギシッチと松方正義（断行派）がパリで会見、仏民法典の全面継受に反対し、親族・相続法は民法典から分離すべきとの主張は直接には採用されなかったが、その日本人起草に反映した可能性がある。
この主義は、その後の欧州やイスラム教国にも支持するものがある。もっとも農業国かつ部族社会だったため、南スラヴ人伝統の家父長制・大家族制（ザドルガ）に基づく家族共同体を社会の基本単位に据え、それに基づく若干の家族法規定を置いている。
後世では、民法典で規制される家族生活の範囲を最小限にすべきというのがまさに延期論の中核だったとの理解が主張される一方で（#親族法法典化の是非）、家族法を含むことは仏独両民法典がそうであるため新旧両民法の起草者に当然視され全く問題にされていないと主張する法学者もいる。
なお結局民法典から外されていない上、明治初期の時点で既に親族法は日本の旧慣を反映して制定すべきという考え方は当然に存在したと理解する立場からは（#江藤新平司法省時代）、日本政府が自説を採用したというボギシッチ本人の主張にもかかわらず旧民法への影響は疑問視もされる。相続法は#家族法の起草方針参照。

## 大木喬任の旧民法編纂事業
1879年（明治12年）1月、民法会議で11年草案を修正すべきと決定されたが、結局使い物にならないと結論された。
2月、パリ大学で法学士を取得した磯部四郎が帰国。6月には司法省修補課委員として刑事裁判に代言人を許すべしとの意見書を提出するも、大木や山田顕義司法大輔らは拒否。にもかかわらず翌年の治罪法で刑事弁護制が規定されたのは、司法省に極端な外国人崇拝・日本人軽視の風潮があったためと評される（穂積陳重）。
9月、井上馨が外務卿に就任。
1879年（明治12年）2月、梅謙次郎が東京外国語学校（現東京外国語大学）を卒業。司法省法学校に入学し、ジョルジュ・アペールに仏法を学ぶ（ボアソナードではない）。同期（二期生）は寺尾亨・飯田宏作（以上断行派）、田部芳・富谷鉎太郎・河村譲三郎など。

### 編纂開始
大木は、外国の立法・学説を参酌して最も整った新法典を制定したいと考え、刑法・治罪法の起草を終えたボアソナードに草案起草を依頼した。
委嘱の経緯・時期は史料が少なく、当事者の記憶違いを推測して明治13年説もあるが、12年説が通説である。
概ね明治13年から15年の間に財産法一次案ができ、明治20年までの間に修正・完成されたと考えられる。

### 民法草案の構成
原型であるローマ法大全の『法学提要』（Institutiones）の構成は、
- 第1編、人事
- 第2編、財産
- 第3編、訴訟[380]

プロイセン一般ラント法（1794年）では公法が取り込まれる一方で訴訟法（1781年）が分離。
- 第1部、物の法（財産法）
- 第2部、人の法（親族法・公法）[381]

フランス民法典では不徹底ながら公法・訴訟法が分離し、
- 第1編、人事
- 第2編、財産
- 第3編、財産取得法

プロイセン法典を経て、仏民法典が確立した法典形式をインスティツティオーネ（インスチチュート）方式という。
旧民法草案ではさらに細分化され、
- 第1編、人事編（主に親族法）
- 第2編、財産編
- 第3編、財産取得編（相続法を含む）
- 第4編、債権担保編
- 第5編、証拠編

人事編を首部に置いたため、財産法のみを先行して成立させることは困難になった（村田）。公布段階では編番号は外され、各編ごとに1条から起算する形式になっている。なお「ボアソナードが編纂した」民法が「総則・物権・債券・親族・相続の五種から成る」という事実認識を示す中世史家もいるが、根拠不明。
明治民法ではパンデクテン方式を採用し、物権と債権、財産法と家族法の分離を明確化。
- 第1編、総則
  - 2章人
  - 3章法人
  - 4章物
  - 5章法律行為
  - 7章時効
- 第2編、物権
- 第3編、債権
- 第4編、親族
- 第5編、相続

従来は相対立するものとみられていたが、プロイセン法典は起草者説明によると第1部自然法、第2部は修正原理としての社会法とみて原則・例外の関係に対置したもので、パンデクテン方式の萌芽とも考えられ、また後者においても人・物・変動の体系を民法総則に維持しつつ、権利の主体につき親族、変動につき相続で細則を置くという意味で、前者の発展形態とみることができる。

### 大木時代の起草体制
1880年（明治13年）4月、民法編纂局を置き、草案を検討。この原案は、条文にボアソナードによる注釈を加えたものがProjet de code civil pour l'empire du Japonと題して仏文のまま出版されており（いわゆる『プロジェ』）、その後も二版、新版と版を重ねている。
この中には誤訳のために内容的に逆転して旧民法に結実した例（財347条）も指摘されており、研究には仏文の原案を重視すべきとの主張もある（池田真朗）。
6月、大木の主導の下、民法編纂局が司法省から元老院（左院の後継）中に移設される。主な委員は、箕作麟祥・黒川誠一郎・磯部四郎・杉山孝敏・木村正辞など。
7月、刑法・治罪法を公布（太政官布告36号）、1882年（明治15年）から施行。福澤諭吉（延期派）の時事新報も、福島事件公判に際して両法を高く評価している。また明治10年成立の『民事慣例類集』の補遺を追加整理した『全国民事慣例類集』が成立。長子相続制（特権的相続制）が全国の農村に様々な形態で行われている実情が明らかになった。
同年には山脇玄・平田東助によってローマ法学者ベルンハルト・ヴィントシャイトの著書の和訳が出版され、独法への注目を高めている。

#### 財産法の起草方針
ボアソナードの方針は、
- フランス民法典（1804年）を基礎とし、欠点は判例学説を採用して修正する。
- イタリア王国民法典（1865年）[史料 32]にも従う。仏民法典の改良点が多いからである。
- 仏・伊両民法と異なる規定を置く場合は、理由を明示する。
  - この独自規定は概して不評であり（#用益権、使用権・住居権、#法律取調委員会の旧民法批判）、仏法学への信頼をも損うことになった[397]。
- ベルギー民法の特別な規定（不動産譲渡登記と1851年抵当法による修正）は利用する。
  - ベルギー（1830年独立）は仏民法典がそのまま施行・継受されていた[398]。
- ドイツ民法典が完成すれば、参照する（起草中に完成せず）。
- 日本の「よき有益な旧慣」を保存する。
  - 逆に言えばそれ以外は認めず、個別に法文で明示したものに限って慣習を認める[399]。
  - 1881年（明治14年）8月に慣習民法の収集に当たった生田精が死去すると、慣習尊重姿勢は減退[400]。

#### 家族法の起草方針
家族法部分（人事編と財産取得編の一部）は、固有の民族慣習を考慮するため日本人が起草すべきと考えられた（#家族法分離論）。もっとも、起草者らは個人主義の財産法との調和に意を払ったことから（#団体主義と個人主義）、原案段階ではかなり個人主義に寄った内容になっている。
ボアソナードも、憲法・親族法は自然法ではなくもっぱら各国の事情を基礎とすべきとの立場だったが、相続法は財産法の延長と考えており、均分相続制が経済上有利であり、家産分割の弊害は会社の活用や賃貸借で経営を維持できると主張、財産法案中にもそれを予定する規定を設けたが、後に削除された（#相続法との衝突）。後世からは、そのような相続法論は理性万能論に過ぎ現実的でない、後に西ドイツやスイスなどで農地単独相続が再評価されたことも説明できないとの批判がある（我妻）。ただしボアソナードも法律による長子権の即時廃止までは主張しておらず、当時の講義ではむしろ「今日之を保持して只法律の主義をして後々之を廃止するの方向に趣かしむるを以て適度と為すを得べし」との立場を採り、具体的には華族に限って家督相続制を認め、その場合も戸主の意思によっては分割相続を容認するのはどうかと発言している。

### 明治14年の政変
1881年、明治十四年の政変。ボアソナードは政府の諮問に応えて、大隈重信が主張するイギリス流の議院内閣制の採用は時期尚早と主張、政府の方針決定にも影響を与えた。
政変後、フランスを参考に参事院（現内閣法制局）が設置され、民法編纂総裁が伊藤議長に代わる可能性があったが、元老院議官の水本成美や津田真道の働きかけにより、大木がその地位に止まった（商法・訴訟法からは撤退）。また国会開設の詔で民権家の批判をかわした伊藤内務卿は、憲法制定の具体的構想を欠いたため渡欧を決意、翌年3月に出発したが、ドイツの漸進主義や租税徴収権を国会に譲る（大日本帝国憲法第62条）のは下策というヴィルヘルム1世 (ドイツ皇帝)の専制的主張に反発、折衷主義的な日本独自の立憲政体構想を固めて1883年（明治16年）3月に帰国。
その後、商法はロエスレルに（明治14年）、民訴法はヘルマン・テッヒョーに（明治17年）、裁判所構成法はオットー・ルードルフ（明治21年）に、いずれもドイツ人に起草が委嘱されたのを政変に起因する政府の方針転換の現れとする見方があるが（#独法導入の理由）、ルードルフは急進的立場の戸主制全廃論者（#家族法第一草案）。ロエスレルも反ビスマルク・反ドイツの危険人物と目され、伊藤も承知していたが引き続き重用され、憲法草案をも起草したという側面がある。また民訴法に関しては、テッヒョーが判事・検事として実務経験があり、自国法にも固執しない立場だから適任だったに過ぎない（染野義信）、あるいは仏民訴法典は民法と比べても革命の反動法の性格濃厚であり、ルイ14世時代の王令のほぼ焼き直しに過ぎないという悪評を伊藤が察知していたからだとする見方もある（鈴木正裕）。
同時代人による説明では、ボアソナードの手が空いておらず、ほかにフランス人の適任もいなかったのみならず、仏法が古過ぎ、商法・訴訟法は最新の法律を模範にすべきとの趣旨からドイツ人に委託したとされる（志田鉀太郎、明治商法起草補助者）。
仏法派も引き続き重用され、岸本辰雄・長谷川喬らは報告委員として商法編纂に参加、磯部も民訴法の審議で重要な役割を果たした。

### 旧商法編纂開始

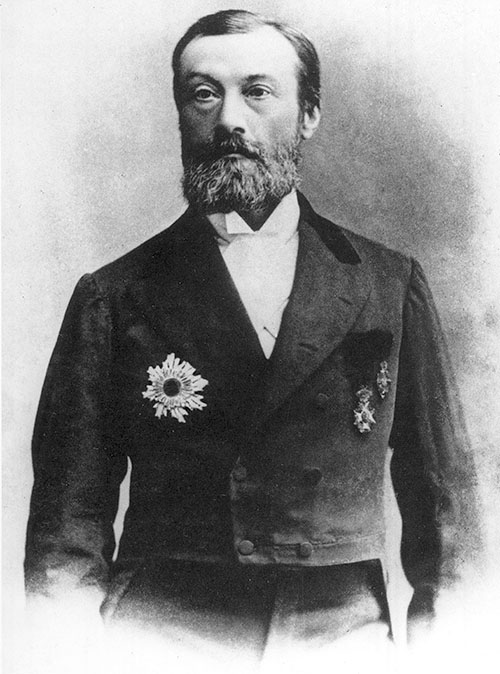
旧商法・憲法草案起草者、ロエスレル

1881年（明治14年）、太政官に商法編纂委員を置き、ロエスレルが草案起草を開始。
純粋な法学者ではなく、日本の経済学教授に相当する彼が起草を担当したことは断行派の梅にも批判されたが、条約改正事業の一環として商法典編纂が位置付けられつつあったから、外務省顧問であり、商法の学識もある程度あった彼が前任者ラパールのリリーフとして起用される必然性があったと説明される（高田晴仁）。
一部教育者は商法にもボアソナードが編纂に関与したと主張するが、根拠不明。

### 自然法学の理論状況
同年1月に明治法律学校（仏法派・断行派）が創立されている。自然法思想の支配的傾向は1887年（明治20年）頃まで続く。

#### 近世自然法論の二大潮流

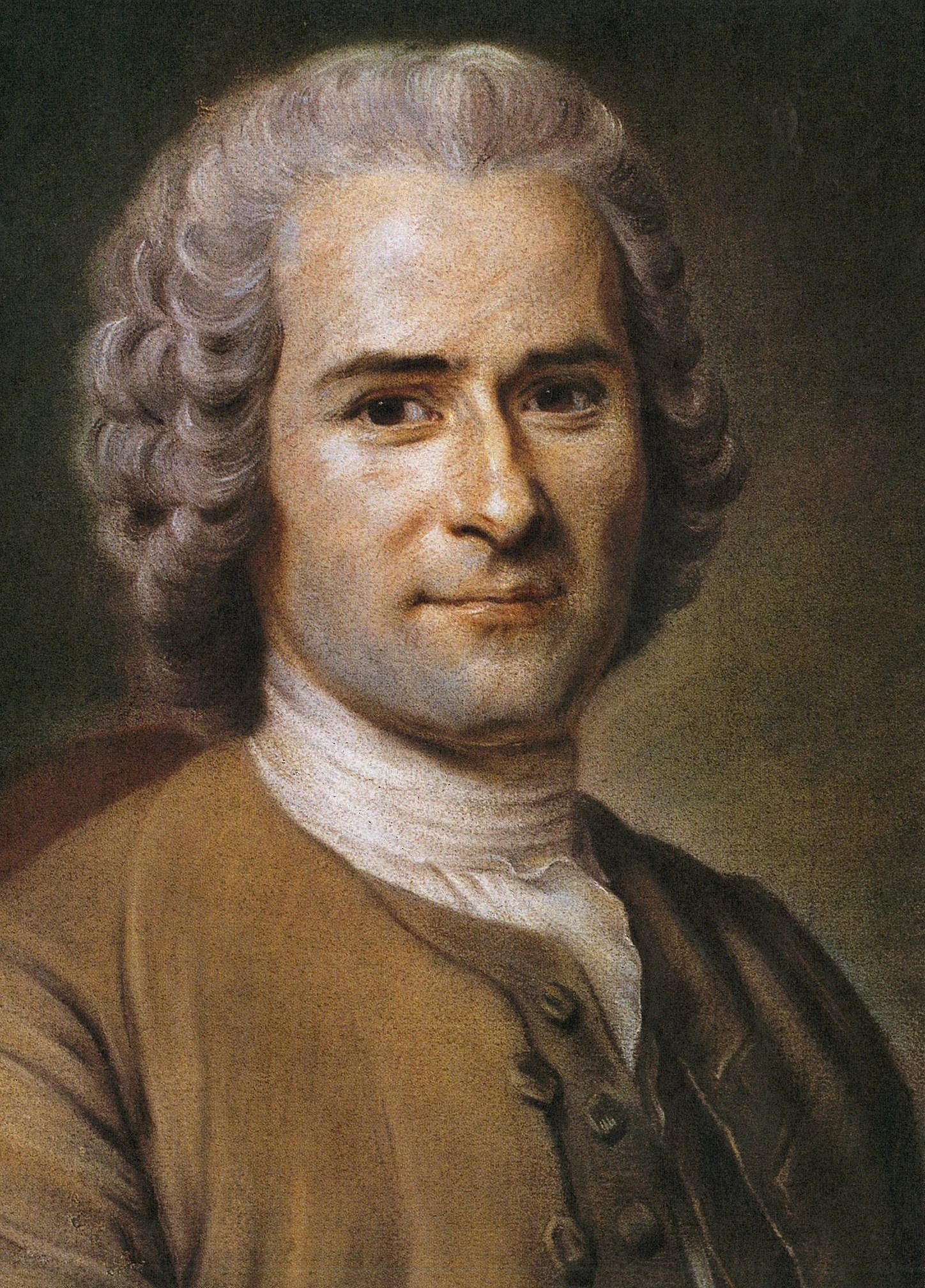
ジャン＝ジャック・ルソー

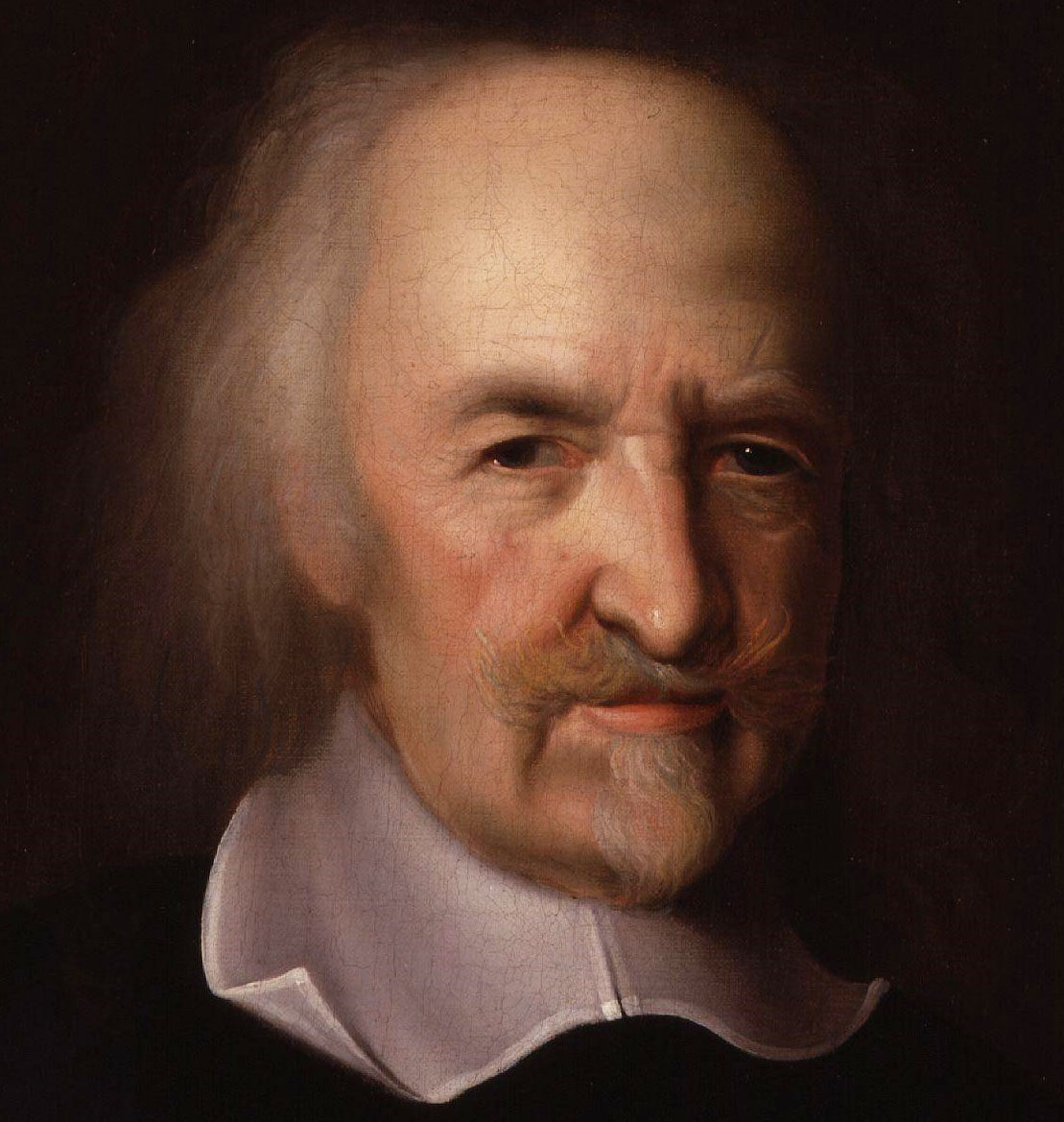
トマス・ホッブズ

1625年、オランダで長引く宗教戦争を背景に、グローティウスは主著『戦争と平和の法』で古代以来神学と密接した自然法の世俗化を主張。
彼の影響を受けた学者中には暴君放伐論を主張した一派があり、フランス革命の理論的中核となる。君主の暴政は社会契約違反だから、反逆は人民の当然の権利という主旨である。パリ大学のエミール・アコラスは、当時の法学者中例外的に急進共和主義者だったが、西園寺公望（仏法派・断行派、法典調査会副総裁）ら日本人留学生を通して法思想が日本に流入しており、植木枝盛もこの系統（#日本の仏法派の家族観）。
一方、同じく自然法論および社会契約論を採る学者の中でも、イギリスのホッブズは国権の絶対化による人類の保全を主張、契約の絶対性を強調することで所有権および契約の自由を樹立、1804年のフランス民法典に結実した。英米系の社会契約説に立ち封建制を批判しつつ、国権強化を説くのは福澤諭吉である。
自然法や天賦人権説は共和制や反国家思想に当然には結び付かないが、ルソー流思想を採るときはアナキズムに陥ると警戒されることになる。

#### 自然法学の受容
仏民法典が基礎とした自然法思想は、日本でも、儒学を介して理解されることにより、キリスト教特有でない普遍的なものとして受容されていた。
西周・津田真道や、井上操（仏法派・断行派、関西法律学校創立者）が自然法と言わず「性法」と訳したのはその現れである。
グローティウスの国際法論は孟子の性善説や王陽明と通じるものとして受容され、天賦人権論も、自然法思想と儒教の天思想の混淆による独自の概念である（#天賦人権論論争）。司法省法学校の入学試験は論語ほかの漢学であり、仏法派も当時の教養人の常として儒学の知識を有していた（#法典実施断行ノ意見）。

#### ボアソナードの自然法論

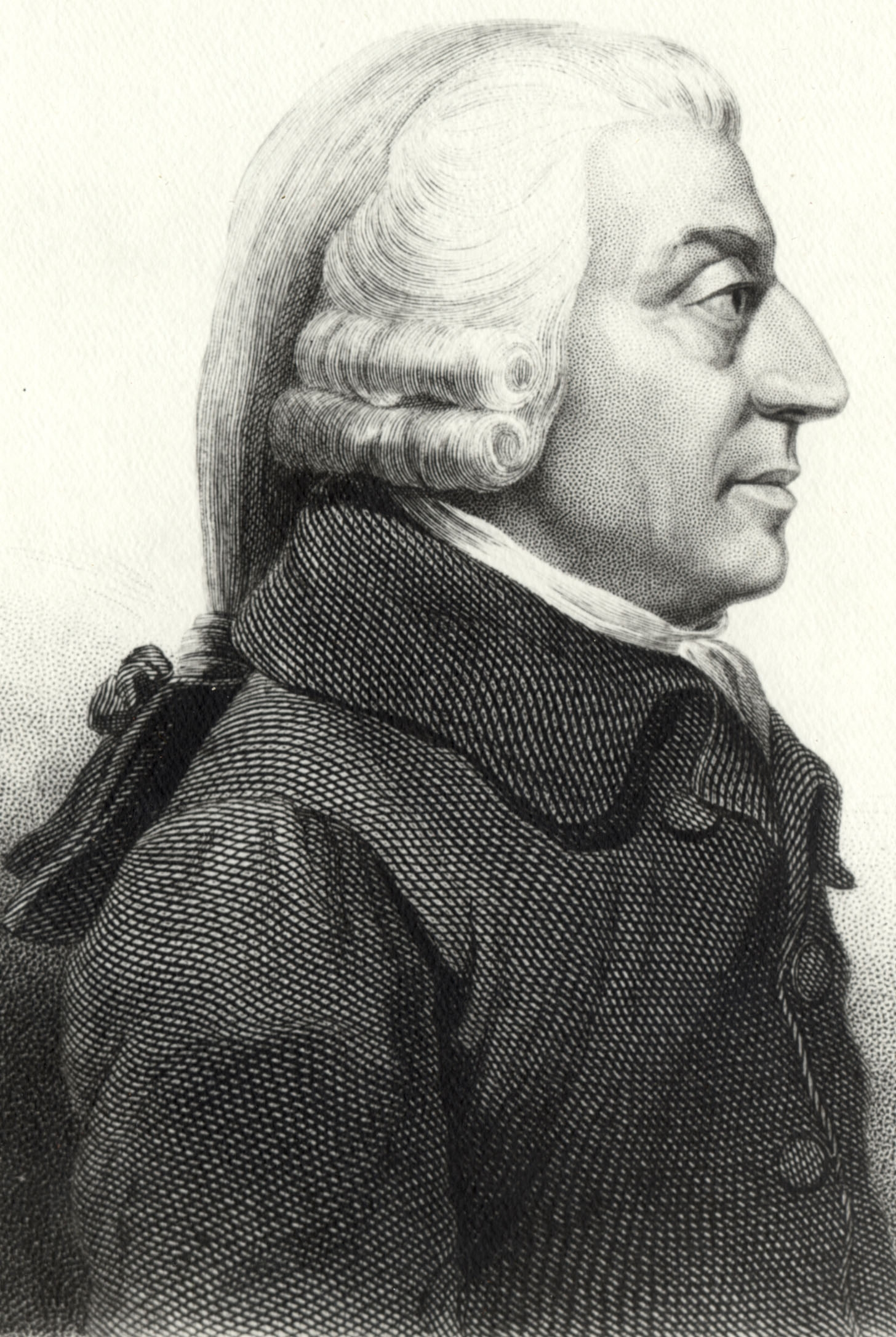
アダム・スミス

ボアソナードの法思想は政教分離の近世自然法論とは異なり、トマス・アクィナスのスコラ学を基盤とする宗教的自然法思想であった。
もっとも、離婚の認容や死刑廃止論など伝統カトリックと異なる面も有していた。仏教・儒教にも敵対せず、法典論争ではキリスト教やモンテスキューの法思想との共通性を指摘している。
彼は、人間を全生物の長とするカトリック神学を背景に、人間は自然的に善であると考える。つまり悲観主義のカール・マルクスに対比される、人間の善性を信じる楽天主義の立場にあり、アダム・スミスの流れを汲む自由主義経済の信奉者であった。
1880年（明治13年）の官営事業民間払い下げ決定を受け、2年後には労働問題を見越して農商務省で工場条例（現労働基準法）制定に着手。明治政府が労働者の「悲惨状態の救世主」になろうとしたことは講座派マルクス主義からも高く評価されるが（#風早説）、これに反対したのがボアソナードであった。
このために彼は延期派のみならず、後世の共産主義者からも激しく批判された。
必ずしも普遍的とは言えない制度に自然法の名目を与えて固執する近世自然法論の弊を踏襲していたのである。

### 延期派の胎動
1881年（明治14年）、穂積陳重が英独留学から帰国し東大教授に就任。この時点ではボアソナードや仏法学にも好意的であった。
翌年、仏文の財産法草案（プロジェ）を検討。
以後、江木衷や奥田義人が延期派の中核を担う。三崎亀之助も院内論戦で活躍した（#衆議院）。
1882年（明治15年）、加藤弘之は『人権新説』を出版し、前年に絶版にしていた自著『国体新論』で採っていた天賦人権論を妄説として激しく批判。

### 旧民法草案の一部完成
1882年（明治15年）には「条約改正予備会議」が発足、民法編纂事業にも影響を与えたと推測され、拙速主義を危惧したボアソナードの提案により草案が再検討される。
家族法は編纂局中に日本人委員の主任（該当者不明）を定めて起草を開始したが、起草は難航した。
1883年（明治16年）、参事院が刑法修正案を上申。富井政章、熊野敏三が留学先のフランスから帰国。また英仏両派の協力により法律用語の日本語訳が整備されたことから、東大で最初の邦語での法学講義が開始。
1884年（明治17年）、困民党蜂起（秩父事件）。
1885年（明治18年）3月、財産編および財産取得編（家族法以外）の草案が完成、内閣に提出される。

### 家族法起草の継続
財産法二編完成を受けて元老院民法編纂局は廃止され、家族法起草は司法省で継続。起草委員は磯部四郎・高野真遜・熊野敏三、菊池武夫（英法派・延期派）・小松済治・今村信行、南部甕男、井上正一・光妙寺三郎（任命順）。
7月、英吉利法律学校（英法派・延期派）創立。

## 井上馨の法典編纂事業

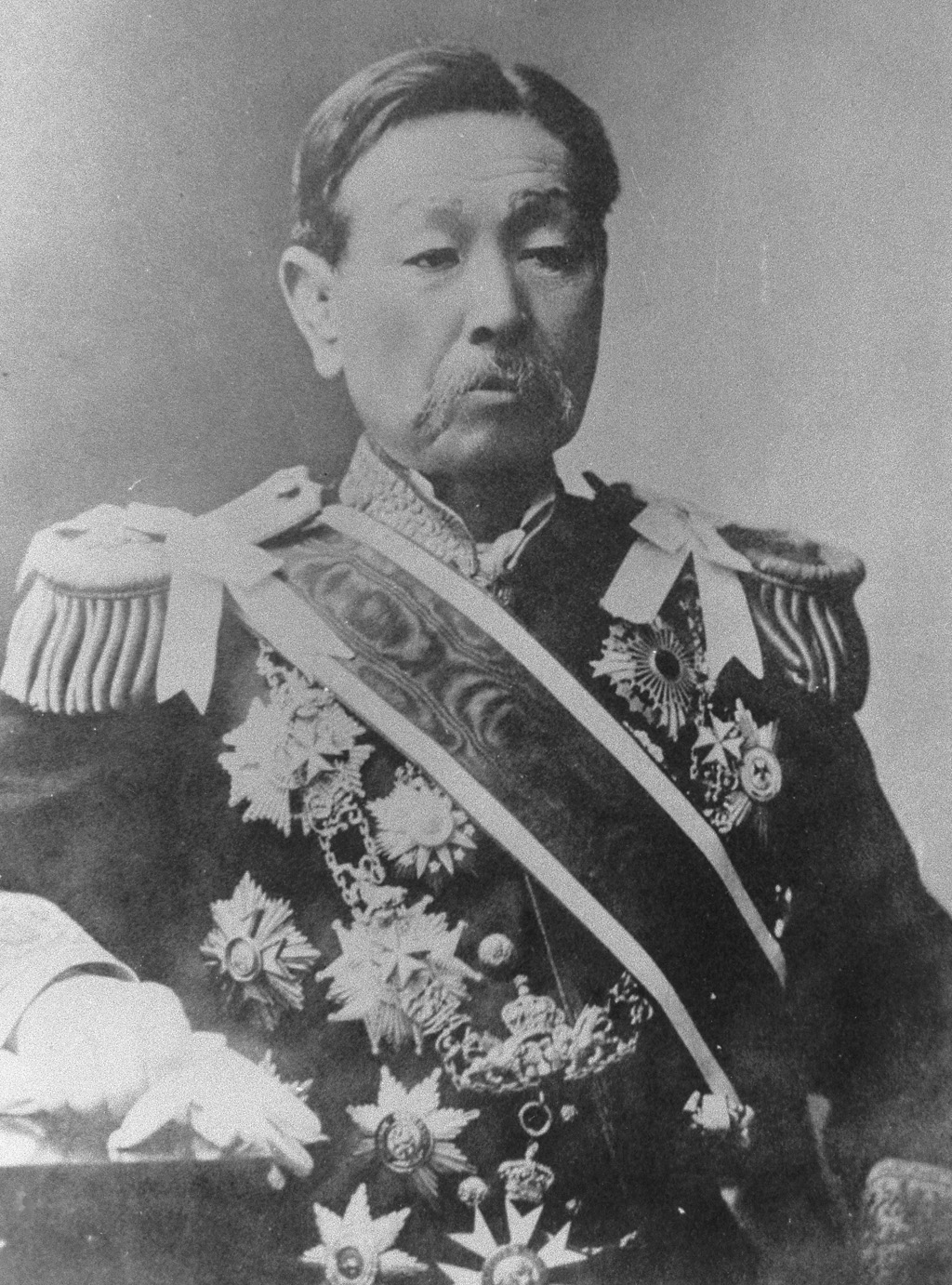
井上馨（長州閥・英学・中立派？）

1885年（明治18年）8月、井上を委員長とする法律取調委員会が設置される。各法典の矛盾抵触が実際の適用に支障をきたすことを危惧した列強の要請を背景に、司法省は非公式な支援にまわった。
委員は、ボアソナード、ロエスレル、ウィリアム・カークウッド（モンテーギュ・カークード）、ルードルフ、アルベルト・モッセらお雇い外国人や、西園寺公望・陸奥宗光・箕作麟祥、三好退蔵（断行派、慶應卒）、今村和郎・栗塚省吾・都築馨六など。

### 法典論争前哨戦

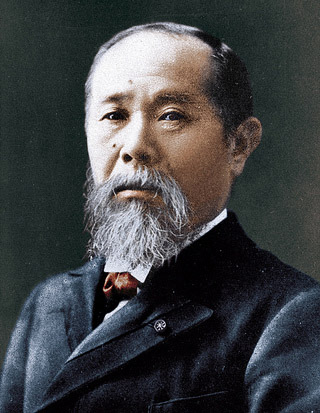
伊藤博文（明治憲法起草者、長州閥・英学・延期派？）

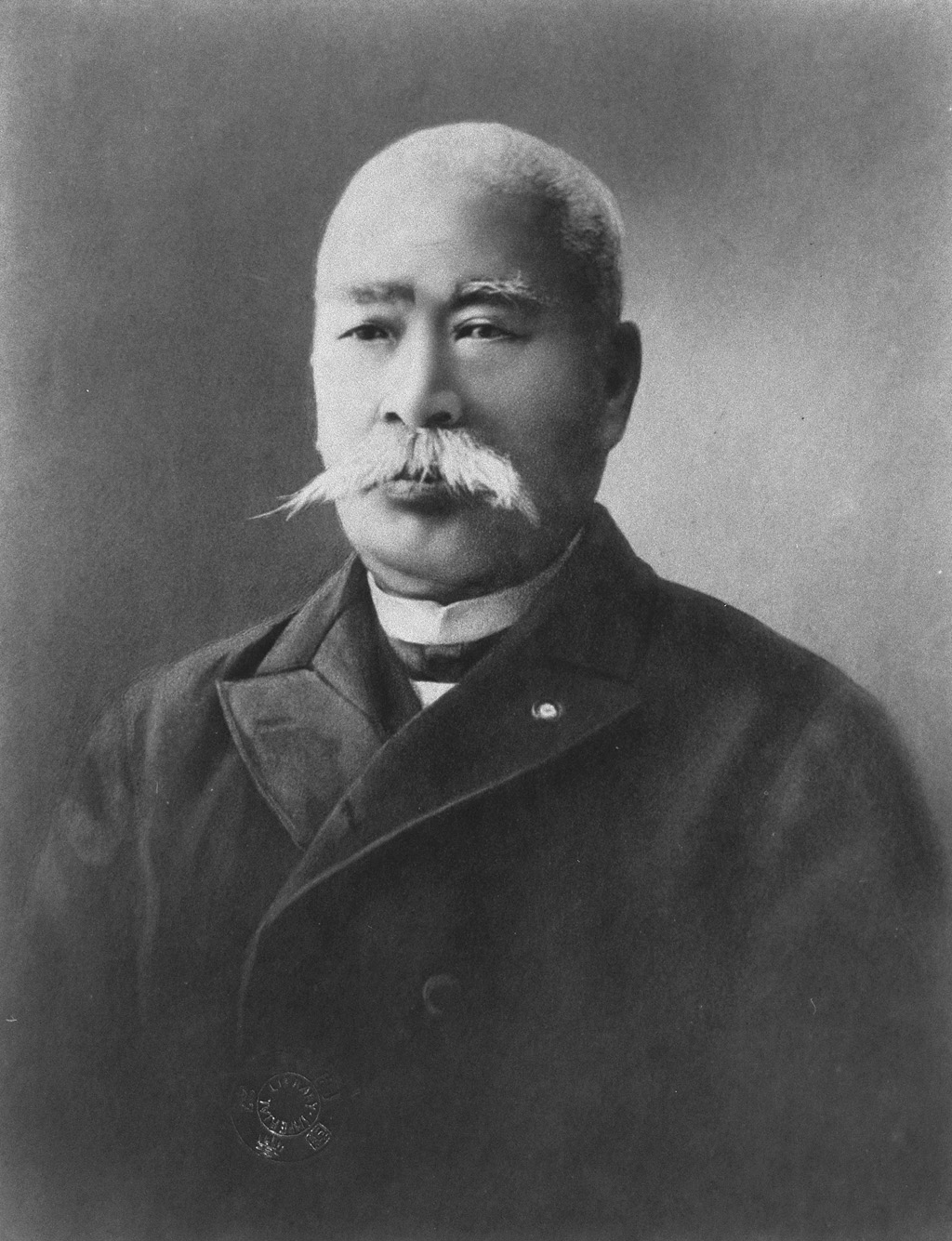
谷干城（延期派）

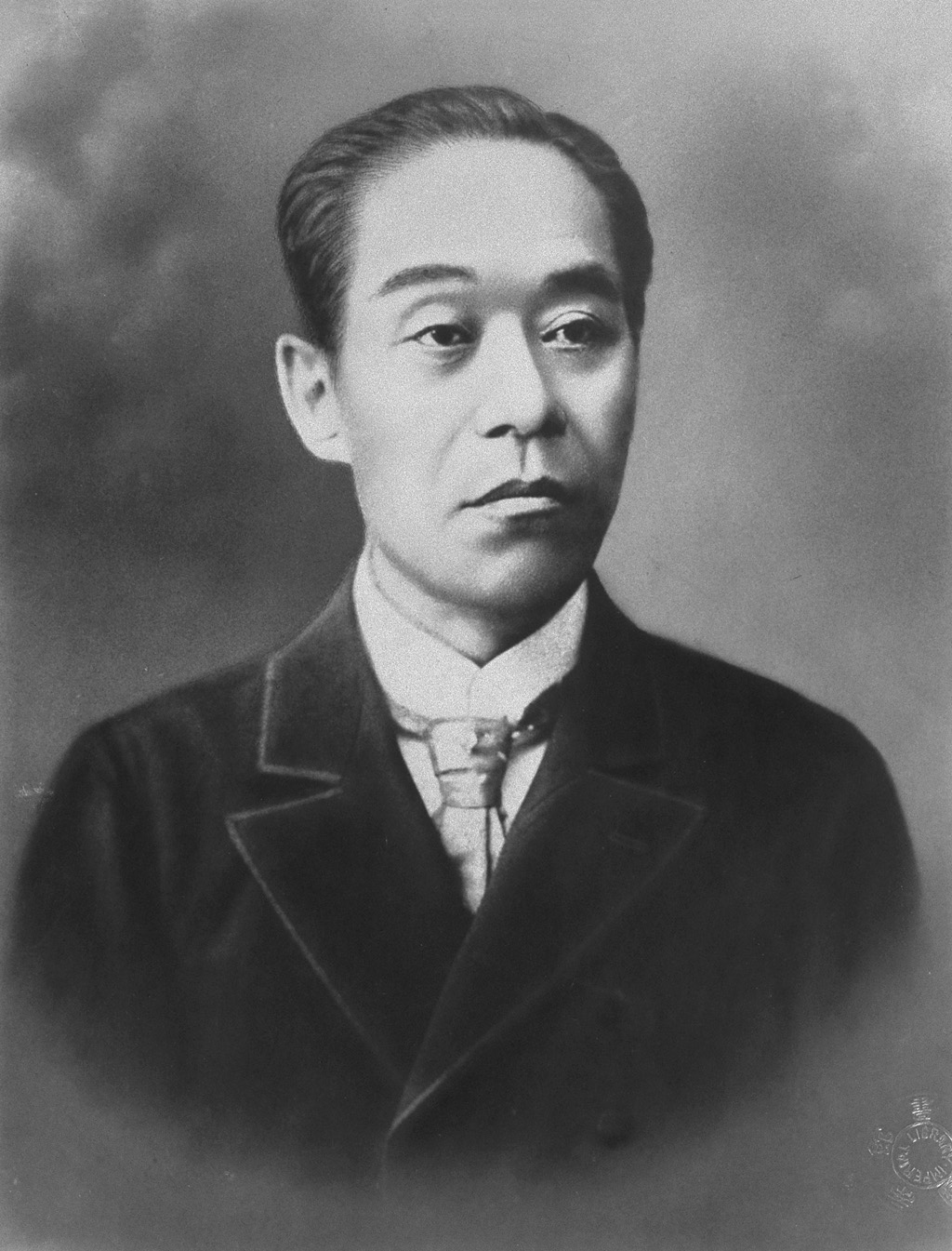
福澤諭吉（英法派・延期派）

1885年（明治18年）12月、初代第1次伊藤内閣が成立。外相井上馨、法相山田顕義。山田はときに司法省法学校に出席し、学生とともにボアソナードの仏法講義を受けていた。日本法律学校創立者。同月には東京大学教員の梅謙次郎がフランス留学に出発。
1886年（明治19年）9月、司法省に独法を高評価する勢力のあることが報道される（毎日新聞）。翌年9月には法科大学に独法部門が創設される。
10月、ノルマントン号事件が起こり、領事裁判権への国民の反発が沸騰。
12月、元老院で財産法案の審議が行われたが、条約改正優位論への不信感が示されており、以後一貫して慎重討議を希望した元老院は編纂過程に不満を募らせた。
1887年（明治20年）3月、「泰西主義」に基く裁判所構成法・刑法・治罪法・民法・商法・民事訴訟法を完備し、条約批准交換後16か月以内に英訳正文を各国に「通知」すべきことが、正式の外交文書によって認めさせられた（後に撤回）。列強の要求はさらにエスカレートし、真にウェスタンプリンシプルか列強の「査定」をも要するとされた。
4月、法律取調委員会は諸法典を統一整理すべきと決議し、井上は草案議定中止を稟議、内閣も承認し、元老院の猛反発を押し切って民法二編を一旦廃棄。批准後2年内の法典制定が要求されたため、井上は一事項に結論が出るまで会議を中止せず食事も出さない"兵糧攻め"をしてまで編纂を急がせた。
ところが内地雑居・外国人判事受け入れを内容とする条約改正に対し、ボアソナードや谷干城らが反対運動を起こす。
激怒した井上馨はボアソナードの解雇を主張。
6月に欧州から帰国した谷農相は外国人におもねる法典編纂を主権の侵害と非難する意見書を政府に提出。また山田法相も「法典を泰西主義に拠り編纂することは、我国情に即応せず、且不測の変を生ずることを」おそれると慎重論を述べた（ボアソナードの強い影響が指摘される）。伊藤首相と井上外相は長文の意見書で反論、井上は「今日文明人民の所要に適」する近代法典の必要性を説き、伊藤も条約改正のための法典編纂ではないと主張。
福澤諭吉の時事新報も国情を無視した法典編纂の強行を非難したが（6月20日社説）、政府の弾圧を受け発行停止にされた（内務大臣山縣有朋）。
明治天皇は井上外交の支持者だったが、外務省主導の編纂事業は井上外相の辞任により頓挫、成果は裁判所構成法草案の完成のみに止まった。
ボアソナードの反対論は仏法派になかなか理解されず、仏法派内部での信望を低下させた。

### 伊藤博文の動揺
条約改正は一時中止が決まったが、明治初期以来の法典編纂を司法省で継続すべきと伊藤が主張し、渋る山田を説得。
もっとも10月5日付け書簡では、財産法案はelabolate、商法案はcomplicatedに過ぎ、内容も学説理論の実験場のようであり「共に学問上の高尚論に流れ、日本の現況に不適当なる新工夫を提出したるの謗」を免れえないと批判、お雇い外国人の草案を放棄して、独自に「ナポレオン法を基礎とし、日本に適否を考慮し修正」すべきと主張している。
なお伊藤は条約改正のため西洋法輸入を急ぐべきだが、最終的には日本の詳細な慣習研究に基づく法改正が望ましいと独自に準備しており、1909年（明治42年）に暗殺され途絶した。

## 山田顕義の法典編纂事業

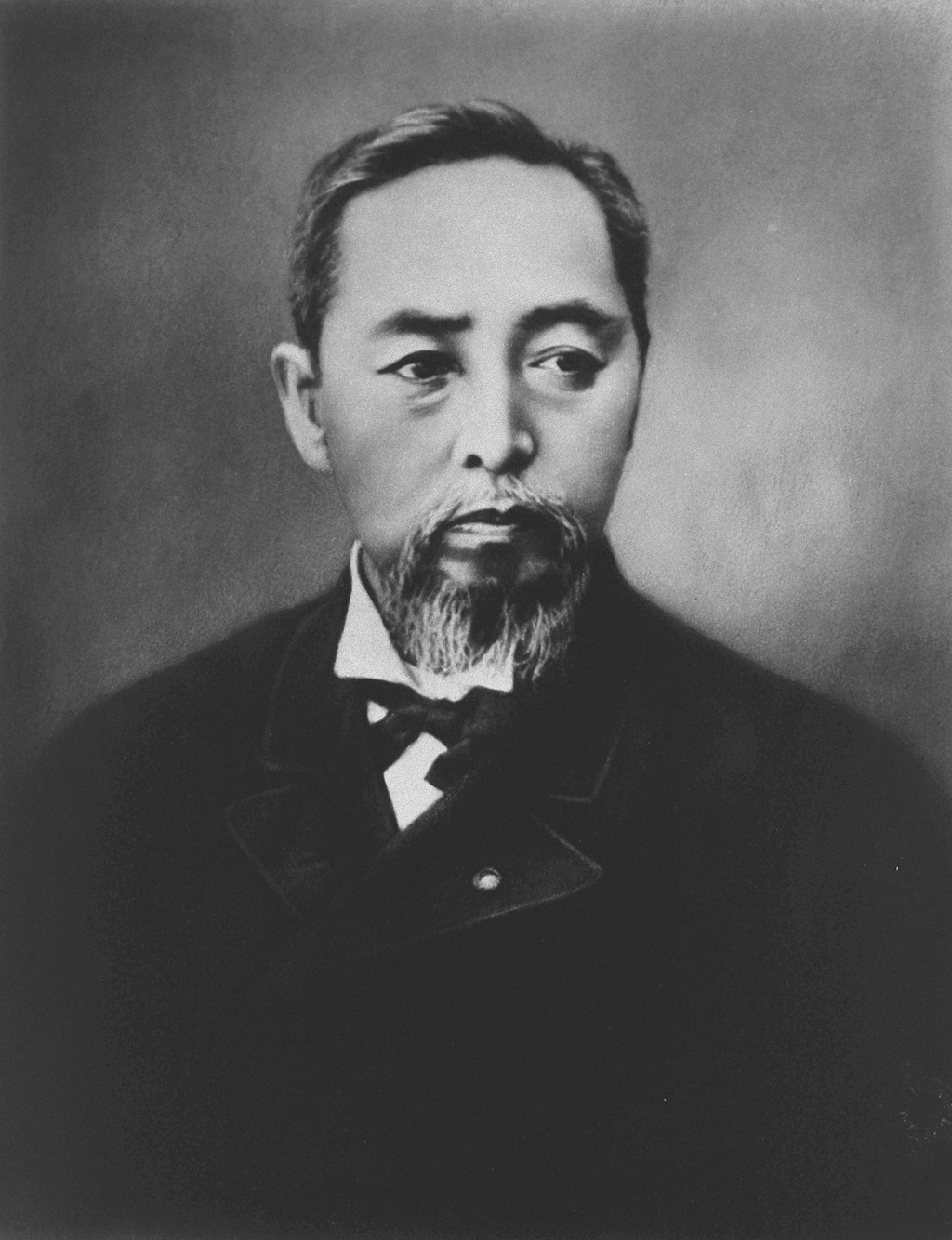
"法典伯" 山田顕義（長州閥・仏法派・断行派）

1887年（明治20年）10月21日、法律取調委員会は司法省に移管され、山田が委員長に就任。

### 山田の基本方針
山田は、先に性急な法典編纂に反対したのと同一人物とは思えないような態度で委員会の運営にあたった。
草案放棄は時間が無いことを理由に拒否。財産法の残余、債権担保編・証拠編を引き続きボアソナードに、商法もロエスレルに継続させた。
組織編成では、西洋法に精通するからこそ草案に異議を唱えそうな磯部ら若手法律家を報告委員に任じて議決権を与えないことで審議促進を図った（磯部）。
原案内容の変更は禁止され、1日15条ずつの議了、直訳調の法文にすることも要求されたが、それでもなお、草案の枠内手直しをする努力が行われた。この修正にボアソナードは大いに不満であった。

### 法律取調委員会の旧民法批判
旧民法の欠点は編纂当事者にも認識されていた。審議過程で財産法案の体裁・文体・内容（特に物権法分野）への異論が続出したにもかかわらず基本的枠組みは維持され、委員会の中に大きな不満を残した。
特にフランスの少数説を立法論的に採用して賃借権を債権でなく物権としたことは深刻な論争を生み出し、ボアソナードの元門下生たちでさえ批判的であった。多くの日本人委員は、賃借権に対抗力を与えて賃借人を保護することに異論は無かったが、賃借権の譲渡・転貸・抵当権設定を可能にすることを不当な慣習無視と考えたのである（賃貸人が不測の損害を被る危険があるため）。
旧民法財産編134条
- 1.賃借人は賃貸借の期間を超えざるに於ては其賃借権を無償若しくは有償にて譲渡し又は其賃借物を転貸することを得
  - 但し反対の慣習又は合意あるときは此限りに在らず

但書は妥協の産物である。

#### 仏法派委員の批判

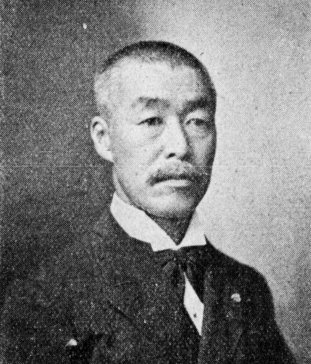
栗塚省吾（仏法派・断行派）

栗塚省吾は、直訳・速訳の方針に反対し、日本語の文章として読みやすい法文にすべきと繰り返し主張。
今村和郎は、報告委員組合は草案の用収権（用益権）規定を全廃すべき旨一致したことの説明として、日本には類似の慣習は絶えて久しく、実施の弊害が大きいと主張。対象物の荒廃を招くというのである（#用益権、使用権・住居権）。
箕作麟祥ですら、山田の命を受けて松岡康毅とともに財産法案の内容的変更を含む『別調査民法草案』の起草に着手、一時は原案の全面廃棄が検討されたが法典速成が優先され、ボアソナード独自説の強引な立法化は後に「新法典ハ威力ヲ以テ学理ヲ強行ス」と批判される原因になった（#法典実施延期意見）。なお『別調査民法草案』は後に村田保の民法典論争貴族院演説でも言及され、高評価を受けている。

#### 尾崎三良の批判

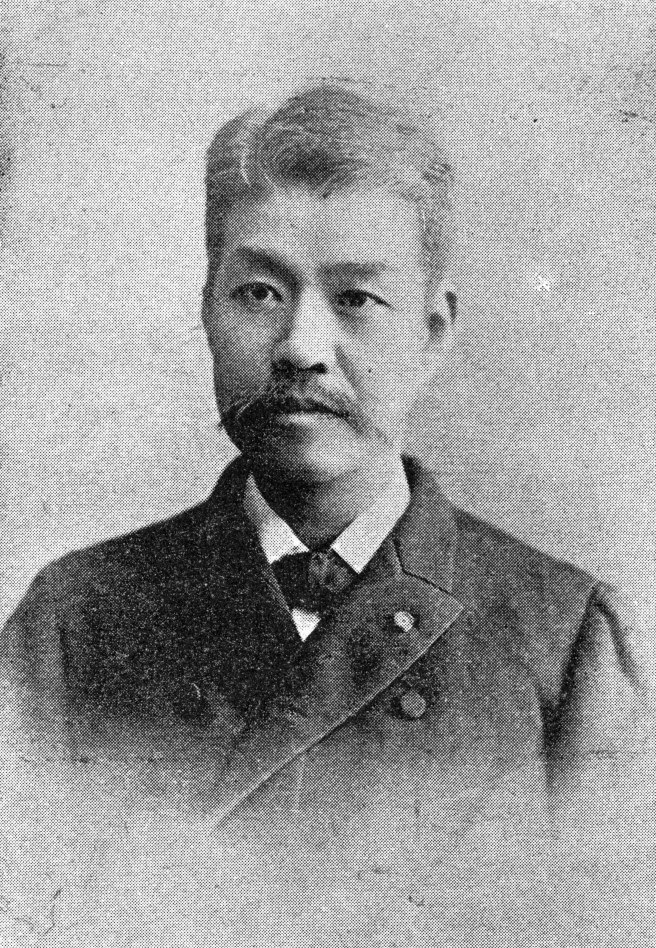
尾崎三良（英法派・商法断行派、民法延期派）

元老院議官兼任の尾崎三良は、財産法案が晦渋難解なこと、日本の実情に適さないこと、委員会による修正も小手先に過ぎないことを批判し、財産法の根本的修正が必要だとして、法典論争に先駆けて、伊藤博文や大隈重信らへ働き掛けていた。ただし、家族制度強化には松岡とともに反対であった。大審院長兼任の尾崎忠治とは別人（委員会の議事録では元老院の尾崎という意味で「元尾崎」表記）。

### 法律取調委員会の限界
民商両法典に多数の重複・抵触があることは山田委員長らにも認識されており議論は紛糾したが、保険法・海商法の商法への一本化を除き、両起草者への遠慮から放置された。

### 旧民法家族法の起草者
磯部は自身と熊野の名しか挙げていないが、民法草案『理由書』から推定される起草者は以下の通り。
- 第1編、人事[史料 41]
  - 1章、私権の共有及び信用（熊野）
  - 2章、国民分限（熊野）
  - 3章、親属及び姻属（熊野）
  - 4章、婚姻（熊野）
  - 5章、離婚（熊野）
  - 6章、親子の分限（熊野）
  - 7章、縁組（光妙寺三郎）
  - 11章、禁治産者（光妙寺）
  - 12章、戸主及び家族（黒田綱彦）
  - 13章、住所（熊野）
  - 14章、失踪（熊野）
  - 15章、身分証書（高野真遜）

- 第2編、財産獲得[史料 42]
  - 13章、相続（磯部）
  - 14章、包括名義に於ける生存者間の贈与及び委嘱贈遺（磯部）
  - 15章、夫婦財産契約（井上正一）

ただし、完成した第一草案は報告委員合議の結果である。ほかの参加者は今村和郎・栗塚省吾・宮城浩蔵・本多康直・寺島直など（未確定）。明治民法は法典調査会#民法起草体制に譲る。

### 旧民法家族法の参照法
財産法と異なり日本慣習を採り入れ、独自の体系で編纂すべく苦心されており（#家族法の起草方針）、外国法についても第一草案の編纂に際して『民法草案人事編九国対比』が作られている。しかし主に仏・伊民法のほか、ベルギー民法草案が参照されたと説明されるに止まっており、民法理由書の記載も同様である。

### ヨーロッパの家族観
比較法的にみれば、家族制度が日本特有というのは俗説誤解に過ぎない。

#### 古代ローマの家族観
キリスト教以前の古代ローマの家族制は、家父長の家族員に対するタテの関係を中心とする。祖父の家長権が孫にも及び、家長でない父母の子に対する親権の併存は認められない（家長権の排他性）。初期ゲルマン、ヘブライの家長権も同じ。
家長権が同一家屋に住む夫婦とその未成年の子に止まらず複数世帯間に及びうる点で日本の戸主権と共通するが、戸主権は隠居の尊属にも及び、旧民法・明治民法は親権の併存を認める点で異なる。女性が例外的に家長たりえるのも日本の特徴である。
奴隷制の発達した中期ローマでは、家族団体の構成員には所有奴隷が含まれ、家長は文字通り家族員に対する生殺与奪の権利を有した（家長権の絶対性、アントニヌス勅令により制限）。家族員の稼ぎは家長個人の所有に帰し、財産の帰属が明確で処分も容易なため、商工業および都市生活に適合する。
ローマの大家族制は近世西欧法には継承されなかったから、ドイツ民法典に戸主権類似の制度は存在しない。
婚姻については極端な契約的婚姻観に立ち、手紙などで意思の合致さえあれば一度も会ったことが無くても婚姻が成立・解消するが、私通・秘密婚の弊害が横行した。もっとも八束によれば、キリスト教以前の欧州の家族は祖先教を本源とした点で日本と共通するという（#穂積八束の延期論）。

#### キリスト教の家族観

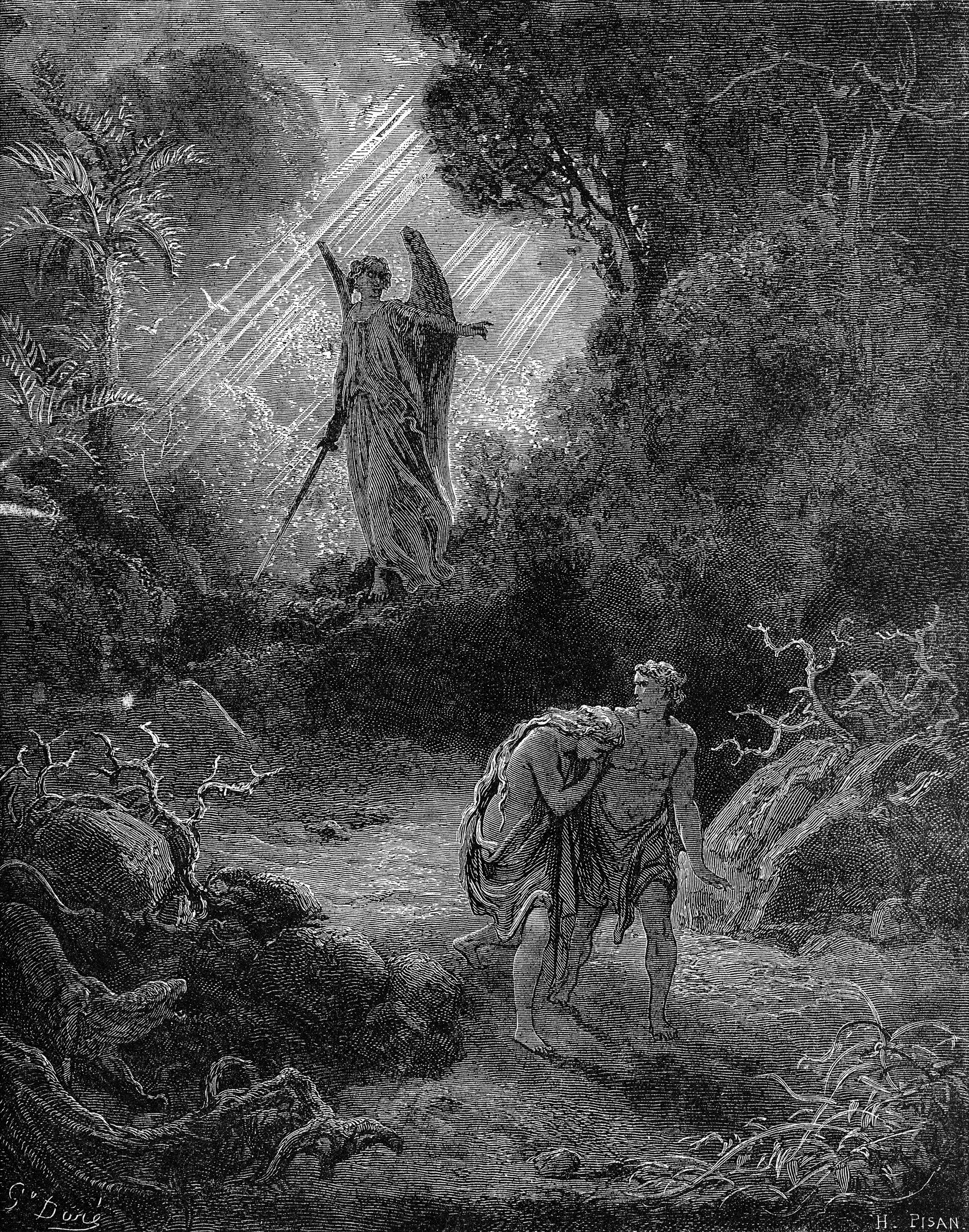
ギュスターヴ・ドレ「楽園から追放されるアダムとイヴ」

家庭を伝道および信仰生活の単位として重視したイエス・キリストにおいては、婚姻関係は親子関係から独立して、社会の一個の新しい基本単位を為すとされた。
| 「                                   | 創造者は初めから人を男と女とに造られ、そして言われた…人はその父母を離れ…ふたりの者は一体となるべきである。 …だから、神が合わせられたものを、人は離してはならない…モーセはあなたがたの心が、かたくななので、妻を出すことを許したのだが、始めからそうではなかった。 …不品行のゆえでなくて、自分の妻を出して他の女をめとる者は、姦淫を行うのである。 | 」 |
| —マタイによる福音書19章4-9節(口語訳) | |    |

「不品行のゆえ」は文語訳聖書では「淫行のゆえ」。妻の姦通による離婚を例外的に認めたこの文言は、カトリック神学者により後世の挿入だと主張され、別居および教皇の婚姻無効の宣言のみ認められて、不正の温床になった。新共同訳では「不法な結婚でもないのに」、聖書協会共同訳聖書では削除。
キリスト教の家族観を確立したのは、性的衝動の克服を目指した聖アウグスティヌスであった。男を惑わせ道を誤らせる「女は罪深きもの」、婚姻は「必要なる悪」だから、肉体と不純を浄化するため教会の秘蹟が不可欠と考えられ、世俗的な事実婚を否定して、法定手続を婚姻の成立要件とする方式主義（要式主義）が確立。加えて、使徒パウロの言にも重きが置かれた。
| 「                               | また、男は女のために造られたのではなく、女が男のために造られたのである。 | 」 |
| —コリントの信徒への手紙一11章9節 |                                                                          |    |

| 「                             | 妻たる者よ。主に仕えるように自分の夫に仕えなさい。 | 」 |
| —エフェソの信徒への手紙5章22節 |                                                    |    |

このようにキリスト教社会は男性優位だったから、西洋法で女性の権利は何らかの形で制限されていた。
前述のホッブズは自然状態における母権論を提唱したが、父権を当然視する17世紀のキリスト教社会に受け入れられなかった。

#### ルソーの家族観
フランス革命の理論的指導者ジャン＝ジャック・ルソーは、カトリックやプロテスタント以上の徹底した男性優位思想であり、家父長制擁護論者であった。

#### ナポレオン法典の家族観
仏民法典が近代的といわれるのは財産法であって、家族法では必ずしもそうではない。婚姻を民事契約と宣言する革命憲法が教会による身分行為の独占や離婚の絶対的禁止を否定したに止まり、一部過激派によって兄弟姉妹間の近親相姦の自由すら主張された革命の熱狂期に対するカトリック的反動と、ナポレオンの軍事体制のために、原始規定では男権優越・家父長制を当然の前提とし、1970年代に根本的に修正されるまで、旧時代の価値観を温存していたことが多くの学者により指摘されている。
旧213条1項前段（1938年改正法）
- 家族の首長たる夫は家庭の住居を選定する権利を有す[537]

旧214条
- 1.妻は夫と同居する義務を負ひ、夫が居住するに適せりと為す如何なる地へも夫に従ふべき義務を負ふ[538]

旧374条
- 子は、満18年以後に、志願兵として入営する為に非ざれば、父の許可なくして父の家を去ることを得ず[539]

旧376条
- 1.子が16年以下なるときは、父は裁判所の権力に依り其教育場収容を命ぜしむることを得[540]

これらの家父権は公権力により強制執行できる（日本の通説・判例は反対、人身への直接執行はできず、期間中の扶養義務免除のほか損害賠償・離婚原因になり得るに止まる）。
その仏民法典も急進的に過ぎると考えられたために、王政復古期の1816年には離婚制度は全廃された。法定離婚（強制離婚）は1884・1886年に復活したが、協議離婚復活は1975年である（積極的破綻主義採用）。1985年には財産関係における男女平等が実現した。
自宅内で不貞行為をした妻の殺害の免責規定（仏刑法旧324条）も1975年に削除されたが、21世紀のフランス社会に影響を残している。
近代西洋市民法の基礎が、妻に対する優越的な夫権を定める家父長制だったことは、21世紀では法学上の通説の地位を占め、仏法と日本の家制度の共通性を指摘・強調する傾向が有力である。

#### イタリア民法典論争

1843年のイタリア

イタリアでは1870年の統一まで多数の王・公国が乱立していたが、ナポレオンに征服されて仏民法典が施行され、民事婚や離婚制度も導入された。カトリック教会は体制崩壊後に諸国と協調・妥協しつつ婚姻統制権の奪還に努めるが、イタリア統一運動の一環として現れた1865年の民法典からの民事婚主義の追放には失敗。教会婚は法的意味を失った。しかし庶民には教会婚が浸透しており、法律婚の手続きを怠る者が多く非嫡出子や事実上の重婚が増加。教会婚に何らかの法的意味を持たせなければならないことが明らかになった。また逆に民事婚主義（契約的婚姻観）を徹底して離婚を認めるべきとの主張もあったが、法律婚と教会婚の調和を志向しつつも婚姻不解消主義維持を主張するレオ13世 (ローマ教皇)らの強力な反対論があり、修正法案は不成立。このように社会の実情に合わない規定もあったにもかかわらず、法典改正は大事業のため容易に実現できず、ファシスト政権樹立まで解決を待つことになった。

#### 日本の仏法派の家族観

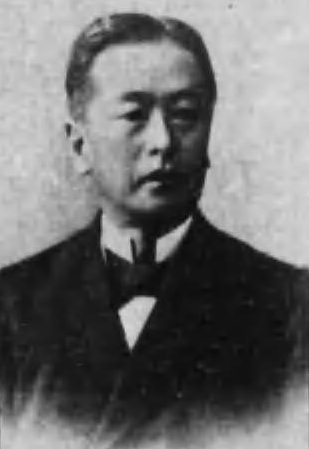
岸本辰雄（仏法派・断行派）

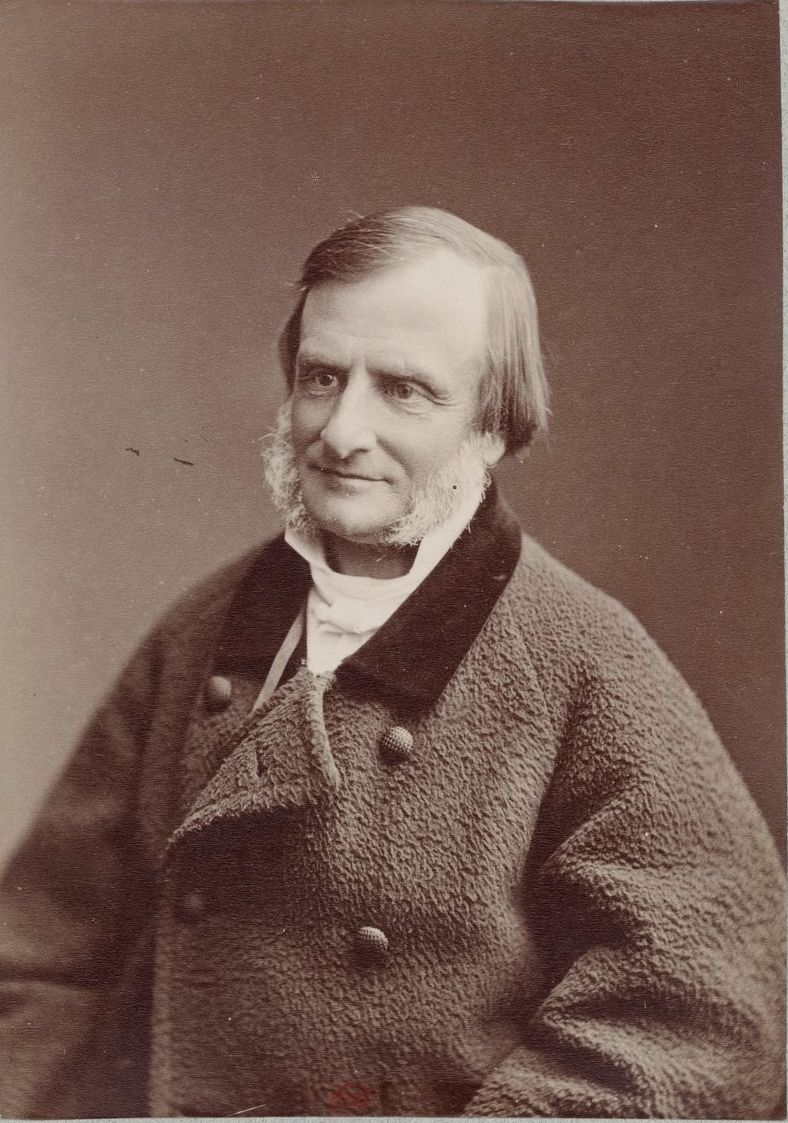
エミール・アコラス

明治初期の日本では、かつての開国派かつ佐幕派の旧士族を中心に、キリスト教（新約聖書）の一夫一婦制思想が特殊カトリック的要素を捨象した上で受容され、断行派中の一派にも影響を与えた。
人事編の起草者熊野敏三は男女不平等のフランス社会に対して批判的であり、ボアソナードも、仏民法の妻の行為無能力制に批判的であった。
断行派の岸本も、完全夫婦平等論を説く森有礼の思想的系譜にあったと考えられ（松本）、彼の翻訳したフランスの急進共和主義者エミール・アコラスの著書は、家族制度全廃と男女平等を説く植木枝盛に影響を与えた（民法典論争議会演説でもアコラスの名は登場）。
ただし女性のみ出産能力があるため、岸本も一定の不平等は認める。
旧民法人事編81条
- 離婚は左の原因あるに非ざれば之を請求することを得ず
  - 第一 姦通但夫の姦通は刑に処せられたる場合に限る

仏民法229条
- 夫は妻の姦通を理由として離婚の訴えを提起することを得[561]

仏旧230条
- 妻は夫が共同の家に其の情婦を引入れたる場合に、夫の姦通を理由として離婚の訴えを提起することを得[562]

反面、女性の男性に対する性的自由は（妊娠の危険がある分）強力な保護を要するため、日本刑法は強制わいせつ罪と異なり強姦罪の被害者を女性に限定していた。

#### 植木枝盛の仏民法典批判

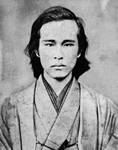
植木枝盛（中立派？）

植木の民法論の本旨に関わるのは、ナポレオンが決して女性の保護者ではなかったという逸話である。
旧民法公布後の態度は不明。

### 家族法第一草案

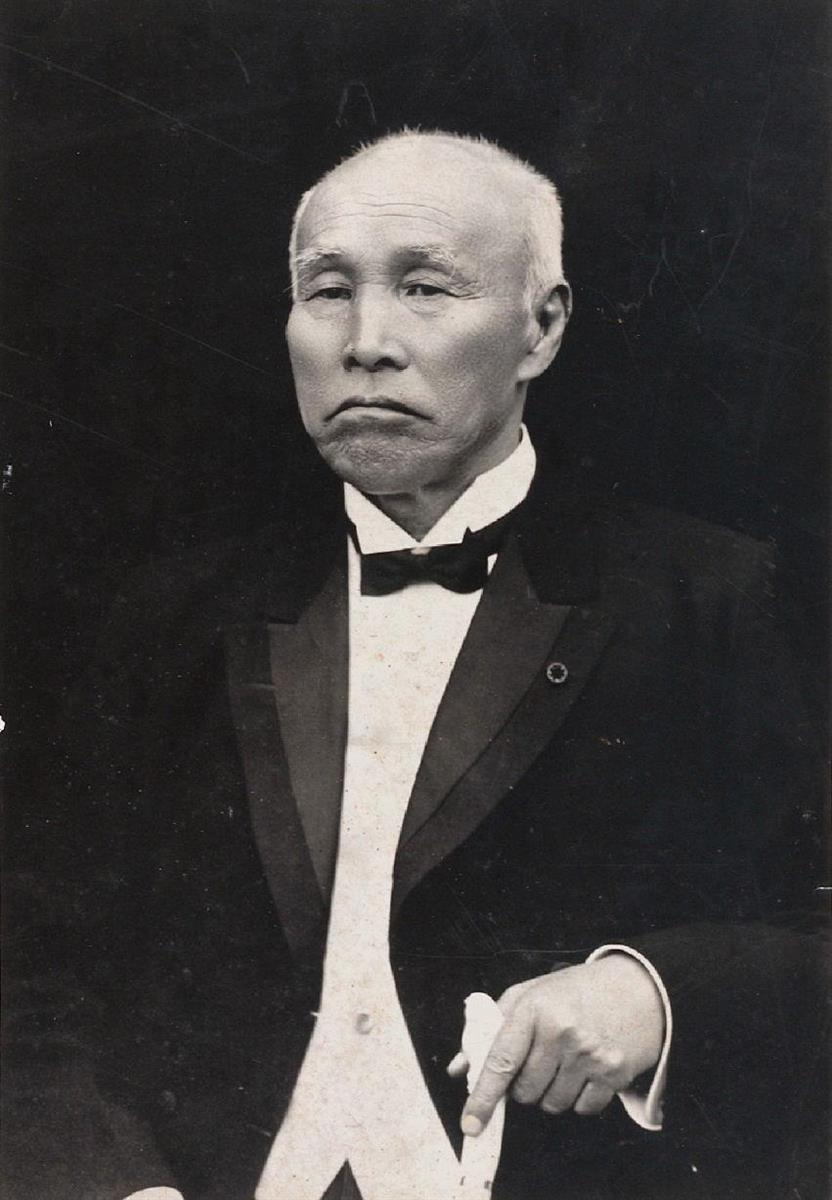
大隈重信（英学・断行派）

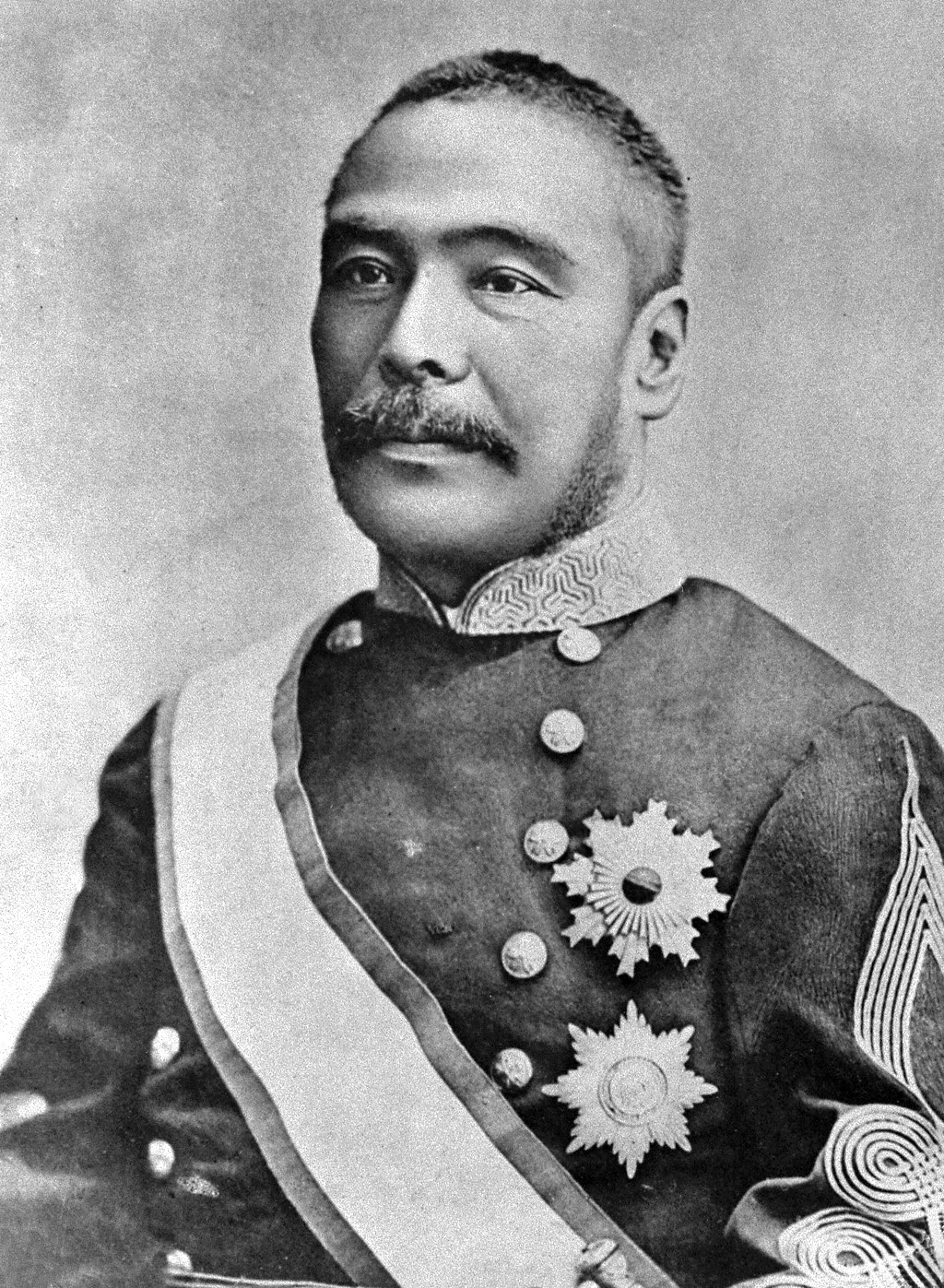
黒田清隆（薩摩閥・断行派）

1888年（明治21年）、モンテネグロ一般財産法典公布。既に議会が成立していたにもかかわらず、審議が省略された経緯は不明。
2月、大隈重信が外務大臣に就任。
4月、黒田内閣成立。法相山田、外相大隈は留任。
家族法第一草案は10月頃までに完成。法技術的に仏民法典に多くを学びつつその差別的規定を批判する急進的な内容であった。
- 全ての人に権利能力を保証する。
  - 明治民法も同じ（#帝国議会の批判）。行為能力とは異なる。
- 戸主・家族は形式上存在するが、戸主の家族員への権利義務は無い。
- 婚姻に対する両親の承諾は仏法と異なり、未成年者のみ要する。
- 姦淫による法定離婚について、夫婦間で性差別を設けない。
  - 仏民法1884年改正法がこの立場[562]。
- 人事編理由書によると、親権は戸主でなく両親が有する。
- 家督相続は存在するが、家督相続以外の普通相続人を認め、実質的に均分相続に近くする。
- 家督保有者以外の死亡時の遺産相続は完全に平等。
  - 明治民法も同じ。家督相続とは異なる[570]。
- 基本的に身分証書の制度を採用し、戸籍は付随的な地位しか認めない[571]。

草案の内容は、植木枝盛の思想に合致するものだったと言われる（井ヶ田良治）。
仏民法旧148条
- 男25歳未満、女21歳未満は父母の同意を要し、意見一致せぬ場合には父の同意あれば足りる[573]

旧民法第一草案47条
- 1.成年に至らざる男女は父母の承諾を得るに非ざれば婚姻を為すことを得ず

もっとも、妻の夫に対する従属義務を仏民法典から輸入しており（草案100条、仏民法旧213条）、妻の女戸主は一切認めず、常に夫が戸主になるという側面がある（草案397条）。3年後の仙台市の戸口調査では、士族の家の4％、平民の家の12％が女戸主だったから、日本の実情に合わないのは明白であり、後の修正で削除された。
妻の行為能力については、食料品の買い出し（日常家事）さえ妻単独ではなしえないとする仏民法の建前（判例により死文化）は採らず、重要事項にのみ夫の同意を要求するイタリア民法の主義を採用、明治民法にも継承された。
仏民法旧217条
- 妻は、共有財産制の下に在らざるときは、又は別産制の下に在るときと雖も、行為に於ける夫の協力又は書面に依る同意なくして贈与、有償又は無償名義に依る譲渡、抵当権設定行為、取得行為を為すことを得ず[579]

仏民法旧215条
- 妻は、商人たるとき、共有財産制の下に在らざるとき、又は別産制の下に在るときと雖も、夫の許可なくして訴を為すことを得ず[580]

旧民法第一草案104条
- 婦は夫の允許を得るに非ざれば贈与を為し又は受諾し不動産を移付し書入し又は質入し借財を為し元本を譲渡し質入し又は領収し保証を約し及び使役の賃貸を為すことを得ず並びに右の諸般の行為に関して和解を為し仲裁を受け及び訴訟を起すことを得ず

子を含む家族全体の利益保護を目的とし、一家の浮沈を左右する行為につき夫婦の意見不一致のときの最終的な決定権を夫に与えて紛争防止を図るか、訴訟増加を甘受するかの選択に前者を採った趣旨と説明されている（熊野は批判的）。なお延期派の江木衷も、明治民法についてではあるが批判的であった。
全国の司法・地方官などからの意見が求められたが、多くは批判的であった。
第一草案401条
- 家督相続に因り戸主と為りたる者は他家の入夫と為り又は婦と為ることを得ず

児島は最終的には断行派（#大審院の動向）。

### 家族法の変容

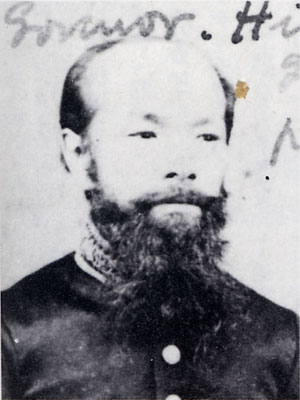
槇村正直（長州閥・断行派）

草案には政府内からも異論が多く、徐々に手が加えられ、特に元老院は「慣習にないこと」（三浦安）、「美風を損しますること」（小畑美稲）を徹底的に削除する立場から修正した結果、原案と立法精神を大きく異にする半封建的法典が出現したと指摘されている（#手塚説）。
元老院で逐条審議に当たった特別委員は、渡正元・岡内重俊・楠本正隆（以上断行派）、槇村正直（法典全廃論→断行派）、村田保（原案維持派→延期派）、三浦・小畑・細川潤次郎・津田真道・尾崎三良・清岡公張・津田出・建野郷三・森山茂など（本会議は一括審議）。村田・槇村が戸主権強化を主張し、尾崎が反対した（三名とも議決権を有する法律取調委員との兼任）。
また確定案のはずだった元老院議定案は政府によって改変され、村田・三浦らが延期派に立つ一因になったと推測される（手塚・中村）。
元老院で削除された草案の個人主義的規定が明治民法で復活を試みられたことは後述する（平野もこれを認める）。

### 憲法典公布
1889年（明治22年）2月11日、大日本帝国憲法（明治憲法）公布。
現行憲法との比較の視点からは、見せかけの立憲主義であり保守的法典と評されるが、天皇すらも議会の「翼賛」（advise）ではなく「協賛」（consent、同意）によってのみ立法権を行使しうるとしたことなど（大日本帝国憲法第5条）、植木枝盛ら民権派にとっても「意外の良憲法」であり、むしろ当時世界最先端の画期的進歩的法典だったとも評される。前者のような理解を採るときは憲法成立は自由民権運動の敗北となり、後者では一応の勝利になる（#政府内商法論戦）。民権運動の本質を、天皇絶対主義への抵抗であり挫折したブルジョワ革命運動とみるか（講座派）、国民国家確立を求める運動であり困民党の運動などとは本来別次元とみるか（安丸良夫）の問題でもあり、福澤諭吉の法典延期論の理解にも大きく関係する（#星野・中村論争）。なお憲法典と伊藤著の解説書の訳本は英米でも高評価された一方、日本に漸進主義を助言したスペンサーは、国民に「自由を大判振る舞い」したと批判している。
憲法公布の翌日12日、黒田首相によるいわゆる超然主義演説。15日には伊藤博文枢密院議長も類似の演説、一部選挙民の利害得失を代弁する党派性の興起の不可避を指摘しつつ、その超克を主張。
6月、雑誌『日本人』は高島炭鉱の奴隷的労働条件を報道し社会問題化、2年後の鉱業条例制定に繋がる。労働争議はその後工場に比重を移す（#ボアソナードの自然法論）。同誌関係者では杉浦重剛が穏健延期派（#教育界の動向）。

## 法典論争の勃発
法典論争の発端は、公布前の1889年（明治22年）に、延期派が意見書を総理大臣・枢密院議長に提出したことに始まる。
4月27日、英法派の開成学校、およびその後身東大法学部の出身者で組織される法学士会は、完成間近の民商両法典に対し、全会一致で延期の決議をした。同会に仏法科の卒業生が排除された経緯の詳細は不明。
この決議に従って意見書が起草され、発表したのが5月である（星野文献では総会期日と混同され不正確）。
意見書の起草者は岡村輝彦・菊池武夫（以上法律取調報告委員）、山田喜之助・元田肇・合川正道など。英吉利法律学校創立者。山田が中心人物とする文献もある。
- あくまで政府の拙速主義を批判した穏健な慎重論であり、法典そのものに反対したわけではない（星野[610]、福島[611]）
- 法技術論が主題であり、封建の遺制に従うことを危険とする点が大切である（松本）[612]
- 法典編纂の方法として旧慣参酌の有名無実がやむをえないと認めるもの[613]

などといわれるが、一般書では民法のみを対象に天賦人権論批判を行ったものと記述されることもある（コトバンク「民法典論争」もこの理解を採用）。後述のように、断行派は民事訴訟法に対する反対論でもあると受け止めていたようである（#仏法派の動向）。

### 日本の思想状況

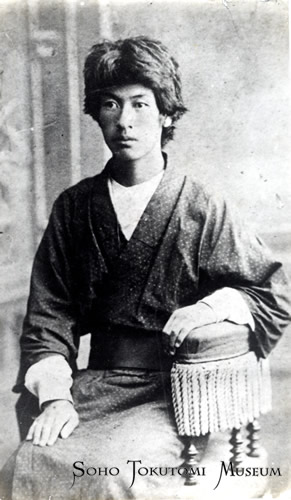
徳富蘇峰（英学・断行派）

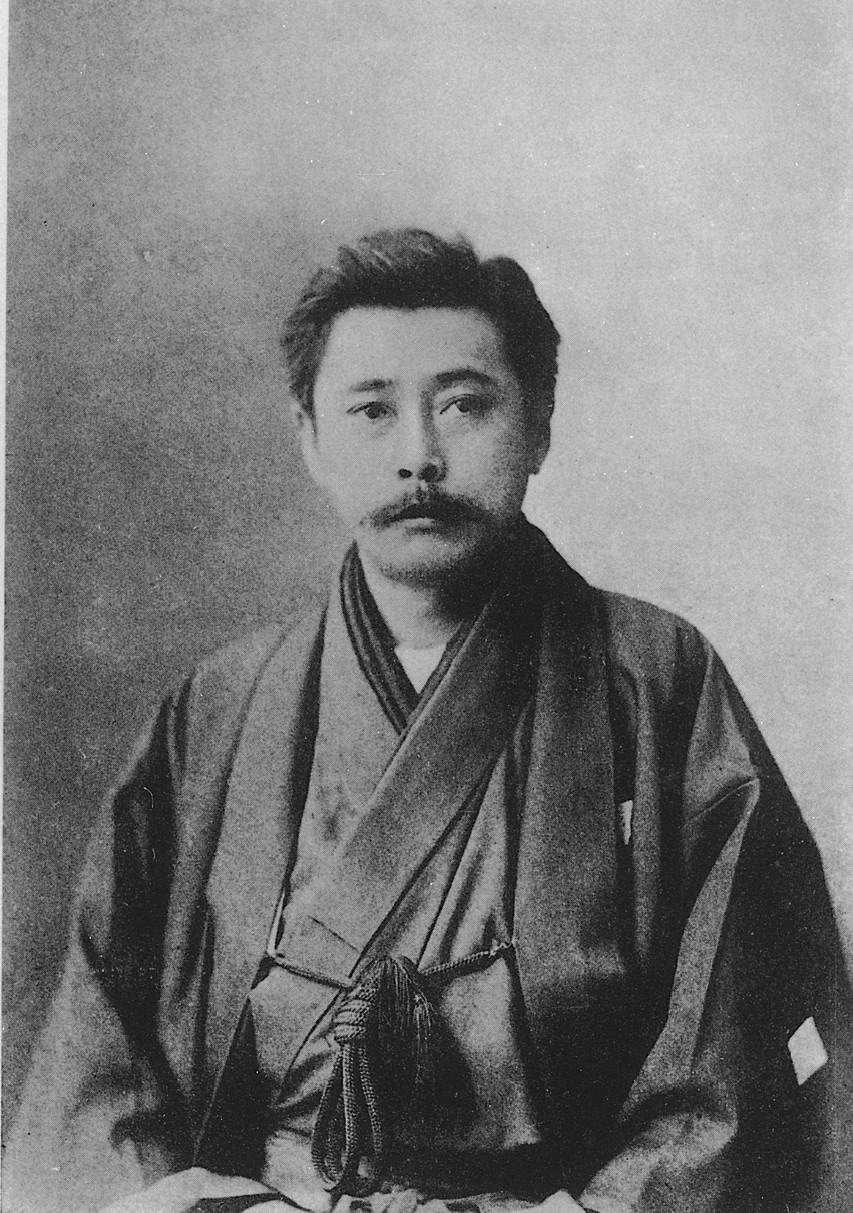
陸羯南（仏学・延期派）

1889年（明治22年）、キリスト教系の同志社英学校において、天長節に祝意を示さない学校方針に学生が反発。明治学院でも類似の事件が起こり、民間の中にキリスト教への反感が強まりつつあった。
同年にはジャーナリズム運動から新思潮が生み出される。素朴な復古主義や排外的な攘夷論ではなく、近代化の必要性は認めつつも、鹿鳴館に象徴される政府の極端な欧米化政策に疑問を呈し、日本の在り方を見つめ直そうというものであり、平民主義を唱えた徳富蘇峰（同志社中退）や、国民主義を唱えた陸羯南らが代表的論者である。このような思想的背景から、自然法思想に疑問を投げかけ、西洋法系の旧民商法につき日本の国情を慎重に考慮すべきという議論が起きたと考えられる。
この内徳富が創立した国民新聞（現在の東京新聞）は陸の『日本』と対決しつつ断行派。後世の評価は分かれ、ブルジョワ自由主義派とも政府松方系ともみられる。日露戦争時は典型的な御用新聞（日比谷焼き討ち事件）。
一方司法省法学校を法学履修前に中退した経歴を持つ陸は（賄征伐）、終始冷静な延期論を展開している（#天賦人権論論争、#法典実施断行ノ意見）。

### 仏法派と英法派の対立
民商両法典の争議につき、英法派の法律家は大半延期派、仏法派は概ね断行派に属していたから、論争は英仏両派の争いという一面を有していた。
ただし仏法派の黒川誠一郎は開成学校、磯部・梅・本野一郎は東京専門学校でも教鞭を取り、英法派の岡村・山田も明治法律学校や和仏法律学校で講義を行っていた側面がある。
上の私学四校に専修学校または日本法律学校を加え五大法律学校と称されている。後者は箕作麟祥、穂積八束など関係者に両派混在し断行派寄り中立派（日本法律学校#創立に関わった人物参照）。日本の法律を教える建前であった。現日本大学。
（※私立東京法学校は和仏法律学校の前身）
（※穂積重遠は陳重の子、八束の甥）

### 仏法派の動向
1889年、スペイン王国民法典公布。仏法系だが、仏法を介さず直接ローマ法に依った規定や自国慣習など独自色が強くなっている。法典の出来が仏法を凌駕したことに争いは無い。

#### 私学仏法派

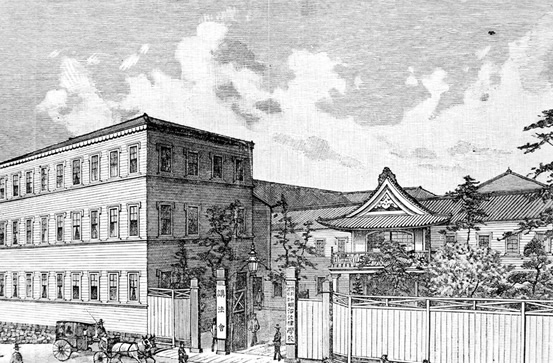
明治法律学校

ボアソナードは大隈の条約改正にも反対したため、賛成派・仏法派の東京法学校でも孤立気味であった。またパリで学問上対立していたアコラスを師と仰ぐ明治法律学校の政治姿勢を危険視したこともあり（#近世自然法論の二大潮流）、仏法派団結の必要な時期にもかかわらず、講義出向は単年に止まっている。
1888年（明治21年）には文部大臣森有礼が仏法系の三校合併を提案しているが、学生の奪い合いやマウント合戦など、当時深刻化していた仏法派内部の険悪さを背景に、明治法律学校が主張した自校を母体とする吸収合併が拒否される。
1889年（明治22年）5月、東京法学校と東京仏学校が合併、和仏法律学校と改称（現法政大学）。
8月、梅謙次郎が仏独留学から帰国、帝大教授兼和仏法律学校学監に就任。伊藤博文にもブレーンとして重用される。明治天皇の信も得ていたことが死後明らかになっている。
1890年（明治23年）3月、井上操の「法典編纂ノ可否」は、「昔日は民法」のみならず民事「訴訟法の編纂に付」いても「草案を見るに我国の風俗慣習に適せず外国の法律を模倣したるものなり」として「之を不可とするの論」があったとし、仏民訴法を参酌した従前の民事手続に不備が多いことを理由に、独法系の民訴法典にも断行論を主張（法政誌叢103号）。
1891年（明治24年）3月、明治法律学校（現明治大学）の校友を中心に法治協会が結成され、機関誌として『法治協会雑誌』を発行、法典即時断行・法治国家実現をスローガンとした。会長に大木喬任、副会長に名村泰蔵、評議員に磯部・箕作・岸本・井上正一・栗塚省吾・今村和郎・亀山貞義ら断行派の主力が名を連ねるほか、大井憲太郎（大学南校卒、仏法派）、鹽入太輔などの自由党員、立憲改進党員も加わっていた。
同月には飯田宏作・富井・梅・栗塚・熊野・黒川らが和仏法律学校を本拠地に法律経済研究団体明法会を結成。封建慣習打破・法律改正をスローガンとし、機関誌『明法志叢』を通じ断行論を展開。ただし仏法学者富井・木下広次は独自の立場から延期派に属した。
明治法律学校機関誌『法政誌叢』や時習社の『法律雑誌』、『プロジェ』の発行元博文社の『日本之法律』も断行論を主張した。

#### 官学仏法派

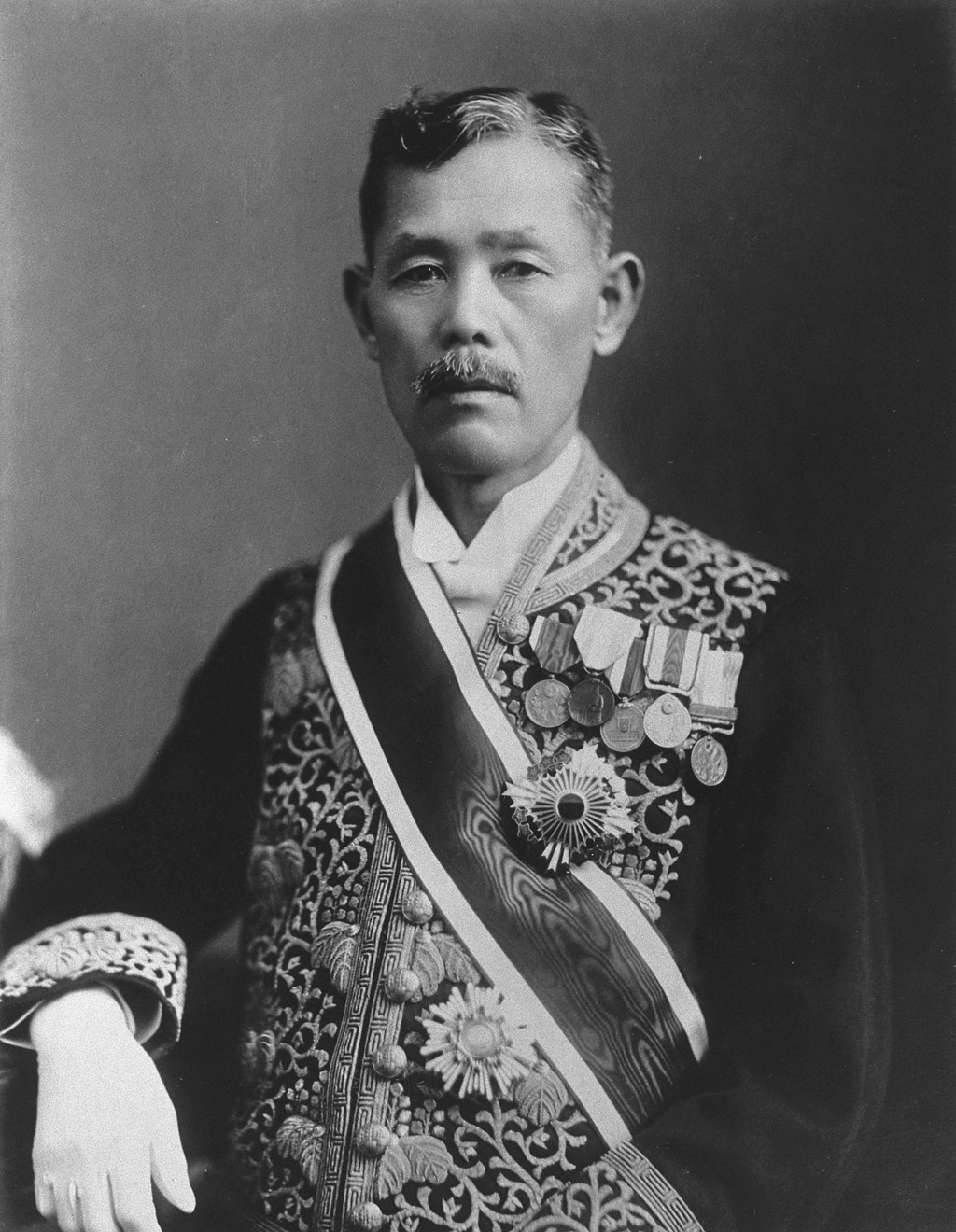
若槻禮次郎（仏法派・断行派）

官立東京法学校の後身の帝国大学法科大学仏法科（後の東大法学部仏法科）でも、岡田朝太郎・若槻禮次郎・岡村司・織田萬・安達峰一郎などの学生9名が断行意見書を発表。
ただし岡村は本人曰く消極的断行派、戸主制および経済的自由主義を克服の対象と捉える立場。また岡田はボアソナードの正義論には実証主義の見地から反対。

### 英法派の動向

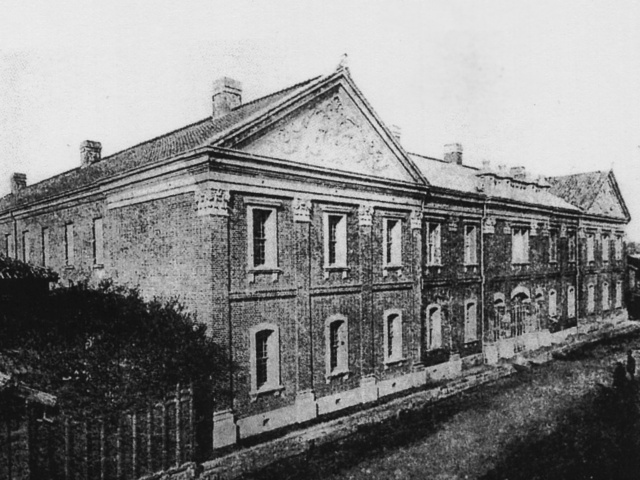
英吉利法律学校

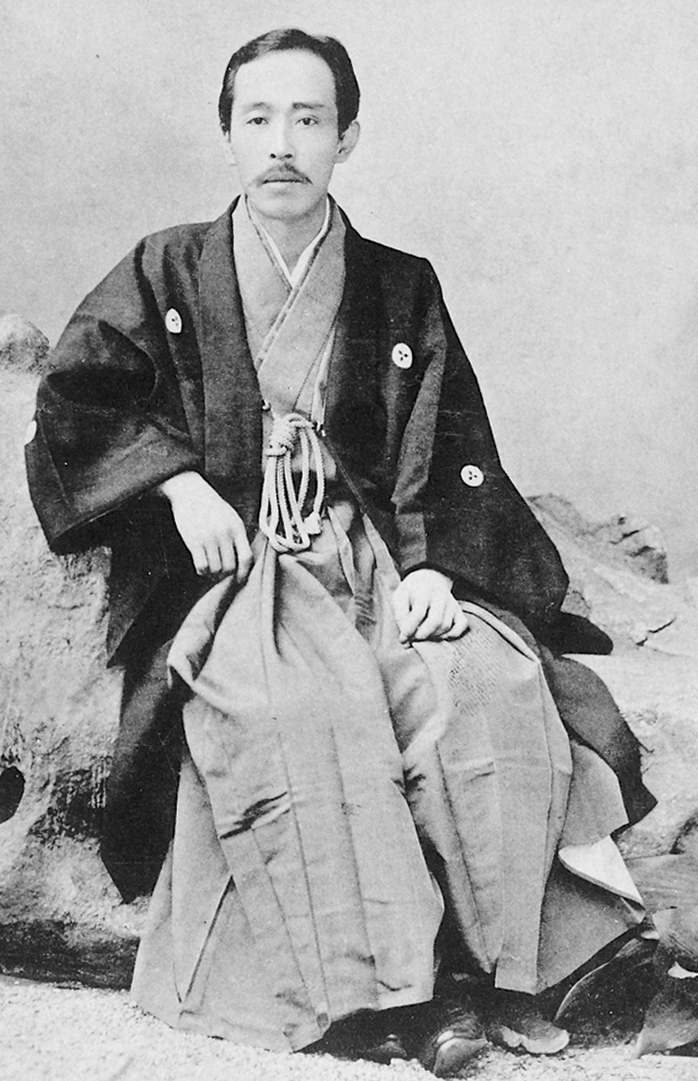
高橋健三（英法派・延期派）

英法派の延期論者は高橋健三（英吉利法律学校創立者）らを中心に、政府要人をはじめとする朝野の有力者に働き掛けることを基本戦略とした。
断行論者としては、東大初代総長渡辺洪基、法律取調報告委員（商法担当）の加藤高明、外交官の栗野慎一郎などがいる。

#### 私学英法派
英吉利法律学校は1889年（明治22年）1月、機関雑誌『法理精華』を発行、以後一貫して延期論を主張。
10月、同校が東京法学院に改称し、英法から日本法に方向転換。現中央大学。
一方、東京専門学校（現早稲田大学）と専修学校（現専修大学）は、五大法律学校の中では当時あまり振るわなかったから、法典論争では目立った動きは無い（延期派寄り）。江木証言では東京法学院が「天下唯一の活動の中心」だったとされる。

#### 官学英法派
延期派の本陣はあくまで東京法学院であり、穏健派の官学は前記法学士会意見書を除き存在感希薄だったとの見方と、法学士会は後述の江木ほか「#法典実施延期意見」の主体とする見方がある。
大学機関誌『法学協会雑誌』は法典論争中立派。梅・富井・穂積陳重の旧法批判が掲載されているが、星野の著書では言及が無い。
1889年（明治22年）2月には穂積八束が帰国、3月に帝国大学教授に就任したが、「天皇即国家」論や議院内閣制の否定などの主張は露骨な権力迎合と受け止められ、同じく国学系の家出身かつドイツ留学者の有賀長雄からも批判されている（最初の天皇機関説論争）。当時の日本の公法学ではハーバート・スペンサーの社会有機体説に影響を受けた国家有機体説が支配的であり、これに反対した穂積八束と加藤弘之は有賀や渡辺洪基らに排撃され、学会の非主流派に追いやられた。

### 公布前の英法派の主張

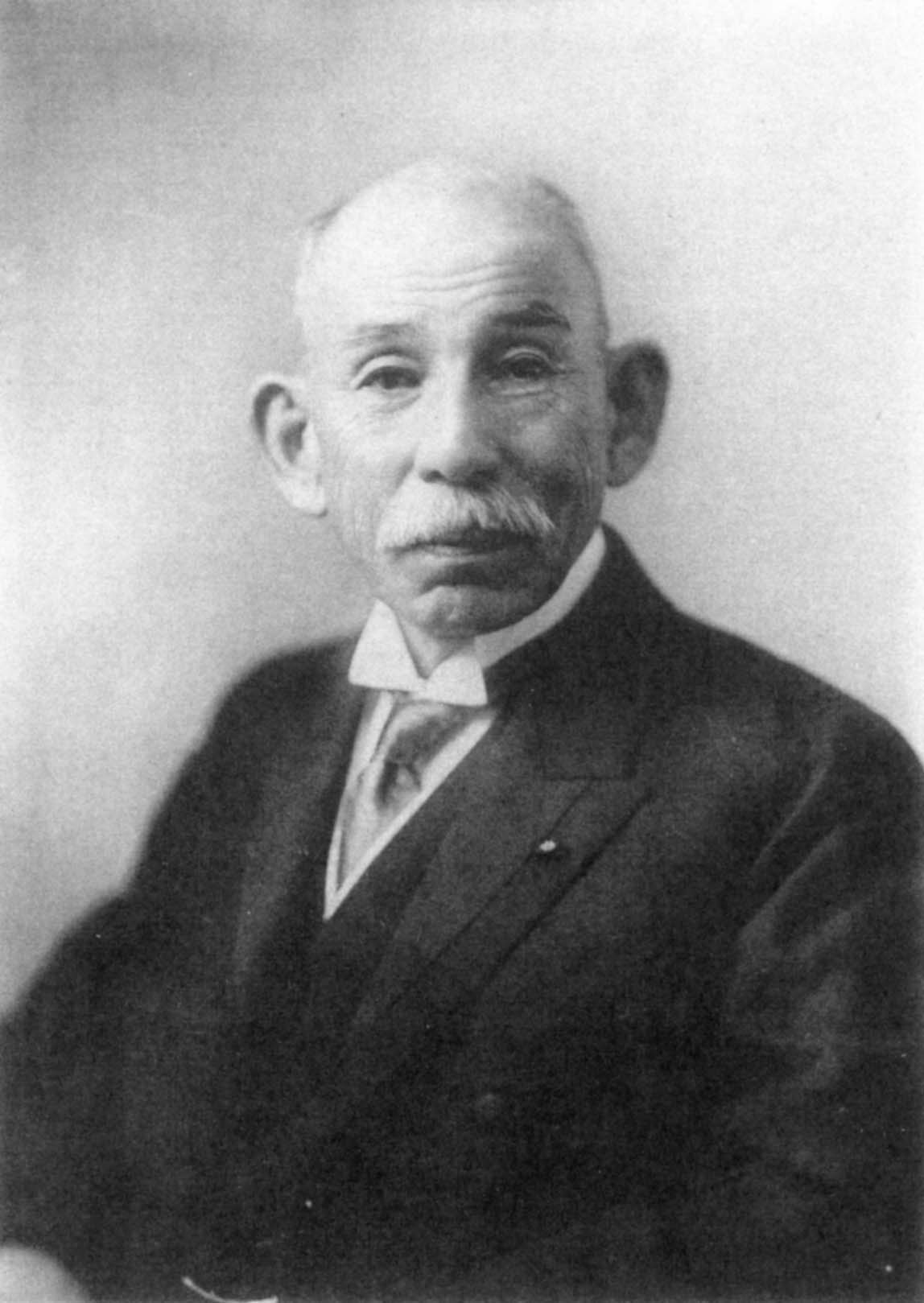
穂積陳重（英法派・延期派）

1889年（明治22年）6月、増島六一郎（英吉利法律学校創立者、代言人）の「法学士会ノ意見ヲ論ズ」は法律学の普及発展、人材育成こそ急務と主張。彼はその後実業界で商法延期論多数派工作に活躍したが、民法に対しては存在感希薄であった。
一方、鳩山和夫（外務省官僚、翌年7月東京専門学校校長）は意見書に反対し、少しずつ単行法を出すより一度に法典を編纂すべきで、草案に賛成すべきかは別問題と主張（法学協会雑誌63号）。結論的には延期派。
7月の岡野敬次郎「英法ノタメニ妄ヲ弁ズ」も、法学士会意見書は法典編纂そのものへの批判ではなく、あくまで施行の時期尚早論と強調。
民商法につき純粋な非法典論を主張したものとしては、花井卓蔵「新法典ニ対スル余ノ意見」があり、「私権」は「人民相互の間に止まり」、「国家の権力」で干渉すべきでないとする。英吉利法律学校第3回卒業生。
7月、山田喜之助（英吉利法律学校創立者、大審院判事→代言人）は「立法ノ基礎ヲ論ズ」を発表。西洋諸国の多様性を指摘し、歴史法学派の立場から、立法の基礎は外国法の模倣ではなく、当該国の人情慣習に依るべきと主張。
江木衷（英吉利法律学校創立者、内務省官僚）は、10月から12月にかけて『法理精華』に「民法草案財産編批評」を発表、古風な定義が多いこと、物権と人権（債権）の区別の不明瞭を批判。財産法案中の「無形人」を改めて「法人」とすべきというように内容的には説得的なものを含む反面、挑発的文体は論争混迷の一因となった。
旧民法財産編1条
- 1.財産は各人又は公私の法人の資産を組成する権利なり
- 2.此権利に二種あり物権及び人権是なり

この「人権」とは基本的人権ではなく、人に対する権利「即ち債権」の意味である（財3条）。
財6条
- 1.物に有体なる有り無体なる有り
- 3.無体物とは智能のみを以て理会するものを謂ふ即ち左の如し
  - 1.物権及び人権

なお「物」の定義はローマ法の伝統的立場とほぼ同じ（奴隷を含めない点は異なる）。しかし独自の説明的規定を入れてかえってわかりづらくなる、特に財産編冒頭の「財産」の定義が次条以下と矛盾する問題は非難され続け、法典編纂報告委員の今村和郎（仏法派・断行派）が修正論を主張したほどであった。
ナメクジ・馬糞呼ばわりに憤慨した磯部の反論「法理精華ヲ読ム」は、最新草案では「法人」を採用しており情報が古いという指摘のほかは江木を嘲笑するもの、これに憤慨した鳥居鍗次郎「法律ノ学士磯部ノ四郎大先生ノ五議論ヲ評ス」は、磯部への罵倒に終始したもの。
両者の遺恨は残り、翌年4月の財産法公布の際には「江木が早く死んで仕舞へば宜しいとは有名なる某法律学士が長大息の嘆息なり」と江木がコメントする有様であった。
なお万国共通の法理≒仏法によって編纂されるべきとする磯部も仏法絶対視ではなく、仏法を介してローマ法を摂取する立場（#比較法の不足）。
1890年（明治23年）3月、穂積陳重（英吉利法律学校創立者）は『法典論』を刊行、欧米各国の法典編纂の歴史・方法を網羅し日本法典の拙速主義を批判、断行論者をして反省させるに足るものがあったといわれ、後に明治民法制定の理論的基盤となった。宮崎道三郎（日本法律学校創立者）、伊藤悌治も富井政章らとともに情報提供の形で執筆に協力している。
そのほか攻法社の『法叢』も延期論に与した。

### 英米法学の理論状況
1236年、イングランド議会はコモン・ローの伝統固持を決定、ローマ法の影響を間接的に止める。
15～16世紀にかけては、判例法が土地賃借権に第三者への対抗力を認め、ローマ法の「売買は賃貸借を破る」の原則が退けられる（所有者が替わっても賃借権が継続する）。旧民法もこの立場（#法律取調委員会の旧民法批判）。
一方でフランス革命の影響も限定され、不動産法では単独相続制（特権的相続制）が維持されていた。
ジェレミ・ベンサムは、1789年の主著『道徳及び立法の原理』などで法典編纂を理論化。穂積陳重にも大きな影響を与えたが、後にイギリス領インド帝国が植民地政策のため英国人法律家の起草により諸法典を早急に整備したに止まった。

#### 英法派の男女平等論
英法派の延期論は論争を経る内に保守的色彩を強めたが、英法の理論が保守的だったわけではない。フランス革命政府が当初採り入れようとした刑事訴訟法は英法であり、男女平等論が主張されていたのも主に英米であった。
宗教改革でもルターが妻の姦淫による法定離婚を認め、カルヴァンが夫にも貞操義務を認めたに止まり家父長制はかえって厳格化したが、イギリスの清教徒たちは婚姻を罪とは見ず、人間完成に必要な制度と考えた。一時は江戸時代の日本やナポレオン法典をも凌駕した男性優位の法制度はウィリアム・グラッドストンによって1870年に改められ、妻の訴訟能力や特有財産を認めて欧州諸国を驚かせた。
英米の男女平等論は明治初期の日本にも影響を与え、男女平等を徹底すべきとの論が一世を風靡、植木枝盛にも影響を与えた。
一方ベンサムは、男尊女卑を批判しつつも形式的平等の弊害を指摘し、親権や後見人制度と同じく一定の限度で上下関係を設ける方が合理的と論じ（男女殊権論）、小野梓（東京専門学校創立者、戸主制全廃論者、法典論争勃発前に死去）などに影響を与えていた（ベンサムは後に夫婦同権論に改説）。
英法派・保守派の法典延期論者としては江木のほか奥田義人、元田肇の名が挙がる（星野）。増島六一郎も商法典論争で非常に反動的な論を吐くが、法典反対論の政略的便法に過ぎなかったとも言われる（福島）。東大英法派は英法の民主的思想に影響を受けた者が多く、立憲改進党の設立およびその学識的性格の形成に中心的役割を果たす。また弁護士の地位の高い英米の影響で代言人になる者が多く、増島や鳩山らの活躍でその社会的地位は大きく改善した。

#### 近代英法学の二大潮流

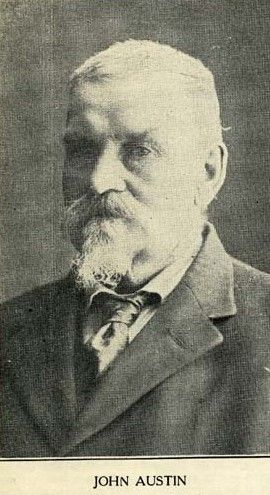
ジョン・オースティン

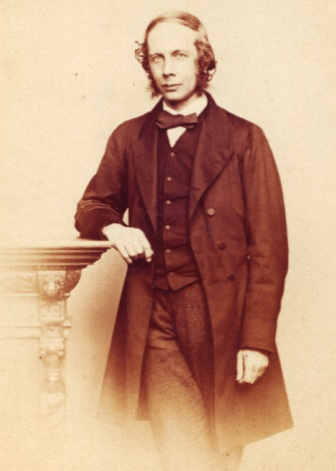
ヘンリー・メイン

法典論争時最も有力だったのが、オースティンの分析法学と、ヘンリー・メインのイギリス歴史法学である。
オースティンはドイツ留学者であり、歴史法学のサヴィニーや自然法学のティボーとも交流してローマ法やドイツ法学の影響を受けていたが、結論としては古い自然法学説に対して現行法主義（法実証主義）を主張するもので、仏法を輸入せずとも日本の慣習法があるという一種の国粋論と結び付いたとの主張がある（岩田新）。ただしオースティンもメインもコモン・ローの法典化を主張する立場であった。
アメリカでも分析法学が有力であり、特に東大教授ヘンリー・テイラー・テリーは強烈な反自然法論者であった（法典論争期には日本におらず、再来日は1894年（明治27年））。
このような思想に育てられた日本の英法派が、自然法を基礎とする仏法派に批判的になることは自然であった。
穂積陳重は、英国留学中オースティンにドイツ法学の影響を認めドイツ転学の理由の一つとなったし、分析法学の法実証主義は、仏法派の富井政章にも一定の影響を与えた。
もっとも陳重が最大の影響を受けたのが、オースティンに批判的なメインによるイギリス歴史法学である。法は主権者の命令によって作られるものではなく、歴史的に生成するという立場である。英国で独立に成立したものではなく、その歴史的方法がサヴィニーに遡ることも、陳重がドイツに転学した理由の一つである。また商法延期派の岡山兼吉（英吉利法律学校・東京専門学校創立者）も、衆議院演説でメイン（メーン）の言を引用している。
ただし慶應義塾大学法律学科の礎を築いたアメリカ人法学者ジョン・H・ウィグモアも歴史法学的要素に加えて分析法学を重視し自然法に批判的だったが、日本の慣習法を研究する彼が旧民法を擁護したことはボアソナードを勇気づけた。

### 独法派の動向
法典論争の時点では、1887年（明治20年）に設立された帝国大学法科大学独法科（東大法学部独法科の前身）のほか、私立の獨逸学協会学校（現獨協大学）があって平田東助（商法断行派）などが独法の講義をしていたが、独法派の法律家は極めて少数だったので、法典論争では独立一体の活動をしていない。
「独逸法学が我国に入ったのは日が浅かった為独逸法学派と云ふが如きものは特に存在しなかった」とまで断ずるのは、明治民法起草補助委員仁井田益太郎である（明治26年東大独法科卒、卒業生7名。明治30年は1名）。

#### 横田国臣の断行論

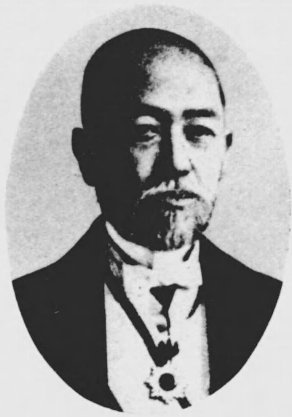
横田国臣（独法派・断行派）

横田国臣（現行刑法典起草者、慶應中退？、ドイツ留学）は、民法の個人主義や天賦人権論は憲法と矛盾するとの延期論者の主張に対し（#自然法説立法化の是非）、臣民に参政権を与えて自立を促すのが憲法の本旨であり、専制の法とみるのは不当だと反論している。
なお横田は井上外交時代、司法省から条約草案起草に参加している。

#### ロエスレルの意見書
1887年（明治20年）頃、伊藤博文に提出されたとみられるロエスレルの意見書では、フランス民法は個人主義に傾き過ぎたためにアナキズムに陥って社会が混乱したが、ドイツ民法は親族関係を厚く保護するなど保守的性格を持ち、立憲君主制と親和的であり、当時の日本により適合すると主張されていた。このドイツ民法というのは1888年の第一草案ではなく、農村を基盤とするゲルマン法の意味であった。
しかし、独民法典のゲルマン法からの離脱とそれに伴う団体主義の崩壊は、親族法で最も顕著である。

### ドイツ法学の理論状況
近代ドイツの基盤は神聖ローマ帝国である。帝国はローマ私法の継受に努めたが、ローマ的家権力や奴隷制は継承されていない。

#### 神聖ローマ帝国の分裂

1618年のブランデンブルク＝プロイセン。帝国の国境線（赤）から外れている飛び地がプロイセン公国（東プロイセン）。現ポーランド・リトアニア・ロシア。

ヴェストファーレン条約後の神聖ローマ帝国
プファルツ選帝侯領
バイエルン選帝侯領
ブランデンブルク選帝侯領
オーストリア・ハプスブルク領
スペイン・ハプスブルク領

赤い部分がドイツ帝国時代の西プロイセン。現ポーランド西部。

1226年、ポーランドのプロイセン地方（バルト海沿岸）にドイツ騎士団が招聘される。
1466年、ドイツ騎士団国は西プロイセンを喪失、ポーランド王領プロイセンが成立。後のポーランド回廊問題の遠因。
1525年、宗教改革により騎士団国が世俗化してプロイセン公国が成立。世界初のプロテスタント国であり、カトリックの守護者を自認するオーストリアとの決裂の遠因になった。
1618年、公国が神聖ローマ帝国ブランデンブルク辺境伯領との同君連合になる（ブランデンブルク＝プロイセン）。
1648年、ヴェストファーレン条約締結。以後ドイツの法典編纂事業は、独立の国家主権を認められた各領邦を中心に行われる（領邦絶対主義）。
1671年、ライプニッツがオーストリア統一法典編纂を主張。帝国法典の構想もあったが実現せず。
1692年、プロイセン公国がポーランド王国から独立。
1692年、ザクセン選帝侯領ハレ大学のシュトリックが『パンデクテンの現代的慣用』を著し、ローマ法の条文を抽象化して「現代」に相応しく適用するパンデクテン法学の手法が確立。ゲルマン法の影響が強いことからローマ法を絶対視しないザクセン法思想と結び付き発展、民法のみならず独民訴法の基礎となった。
1701年、プロイセンは王国に昇格。首都は東プロイセンのケーニヒスベルク（現ロシア領カリーニングラード）。辺境伯領は建前上帝国の一部のまま。
1751年にはバイエルンで刑法典、1753年に訴訟法典、1756年には民法典が成立。
1772年、第一次ポーランド分割で西プロイセンを獲得したプロイセン王国は、帝国との分断状態が解消された。

#### プロイセン法典論争
旧民法は説明的な法文の啓蒙教科書法典であり、強い批判を受けたが、1794年公布・施行の巨大法典プロイセン一般ラント法は、近世自然法の影響を受けた啓蒙教科書法典の最たるものであった。
例えば刀の売買契約は特に反対の事実が無い限り鞘が含まれることを明治民法は「従物は主物の処分に従う」（現87条2項）と表現し、何が「従物」かは抽象的にのみ示すのに対し（1項）、同法典は約70条にわたり例示し、
プロイセン一般ラント法1部2章58条
- 通常の鶏、ガチョウ、鴨、鳩および七面鳥は、農地の従物に組み入れられる。

というようなものだが、それ以外の有益な鳥類は含まれないのかという疑問が生じることは避けられない。
そのほかにも、母親の授乳義務を明文化するような、滑稽なほどカズイスティック（個別具体的）な規定を置いていた。啓蒙主義、および君主による法の定立の独占という絶対主義の観点から、特別法や学問による法典の補充を否定して法典が判例・学説・教科書の役割を全部担おうとしたものだが、条文が極度に肥大化し（世界最多の1万7千610条）、専門家にも一般人にも使いづらいものになって破綻。「法律的に拙劣なもの」と酷評される有様であった（エンゲルス）。
ただし夫にも性的忠実義務を課し姦通を離婚原因として認め、妻の行為能力も一般的に制限しないなど仏民法と異なる進歩的側面もある。
1部1章24条
- 両性の権利は、特別の法律または法的に有効な契約によって例外が認められない限り、相互に平等である[730]。

仏民法も具体的・説明的な啓蒙教科書法典だが、法文そのものは簡潔明瞭な名文と称賛される（スタンダール）。旧民法はそのような長所を継承できなかった。
プロイセン法典は、周知期間の不足や、過度の啓蒙主義がフランス革命の余波による社会不安を助長する危険性が非難されて論争が起こり、公布を一時延期されたが、国際情勢の変化（第二次ポーランド分割）により部分的修正を経て公布・施行。しかし王国の一部でしか通用しなかった。

#### ドイツ法典論争

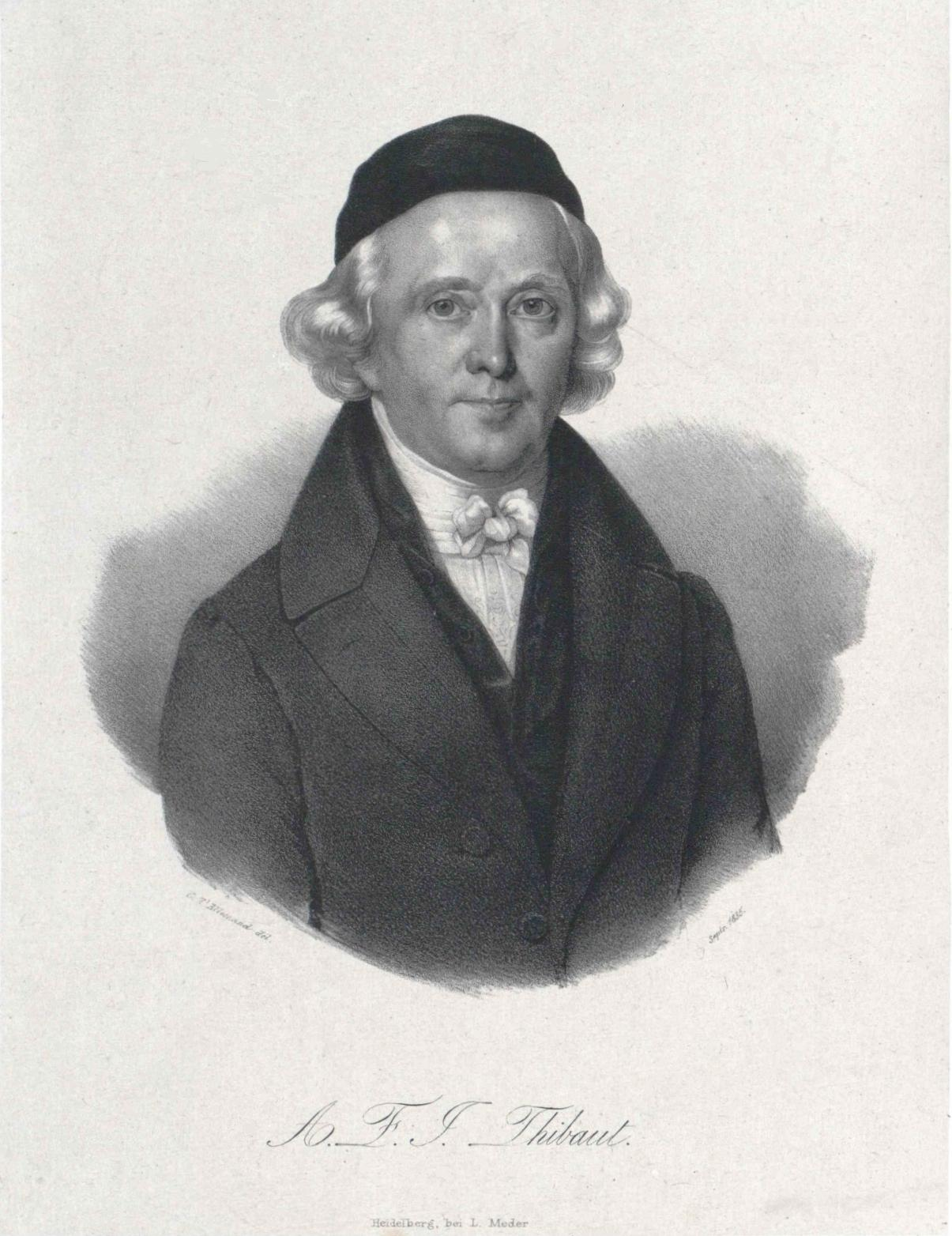
ティボー

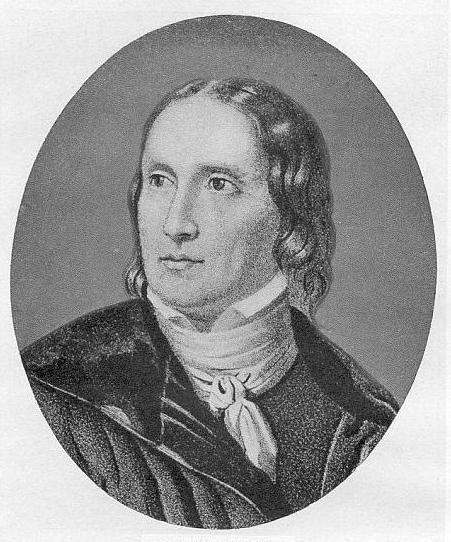
サヴィニー

1806年、ナポレオン戦争によりベルリンが陥落して神聖ローマ帝国が滅亡、仏軍占領地域ではナポレオン法典が施行される。
1807年、プロイセン改革が始まり、法典の基礎だった啓蒙絶対君主制が否定される。
1811年、ナポレオン体制（ライン同盟）崩壊。オーストリア一般民法典公布。最後の啓蒙自然法典であり、仏民法典に完成度で劣るものの、プロイセン法典と異なり努めて簡略に徹し公法的規定や細目を排除。
ここで、日本の民法典論争とも比較されるドイツの法典論争が起きる（#穂積陳重説）。
1814年、ハイデルベルク大学教授のアントン・フリードリヒ・ユストゥス・ティボーが『ドイツ一般市民法の必要性』を著し、啓蒙期自然法学の立場に立ちつつ、「一帝国一法律」のスローガンを掲げ、速やかにドイツ統一法典を制定し、全国ばらばらの錯綜した法制度を廃止すべきと主張した。これに対しベルリン大学のサヴィニーは、言語と同じく法は民衆の生活から生まれるもので、君主や学者が制作して上から押し付けるものでないと批判、法学の充実が先決と主張（立法と法学に対するわれわれの時代の使命について）。
時と場所を越えた普遍的法を人間の理性によって発見できるという自然法学に対し、法は習俗および民族の確信、次に法学によって生み出されるとの立場を歴史法学という。
ただしティボーも明治初期の日本で有力だったような、仏民法典を普遍的な自然法の結実として絶対視する立場は採らず、各論的には極めて批判的で、参考資料にすべきとされたに過ぎない（普遍的自然法論に対する個別的自然法論）。
論争の結果統一法典編纂は見送られたが、両者はローマ法を基本に統一法典を編纂すべきことは一致し、サヴィニーが時期尚早論を唱えたに過ぎないが、ハノーファー王国の大臣アウグスト・ヴィルヘルム・レーベルクのように、法典統一それ自体に反対した論者も存在した。
1815年、オーストリア帝国を中心にドイツ連邦成立（国家連合）。東プロイセンは神聖ローマ帝国に所属していなかったことを理由に、西プロイセンとともに埒外に置かれた。

#### ゲルマン法学の確立
この後、歴史法学の中からローマ法もまた外来の法であり、ドイツ固有のゲルマン法を重視すべきという立場（ゲルマニステン）が出現する。元々は外来思想ながら土着化して独自の発展を遂げたものとして、ドイツのローマ法に対応するのが日本の儒学であり、一方ゲルマン法は国学に相当する（牧野英一）。
穂積八束の宗教思想上の立場は、仏教などの外来思想に批判的な国学が起点である（長尾龍一）。

#### ドイツ旧商法の先行

1820年のドイツ連邦。赤が連邦の国境線。青がプロイセン王国、黄はオーストリア帝国。東西プロイセンやハンガリーなどは連邦外。

1850年、プロイセン憲法典成立。翌年のドイツ連邦議会により無効を宣言されたが、後に井上毅が翻訳、ロエスレルの憲法草案とともに明治憲法に影響を与えた。ただしロエスレルは、ビスマルクの増長を許容する同憲法および後続のビスマルク憲法に批判的だったから、政府への抑止力とすべく君主権が母法よりも強化されている（明治憲法に採用されず）。
1861年、ドイツ商法典成立。旧商法の母法。1900年施行のドイツ新商法（明治新商法の母法）と区別してドイツ旧商法と呼ばれる。民法典の制定を待たずに成立したため、民法規定を多数含んでいたことは日本の法典論争の遠因になった。

#### パンデクテン方式の確立
1863年、パンデクテン法学に由来するパンデクテン方式を採用したザクセン（サキソン）民法典公布。名前自体はローマ法大全の『学説彙纂』に由来するがドイツ法学独自の産物であり、『法学提要』の「ローマ式」と区別して、しばしば「ドイツ式」編成と呼ばれる（本項ではパンデクテン方式で統一する）。
各地ではプロイセン法（北部）、フランス法（東部）、ザクセン法（中部）、バイエルン法、オーストリア法、ローマ普通法などに加え、デンマークとの同君連合の領邦ではデンマーク法が適用される有様であった。
1867年、前年の普墺戦争に勝利したプロイセン王国を中心に北ドイツ連邦成立。対日関係では、1861年の日普修好通商条約が継承されるべきとの主張は日本が受け入れず、改めて翌年に新条約を締結している。

#### ドイツ民法典の設計思想

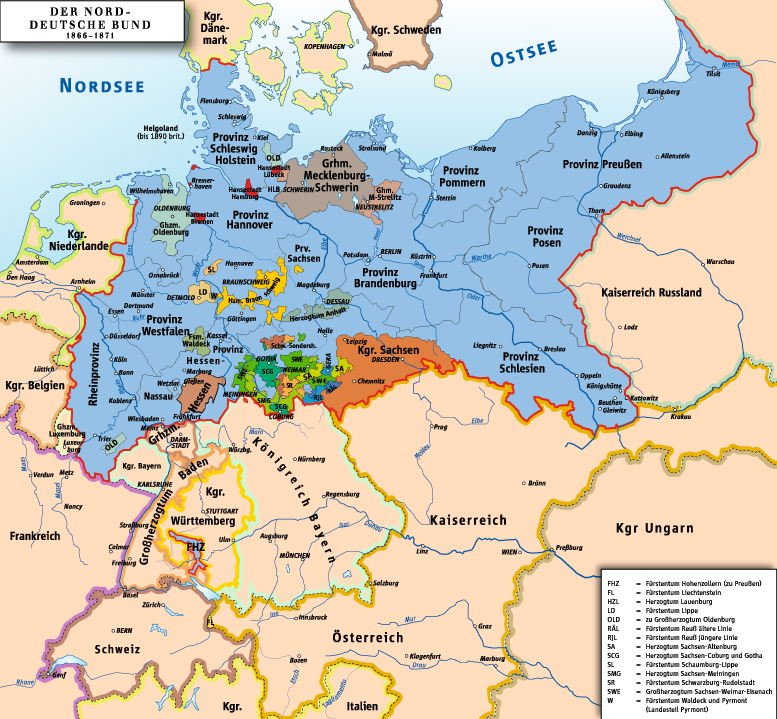
北ドイツ連邦。デンマークとの係争地はプロイセン王国が併合。

1871年、ライン川流域に進展した産業革命の結果市民階級の発言力が高まったことを背景に、ドイツ統一が実現（オーストリアは除外）。プロイセン国王の抵抗を押し切って皇帝に祭り上げることで、東西プロイセンはドイツ帝国に吸収された（ヴィルヘルム1世 (ドイツ皇帝)#ドイツ皇帝即位）。
1874年、ドイツ帝国民法編纂委員会が発足、「民法は成るべく原則、副則、変則等に止め、細目に渉らざるを以てその主義」とする基本方針を決定。当時既に絶対主義は崩壊し、法典による啓蒙も楽観的に過ぎると認識されていたから、民法典自体はパンデクテン法学の成果でありながら、土台とするに止め、法学の発展を阻害しないよう、特定の学問的立場の表明を意識的に避けたのである。
この概括主義の方針は徹底されなかったが（#教科書法典の是非）、社会の変遷に速応しうるものとして1890年（明治23年）の主著『法典論』で高く評価したのが日本民法の法理学的指導者穂積陳重であった。
1878年、ビスマルクの社会主義者鎮圧法公布。反発したロエスレルが日本に事実上の亡命。

#### ドイツ民法典論争

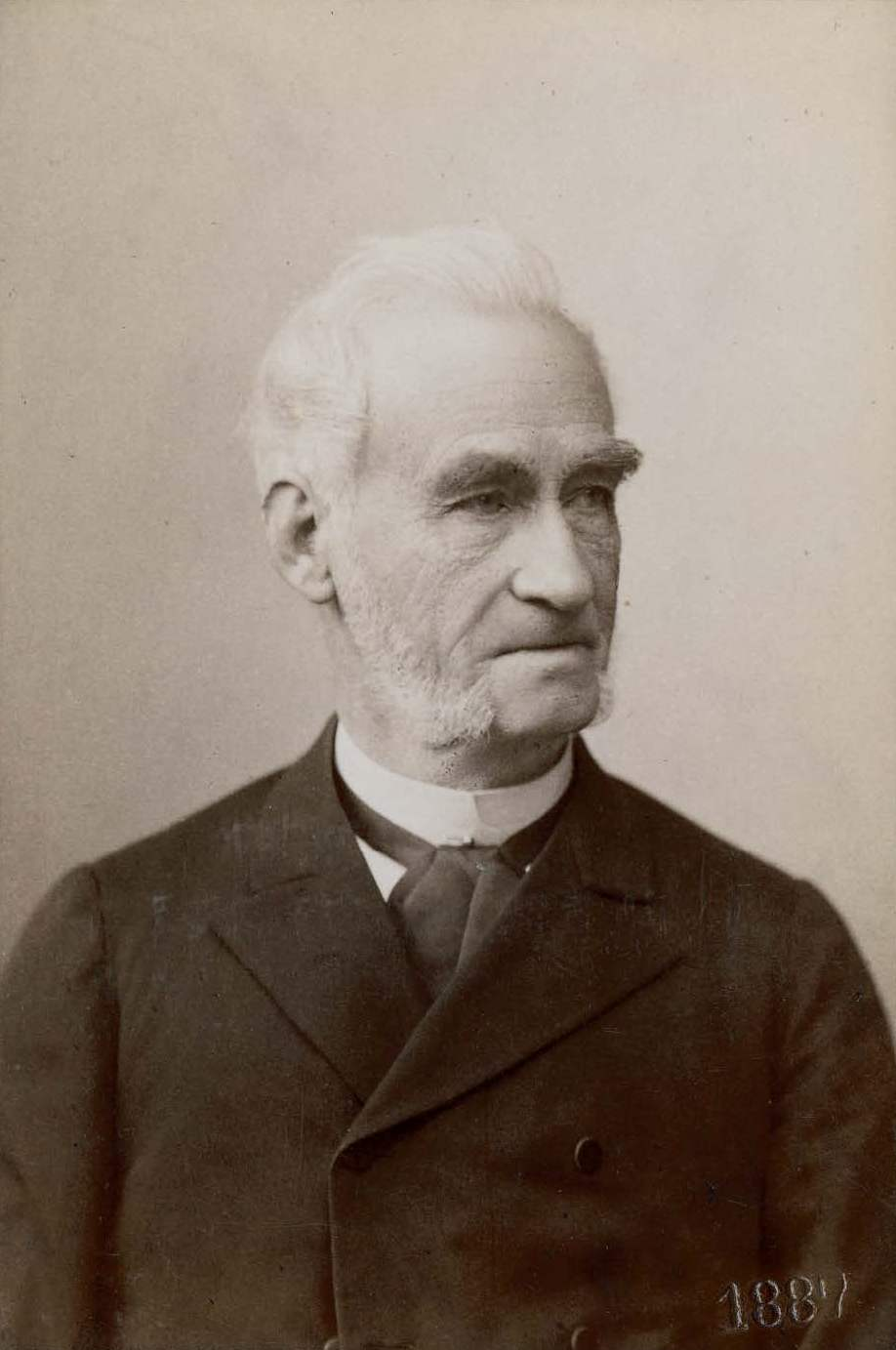
ローマ法学者ヴィントシャイト

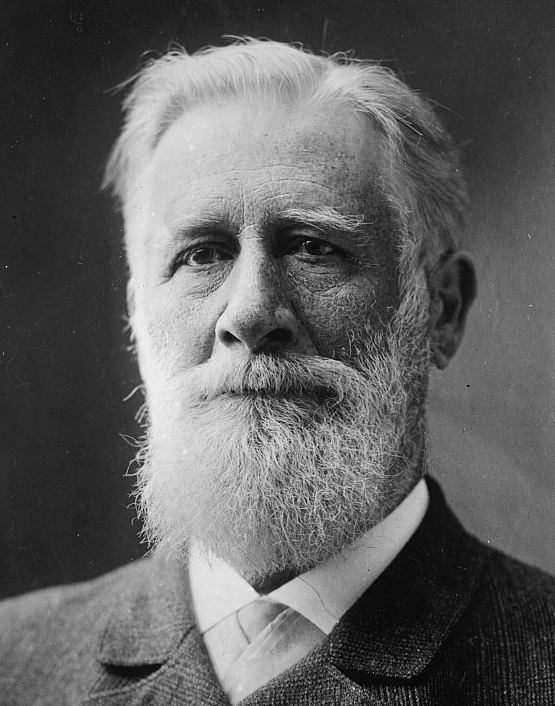
ゲルマン法学者ギールケ

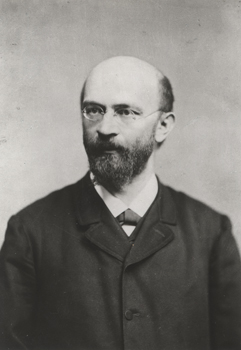
講壇社会主義者アントン・メンガー

1888年、ローマ法を重視するロマニステンのヴィントシャイトの主導により、民法第一草案成立（パンデクテン方式）。この草案もまた、新し過ぎるという批判と、古過ぎるという批判に挟撃される。
1889年（日本では明治22年）、ゲルマニステンのオットー・フォン・ギールケは、第一草案があまりに個人主義・自由主義・ローマ法的に過ぎ、農村由来の伝統的ゲルマン法を無視し、また文体も抽象・学術的に過ぎると批判する書を出版。家長権と所有権に対する個人主義のローマ法と団体主義のゲルマン法の基本的考え方の違いが根底にある。
日本では、延期派が引き合いに出す独法は未だ法の統一を成しえず参考にならないとして、当初の法典全廃論から断行派に転じた法律取調委員の「某貴顕」のような人物が出現（6月5日読売新聞）。なお商法典論争院内論戦で村田保から変節を咎められているのは槇村正直である。
翌年、オーストリアのアントン・メンガーは、近代社会主義を知らないローマ法の形式的平等が無産階級に不利益をもたらすと批判。
ドイツ留学中の穂積八束を通して日本にも波及したとも推測され、ローマ法的個人主義を弱肉強食の法と批判し「個人」でなく家族団体を「法人」として社会の基礎単位にすべきというのが八束らの主張であった（#倫理・慣習との調和）。

#### 団体主義と個人主義
ゲルマン法の家長は家族員に対する重い責務を負い、家産は家族員全員の総有になるのを基本とし（日本の入会権に類似）、農業共同生活に適する。一方、前述（#古代ローマの家族観）のように家長権の強大なローマ法では、家長は家族団体の拘束から自由であり、先祖代々の家産は団体でなく家長個人の所有である。家長の権限が強いローマ法が個人主義であり、家長すら団体法理に拘束されるゲルマン法が団体主義というのはその意味である。
個人を社会の基本単位として所有権を確保し、自由競争を促進することは、経済が国内の有限の富の上に完結せず対外侵略に至る危険性が強く非難される反面（レーニン）、列強に対抗するための富国強兵に適するから、現実の団体主義的な家族との調和が日本の民法編纂の課題であった（#相続制の衝突）。

#### ゲルマン法の多面性
ゲルマン法の評価は難題であり、外来のローマ法に対する民族法としてナチスが戦争体制に利用した側面はあるが、民衆法であり弱者の法として高く評価し、一方ローマ法は君主の法かつ近代資本主義の基礎たる弱肉強食の法と批判するのは、共産主義者カール・マルクスおよび平野義太郎である。
またドイツ固有の法と考えられることが多いが、フランスの語源となったフランク人はゲルマン民族の一種であり、フランス北部慣習法を介して、伝統ゲルマン法は仏民法典への影響が顕著という側面がある。親権は仏・独・旧民法・明治民法いずれも基本的にゲルマン法系。

#### ロエスレル意見書の影響
結局、仏民法のローマ法的性格を非難したロエスレルの意見書はどのような影響を与えたか、
- 旧民法編纂過程で山田顕義が財産法の全面見直し（別調査民法草案）を検討したことへの影響を強調[770]
- 伊藤博文ら政界の民法延期論への影響を推測[53]
- 法典論争への直接的影響を疑問視しつつ、八束らの延期論との共通性を指摘[771]
- 明治民法の独法重視に間接的に影響したに止まるとするもの[772]

などが主張されている。

## 旧民商法の完成
1889年（明治22年）7月、民法草案ボアソナード担当部分が元老院で議定を終わり、天皇に上奏される。
10月、外国人司法官任用問題を抱える条約改正案が井上案と大同小異だとの非難を受けていた大隈外相の暗殺未遂事件が起き、黒田首相は条約改正の中止を決定。

### 大隈暗殺未遂事件の影響

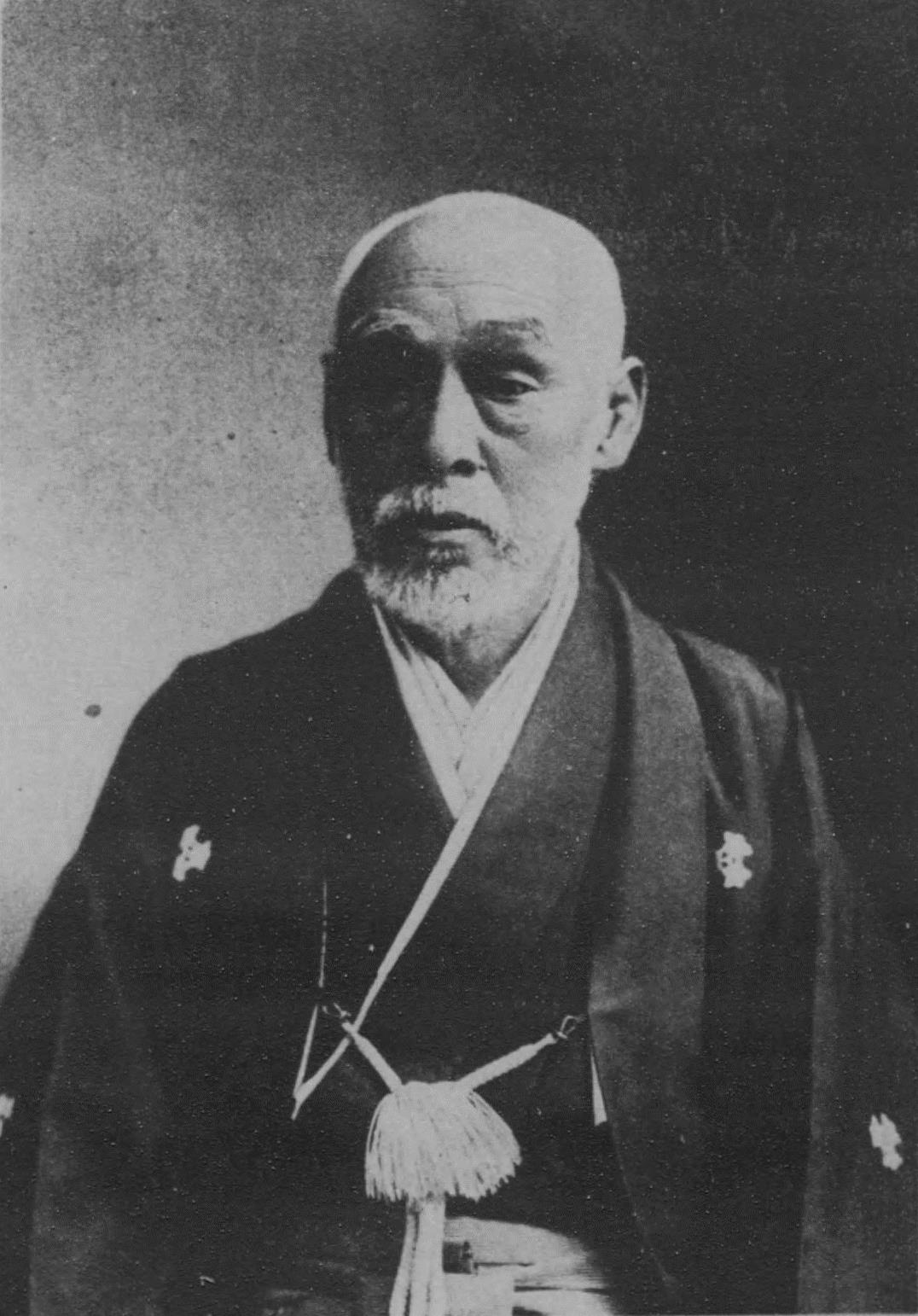
村田保（英法派・延期派）

元々はボアソナードの原案維持路線の熱心な支持者だった村田保（法律取調委員会委員、元老院議官）だが、欠点修正重視の考えに転じ具体的な修正提案をしたが容れられず、強引に審議を進める山田と決裂、以後法典論争では徹頭徹尾延期派に立つ。
村田はその後もシーメンス事件で内閣を瓦解に追い込むなど、貴族院の反政府勢力の頭目として奮闘した。

### 枢密院の動向
枢密院では、法定された「諮詢」の省略を狙う山田の動きがあり、違法な拙速主義とみて警戒する伊藤と対立。伊藤の後任の枢密院議長大木喬任は、枢密院の同意を得て「大体議に止むる」方針によって円滑に審議を進めさせた。
伊東巳代治（明治憲法起草者、独法派・延期派？）は、旧商法も枢密院へまわすべきと主張して大木と対立し、決着は長引いた。

### 諸法典の公布

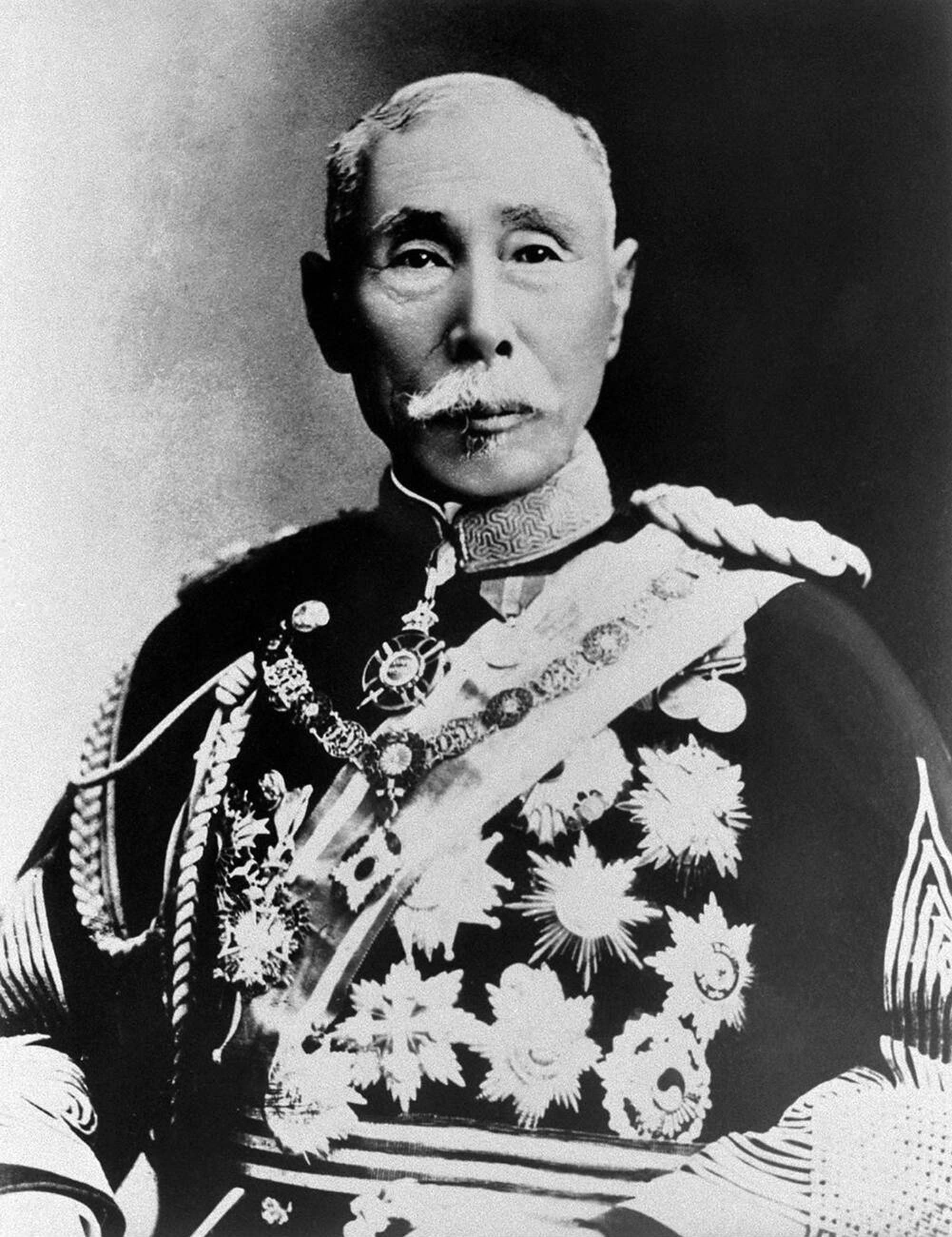
山縣有朋（長州閥・断行派）

1889年（明治22年）12月、第1次山縣内閣成立。山田法相は留任、外相は青木周蔵。

#### 裁判所構成法・財産法・民訴法・商法
1890年（明治23年）2月、裁判所構成法公布。
4月、法律第28号により財産法公布（21日官報）。施行予定日は1893年（明治26年）1月1日。署名者は明治天皇、山縣、山田、青木、西郷従道（海軍大臣）、松方正義（大蔵大臣）、大山巌（陸軍大臣）、榎本武揚（文部大臣）、後藤象二郎（逓信大臣）、岩村通俊（農商務大臣）。
同時に公布された民事訴訟法は両派からの評価が高く、施行予定日の1891年（明治24年）1月1日までに修正論は起きなかった。
旧商法は、枢密院の抵抗により5日遅れて公布（26日官報）。なお、民商法が同日施行と記述する文献も散見される。
商法施行予定日は1891年（明治24年）1月1日。民法より先に施行するのは、内外の取引の複雑化に乗じて不当の利益を貪る連中に早急に対処するためというのが元老院に対する説明。さらに徳富蘇峰調べによると、条約改正交渉の便宜のため外国人との商取引の安定を急いだというのが山縣首相への説明であった。
5月、公布された財産法が外国法の模倣で、自国に合わないのではないかとの門外漢の問いに対し、ボアソナードは慣習の立法化の例として、樹木のツッカイ棒を用方による「不動産」に含めた財産編9条4号を指摘（東京日日新聞5月6日）。しかし公布年の一般メディアの旧民法批判はその程度に過ぎず、商法と異なり盛り上がりを欠いた。
なお同条は不合理な慣習違反と批判され、明治民法では先述のように独法系の「従物」に解消した上で、独法よりさらに簡略化している（現87条2項）。
6月、江木は「新法典概評」を発表し、共和主義の仏法典を日本に移植したことを批判（法理精華35・38号）。ただし共和主義への批判ではなく、ボアソナードの独自説による中途半端な改変から生じた適用上の困難を攻撃したものである（星野）。
江木の旧民法攻撃は政府を怒らせ、法理精華発禁・廃刊の原因になったと言われる。

#### 家族法・刑訴法
一方、家族法案は法律取調委員会で修正されて再調査案となり、さらに整理の上内閣に提出された。山縣内閣はこれを元老院に付し、9月元老院は人事編550条の内200条余りを大量削除した上で議定、翌月6日には天皇の裁可を得て公布され（明治23年法律第98号、10月7日官報)、財産法と併せて1893年（明治26年）元日施行の予定とされた。署名者は海軍大臣樺山資紀、文部大臣芳川顕正、農商務大臣陸奥宗光に代わったほかは同一。
同時に治罪法を改正した刑事訴訟法公布。1922年（大正11年）の改正法と異なりドイツ刑事訴訟法（1877年）の影響は少なく、依然仏法系というのが法学者の多数だが、高校日本史の教科用図書は独法系と主張するものがある。理念的には大差無い。
結局、議会前に「政府は根幹となるような諸法はすべて天下りにこれを発布し、わずかに附属法規の戸籍法案を第一帝国議会の審議にゆだねた」のである（福島）。この点につき学者の事実認識は混迷しており（#論争全体の理解）、旧民法は議会で「可決」「否決」したと記述されることがあるほか、日本史教科書の中にも、旧民法は明治23年に「大部分」の公布に止まったと記述するものがある。

### 旧民法家族法の特徴
政府が公布した旧民法もまた妥協の法典であり、新し過ぎるという批判と、古過ぎるという批判に値した。
明治23年法律第98号の特徴は、
- 全ての人に権利能力を認める（イタリア民法に倣ったもの[800]）
  - 仏民法典はフランス人権宣言（1条）における万人の法の下の平等を否定しており[801]、1848年のデクレ（政令）で禁止されるまで植民地での外国人に対する奴隷制を許容していたフランス民法8条は、今なお法文上は現行法である[802]。
    - フランス人権宣言（人間と市民の権利の宣言）もまた「人（homme）」と「市民（citozen）」を区別しており、平等主義は不徹底であった[803]。
- 既存の家族経営維持のために長男子相続制が確立
- 廃戸主制が無くなり、戸主に集中された財産は、家の制約を脱し個人財産としての性格が確立
  - 一方で家族にも財産権を認め（人245条[史料 65]）、戸主の債権者が家族のほぼ全財産を差し押さえできる従前の維新法を変革[363]。
- 戸主の家族員に対する権利義務の強化
- 成年の子に対しても父母の同意権を規定
- 妻と異なり、夫の姦淫による法定離婚は著しく悪質なものに限定
- 戸籍法が民法に不可欠のものとされた。

陸羯南の『日本』は、この家族法に関する限り「世人の噂せしが如き種々の新奇なる分子は大抵取り除かれたるが如し」と好意的に評価（10月9日）。
穂積陳重も、同時期の大学の講義で相続法や財産法の形式を批判しつつも、人事編は過渡期の立法としては概ね妥当と評価している。
仏民法8条
- 総てのフランス人は私権を享有すべし[229]

旧民法人事編1条
- 凡そ人は私権を享有し法律に定めたる無能力者に非ざる限りは自ら其私権を行使することを得

## 商法典論争
旧民法が施行延期に至った経緯に絞るとしても、まず密接な関係があった旧商法の延期について述べる必要がある。

### 旧商法の問題点
1890年（明治23年）に公布された商法施行期日は、民法に先立つ翌年1月1日だったが、日本の商慣習、従来の商業用語を無視し、統一性も欠くなど様々な欠点があった上、公布から施行までの期間も8か月しかなかったため、激しい反対運動が起こる。民法と比べても出来が悪く、批判が起きたのは必然であった。
これらは、商法典論争が第1回帝国議会で延期派勝利に終わった後も引き続き問題となる。

### 英仏両派の動向
英法派は実業団体と連携を取りつつ、東京法学院（英吉利法律学校の後身）を本拠に延期運動を開始、一方仏法派は明治法律学校を本拠とし、商の普遍性世界性を強調して断行論を主張。
ボアソナードも統一商法典による商工業近代化を説き、断行を主張。ロエスレルが、法典は日本人自身の問題との立場から論争に距離を置いたのと対照的であった。
英法派の理論的主張は次の文に要約される（福島）。
両派はあらゆる手段を尽くして多数派工作に及び、議員に脅迫めいた書状を送った者さえあった。

### 産業界の動向

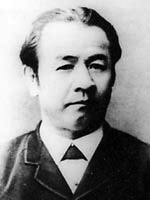
渋沢栄一（仏法派・商法延期派）

大阪と神戸の商法会議所は関税自主権回復の観点から断行論を唱え、一方東京商工会や京都・名古屋・大垣・長崎などの商法会議所は延期論を主張。東京商工会の中心人物は渋沢栄一（第一国立銀行頭取）。

### 政府の対応
1890年（明治23年）6月、村田保は、商法施行期日を民法と一致させ、明治26年1月1日までの延期を求める意見書を起草、53名の賛成者を得て元老院議長に提出、岡内重俊の反対もあったが議決され、山縣首相に提出された。
7月、山縣内閣は意見書不採用を閣議決定、上奏して裁可を得る。政府は延期派の『法理精華』を弾圧、発行禁止とした。

### 商法典論争の決着
10月、教育勅語成立。江戸時代初期に有力化し、古典儒教では孝経を除き必ずしも一致しなかった忠と孝が一体化する教説が確立。
11月、大日本帝国憲法（明治憲法）施行。これに伴い、第1次山縣内閣の下で第1回帝国議会が開かれる。凶作・米価高騰による恐慌の中で、衆議院は反政府派が多数を占めた。

#### 衆議院商法論戦

第1回衆議院議員総選挙後の衆議院勢力図

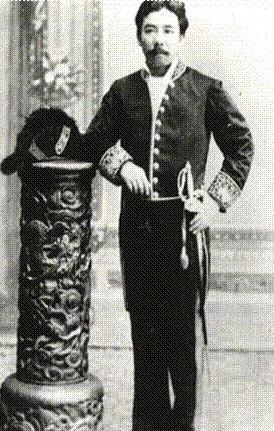
宮城浩蔵（仏法派・断行派）

12月、永井松右衛門により、本来は商法の内容的修正を必要と考えるが、施行期限が迫っていることから先ず民法典施行日まで延期を求めるとの理由により衆議院に商法延期法案が提出され、15日の審議に付された。議長は中島信行。
商法及商法施行条例施行期限法律案
- 明治23年4月法律第32号商法及同年8月法律第59号商法施行条例は明治26年1月1日より施行す[817]

英法派・延期派の元田肇、岡山兼吉らと、仏法派・断行派の井上正一、宮城浩蔵、末松三郎らが激論を展開。
吏党ながら是々非々論（ケースバイケース）を信条に商法典論争では反政府的行為に出た大成会のほか、改進党議員も多くが延期法案に賛成したが、自由党は二分した。断行派は無所属の仏法派議員が主力であった。本来の党派性からすると断行派に立つべき改進党の多数派が延期派で、自由党がその逆だったことは当時の新聞社にも意外であった（『国会』21日）。
政府委員箕作司法次官は、天皇の大権により公布された法典の延期は天皇の権威を傷付けると演説したが議会は激怒し、延期派に鞍替えする断行派議員が続出（『郵便報知新聞』17日）。189対67の大差で延期法案が可決した。

#### 貴族院商法論戦
貴族院では、20日に審議開始。周布公平、渡正元、独法学者平田東助らが断行論を唱え、穂積陳重、加藤弘之らが延期論を主張。
議長伊藤博文については、公然延期説をリードしたとも（松岡康毅）、加熱する議会に翻弄され四苦八苦したともみられる（山口弘達）。伊藤本人は、重要問題が山積みのため審議を急ぐ立場を明言している。
当時の新聞報道によると、長談義に消耗する貴族院で穂積陳重の演説は空気を一変させ、聴衆に深い感銘を与えたという。内容的には、法学士会意見書を敷衍したもの。
激論2日の後、104対62の大差で可決された。

#### 政府内商法論戦

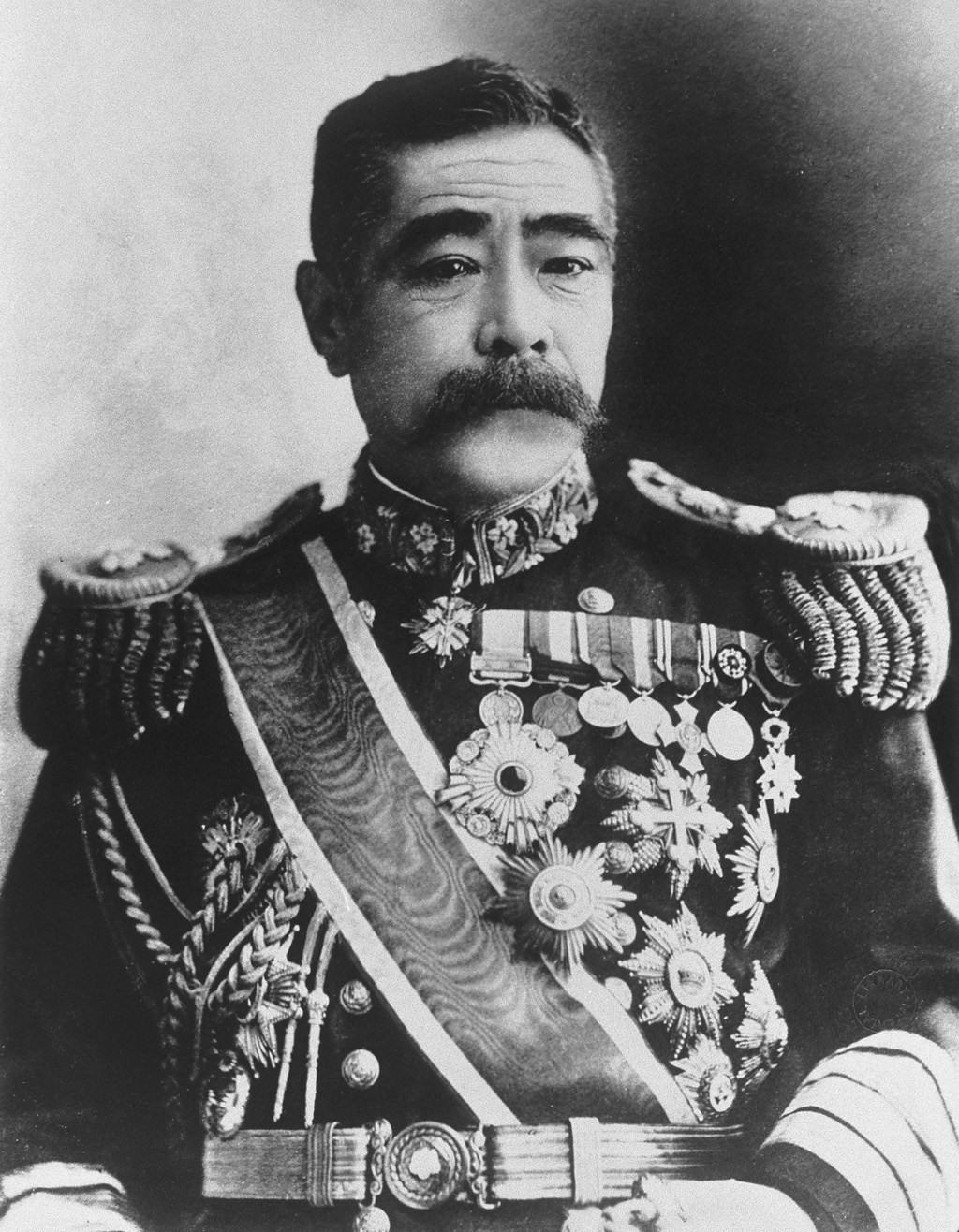
西郷従道（薩摩閥・断行派）

山縣内閣は23日に閣議を開くが、山田、西郷は署名（明治憲法55条2項）を拒否し、延期法不裁可を上奏すべきと主張したが、議会の立法協賛権（同37条）を無視する強硬意見には陸奥が反対（#憲法典公布）、山縣首相も裁定を躊躇し、25日には憤激した山田が辞任。
大木喬任が法相に臨時就任して署名、裁可（同6条）を得て延期法が成立した。

## 民法典論争の激化
1890年12月、独民法第一草案への左右両陣営からの批判が続く中、ドイツ連邦参議院は第二委員会を設置して修正に着手。審議結果は逐次公表され、日本でも1892年から1896年にかけて財産法の翻訳が公開されている。第二草案は明治民法にも起草途中から参照された（梅、仁井田）。
1891年（明治24年）1月、ボアソナードによる改正案を基に作成された刑法改正案が議会に提出されたが、審議未了（会期#会期独立の原則と会期不継続の原則）。
2月、小畑美稲（延期派？#法典論争政府内論戦参照）により、民情慣習に背き難解不明瞭の旧民商法は一時延期に止まらず修正されるべきで、政府は実業家を加えた修正委員会を組織せよとの建議が出され、貴族院で議決。慣習違反の条項として、特に商法の商号（のれん分けの禁止）と民法の養料（扶養）が挙がっている。明治憲法40条に基づき山縣首相に提出されたが、修正の時間が無い、そもそも両法典に問題は無いとの理由で却下。実業家を委員に加えるべきとの主張は、法典論争決着後の法典調査会に影響を与えた可能性がある。
1891年（明治24年）4月、東京法学院が『法理精華』の後身『法学新報』を発行。
5月、シベリア鉄道起工。ロシアの南下政策はイギリスに脅威を与え、かつ日本経済の発達に伴い、居留地での治外法権より内地雑居を採るべきと考えられたことから英国は条約改正の方針を修正。

### 穂積八束の延期論

#### 民法出でて忠孝亡ぶ

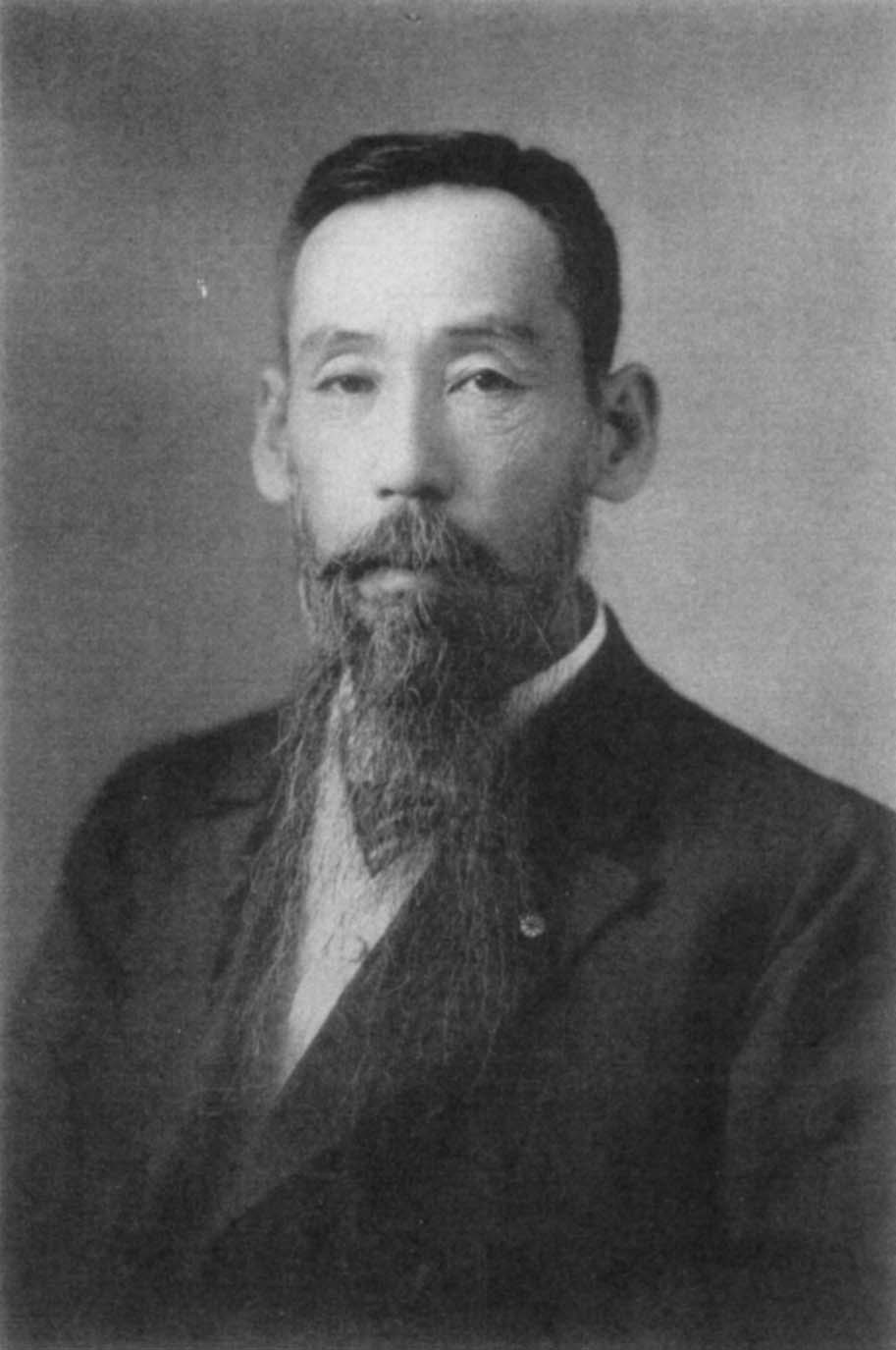
穂積八束（独法派・延期派）

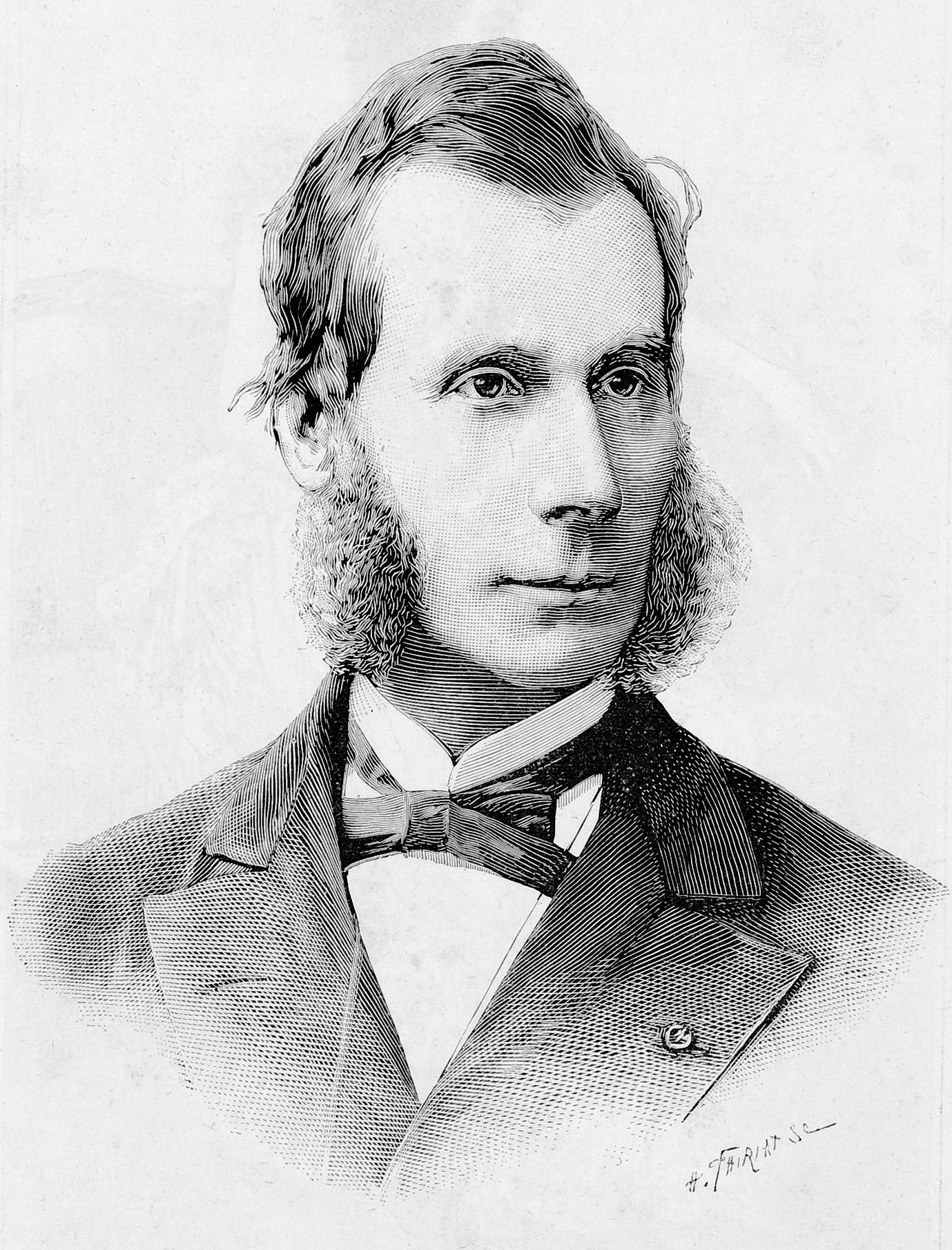
歴史学者クーランジュ

「民法出でて忠孝亡ぶ」の煽情的言辞で世に知られるのが、公法学者の穂積八束である。
批判の対象は原案ではなく、公布後の旧民法（明治23年法律第28・98号）。
古代ギリシャ・ローマが祖先教および家父長制度を基盤とする社会であり、祖先崇拝を偶像として排斥するキリスト教によって破壊されたとの八束の主張は、フランス人歴史学者フュステル・ド・クーランジュ『古代都市』の記述を根拠とする。題名が違うだけで、内容は先行の「耶蘇教以前󠄁ノ歐洲家制」『國家學會雑誌』4巻57号、8月15日、1157頁以下と同一。

#### 穂積八束の法思想
留学前は二大政党の交替による政党内閣制を許容していた八束だったが、留学先のドイツはビスマルク時代の末期に当たり、議会は特定階層の利益代弁者と化し、政府は超然主義に立って議会と対立しつつ、議会外の労働者層に対しては、社会政策と社会主義者鎮圧法の「飴と鞭」政策を採っていた。そこで八束は、国家の責務は貧民を現実に食わせることであり、議会の求める権利・自由は虚名に過ぎないと考えるようになる。そして、強力な支配者が無ければ弱肉強食の争いに陥るという性悪説的立場に立ちつつ、ホッブズ流の国権・家長権による支配の確立を主張したのであった。
八束が理想とした日本社会が実際どこまで日本的だったかは疑問もあり、日本がタテ社会でヨーロッパがヨコ社会という観察は妥当にせよ、日本型タテ社会の君主が絶対的支配者ではなく、倫理道徳に拘束された調整者に過ぎなかったという歴史認識（中根千枝）を前提にすれば、八束説はむしろユダヤ・キリスト教的、西洋的に過ぎたとの批判の余地があるが、
- 彼の説く「忠孝」は儒学ではなく国学であり、封建制の江戸時代ではなく、天孫降臨～上古時代への回帰が理想とされていた
- 国学の教義にキリスト教的一神教の影響が指摘されていることからすれば（村岡典嗣）、八束説が一見国粋主義的に見えてその実西洋的なのは当然だった

との理解が示されている（長尾龍一）。
ただし明治民法制定過程で富井が主張した廃戸主制復活に土方寧、横田国臣とともに賛同したように（梅らの反対により実現せず）、戸主個人を絶対的権力者にしようとは考えない。尊重されるべきは祖先の霊であり、戸主はその体現者に過ぎなかったのである。
この祖先教論は広く悪評を得たが、宗教的信念の発露というよりは、極めて実利的な主張だとも解される（藤田宙靖）。家長権の権威付けに役立ち、団体の規律に便利だからという（祖先教ハ公法ノ源タリ）。そこでは、道徳や法律のために人間があるのではない、したがって時空を越えた人倫の大本なるものは、それが何であれ認められず（法ノ倫理的効用）、宗教すらも人類生存の道具に過ぎない（国家ト宗教トノ関係）。
キリスト教と国家の調和を説くルドルフ・ゾームの説の「キリスト教」の部分を、その社会基盤の無い日本においてクーランジュの祖先崇拝論に置き換えたものである。
実際の日本は天皇家すら11世紀まで男女双系的であり、かつ伝統的に祖先崇拝の役割を担ってきたのは仏教だから、八束の説はもはや神道（国学）とは無関係である（長尾）、あるいは、最晩年には水戸学の隆盛が乱世を招き、明治憲法体制確立により社会が安定したと主張していたことからすると、保守主義ではあっても復古主義ではなかったとの評価もある（坂野潤治）。

#### 主張の骨子と評価
従来、八束の主張は多数派工作のためのプロパガンダに過ぎず、学理的には全くの的外れとされ、不評であった。特に、仏民法・旧民法はいずれも強力な家父長制を基盤としていたにもかかわらず八束が批判したと解すると、「民法出でて忠孝亡ぶ」は、進歩的法典に対する保守派の反発ではなく、保守的な仏民法（松本）、または保守的な旧民法に対する誤解ということになる（中村、大久保泰甫）。
しかし、前後に発表された一連の論文からは彼なりの西洋文明摂取の態度が認められる。
そこで、単なる保守的イデオロギーに尽きるものではなく、古典的自由主義の限界を見据えた上での、財産法にも一体となって及ぶ弱者保護の論だとして、ギールケらの論争との共通性を再評価する動きがある。
このような考え方に対しては、八束がメンガーを読んでいた（福島）かどうかは重要でなく、政権批判の論法に過ぎなかったとの批判がある（熊谷開作）。
それ以外にも民法典論争に前後して複数の論文が発表されているが、詳細な倫理規定により道徳を強制すべきというのではなく、本来親族法は公法であり、民法典で詳細に規定すべきでないという立場が論争終結後の論文で明確にされている。
独民法第二草案起草委員に就任して破棄されたゾームの旧説に依ったものだが、ボアソナードも、親族法は本来公法との立場であった。
要するに、八束の主張は、
- 家族法では、法律で道徳を強制せず、法律以前のものとせよ
- 財産法では、個人主義徹底の弊を避け団体主義法理を容れよ
- アナキズムの萌芽は許さない

というもので、表現の古めかしさの割には合理的理論的とみることができる（井ヶ田良治）。

### 梅謙次郎の断行論

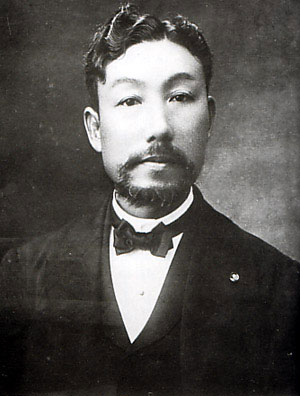
梅謙次郎（仏法派・断行派）

当時、旧民商法に修正すべき点が無いと考える断行論者は富井によれば少数派、木下・梅によれば絶無であった。
梅の断行論も、法典成立が長引くことを避け、不完全でも施行し、欠点は後から修正すべきという拙速論であり、彼が旧民法の全面的な"賛成派"だというのは事実誤認である。
もっとも実際に法典以前の単行法が「極少、極悪にして、且つ慣習も不明」だったかは異論もあり、膨大な単行法が民事法の全領域に存在していたとの主張もあるが、明治初期の民事立法は驚くほど少なかったとの主張もある。法規の無い場合でも、前述の裁判事務心得に基づく条理に従った裁判も機能していたから、決して無法状態の暗黒時代ではなかった。
しかし裁判官が学んだ外国法によって「条理」の判断を異にする場合があったため、一応の裁判の統一基準が早急に必要であり、国策たる条約改正にも資するというのが梅の主張であった。
なお「家長権は封建の遺物」というのが梅ら断行派の主張だったとする理解もあるが、官僚の清浦奎吾が議会で「個人主義」を唱え（#進歩的とは何か）、立憲改進党の加藤政之助（慶應卒）が旧民法の進歩性を賞賛したのが目を引く程度で（#衆議院）、仏法派の論争時の主張は旧民法は旧慣に反しないという弁明に過ぎず、積極的に人権論や個人主義を説くわけではなかったとも指摘されている（福島）。

### 法典実施延期意見

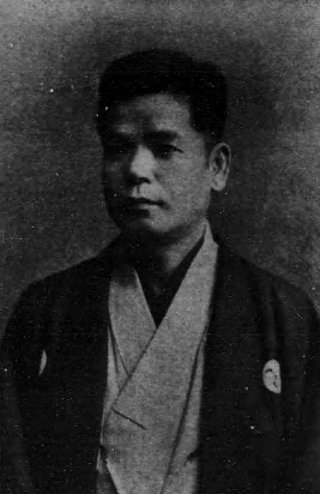
江木衷（英法派・延期派）

1892年（明治25年）4月、土方寧（英吉利法律学校創立者）「民法証拠編ノ欠点」は証拠編の法理的欠点および国情無視を批判、奥田義人「人事編ノ抵触及ヒ重複」は人事編の錯雑不統一を批判（法学新報13号）。多数派工作のために延期派が人事編批判に力を入れたのはこの時期の特徴だが、それだけが延期論だとの印象を後世に与えることになった。
この頃法典論争はピークに達し、延期派の高橋健三を断行派の壮士が狙撃する噂が流れた。一方で陸羯南の『日本』は、世人の無関心を指摘している（4月7日）。
5月、『法学新報』の社説に「法典実施延期意見」が発表される。4月頃から全国各地の名士に配布して世論喚起を図っていたもので、東京日日新聞も全文を掲載。延期派の江木衷・高橋健三・穂積八束・松野貞一郎・土方寧・伊藤悌治・朝倉外茂鉄・中橋徳五郎・奥田義人・岡村輝彦・山田喜之助が連名し、激烈な論調で法典大修正のための延期を主張したもので、延期派の最も代表的な論説である（星野、福島）。
花井卓蔵の証言によれば起草者は江木。断行派雑誌も江木が執筆したと報道、それを踏まえてなお穂積八束が中心との後世の学者の主張もあるが根拠不明。
- （一）新法典は倫常を壊乱す
- （二）新法典は憲法上の命令権を減縮す
- （三）…予算の原理に違う
- （四）…国家思想を欠く
- （五）…社会の経済を攪乱す
- （六）…税法の根拠を変動す
- （七）…威力を以て学理を強行す

一は、主に人事編がキリスト教的個人主義に過ぎるとするものだが、星野、遠山茂樹が正鵠を得たものと高く評価する（五）は次のように述べる。
旧商法批判も挙がっており（商業帳簿、破産法など）、要するに両法典は経済的強者の保護に偏り、日本の大多数を占める農民や誠実な小商人などの生活に適応せず、かつ忠孝信義の倫理に背くという批判である。世論を延期派に傾けることに大の効果があったと言われる。一方で東京法学院関係者ながら増島六一郎（初代院長）、菊池武夫（二代目）、穂積陳重は署名せず、英法派・延期派の総意ではないことも指摘されている。
主執筆者の江木は内務大臣の秘書官でありながら反政府運動の急先鋒であり、「法典実施延期意見」の公表に当たり井上馨に宛てて「此意見書に依り免職せらるるとも刑に処せられるるとも小生共之本望に有之」との強い決意を表明（翌年退職）。後の大逆事件に際しても刑訴法の陪審制不採用による恣意的事実認定が原因と主張しており、単なる保守派と片付けられない側面が指摘されている。

### 法典実施断行ノ意見
これに対して、法治協会が『法律雑誌』（第883号）に発表した「法典実施断行ノ意見」は一層激烈であった。
- （一）法典の実施を延期するは国家の秩序を紊乱するものなり
- （二）法典の実施を延期するは倫理の壊乱を来たすものなり
- （三）…国家の主権を害し独立国の実を失はしむるものなり
- （四）…憲法の実施を害するものなり
- （五）…立法権を放棄し之を裁判官に委するものなり
- （六）…訴訟粉乱をして叢起せしむるものなり
- （七）…各人をして安心立命の途を失はしむるものなり
- （八）…国家の経済を攪乱するものなり

これは、道義維持者たる法典を早急に完備すべきと説く自然法学的法典実施論であるが、延期論者を痴人狂人と罵る非理性的感情的なものであった。儒教的色彩も指摘されている。これに対する延期派の反論文として山田喜之助らの「読法典実施断行意見書」があり（法学新法14号）、延期論の本質に迫ったものとの評価がある。また陸羯南は英仏両派を批判して、法典の実施または延期が国家秩序を崩すというのは法律万能論の妄説と主張。
法治協会ではほかに延期意見書に具体的に反論した未完の論文「弁妄」が知られ、家族法部分は後世の学者からも支持を集めている（青山、牧野、手塚）。共同執筆者中の一人は磯部。
同月には、両派の学生が小競り合いを起こす事件が起きている。
一方、同5月の梅の「法典実施意見」や、翌月にかけて和仏法律学校校友会が発表した「法典断行実施意見」（法律雑誌社）は感情論に奔らず延期論に逐一反論したものだが、法典の形式面には批判的。そのほか東大仏法科学生（大蔵省試補）の水町袈裟六の反論論文も評価されるが、全面擁護論ではなく、3割は不同意と述べる。

### ボアソナードの断行論
ボアソナードも旧民法（特に相続法）には不満だったが、1890年（明治23年）に旧民法の注釈に着手した本野一郎・城数馬・森順正らに送った書簡では、条約改正に法典が必要不可欠と強調（交詢雑誌368・369号）。
1892年（明治25年）4月、松方内閣の断行論を強化するため、榎本外相に意見書を提出。
（一）延期派の分析では、主に職業利害上の反対でありその他は政府攻撃の手段に過ぎないと述べる。
（二）法典が習慣に反するという批判には、
- 1.財産法では各国共通の法理によって編纂し、日本の慣習ともほとんど矛盾せず、これに反する旧慣遵守を主張するのは日本に不利益、
- 2.相続法では「全く日本封建時代の慣習を固守」し、
- 3.親族法でも「大に日本の習慣を斟酌」した

と反論。
（三）延期に反対する理由としては、
- 1.天皇の大権を以て公布した法典の延期は天皇の権威を傷付けるから、修正するなら実施数年後にすべき
- 2.経済上も早急な国内法統一が必要
- 3.条約改正のために法典が必要なこと

を挙げた。
延期派の「法典実施延期意見」に対しても、療養先の箱根から長文の答弁書を発表。
と述べて家族法批判が的外れと主張。財産法では、時・場所を越えて妥当する自然法を論じた。

### 言論界の動向
- 国民新聞、国民之友：徳富蘇峰を中心に断行派[909]。現在の東京新聞。
- 寸鉄：陸奥宗光を中心に断行派[910]。
- 朝野新聞：当初改進党系条約改正推進派、1890年（明治23年）から薩閥系。消極的断行派[911]。
- 郵便報知新聞：矢野文雄・犬養毅を中心に改進党系[912]、断行派寄り中立派[763]。仏法典の紹介者栗本鋤雲は法典論争開始前の1886年（明治19年）に退社[913]。
- 読売新聞：延期派とみる論者[618]と、政府系断行派とみる論者[763]がいる。
- 国会：薩閥系の御用新聞として当初断行派、1892年5月突如延期派に転向[910]。
- 日本：陸羯南を中心に延期派[914]。院内論争前年の時点では条約改正のための法典編纂にも理解を示し、断行派とする見方[915]もあるが、院内論戦時には財産法の慣習軽視を理由に延期論を明言[916]。
- 中央新聞：吏党系。当初中立派、第3回議会時に商法断行派、民法延期派[917]。
- 東京新報：長州閥山縣系だったが伊藤系に吸収される。旧民法の天賦人権論を警戒する一方で、旧商法断行派[918]。
- 中外商業新報：現在の日本経済新聞。穏健延期派、商法典論争後に商法のみ断行派に転向[919]。
- 東京日日新聞：現毎日新聞。当初断行派、1890年（明治23年）4月から関直彦（英法派）を中心に商法延期派[920]、1892年（明治25年）から伊東巳代治を中心に民法延期派に転向[921]したとされるが、伊東が延期派に属したのは未確定ともされる[254]。
- 時事新報：現毎日新聞。福澤諭吉を中心に延期派、特に商法を批判[922]。
- 東京朝日新聞：杉浦重剛を中心に延期派[923]。

江木証言では「新聞記者」は「概ね延期論者」。星野の著書で一般言論界への言及が無いことは大きな欠点とされる。

### 実業界の動向
商法断行派の大阪商工会議所は引き続き法典断行論を唱え、東京・神奈川・愛知・新潟・青森・大阪・京都・岡山・広島・鹿児島の諸団体も法治協会を通して断行意見書を両院に提出。しかし、第1回議会で実業界から延期8、断行2の請願が出たのに比べると低調であった。

### 大審院の動向

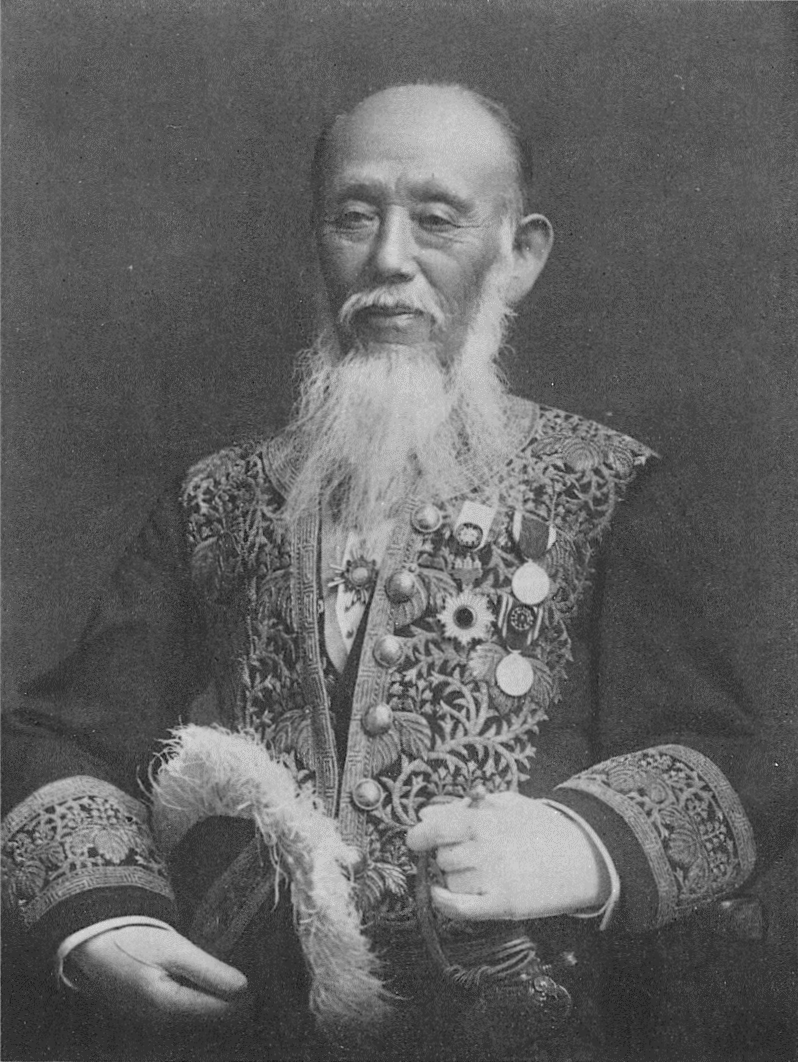
児島惟謙（仏法派・断行派）

大審院長児島惟謙ほか大審院判事主流派29名は法典実施建議書を提出したが、西川鉄次郎（英吉利法律学校創立者）は延期論に賛成して署名を拒否。
院内論争直前、児島や岸本辰雄・栗塚省吾・亀山貞義・高木豊三・磯部四郎ら仏法・断行派大審院判検事らが花札賭博をした司法官弄花事件の醜聞は、断行派の信用を失墜させた。

## 民法典論争院内戦

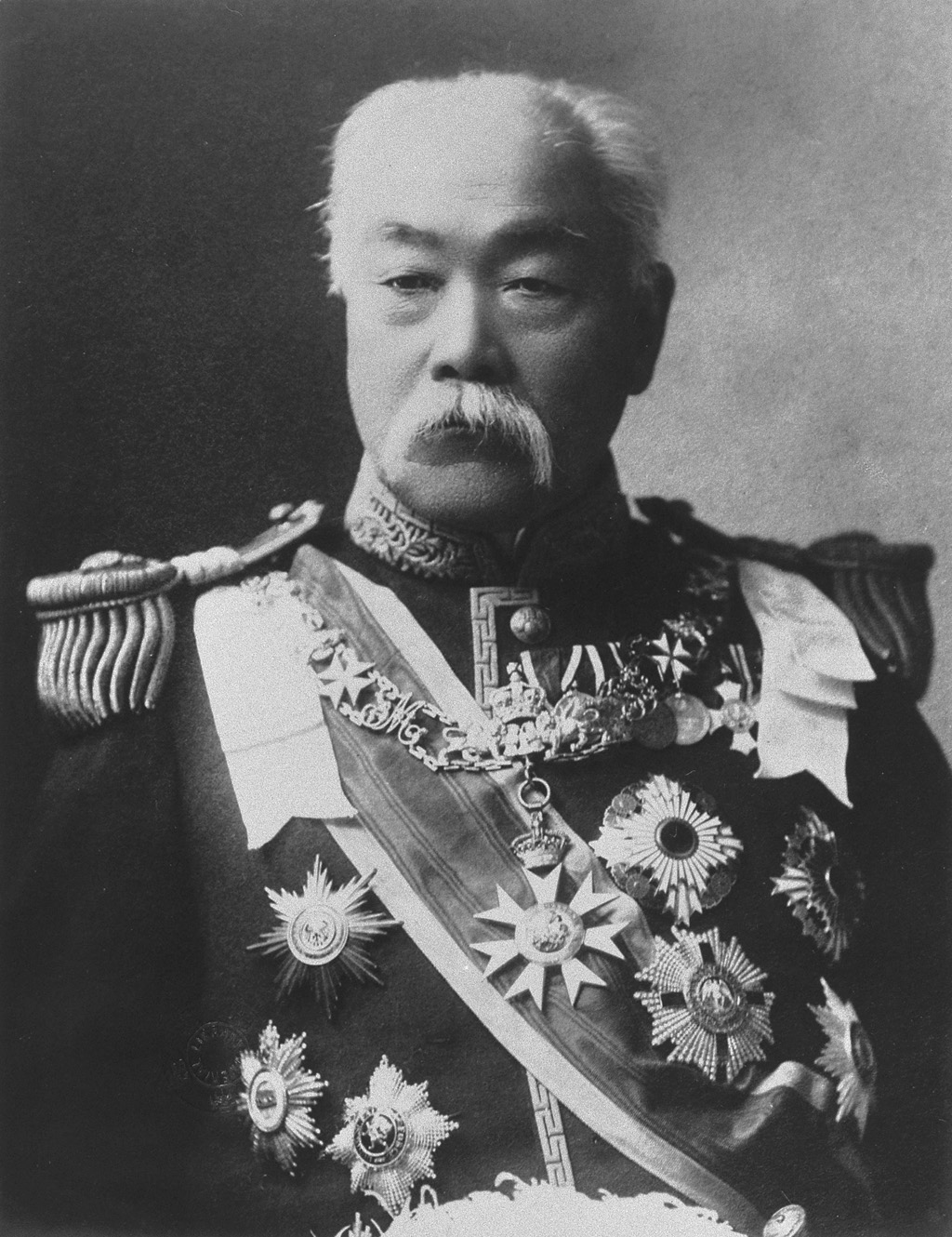
松方正義（薩摩閥・断行派)

1891年（明治24年）5月6日、第1次松方内閣成立。青木外相は留任、法相は山田顕義が復帰。

### 政界の状況

選挙直後の衆議院勢力図

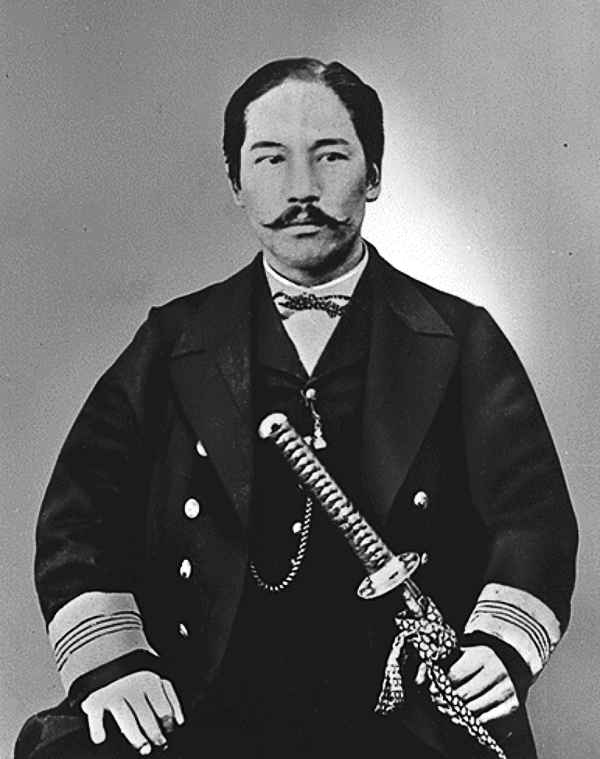
榎本武揚（蘭学・断行派)

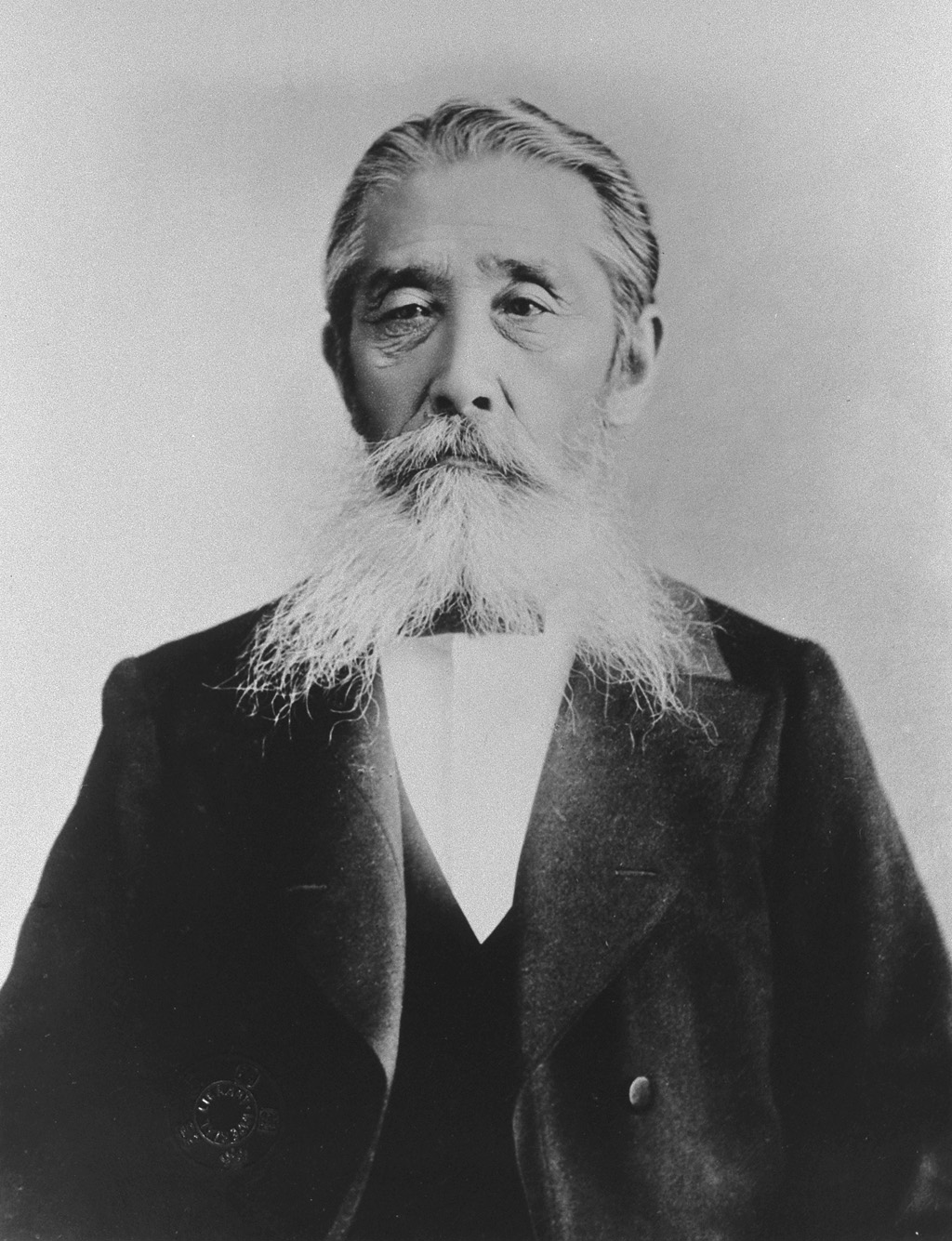
板垣退助（断行派)

5月11日、大津事件により西郷内相や青木・山田ら閣僚が引責辞任。維新の元勲を失い、続く司法との争いにも疲弊した内閣は大幅に弱体化。政権の脆弱、元老の対立を背景に、天皇の直接政治関与が期待されたのはこの期の政界の特徴であるが、法典論争介入の事実は確認できない。天皇個人を政争から遠ざける明治憲法本来の構想から離れてまで詔勅の乱発で乗り切ろうとした伊藤博文枢密院議長の構想は、井上毅の反対によりこの時点では断念を余儀なくされている。
12月、第2回帝国議会衆議院において、断行派の法治協会会員渡辺又三郎は商法一部施行法案を提出。
田中不二麿法相は一部でなく全部を期日通り施行すべきと反論、審議継続につき64対64の同数となり、議長代行の津田真道（衆議院副議長）の議長決裁（明治憲法47条）により否決された。
1892年（明治25年）2月、第2回衆議院議員総選挙において、品川弥二郎内相（長州閥）らによる暴力的選挙干渉が行われ、強硬派の薩摩閥および長州閥山縣系と、柔軟路線の長州閥伊藤系の対立が鮮明になる。伊藤は選挙干渉に関与した全官吏の厳罰を主張、品川は辞職に追い込まれた。
4月、延期論の盛り上がりに動揺した松方首相は議会前に民商法の修正委員会を設けるべきと主張、閣内に一、二の賛同者を得たが、法典断行の確約を得て入閣していた田中法相の強い反対に遭い撤回。
この頃、政府の財政基盤も脆弱であり、地租改正によって農村は疲弊していた。明治政府が農民の重い負担の下で資本主義を発展させざるを得なかったのは、アメリカ公使ジョン・アーマー・ビンガムやカナダ外交官ノーマンらの主張によれば、不平等条約により正当に得られるべき関税収入を得られなかったために農民に転嫁せざるをえなかったことが主因である。
例として、1890年（明治23年）における日本の内国税収入と海関税の比率100：6.43に対し、アメリカは100：169.03。歳入に地租の占める割合は、イギリスの1.27%に対し、日本は58.07%に及んでいた。
政府も民党もこの問題は認識しており、積極財政政策による救済か、緊縮財政による民力休養・政費節減かで激しく対立していた。政府側の井上毅は、地租維持はやむをえないまでも、市場経済に対応させるため戸主権を強化して農村の解体を防ぐべきとの構想により、内閣の方針に反して民法延期論にまわった。
民党も農村保護・家族経営の安定化の観点は一致していたから、旧民法（特に財産法）は弱者保護が不十分とする延期派勢力が出現。『国民新聞』は単純な党派問題ではないと指摘（28日）、『読売新聞』も「法典論は党派問題にあらず、条理の勝敗なり」と報じている（30日）。
自由党は委員を設け法典延期の利害得失を研究したが党論統一に至らず、代議士の自由運動に任せることに決定。党首板垣退助は断行派だったが、党内にも延期論者が少なくないことから、梅ら断行派による多数派工作に応じなかった。後年の富井証言によると、「明治25年」の梅謙次郎は「断行派の参謀長とでも云ふべき一人」になっており、議会演説でも、大臣が梅の書いた原稿を読むことがあったという。
前議会における吏党大成会は第2議会の解散とともに消滅したが、4月27日、新たに当選した議員により中央交渉会が組織される。第3議会では政府松方内閣を全力で支援したとされるが、法典問題に関する限り、江木証言によると「政府党」は学理尊重を説く延期派の元田肇の活動により党議拘束を外すことを決断したとされる。
一方、改進党党首大隈重信は法典の不完全を承知しつつも、条約改正優位論の見地から党員に断行支持を呼び掛けている。
5月20日、田中法相は優柔不断の松方首相に態度の確定を迫り、閣議で討論を尽くし、政府はたとえ延期法案が可決されても、断固法典を施行すると決議した。
江木証言では、副島内相（品川の後任）を除き政府は皆断行派。延期論にも一定の理解を示した閣外有力者としては、大隈・品川・井上馨の名が挙がる。

### 第3議会議員内訳
衆議院・参議院調べによる開院式当日（5月6日）の議員内訳は以下の通り
（会派別公式議員数未公表のため貴族院は種別員数のみ、衆議院は概数）。
- 貴族院：皇族9、公爵10、侯爵25、伯爵14、子爵69、男爵20、勅選81、多額納税者41、計269名
  - 延期法案審議時も含め皇族や兼官の欠席者が多く、出席者は概ね200名未満。延期法案にも皇族の賛成者無し[945]
- 衆議院：弥生倶楽部（自由党）92、中央交渉部84、議員集会所（立憲改進党）38、独立倶楽部25、東北同志会9、無所属52、計300名

自由党や独立倶楽部が内紛により分裂するなどの動きがあり、終了日（6月14日）では
- 衆議院：中央交渉部90、弥生倶楽部（自由党）86、議員集会所（立憲改進党）38、溜池倶楽部19、東北同志会6、無所属44、計300名

### 貴族院
法典論争最大の山場となったのは、第3回帝国議会の貴族院であった。
「民法商法施行延期法律案」を提出した村田保は、延期論を要約して次のように述べた。
- （一）倫常を紊ること（取36条[史料 94]、担216[史料 95]・217条[史料 96]、人26・27条[史料 97][222]）
- （二）慣習に悖ること
- （三）法律の体裁を失すること
- （四）法理の貫徹せざること
- （五）他の法律と矛盾すること

その理由が広い範囲にわたり説明された。
『時事新報』によれば、松方内閣は条約改正に多大な影響が及ぶことを憂慮し、高島鞆之助陸相を除き閣僚は皆出席。もっとも陸羯南の『日本』によれば、政府松方内閣は選挙干渉に失敗して苦境にあったことから、法典を重要問題として扱う余裕が無く、田中・榎本・大木を除き断行論に熱心でなかったともいう（東京日日新聞は田中・大木のみを挙げる）。
初日の三大臣の反対演説により延期論がやや色を失った感もあったが、翌日には延期派が盛り返す様子を見せた（時事新報）。

#### 天賦人権論論争

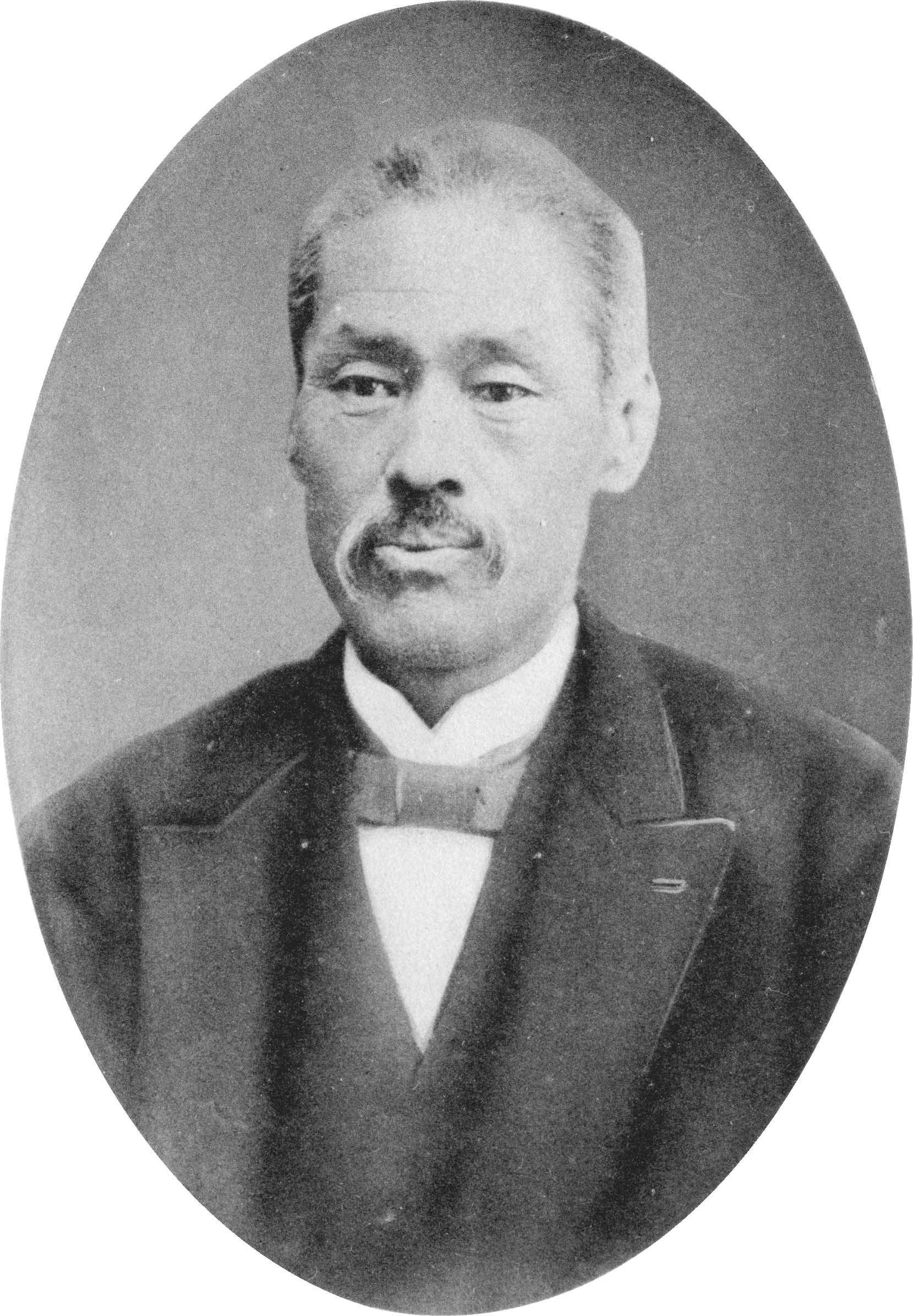
加藤弘之（独法派・延期派）

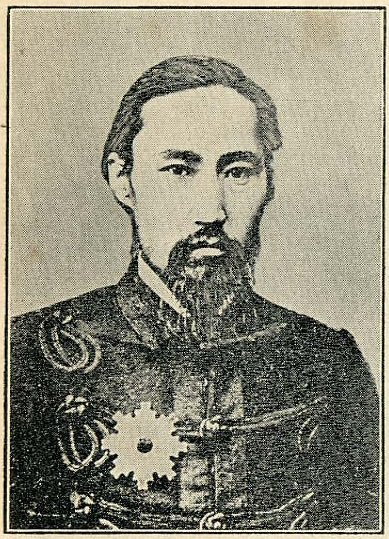
鳥尾小弥太（民法断行派)

貴族院論争初日、田中法相と渡正元が断行論を述べた後、帝国大学総長加藤弘之が演説。素人考えと断りつつも、民法の精神は自然法を大本とし、天賦の人権が人民に付与されると理由書に書いてあると指摘、一方憲法の精神は、公権・私権の区別無く全て国家の主権から生じると解されるから、民法は憲法と矛盾抵触すると主張。自然法説が西洋でも衰退しつつあることも指摘。これに対し貴族院の保守党中正派を率いる断行派の退役陸軍中将鳥尾小弥太が演説、天賦人権論の是非にかかわらず、人民相互の権利（私権）は人が人たるの所以から生じると反論。
大木文相も加藤に反論。
普段は口下手な大木が、この日に限っては堂々の演説をしたことは各新聞社も好意的に報道した。
鳥尾小弥太については、延期派の谷干城と同様の保守的グループに属しながら商法典論争の延期派から民法断行派に転じたとみられているが、付和雷同の傾向があったことや、政府から司法大臣の席を約束されていたという噂があったことが指摘されている。もっとも商法典論争でも天皇の決定を尊重する観点から断行派だったとの見方もある。なお本人は大津事件の影響で法治主義に転じたためと主張している。商法は棄権。
翌27日、谷は、大木の天賦人権論は儒教を介した日本独自のものと指摘（#自然法学の受容）。
翌28日、谷から財政支援を受ける陸羯南の『日本』は、大木・加藤の双方を批判。
前述の通り、財産法につき前国家的な自然法を強調するのがドイツ自然法学の立場。財産法家族法を問わず、自然法の名目による国家からの成文法の押し付けを拒否するのがドイツ歴史法学の立場である（#ドイツ法学の理論状況）。
穂積八束も「臣民の権利は…私法上の権利とは其効力を全く異にす」と述べ（帝国憲法ノ法理）、加藤のような素朴な公法私法一元論は採らない。
大木については、明治初期以来の「絶対主義的法治主義」の現れと解し、詳細な大法典の押し付けが人民を束縛することは私法でも変わらないので、延期派への反論として失当との批判もあるが（井ヶ田良治）、後年の伊藤博文が憲法解釈につき大木や鳥尾と類似の見解を述べ、「何でも専制的のことでなければ、日本の国体に適はぬが如く思うてゐる」漢学者らを「大なる誤解」と批判したことから、加藤の極度の国家主義への反論としては妥当とする評価もある。

#### 富井政章の延期法案賛成演説

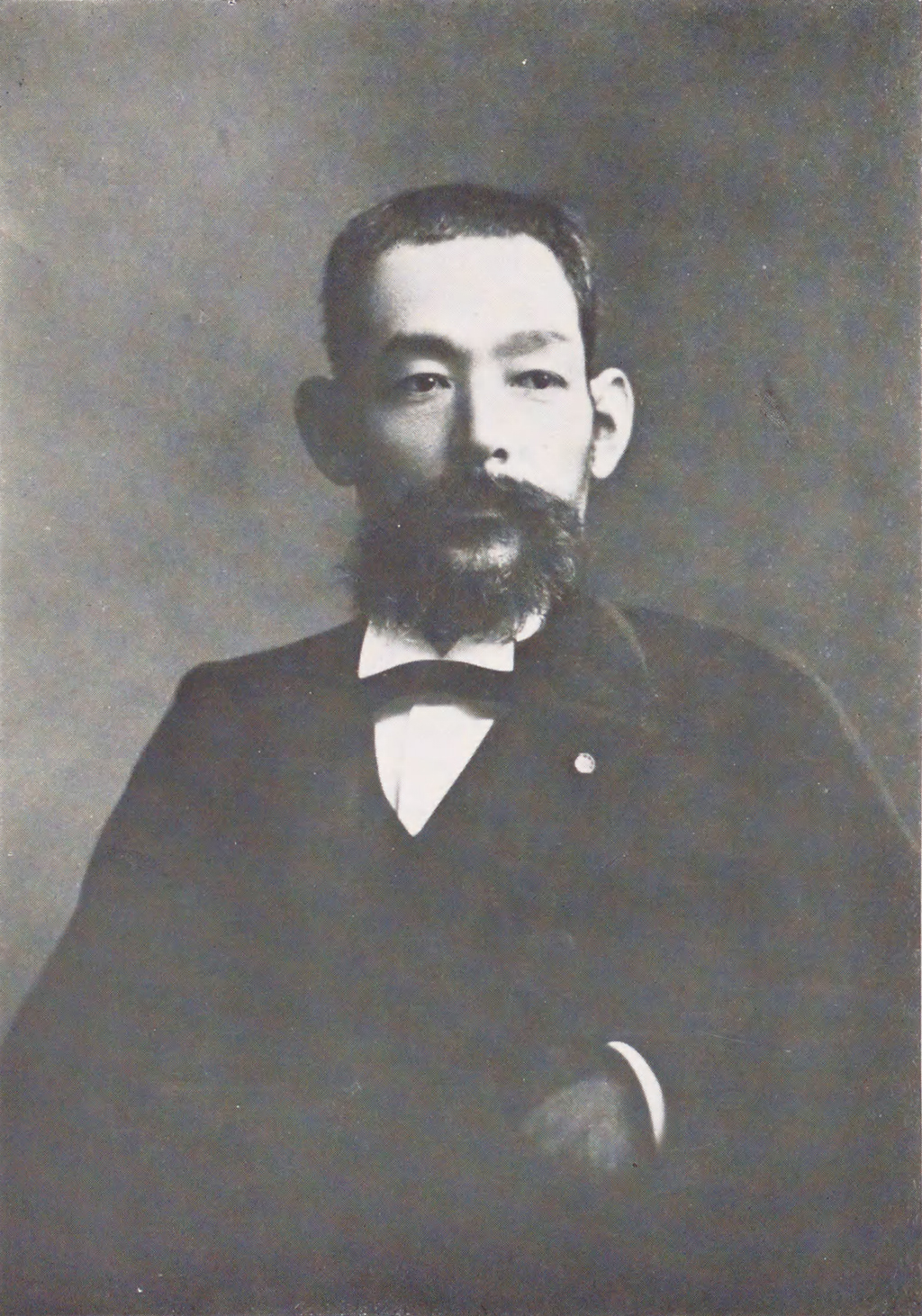
富井政章（仏法派・延期派)

論争が進むにつれて、延期派の中心村田保は院外断行派から激しく敵視され、襲撃の噂が流れた。元田肇の証言によれば、政府は当初断行派議員にのみ警護を付けたが、官報局長高橋健三の猛抗議により延期派議員にも付けるようになったという。
普段は閑散としている傍聴席は700人を超え、議場は騒然とし、議長蜂須賀茂韶は非常鈴を鳴らして事態の収集に努めねばならなかった。
最終的に、感情論に奔らず純理的観点から延期論を述べた富井政章の貴族院演説が延期派勝利に大きく寄与したと伝えられる。
この富井演説は、後世の仏法派民法学者からも高く評価されている。ただし富井本人が「前置」と言うにもかかわらず、旧民法が独民法草案を摂取していないことを主張の本旨とする見方もある。
大木文相は再度登壇して富井への反論を試みたが、言語不明瞭で概して不評であった（国民新聞）。

#### 貴族院論戦の決着
第二読会（逐条修正のみ発議できる。読会制参照）で延期派の発議により、原案に「但し修正を終りたるものは本文期限内と雖も之を断行することを得」を加えて123対61の賛成多数で貴族院を通過。この但書は、後の旧商法一部施行の法的根拠になった。

### 衆議院

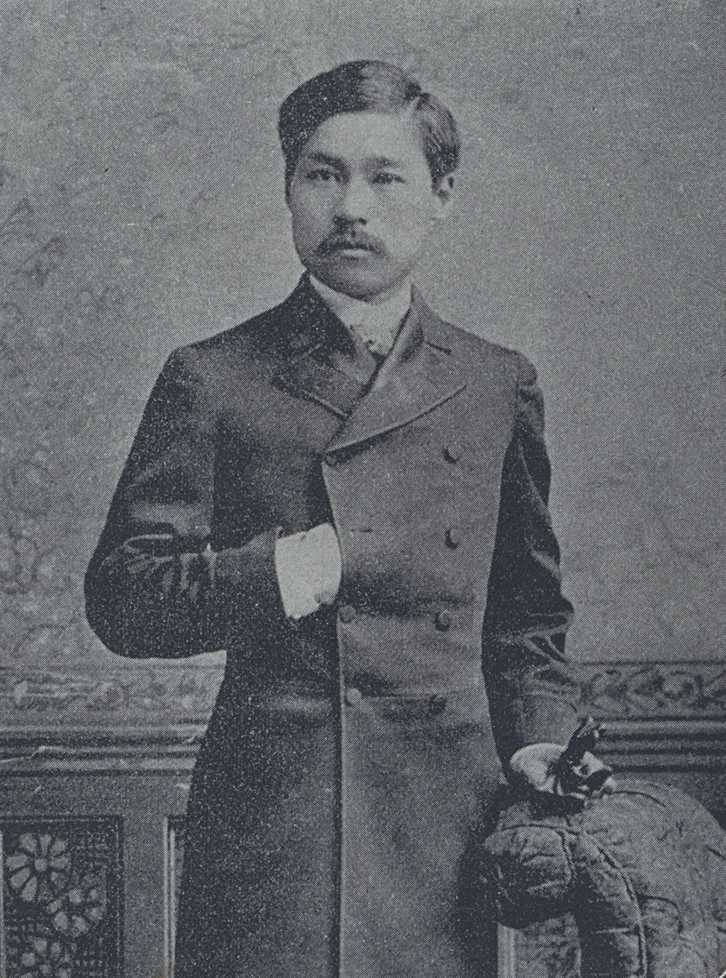
三崎亀之助（英法派・延期派）

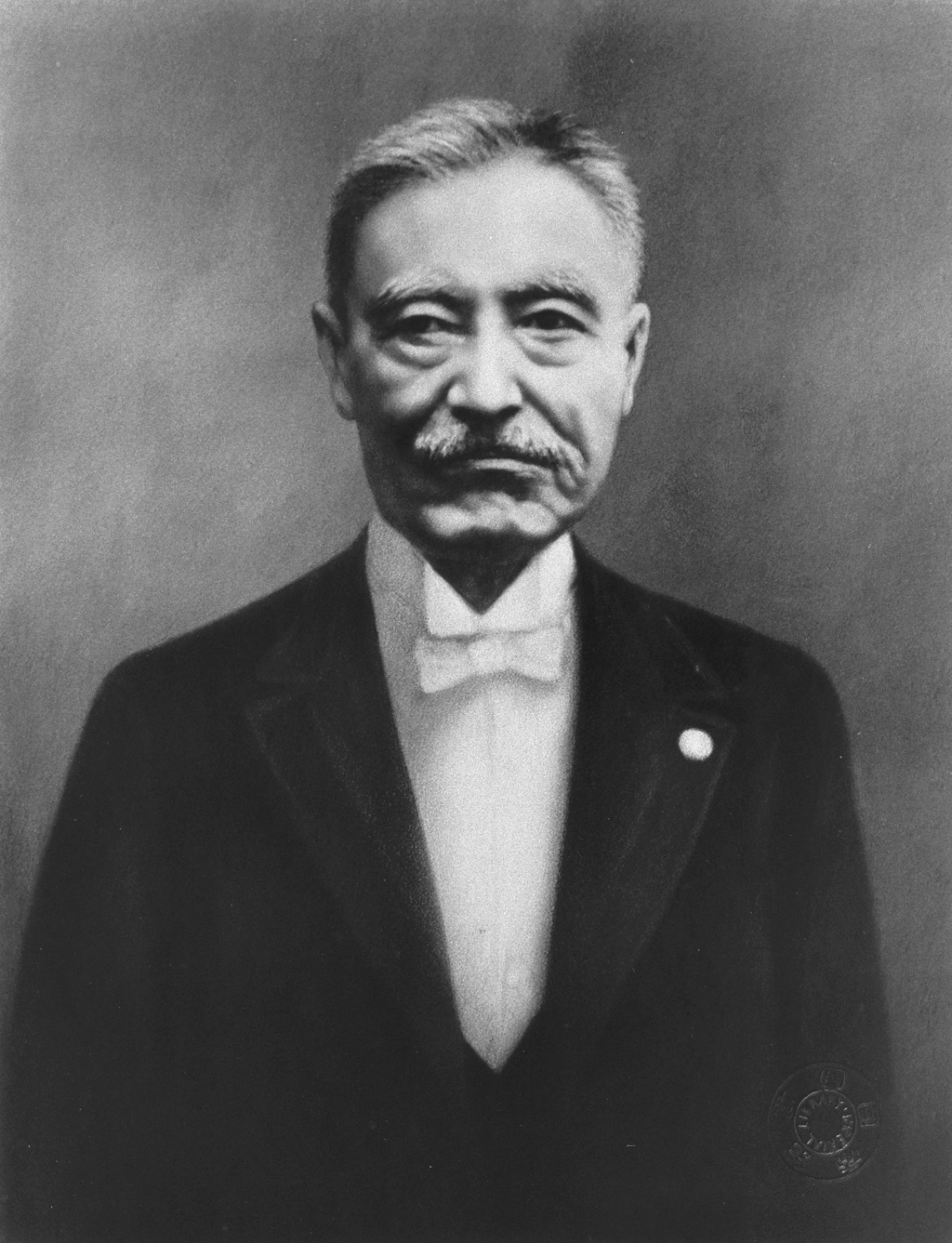
島田三郎（英法派・断行派）

5月26日、自由党の三崎亀之助・鈴木万次郎、改進党の高田早苗（東京専門学校創立者）・鳩山和夫は、吏党中央交渉会の元田肇、中立派独立倶楽部の関直彦・佐々田懋と超党派による延期法律案を衆議院（議長星亨、商法断行派）に提出。関は「無所属」とする文献もある。貴族院案と異なり、商法中の会社法・破産法規定は例外的に明治26年4月1日から施行するとの但書が付いていた。賛成者は過半数未満の116名。
衆議院では、各党の中心人物河野広中（自由党）、島田三郎（改進党）、渡辺洪基（吏党、東大初代総長、慶應卒）、曾禰荒助（吏党、長州閥）らが断行論者だったため、断行派有利が予想されていた。
6月3日、最初から全員で議論したために紛糾した貴族院の轍を避けるため、特別委員会で議論することが決定。鳩山・三崎・元田・関・牧朴真（以上延期派）、渡辺洪基・渡辺又三郎・河野・島田の9名が委員に当選。
10日から議事再開、特別委員会は多数が貴族院案を支持したことを報告。これに対し渡辺又三郎（中央交渉会）は家族法を除く財産法・商法主要部分の一部断行論を唱えている。
その後田中法相の「断々乎」たる演説あり、延期派の安部井磐根の「謹厳荘重」、三崎の「論鋒鋭利」、末松謙澄の「慷慨悲憤」の演説あり、対して加藤政之助、宮城、島田ら断行派も気焔を吐く（法学新報15号）。
第二読会では、妥協案として家族法のみを施行停止とし、財産法は断行という一部断行論が島田らにより主張されたが、結局全編延期が賛成多数で可決。152対107という比較的少差での延期派勝利であった。

#### 延期派議員内訳

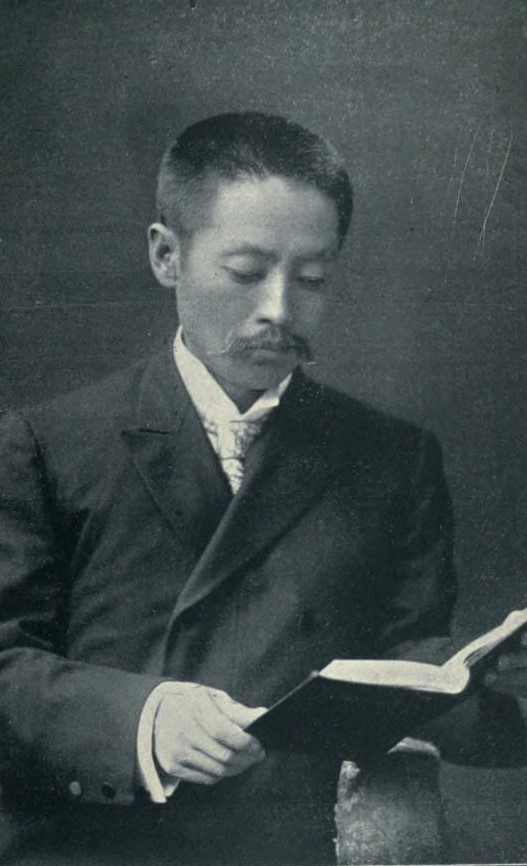
"憲政の神様" 尾崎行雄（延期派）

遠山茂樹調べによる衆議院延期派の内訳は以下の通り。
- 自由党：総数94名、延期派39名（41%）
- 改進党：総数38名、延期派14名（37%）
- 独立倶楽部：総数31名、延期派16名（52%）
- 中央交渉部：総数95名、延期派51名（54%）
- 無所属ほか：総数42名、延期派25名（60%）

自由党では、山田武甫、岡田孤鹿。改進党では、箕浦勝人、尾崎行雄、鳩山和夫、高田早苗など（高田は玄洋社員に襲撃され負傷し、採決には未参加）。

### 院内論戦の決着
期間内に修正案が出来ない場合、旧民商法がそのまま施行される（村田）。あくまで期限付き延期であり、第3議会で旧民法の廃止や「無期延期」が決定したというのは誤りである（#概要）。この点につき、法学者の書籍の中にもしばしば事実誤認を流布するものがあることが指摘・批判されている。
一般的には、院内論争における延期派の勝利を以て民法典論争の決着とされる。

## 法典論争最終戦

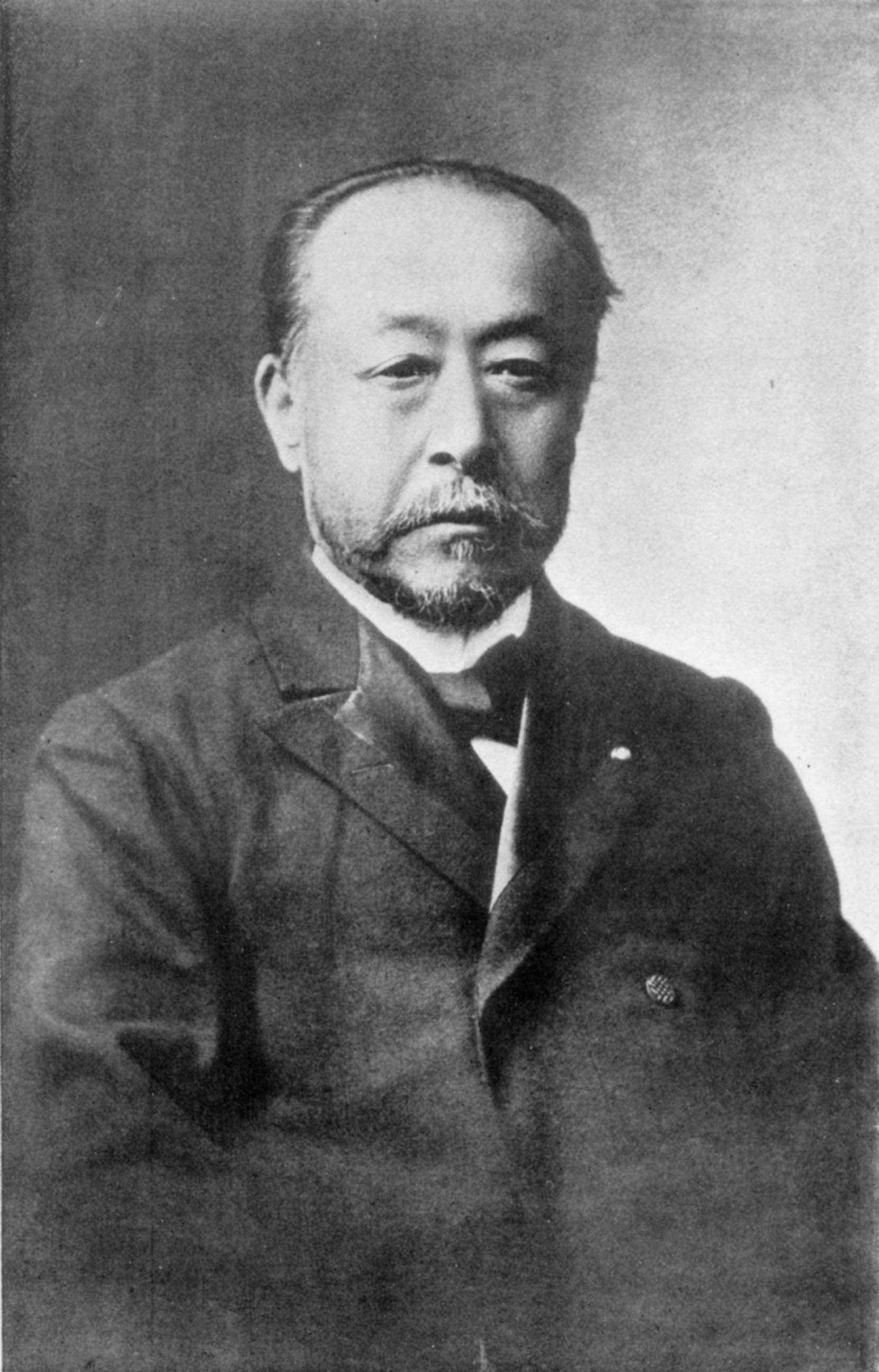
田中不二麿（仏学・断行派）

ところが、政府松方内閣は上奏して延期を乞うか、修正するとしても家族法のみか決めかねており、ボアソナード、田中法相らの主張により、延期法案を握り潰すことも検討された。田中の強硬論については、前々年6月までの駐仏公使の経歴が影響した可能性もある。
1892年（明治25年）6月、松野貞一郎「民法商法交渉問題」は商法との矛盾抵触を批判。江木衷「法理上ニ於ケル民法財産編欠点」は、具体的に条文の欠点を指摘（法学新報15号）。
同月、吏党中央交渉部所属議員および無所属議員は西郷従道・品川弥二郎の後援のもと国家主義を標榜して国民協会 (日本 1892-1899)を組織。江木証言では院内論戦当事者として「国民協会」を挙げるが、中央交渉会中の一派として国民協会（議員倶楽部）が議会に登場するのは11月の第4議会からである。前身の大成会と同様（#政界の状況）、政府支持を標榜しながら個別の問題では強硬論を唱えて政府批判にまわることも多く、長年にわたり政府の頭痛の種になった。

### 教育界の動向

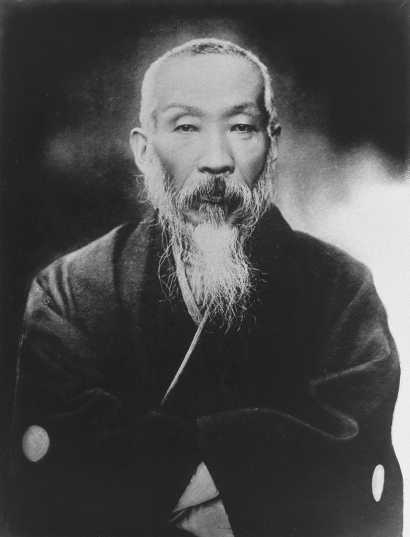
杉浦重剛（英学・延期派）

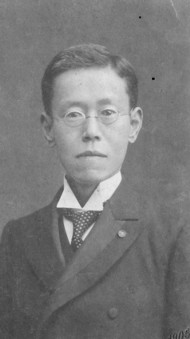
元良勇次郎（英学・中立派？）

6月、法典論争の行方が混沌とする中、大日本教育会は評議員杉浦重剛の発案により法典と倫理の関係を調査したが、二派の主張に分かれた。
能勢栄（米国留学、在野教育者）は、旧民法の個別の制度は擁護しつつも、細目に渉る法律で規律するのはかえって倫理の荒廃を招くとし、結論的には延期論。法と道徳のバランスをどこで取るか、法治主義に対する道徳優越論の立場である。
一方の元良勇次郎（同志社中退、米国留学、東大心理学教授）は、旧民法はキリスト教風俗の移植だとか、個人主義に過ぎるとの「法典実施延期意見」の主張を逐一反駁したものとみられていたが（平野・我妻・星野・青山）、法治協会の「弁妄」をまとめた部分を元良自身の見解と混同した誤読であり、元良説は法典の是非には及んでいないとの批判がある（青山も同意し改説）。
両者とも江木ほか延期意見書の倫常攪乱論を否定する点では共通である（手塚）。
前者の見解を修正して最終意見とされたが、大正・昭和の家族法論争で教育者が一方の主役を担ったのに比べると、姿勢も影響力も弱かった。
そのほか有力教育雑誌『教育時論』は英法派の延期論を支持、『教育報知』『国家教育』は大木文相の天賦人権論に反発している。

### 宗教界の動向

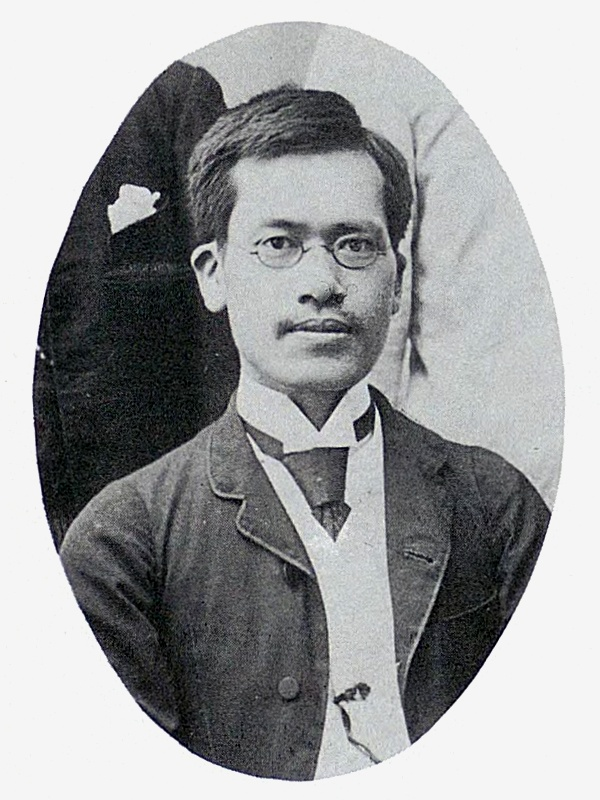
原田助（英学・中立派）

前年の内村鑑三不敬事件など一連の排撃論に触発され、キリスト教徒も民法典論争に参戦。1892年（明治25年）6月13日、原田助（同志社卒）は、「法典実施延期意見」に対し、キリスト教が反国家的というのは誤解だと反論。聖書の文言を挙げつつ（マタイ10-35～37、ルカ14-26、ヨハネ14-6、箴言13-24、申命記21-15、マタイ6-24、ヨハネ12-25、マタイ15-4・マタイ7-9以下、ルカ2-51以下、ヨハネ19-26、27、コロサイ2-18、エフェソ6-1以下、マタイ22-17、ローマ13-1、テモテ一2-1、マタイ5-17）、「四書五経」や平野国臣の「勤王」思想との共通性を指摘している（法典の是非には言及を避ける）。

### 法典論争政府内論戦

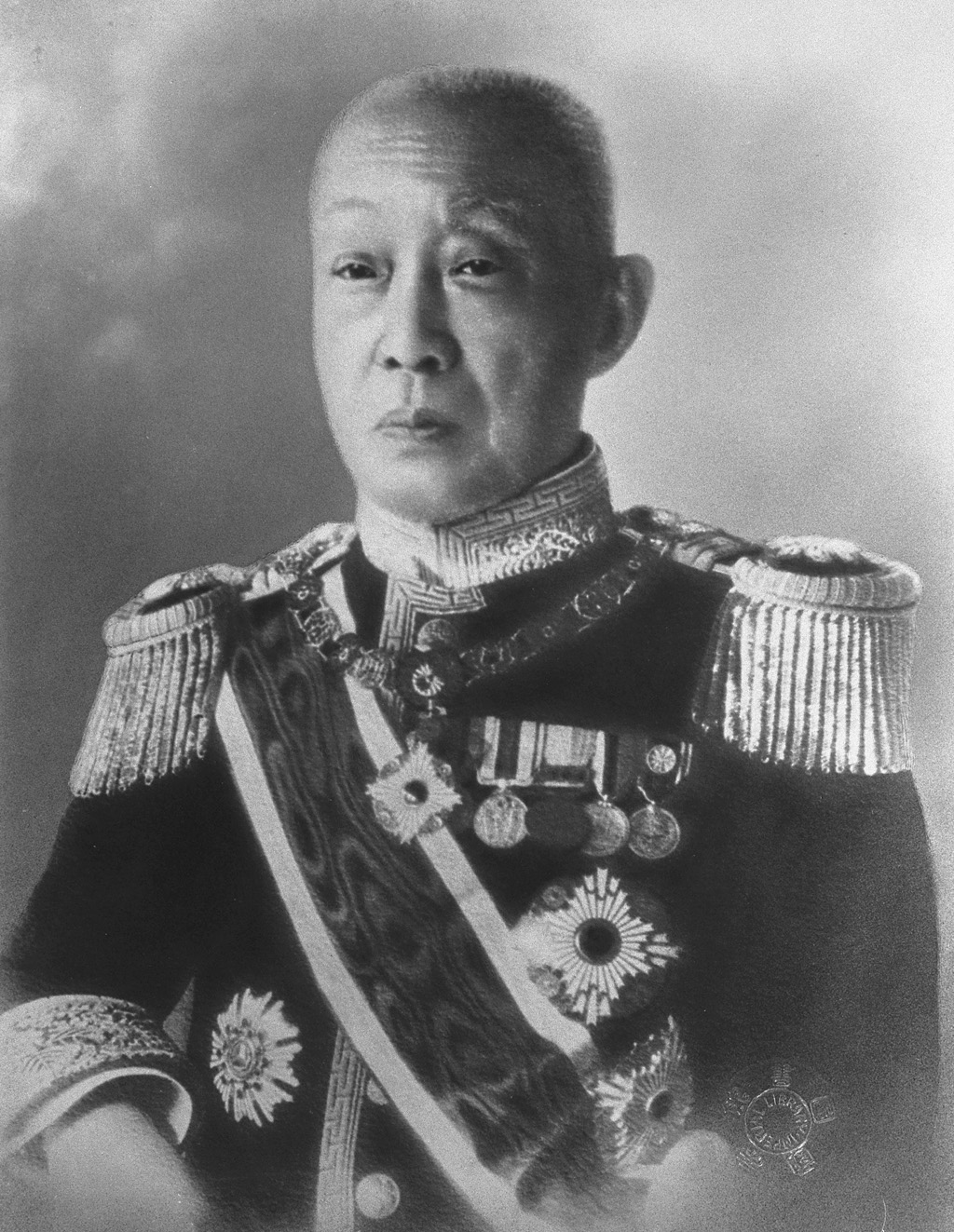
西園寺公望（仏法派・断行派）

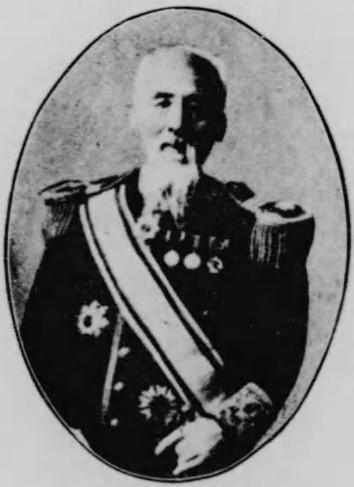
小畑美稲（延期派？）

1892年（明治25年）8月、第2次伊藤内閣成立。法相山縣、外相陸奥、内相井上馨、逓信相黒田清隆、農相後藤象二郎。
10月、ようやく伊藤首相は西園寺公望を委員長とする「民法商法施行取調委員会」を設置、
- 断行派：本尾敬三郎・横田国臣・岸本辰雄・長谷川喬・熊野敏三・梅謙次郎
- 延期派：木下広次・富井政章・松野貞一郎・穂積八束・小畑美稲・村田保

という委員をして、延期法案上奏可否につき討議させた（官報10月8日）。過激延期派とみなされた高橋健三は排除されている。
ただし22年後の村田証言では八束ではなく陳重。断定的に陳重とする文献もある。また小畑は『時事新報』によれば断行派寄り（一部修正即断行）、『日本之法律』も断行派と報道。星野の著書でも小畑を断行派、横田を延期派と記述するものがあったが、後にその逆に修正されている（#民法典論争の激化）。
当時の風説によれば、この時点で伊藤首相は断行論に変じていたとも言われ、また山縣・黒田をはじめ閣僚は一部断行で一致していたという。
村田証言では、開口一番、西園寺を含めて断行派多数であり出来レースである、政府はこの期に及んで断行に固執するのかと詰め寄り、中立に徹するとの回答を西園寺から引き出した。また全部施行を視野に入れたものだというのが伊藤の説明だったが、もっぱら一部施行の可否を検討するものだったとの報道もあり、真相は不明。
民法については、主に延期派の富井と断行派の梅の間で激論が戦わされた。
- （一）旧民法が模範とするフランス民法典が古過ぎる
  - 判例・学説の進歩をも取り込んでおりさほど古くない
- （二）最新のドイツ、ベルギー民法草案が参考されていない
  - 独民法草案公布後1年しか経っていないのでやむをえない
- （三）法律の進歩を妨げる恐れあり
  - 一概には言えない
- （六）自然法説は前世紀の遺物
  - 反自然法説は定説ではない
- （十五）法典さえあれば条約改正が必ず成るわけではない
  - 法典が無ければ必ず成らない
- （十六）安易な条約改正は望ましくない（現行条約励行論）
  - 条約改正は国家の悲願である
- （十七）条約改正のためでなく国内の需要に応じて実施すべき
  - 条約改正も国内の需要による
- （十八）延期法案は修正事業を誰に委ねるか明言しておらず無責任とは言えない
  - 政府に丸投げしており無責任である

同月、ボアソナードは「新法典駁議弁妄」を著し、引き続き延期派に反論。
しかし民法全編実施は全会一致で否決され、一部実施は可否同数であった。村田証言では断行論を主張する者はもはや一人もおらず、民商両法典は修正を要する旨一致したとされているが、武勇伝的叙述で不正確との批判がある。
結局政府は上奏御裁可を乞うべき旨を決断、11月24日には裁可が下り法律として確定、民法は明治29年12月31日まで全編修正のため施行延期に決定。法典論争に終止符が打たれた。
もっとも、旧民法は全く日の目を見ず葬り去られたわけではなく、第9・12回帝国議会で正式に廃止されるまで裁判所で法源として活用され、国家試験の科目でもあった。日本で最初に実効性を持った民法典は旧民法だったのである（杉山直治郎）。

### 条約改正事業への影響
1892年（明治25年）9月、金子堅太郎はジュネーブで開催された国際法学会に諸法典の欧訳版を提出、条約改正の条件として適切である旨説明し、翌年9月、同学会は日本での治外法権撤廃を決議。
法的拘束力は無いが条約改正に有利に働いたと推測され、山田の強引な法典編纂が実を結んだ（金子、星野）。

## 延期派の勝因
穂積八束の「民法出でて忠孝亡ぶ」が世論形成に貢献したことを強調するのが通説的だが、一般メディアでは東京朝日新聞が広告として掲載した程度に過ぎないことから疑問視もされる。
そのほか、
- 江木ら連名の論文が世論を大きく動かしたことに加え、貴族院における三博士（富井・加藤・木下）の純理的議論が延期法案通過の「大きな原動力」となったことは「争はれない事実」とする（星野）[1014]
- 上記三博士中富井のみを挙げる[1015]
- 村田保の延期法案に多数（114名）の賛成があった時点で、貴族院での延期派勝利は決定的だった[1016]
- 断行派が直接世論に訴えることに比重を置いたのに対し、延期派の有力者への多数派工作が功を奏した[1017]
- 国粋主義者元田肇ら延期派による政府要人への工作が一因になった（星野）[689]
- 法治協会が会員の貴族院議員に断行決議を強制したことが反発・離反を招いた（時事新報）[363]
- 伊藤博文が延期派の黒幕と推測し、その影響力を強調（国民新聞）[1018]
- 鹿鳴館外交や井上・大隈の条約改正事業に対する反発から生まれたナショナリズムという背景を強調[1019]
- ドイツ文化に対する親近感と国粋主義的風潮が結び付いた[1020]
- 旧民商法、特に旧民法人事編が日本の慣習に反する規定を多く含んでいた[88]ことに加え、穂積陳重・富井・菊池武夫ら優秀な法学者を排除したことが法典の信望を失わせた（梅）[1021]
- 旧民法は確かに不出来であり、施行延期はやむをえなかった[1022]
- 断行派の素朴な楽観的自由放任主義が説得力を欠いた[1023]
- 延期派が利益を代弁した農家や小商人が社会の多数という当時の産業構造による（福島）[1024]

なども主張されている。

## 民法典論争の争点
延期派が旧民法に反対した理由は、以下の3点に帰することができる（梅）。
- 倫理・慣習に反する条項があること（内容面）
- 学理的欠点があること（形式面）
- 法典編纂に多くの人を集めず、慎重さを欠いたこと（手続面）[1025]

最も純粋な学問的立場からの延期説に立った富井は、旧民法の欠点に7項目を挙げる。
- 民俗・慣習違反の規定が多い
- 仏・伊民法を模範とするに止まり、最新の立法学説が参照されていない
- 商法との重複・矛盾抵触
- 包括的規定を置かず、条文が繁雑
- 民法で規定すべきでない訴訟法的規定や公法的規定を多く含む
- 定義、説明、引例など、有害無益の教科書的規定が多い
- 法文全体が翻訳調で不明瞭[1027]

断行派の論者も、旧民法に法技術的・法理的難点が有ることは認めていたから、問題はそれが施行延期に値するかであった（したがって論点によっては両派が呉越同舟する）。

### 親族法法典化の是非
- 倫理慣習の変遷期であり、民法典で詳細に規定すべきではない（井上毅[1029]、富井[1030]、木下[1031]、能勢[1032]）
  - 法典による慣習の統一が必要（法治協会[1033]、梅[1034]）

草案段階では、慣習重視の見地から元老院は条文を大量に削除。その結果庶子・私生児の入籍同意権（元老院提出案367条・明治民法735条）のように、かえって旧民法正文で戸主権が弱体化した例もある。

### 扶養義務
- 扶養は道徳に委ねるべきであり、法律で強制すべきでない（能勢[1037]、小畑）
- 親不孝の息子でも親に対し、不逞の弟は兄に対して訴訟で養料を請求できるのは倫理の荒廃を招く（村田）[222]
- 再婚して他家に入った親子間にも扶養義務を免れないのは親族間に紛争を招く（江木）[1038]
  - 道徳上の扶養義務が履行されないとき、法律が放置すれば人倫の退廃を招く（ボアソナード[1039]、和仏法律学校校友会[1040]）
  - 離別離縁にかかわらず親子関係を保持することは、日本の人倫人情に合致する（梅）[1041]
  - この点に限っては延期派の主張にも一理あるが、道義上の義務があることは延期派も否定していない（水町）[1042]

元老院は扶養義務（養料）規定を削除したが、政府によって復活させられた。
問題の本質は、親族が助け合うべきは当然としても法律上の義務にすべきかであり、戦後の家制度全廃論者によっても反対論が主張されている。

### 親族会
- 後見人の他に後見管理人、親族会議を定めなければならないのは庶民には繁雑に過ぎる（村田）
  - 大した負担ではない（大木）[953]

明治民法起草者の懸念も退け根本的修正無く継承されたが、親族争いの種になったため評判が悪く、戦後の改正で削除。

### 夫婦間の契約取消訴権
- 夫婦間で売買契約をしたり、金銭貸借のときに代物で返済をした場合、民事上違法となり錯除の訴権がもう一方の配偶者に発生するが（取35[史料 123]・36条[史料 124]）、配偶者が死亡時はその「相続人又は承継人に属す」るため（36条）、親子間で訴訟が発生してしまう（村田）[1046]
  - 妻の特有財産を実効化するためやむをえない（箕作）[1047]

後年の梅の説明によると、旧民法（取35条）が夫婦間の売買契約を禁じた趣旨は、執行逃れの財産隠しのような脱法行為の予防だが、贈与（取367条）との間に差異を設け、しかも当然無効とせず、いちいち裁判所への訴えを要する旧民法は確かに不合理だったとされている。

### キリスト教の性質
- キリスト教は自分以外に敬愛の対象を認めない「独尊の上帝」を崇拝することから、ギリシャ・ローマの祖先教は滅ぼされるに至った（穂積八束）[519]
  - キリスト教はしばしば父母への敬愛を説き、また君主の命令にも従うべきことを説いており、王権神授説もキリスト教の派生だから、それによって忠孝亡ぶというのは当たらない（梅[1049]、ボアソナード[440]、原田助）
  - 具体的にどの条文で忠孝が亡ぶか論証されていない（尾立維孝[1050]、和田守菊次郎[1051]）

仏民法371条
- 子は年齢の如何を問はず、父母に対し尊敬を為す義務を負ふ[1052]

旧民法元老院提出案155条
- 子は終身父母に孝養を尽し其他尊属親に対しても尊敬を致すべし

この倫理規定は、当然のこととして元老院で削除された。

### 倫理・慣習との調和
- 旧民法は慣習風俗を相当に取り入れていることは確かだが、慣習の扱いに一定の基準が無く、成文法との調和が取れていない（陸羯南）[954]（#法律取調委員会の旧民法批判）

ドイツ民法典論争の論点でもあり、法実証主義的観点から慣習に敵対的態度を採った第一草案はギールケらの猛批判により修正されている。
- 旧民法はキリスト教的個人主義に過ぎる（穂積八束・江木）[1054]
  - 家族法は日本人の起草により倫理・慣習を十分尊重している（梅[1055]、大木[952]、ボアソナード[1056]、法治協会[1057]、森順正ほか[1058]、陸[1059]）
  - 倫理違反の主張は独断的に過ぎる（能勢・元良）[899]
  - ローマ法の家族主義を基礎とするので的外れな批判である（和仏法律学校校友会[1060]、梅[871]）
- ローマ法の家族主義は時代遅れであり、ドイツ民法草案の個人主義に依るべき（穂積陳重・富井）[1061]
  - ローマ法の家族主義の方が日本の現状に適している（梅）[871]

『全国民事慣例類集』によると、寡婦が幼少の男子が成長するまで後見人を務めるのは全国で二例しか無く、親族中相応の人が親族会議で選任されるのが一般の慣習であった。重大問題には親族会の同意を要するため（人193・194条）、未亡人の暴走は不可能との反論もある（水町）。

### 戸主権・親権・夫権
- 女戸主を認めながら婚姻時に夫権を認めるのは一貫せず、家内に無用の紛争を起こす（中村清彦）[1066]
- 父母にそれぞれ後見人指定権を認めながら（人164条）、後見人を一人に限る（人162条）のは矛盾（奥田）[1067]
- 親権ではなく父権と呼称し、母が行使する場合でも父権の補充であることを明確にすべき（江木）[1068]
  - 時代遅れな主張である（能勢）[1069]
  - 親権は人倫に基づく父母共同の権利である（法治協会）[1070]
  - 家族制度を戸主と家の構成員の関係のみに一括せず、親子や夫婦間の関係をも尊重することは日本の人倫道徳に適する（梅）[1071]
  - 母権なる別個の概念を創設する意味ではないし、女戸主を認める法制とも矛盾しない（水町）[1072]

旧民法人事編258条
- 入夫婚姻の場合に於いては婚姻中入夫は戸主を代表して其権を行ふ

人149条
- 1.親権は父之を行ふ
- 2.父死亡し又は親権を行ふ能はざるときは母之を行ふ

家族制度の構造、戸主権の排他性（絶対性ではない）を巡る論点である（#古代ローマの家族観）。親権・夫権という性質の異なるものと併存させずに、戸主権に一本化すべきではという問題である。
なお「親権」（独：Elterliche Gewalt、仏：autorite parentale）を採るのは日独民法典、および仏民法1970年改正法の立場。原始規定は「父権」（仏：puissance paternelle）。

### 準正
- 準正は婚姻に依らない私通を奨励する（江木[1076]、末松謙澄[1077]、中村清彦[1078]）
- 礼をもって迎えた正室とその子を丁重に扱うのが日本の伝統であり、自ら不義密通しておきながら正室を離縁して姦通相手を娶ることを禁じた幕府法の方が人道的（三浦）[史料 129]
  - 婚姻前に産まれた長子を嫡出とせず、婚姻後に同一夫婦間で産まれた次子を嫡出とするのはかえって慣習に反する（法治協会）[1079]
  - 既に定着した慣行に依るもので、外国法は無関係（水町）[1080]

旧民法人事編103条
- 1.庶子は父母の婚姻に因りて嫡出子と為る
- 2.私生児は父母の婚姻の後父の認知したるに因りて嫡出子と為る

日本の準正は明治16年内務省令に始まる。元々は社会倫理が荒廃し私生児が頻出した帝政ローマ（コンスタンティヌス1世）の政治的配慮に由来し、キリスト教の影響を受けて私生児を冷遇した西洋諸国に否定された後、1926年の英国法で復活したもの。ボアソナードも準正子。
社会道徳維持の観点から内縁の子に限り、姦通・乱倫によって生まれた私生児の準正・認知を禁じるのが一般だったが（仏民旧331・335条）、親の過失を子に帰する非人道的規定との批判が強く、日本法は制限を廃しており、過度の個人主義の現れと批判された。一方明治初期までの日本では、母の近縁者の男性の実子として入籍するのが一般的な慣習法だったため（脱法行為ではない）、法律上庶子はあっても私生児はほぼ存在せず、準正の制度も無かった。
草案段階では、仏法と同じく嫡出子（準正子含む）のみ認めて私生児の権利を否定するか、旧慣通り庶子を認めて嫡出子に準じる保護を与えるかで争点になっている。
仏民法旧757条
- 法律は、私生児に対して、其の父又は母の血族の財産に関し何等の権利をも与へず[1089]

法律婚の尊重と、婚外子の保護のバランスをどこで取るかの問題である。

### 嫡出推定
- 婚姻して6か月後に子が生まれると、どんなに疑わしくても実子としなければならない（村田）[1091]

人91条
- 1.婚姻中に懐胎したる子は夫の子とす
- 2.婚姻の儀式より180日後又は夫の死亡若しくは離婚より300日以内に生まれたる子は婚姻中に懐胎したるものと推定す

反証を許さない趣旨ではないが、嫡出否認の訴えを要する（人100条以下）。

### 婚姻・離婚
- 手続きが煩雑に過ぎる（論者不明）
  - 下等社会ではなく中等以上の人民を基準にすべき（井上操）[1093]

### 隠居
- 債務逃れ目的の隠居を禁止するのみで足り（取309条）、古来の伝統に従い満50歳以下の隠居を禁止する現行法を60歳に変更する（取306条[史料 133]）のは価値観の不当な押し付けである（中村清彦）[1094]
- 隠居によってほとんど全ての権利義務を失い（取311条[史料 134]）、死亡同然の扱いになるのは行き過ぎである（穂積陳重）[1095]
- 旧慣に基づくため立法化が当然視されてきたが、弊害が多いため廃止すべき（松岡、編纂時の主張）[1096]

### 限定承認
- 手続きの煩雑の割に利が無いため廃止して相続放棄と単純承認（受諾）の二択にする方が合理的（松岡、上に同じ）[1097]

後年の梅によると、相続の限定承認は慣習違反として特に強く非難されたという。

### 相続の性質
- 固有法の家督相続と仏法系の遺産相続の二本立てになっており、法理が一貫していない（村田）[1098]
  - 家督相続が主、財産相続は従なので、的外れな批判である（大木）[952]
  - 遺産相続は大宝令や貞永式目、建武式目も認めており古来の慣習に反しない（黒田長成）[史料 135]

- 相続法は人事編と財産取得編にまたがって混淆させず、家族法に一括すべき（穂積陳重[1099]、富井[1100]、三浦[1101]、木下）
  - 法典の構造は些末な問題である（梅）[1102]

旧民法の体系上相続法が財産取得編に組み込まれていることは、延期派の激しい批判を受けた。
相続を単純な財産継承とするゲルマン法に対し、ローマ法は『法学提要』では体系上は財産取得方法だが、実際には祭祀も継承対象としており、首尾一貫しない。旧民法が『法学提要』式編別を採り、明らかに財産以外の継承を含む家督相続を財産取得編に含めたことは、確かに法理論上の欠点であった（星野、原田慶吉）。

### 財産法の基本的性格
- 法典の自由主義は弱肉強食の競争社会を招く（江木、穂積八束）[1107]
  - それをおそれるあまり、近代化を怠るのは本末転倒（ボアソナード、商法典論争での主張）[813]
  - 法典が無ければかえって弱肉強食の無法社会を招く（和仏法律学校校友会）[1108]
  - 契約自由の原則の尊重は法典の長所であり欠点ではない（ボアソナード）[1109]

契約自由の原則は、民法の原則中最も重要な原理でありながらローマ法ではなく中世カトリック神学の産物であり、創造神の無謬性を論証するため前述のトマス・アクィナスらによって生み出されたものである。

### 債権譲渡
- 債権の自由な譲渡（財347条[史料 136]）を許すときは、親友同士の金銭の貸し借りが高利貸しとの金銭消費貸借にすり替わってしまう（江木）[1111]
  - そのような事態を恐れるあまり、債権譲渡を禁止するのは不合理（和仏法律学校校友会）[1112]
  - 高利貸しに債権譲渡するような親友は親友ではない。高利貸しに委任状を与えて代わりに請求させても同じであり、従来の慣習に反しない（梅[1113]、水町[1114]）

後世では、延期派の主張は近代法学から見れば低次元と一蹴する論者と、高利貸しの取り立ては過酷な取り立てが予想されるので、断行派の反論は説得力が無いとの論者がいる。
- 債務者の承諾を得ない債権譲渡を禁止した維新法を維持する方が道徳に適う（東京日日新聞）
  - 債権差押えに及ぼすことは不合理、商事債権も自由譲渡を禁じる理由は無い（磯部）
    - 例外を許さない趣旨ではない（東京日日新聞）[1117]

### 非金銭的利益の保護
- 金銭に見積もれない契約を無効とし（財323条[史料 137]）、金銭上の損害が発生しなければ法律上の保護が無いとしたのは忠孝信義を重んじる国風に反する（江木）[1118]
  - 同条は確かに不明瞭だが、不当に名誉・信用を傷つけた場合は財370条[史料 138]により対応可能（梅）[1113]
  - 刑事制裁で補充すれば足る（水町）[1119]

### 受戻
- 売買における受戻（取84条[史料 139]）は、宗教的理由で忌避された有利貸借の代替手段という特殊事情により生じた結果、高利貸しの脱法手段と成り果てた封建の遺物に過ぎない（富井）[1120]

受領した代金を返すことで目的物を取り戻せることを留保した土地売買契約をいう（仏民法1664条）。仏民法典では封建法と異なり所有者以外は主張できず期間制限もあるが、公示制度が不十分なため、抵当権者の予測を覆し取引安全を害する欠点があった。ただし『全国民事慣例類集』に記載があり、ボアソナードも参照した可能性がある。

### 物権法の不備
- 仏法直輸入の地役権は農地や家屋の構造の差異を無視しており、特に引水地役権（財233条[史料 140]）は日本に不適合（富井[1123]、江木[1118]）
- 入会権・永小作権・相隣関係などの重要問題が特別法や慣習に丸投げで、何のための法典編纂か不明（江木[1124]、末松謙澄[1077]）
  - 各地の慣習で解決すれば良い（島田三郎）[1125]
  - 入会権の不備は明治民法でも大差無いので、何のための民法典論争だったか不明（後年の磯部）[1126]

他人の所有地を勝手に経由した水利権を認めた財233条批判への反論は無く、明治民法でも梅に批判され削除。

### 所有権の定義
- 所有権の自由性・絶対性を強調し過ぎる旧民法[史料 141]・仏独民法はいずれも不当であり、ボアソナード草案の方が妥当（穂積陳重）[1128]

財30条
- 1.所有権とは自由に物の使用、収益、及び処分を為す権利を謂ふ
- 2.此権利は法律又は合意又は遺言を以てするに非ざれば之を制限することを得ず

ボアソナードは、人定法で制限されない限り所有権は絶対的とする仏民法544条を批判し、公益や隣人のために内在的制約を受けるのが当然とする独自の立場だったが、日本人委員の修正で否定された。

### 用益権、使用権・住居権
- 物を収益する権利を所有権の一部とするが（財44[史料 143]・110条[史料 144]）、日本の慣習に無い上ヨーロッパでも廃れており不要（村田[1046]、末松謙澄[1077]）
- フランスでは遺言により妻や私生児のために生じるのが普通だが（室町時代の一期分に相当）、民法の規定は他人間の売買を想定しており立法の本意に合わない（木下）[史料 145]
  - 似た慣習は僅かながらあり、今後発展する可能性もある（箕作）[1046]
- 所有権者ではなく用益権者を直接の納税者としたため（財89条[史料 146]）、常に小作人が納税の負担を負うことになる（江木）[1130]
  - 虚有者（所有者）と用益権者の私法的関係を定めたに過ぎず、公法的意味は無い（和仏法律学校校友会）[1108]

財44条
- 用益権とは所有権の他人に属する物に付き其用方に従ひ其元質を変すること無く有期にて使用及び収益を為すの権利を謂ふ

編纂過程で断行派からも批判が相次いだ論点である（#仏法派委員の批判）。物権とすることで、共同相続人のみならず善意の第三者にも広く対抗できるとした点が特徴である。
箕作・松岡の『別調査民法草案』では用益権は維持されたが、それを分解した使用権・住居権は削除。独民法典は用益権を認めるが、立法者の想定した形では利用されなかった。
平成30年改正相続法でも、配偶者居住権は債権的効力で十分であり、用益物権構成は不動産取引を不当に混乱させるとして不採用。

### 賃借権の物権化
- ボアソナード独自説を立法化し、中途半端に慣習に委ねたのは無意味な学説の押し付けである（江木）[1124]
- 賃借権を債権でなく物権としたために、所有者の許可無く又貸しが可能になるのは不当（村田[1046]、末松謙澄[1077]）
  - 賃借権を強化する趣旨である（箕作）[1046]
- 賃借権は妥当だが地上権も物権として規定するのは過剰（薩埵正邦、断行派）[1136]

賃借権を債権でなく物権とすると、債務者以外にも主張できるため借主の地位が強化されるが、抵当権が設定され所有権が複雑化するのと、民法の文理上無理があることから、フランスの通説は債権説。旧民法に概ね好意的だったフランスでも、この規定は困惑を以って受け止められた。
『別調査民法草案』では永借権と共に人権（債権）。

### 先取特権
- 先取特権の効力が強過ぎ、抵当権者・質権者の期待に反する（富井）[1138]
  - 抵当権者は充分保護されている（日本之法律）[1139]

登記・登録・占有などの外界から認識しうる表象を物権変動に伴うことを要するという法則を公示の原則という。これを徹底して、土地の真実の権利関係が公簿の記載と喰い違う場合には公簿を優先するのを公信の原則という。国家が管理する登記制度の完備が前提になる。独・瑞法は所有権取得者が不測の損害を被ることを避けるため厳格な公示の原則を要求する法体系を完成させローマ・ゲルマン法以来の先取特権を排斥したが、仏法はその点未熟という特徴があった。

### 法人
- 会社のみを法人とし、各種組合を顧みないのは不当（江木）[1111]
  - 本来人でないものを人とする以上（法人擬制説）、限定的に運用すべき（梅）[1142]

明治民法起草段階で法人本質論は議題に挙がっていない。陳重も法人擬制説。

### 訴訟法との抵触
- 民事訴訟法との役割分担が不明瞭で、矛盾抵触が多い（花井[657]、土方[1144]、富井[1145]、荒井訟三郎[1146]）
  - 既に民訴法が施行されているのに民商法を延期すると矛盾が生じる（箕作）[969]

旧民法財産編339条本文
- 債権者は其債務者に属する権利を申立、及び其訴権を行ふことを得、債権者は此の為…民事訴訟法に従ひて得たる裁判上の代位を以て、第三者に対する間接の訟に依る

仏法系の債権者代位権（間接訴権）に対応する条文は民訴法に規定されないまま施行されてしまい、政府は直ちに別法律を制定して不備を補わなければならなかった。
- 厳格な拘束主義や強過ぎる公正証書の効力など、日本の実際に不適合（富井）[1148]
- 債権担保編24条は民訴法と矛盾しており、削除すべき（梅）[1149]
  - 矛盾しておらず、削除すべきでない（石尾一郎）[1150]

### 刑法との抵触
- 人事編12条は（旧）刑法129条と矛盾し、削除すべき（梅）[1151]

### 商法との抵触
- 商法と民法の間で矛盾抵触が多数ある（松野[1152]、富井[812]、梅[1153]、法学士会）
  - 商法は民法の例外法（特別法）だから矛盾抵触はやむをえない（宮城）[1154]

### 時効・自然義務
- 長期の占有の効果として他人に所有権を侵されるのは、大日本帝国憲法第27条に反する（村田）[1047]
- 当事者の意思で時効が成立したりしなかったりすると取引安全が害され第三者が不足の損害を被るから、万人保護のために設けた公益上の制度が時効の制度趣旨であり、証拠に位置付け自然義務の成立を認めるのは誤り（富井[1156]、梅[1157]）
  - 長期の占有を適法な所有権取得を推定させる証拠としたに過ぎない（箕作）[1047]
  - 実際適用上の不都合は無い（政府内論戦時の梅）[1158]

ヨーロッパでも、不法占有者や悪意の債務者が利益を得る時効制度には強い批判がある（ベッカリーア、ベンサム、アコラス）。日本の時効制度は明治5年布告第300号「不及裁判」に始まるもので、現行法成立後も長く非難された。

### 憲法・行政法との抵触
- 「動産の公用徴収は毎回定むる特別法に依るに非ざれば之を行ふことを得ず」とする財産編31条1項[史料 148]は、租税は改正・廃止しない限り永久の税法に基づくとする大日本帝国憲法第62条に矛盾抵触する（江木）[1160]
  - 「動産の公用徴収」とは租税ではなく美術品、歴史上の文書などを公益のために強いて譲り受けるものと解すべき（梅）[1161]

- 私法の基本法に徹すべきであり、身分証書や国籍条項は不要（穂積陳重）[1162]
- 行政法で規定すべき性質の条文が多く、不当に憲法の命令権を減縮させる（江木）[1163]
  - 延期派の不当なプロパガンダである（法治協会）[1164]
  - 私権保護のため公益に関するものも規定すべき（磯部）[1165]

仏民法典はナポレオン法典中最初に出来たため、必ずしも民法典で規定すべきでない規定が少なくない。国籍法条項はイタリア・ベルギーに倣い、1927年に削除された。

### 国家思想
- ルソー流の共和思想を前提にしており、立憲君主制の日本に適合しない（江木）[1167]
  - 仏民法典が行われた90年間中63年は帝政であり、共和思想とは無関係（ボアソナード）[1168]
  - ほかならぬ天皇自身が施行に同意したことを看過している（ボアソナード）[1169]

婚姻の世俗化と離婚の絶対的禁止の緩和を除き、共和思想の仏民法典への影響力は強くない。
この点の延期派の主張は、法典の実態とは無関係な共和制へのイデオロギー的反発でしかなかったとの印象を後世に与えたが、自然法思想が反国家思想に結び付きうる以上、やはり法典に採用することは憚られたとの見方もある。

### 自然法説立法化の是非
- ヨーロッパでも批判の強い自然法説を正面から立法化すべきではない（富井）[1174]
- 万古不変の法理を言うのは、英領インド法が明らかに仏法に基づいていないことを説明できない（鳥居）[668]
- 天賦人権論は仏国を破滅させた危険思想である（伊沢修二）[1175]
- 国家の承認無しに権利があるとの考えを徹底すると、国家は権利を阻害する邪魔ものに過ぎないから倒せという発想に繋がる（東京日日新聞）[1176]
  - 自然法思想は社会生活に最も適する（鹽入）[1177]
  - 適用上は自然義務があるのみで、自然法思想の立法化とは言えない（日本之法律）[1178]
  - 自然法思想は財取22条[史料 149]・証拠編9条[史料 150]の条理規定に現れているに過ぎない（ボアソナード）[史料 151]
  - 条理による裁判を認めた明治8年裁判事務心得3条は大日本帝国憲法第76条により効力を保っており、実質的に憲法は自然法を認めている（森順正[1179]、磯部[1180]）

自然法思想に基く条文として、富井は前述の所有権の定義に加え財293条を指摘している。
財293条
- 2.義務は一人又は数人をして他の…人に対して或る物を与へ又は或る事を為し若くは為さざることを服従せしむる人定法又は自然法の羈絆なり

### 教科書法典の是非
- 学問的定義の多用は、法典を錯雑とさせ、特定の学問的立場を法によって強制するもので弊害が大きい（江木[1182]、富井[1183]、奥田[1184]、ルードウィヒ・S・レーンホルム[1185]、今村）
- 例えば「財産」とは「権利」だと注釈する財産編第1条[史料 153]では、何々権と名前が付いてないと保護を受けられない（村田）[1186]
  - 定義、例示、区別を逐一示すのは諸外国の立法例にも珍しくない（ボアソナード）[1187]
  - 延期論者が評価するドイツやベルギーの民法草案も定義規定は多い（日本之法律）[1188]

### 法典の難解
- 新奇の用語、直訳調の文体で普通の日本人には理解困難（元田[1191]、小畑[825]、富井）
- 国民の多数に不利になる立法は不当（福澤）[1192]
  - 分からなければ専門家に聞けばよい（磯部）[1193]

ドイツ民法典論争の論点でもあり、法典の難解は知識の習得や弁護士費用の負担を期待できない貧民を実質的不平等の地位に置くと批判された（メンガー、ギールケ）。

### 編纂手続の是非
- 草案を公開し世評を仰ぐべき（植木・陸[1196]、法学士会）
- 「奉勅」の名目による山縣内閣の圧力により元老院の通常審議は許されず、一括審議を強いられた（宮本小一）[1197]
- 国会の協賛を経て立法すべきだった（福澤[1198]、宮本・三崎[7]）
- 法律取調委員会では強引な拙速主義が採られ、十分な審議が許されなかった（村田）[1199]
  - 委員会規則が窮屈に過ぎたのは確かだが必ずしも遵守されず、十分な議論・修正を尽くした（箕作）[1200]
  - 民商両法典は元老院の審議の前に、十数年の歳月をかけ慎重に編纂した（ボアソナード）[1201]

公布前の民法草案は法曹関係者の内覧に付され、法律学校で教授されたに過ぎず、伝手の無い一般人の閲覧は不可能であった。

### 比較法の不足
この点での批判には、後年の梅も同意している。
反論は以下の通り。

### 立法目的の是非
- 法典編纂は条約改正事業と切り離して慎重に討議制定すべき（富井[1205]、三浦安[1206]、谷[1207]、花井[1208]、福澤[922]、三崎[1139]）
  - 条約改正に迅速な法典編纂が必要不可欠（梅[1205]、ボアソナード[905]、榎本[1207]）

### 即時断行、後日修正の是非
- 人民を試験の道具にするのは不当（谷[1209]、宮本[1210]、木下、富井）
- 既存の法令は全て天皇が公布したものだから、改良は天皇の意思に反しない（法学新法）[1211]
  - 天皇が実施に同意した法典を延期することは天皇の威厳を損なう（山縣[1212]、ボアソナード[1056]、箕作）
  - 法典は確かに不完全だが、施行して後日修正すれば良い（梅[864]、和田守菊次郎・井上操・和仏法律学校校友会[1213]、田中[1214]、榎本・箕作[1215]）
  - 裁判所構成法・刑法・刑訴法は問題とせず、民商法だけ非法典論を主張する理由が無い（大井憲太郎）[1216]
  - 公布時に異論の無かった民訴法典が施行僅か1年で不完全を露呈したのだから、施行前の評価はあてにならない（和田守）[1217]

- 一度施行すれば既得権益を生み、後々まで後を引く（富井）[1194]
  - 施行条例による処置で足りる（日本之法律）[1139]

### 外国人起草の是非

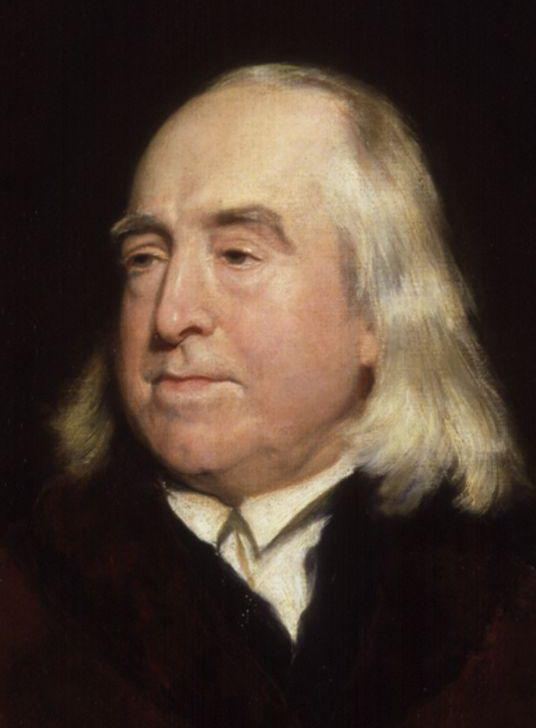
ジェレミ・ベンサム

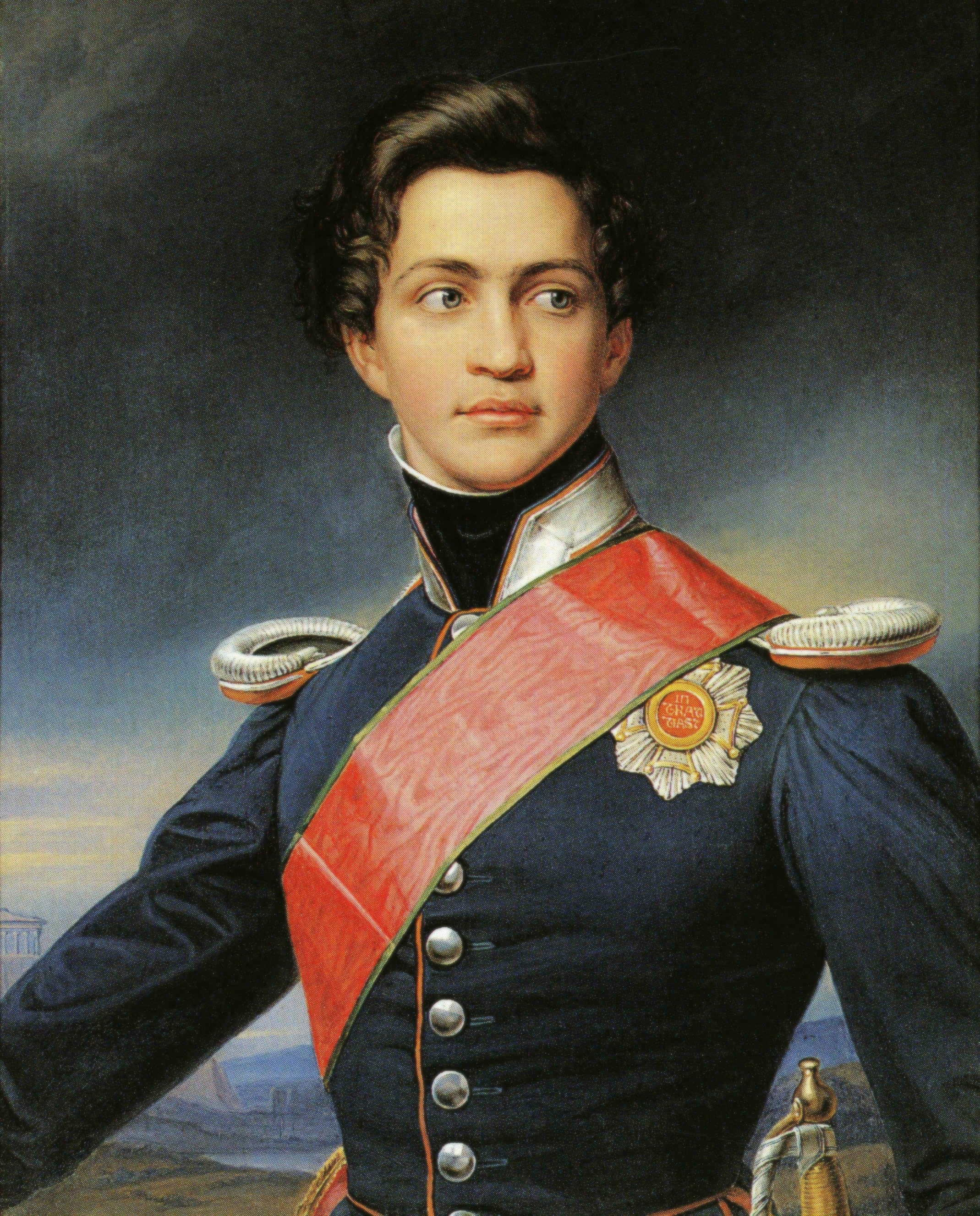
ギリシャ国王オソン1世

欧米の例を挙げて、外国人起草の危険性を指摘したのは穂積陳重であった（民商法共通の論点）。
近世法典編纂論の始祖、イギリスのベンサムは、欧米諸国に対して外国人起草の利を説き、自身を法典編纂事業に当たらせよと提案したが、その名声と執拗な主張にもかかわらず、アメリカ・ロシアなど諸国で遂に受け容れられなかったのである。
このギリシャ王国も、オスマン帝国からの独立時にバイエルン王国から迎えた新国王オソン1世が出身国の法学者を招聘して起草させたに過ぎない。ギリシャの慣習を無視した立法政策は国民の顰蹙を買い、失脚の一因になった。
なおロシア人法学者に民法を起草させたモンテネグロ公国はロシア帝国の事実上の保護国、起草者ボギシッチは純粋な外国人ではなく、バルカン半島の言語・慣習に精通した近辺出身者（#家族法分離論）。
しかし、陳重は偏狭な国粋主義者ではなかった。最新の西洋法理に基づき日本人の手で編纂するとともに、外国人大家の意見批評を仰ぐべきだとも主張していたのである。

## 民法典論争の評価を巡る論争
論争の意義については、保守対進歩という単純な二項対立に尽きるものではなく、純粋な学問的論争の他に、学閥争い、政治的争いの性格を加えた複雑の要素が絡んだものだとの理解が法学者の通説的な理解であり、その複雑性を一応認めた上で、どのような事実認識・歴史観に基づき、どの要素を強調するかの差異が生じている。

### 穂積陳重説
当事者の穂積陳重からは、感情論や学閥の争いという面は認めつつも、ドイツの法典論争との共通性を重視し、学問的性格を強調する見解が主張されており、後世にも一定の支持がある。
同説の理解は学者によって異なり、
（一）ドイツの法典論争を純粋の学問的論争と理解した上で、
- ブルジョワ自由派に対する半封建派の争いであるから、ティボーとサヴィニーの争いではなく、ティボーとレーベルクの争いに相当すると主張するもの（平野）[741]
- 英仏両派の争いに止まらず、各種政治上の問題が絡んだものだから、ドイツの法典論争のような純粋の法理戦ではないと批判するもの（星野[1218]、福島[794]、岩田新[1232]）、

（二）ドイツの法典論争もまた純粋の学問的論争ではなく、一民・一国・一法律を巡る政治上の争いと理解した上で、
- 陳重の認識でも日本の法典論争は純粋の学問論争ではなく、「白刃既に交わる」文字通りの戦争だったが（法窓夜話97話）、日独いずれも政治上の闘争でありつつも法の根本的な理解の相違に根差すという意味で、確かに同一だとするもの（堅田剛）[1234]、

がある。

### 梅説
梅も類似の見解を述べたことがあり、ティボーの法典論とサヴィニーの非法典論、理想派（自然法派）と歴史派の争いに相当すると主張。しかし、各国の法理は表層では異質に見えるが深層で一に帰するという自然法論と、深層で一に帰するが社会の実相では異なって現れるという立場は決して相容れないものではない。梅が自然法に置き換えて理想法と言っているのは万古不変の法理をローマ法に求めるサヴィニーと大差無いので、理想派と歴史派を対立して議論するのは見当違いだとの批判がある（岩田）。

### 仁井田説
さらに、旧民商法公布前の判検事採用試験は英・仏・独法の選択だったのが、公布後は新法典で統一されたことを指摘。
この仁井田説に対しては、十分な審議を経ず、議会創設も待たず駆け込み的に成立させた政府への村田ら一部政治家の反感が論争を激化させたという側面を無視しており、一面的に過ぎるという批判がある（星野）。

#### 仁井田説の派生
仁井田発言を根拠に、法典論争は私立法律学校による「パンの争い」だったという説が形成されているが、当時の私立法律学校の講師はほぼ無報酬だったこと、講師たちのほとんどは弁護士や官僚などとの兼業であり、飯の食い上げにはならなかったこと、官学の穂積兄弟や土方寧らの延期論、江木衷が免職されても刑に処せられても「本望」として法典論争に臨んだことを説明できないと批判されている。また大審院判事の地位にありながら、延期運動のために下野した山田喜之助の例もある。

### 風早説
前述（#ボアソナードの自然法論）のように講座派マルクス主義からも、ボアソナードの自然法論はアダム・スミスを単純化したレッセフェール（仏：laissez-faire）に過ぎず、批判を浴びたのは当然だったとの主張がある。
風早説に対しては、法典論争の本質は主に家族法を巡るイデオロギー闘争だという理解を前提に、明治20年代の経済的不平等は法典論争の勝敗とは無関係である、ボアソナードの経済思想が旧民法にどの程度反映されたかはなお検討を要するとの批判がある（池田真朗）。

### 清浦説
断行派の清浦奎吾は、仏法派に対する英独学派諸家の反対のみならず主に親族編を巡る新旧思想の争いでもあるとして、旧思想の代表者として「谷干城、三浦安」を挙げ「或は曰ふ、学者以外に一の大政治家ありて隠然反対せしは、法典に対する巨砲の間接射撃なり」とする。

#### 清浦説の派生
院内論戦前年11月から腹心の伊東巳代治が主宰していた東京日日新聞が終始延期論者だったことと、院内論戦終結後の8月に伊藤が延期然るべしとの態度をとったと延期派の『日本』が報道したことを根拠に、この「大政治家」とは伊藤博文のことではないかとも考えられるが、詳細は不明。

### 旧通説
論争の当時、民法典論争を保守対進歩の争いとみた『国民新聞』は、自由党・改進党の延期論を説明できないと批判され（東京日日新聞）、それは保守派に取り込まれた民党議員の過失だったと反論している。
戦前から戦後にかけての通説も、論争の複雑性を認めつつも、基本的には梅謙次郎に代表されるブルジョワ民主主義的民権派と、穂積八束に代表される保守的封建的国権派というイデオロギーの争いだと主張していた。
当時も「通説」とまで言えたかは問題だが、批判者（中村・手塚）が用いたことから定着している。

#### 平野説
保守対進歩の争いとみる立場を、講座派マルクス主義に基づき学問的に確立したのが平野義太郎である。
「ボアソナード起草「旧民法」」とあるが、平野は家族法の立法過程を無視しているとの批判がある（熊谷）。また旧通説においても、相続法は根本的修正が無いとの主張がある（青山）。
もっとも平野も旧民法の保守性や明治民法の進歩性を部分的に認めており、相対評価に過ぎないことが指摘されている。

#### 星野説
多少の変遷があるが、説が確立した時期には星野通は次のように述べる。
旧民法・西洋法の妻の行為能力制限については、男尊女卑ではなく女性保護の理念であり、明治民法と根本的に異なると主張。
星野の著書に対しては、学説の当否を別にしても誤記・誤植・脱漏が目立つため、より多くの史料に基づく実証的研究の要が指摘されている。

### 戸主権強化の実例
戸主権の主な内容は、家族員に対する居所指定権と、婚姻・養子縁組の同意権である。

#### 居所移転
戸主の同意無く居所移転すると扶養義務が無くなる（人244条、明治民法749条2項）に止まらず、明治民法では戸主に離籍権が生じる（同3項）。
旧民法人事編244条
- 戸主は家族に対して養育及び普通教育の費用を負担す
  - 但家族が自ら其の費用を弁することを得るとき又は戸主の許諾を受けずして他所に在るときは此限に在らず

昭和16年改正前749条
- 1.家族は戸主の意に反して其居所を定むることを得ず
- 2.家族が前項の規定に違反して戸主の指定したる居所に在らざる間は戸主は之に対して扶養の義務を免る
- 3.前項の場合に於て戸主は相当の期間を定め其指定したる場所に居所を転すべき旨を催告することを得
  - 若し家族が其催告に応ぜざるときは戸主は之を離籍することを得
    - 但其家族が未成年者なるときは此限りに在らず

前述の庶子・私生児の入籍同意権の復活と併せて、この点は明治民法戸主権の方が強化されたことに異論は無い（手塚）。

#### 婚姻・養子縁組
戸主の同意無く婚姻・養子縁組をした場合も、旧民法に比べると制裁要素が強化されたと解しうる（反対説は#両者の主張参照）。
旧民法人事編246条
- 家族は婚姻又は養子縁組を為さんとするときは年令に拘らず戸主の許諾を受く可し

人247条
- 他家に入りて夫、婦又は養子と為りたる者は婚姻の無効、養子縁組の無効、離婚又は離縁の場合に於ては実家に復帰す
  - 然れども此者が婚姻又は養子縁組に付き実家戸主の許諾を受けざりしときは戸主はその復帰を知りたる日より1个月内に身分取扱吏に申立て復帰を拒むことを得

人250条
- 推定家督相続人に非ざる家族たる男子が戸主の許諾を受けずして婚姻を為したるときは一家を新立す

明治民法750条
- 1.家族が婚姻又は養子縁組を為すには戸主の同意を得ることを要す
- 2.家族が前項の規定に違反して婚姻又は養子縁組を為したるときは戸主は其婚姻又は養子縁組の日より1年内に離籍を為し又は復籍を拒むことを得

同742条
- 1.離籍されたる家族は一家を創立す

反面、新家を創立しても、明治民法では遺産相続の資格を失わなくなり、かえってこの部分では家制度は完全に無視されたとも言える（我妻）。
旧民法財産取得編313条
- 家族の遺産は其家族と家を同ふする卑属親之を相続し卑属親なきときは配偶者之を相続し配偶者なきときは戸主之を相続す

明治民法994条
- 被相続人の直系卑属は左の規定に従ひ遺産相続人と為る
  - 二 親等の同じき者は同順位に於て遺産相続人と為る

もっとも、家督相続で戸主に財産が集中するため意義は少なかった。

#### 戸主権は絶対的か
「ドイツ系の修正民法」に「満30歳以下の男、満25歳以下の女は戸主の同意なくしては結婚できない」という「封建的道徳臭」の強い規定が設けられたと主張する中世史家もいるが、明治民法では戸主の同意は十分条件であって必要条件（絶対要件）ではなく、同意を欠いた婚姻・縁組も有効に成立することは旧通説からも異論は無い（青山、玉城、平野、星野）。
明治民法776条
- 戸籍吏は婚姻が…750条第1項[史料 157]…其他法令に違反せざることを認めたる後に非ざれば其届出を受理することを得ず
  - 但し婚姻が…750条第1項の規定に違反する場合に於て戸籍吏が注意を為したるに拘はらず当事者が其届出を為さんと欲するときは此限りに在らず

同条は養子縁組にも準用される（同849条2項）。
離籍権の明文化は、明治初期の法制度では勘当の旧慣を許さない代わりに婚姻・縁組に戸主の同意を絶対要件としていたのを緩和したもので、行使の結果扶養義務を免れるに留まるため、それが痛くない者には実効性が無く害は少ない、「戸主は絶対にその家族の行動を束縛すること能わず」との考えであった（梅）。さらに判例も、早くから戸主権は「絶対無限のものに非ず」と明言し（明治34年6月20日大審院判決）、明文に無いにもかかわらず離籍権濫用を制限する法理を発達させたことは平野も認める。
戸主権を父母の同意権と混同して独法と関連付けた前記歴史学者の記述は後年の改訂版では修正削除されているが、依然類似の説明を採る教育者が多く、明治民法戸主権の「絶対」性を断定するものも散見される。
旧民法人事編246条
- 家族は婚姻又は養子縁組を為さんとするときは年令に拘らず戸主の許諾を受く可し

人38条
- 1.子は父母の承諾を得るに非ざれば婚姻を為すことを得ず

明治民法772条
- 1.子が婚姻を為すには其家に在る父母の同意を得ることを要す
  - 但男が満30歳女が満25歳に達したる後は此限りに在らず

なお前記人250条により戸主の同意権は骨抜きになっていたとも主張されており（星野）、梅の言うように旧民法で同意無き婚姻・縁組が「到底」できなかったかは問題である。

#### 問題の本質
つまり、主要学説の考える日本の戸主制の問題とは、戸主権が別世帯に居住する法律上の家族員にまで及ぶことが都市生活の実態に合わないことであり、さらに明治民法固有の問題は、条文上は離籍を目的とした居所指定が可能だったことであり（判例により制限）、だからこそ戦前の内に一部改正が実現した。そして旧通説の眼目は、天皇絶対主義体制の一翼として民法典論争後の家制度を位置付ける立場から、その不都合が最初から立法者が意図したものだったと考えることにあり、戸主個人の専横によって家族団体が害されることは家制度擁護論者からも本意ではなかったとみるのが批判説の発想である。

### 中田説
明治民法が封建の旧慣を温存・存続させたとする旧通説を批判し、団体主義のゲルマン法型家父長制からの大転換を主張するのが日本近世法の代表的研究者中田薫である。
この立場からは、戦後の家族法大改正で伝統的家制度が無くなったというのは誤りで、戸主権という不純物が無くなって古来の姿に戻っただけと主張される。
旧民法編纂過程で既に戸主権が存在した事実を無視する点に批判がある（手塚）。歴史観の違い（アジア的生産様式）を理由にした批判もある（平野）。

### 家永説
中田も戸主権は弱いとする立場だが、戸主権が明治31年に初めて確立されたとの考え方は家永三郎はじめ多くの歴史学者・教育者にも影響を与え、武士階級の慣習・道徳を法律化して庶民に押し付けたのが明治民法だった（封建法より強化された）と主張される。ただし手塚から名指しで批判される家永は、旧民法・仏独民法との比較には言及を避ける（#植木枝盛の仏民法典批判）。

### 我妻説
明治民法の反動性を強調する主張を批判したのが我妻栄である。
戸主権の強化とはいっても、同意を欠いた婚姻・縁組も適法に成立することを強調するときは、依然として空虚でしかないことになる。
中田・我妻と同様明治民法戸主権の弱小を主張する学者としては、中川善之助（我妻とともに改正家族法起草委員）・山中康雄・手塚豊、有地亨、中村敏子など。法史学者石井良助も、明治民法を「旧民法と対照した場合…全般的により一層旧慣を尊重したとはいえないように思われる。そういう場合もあるが、反って、より近代的になっている場合も少なくない」と指摘する。
さらに我妻は#星野・中村論争を踏まえた上で、大正・昭和の論争（#政界・教育界の家族法批判）との連続性を強調する。

### 手塚説
旧民法を進歩的とする旧通説を批判し、進歩的と言いうるのは前述の第一草案であって、公布された旧民法はそうではないという主張が現れる。
現在の通説であるが、論争本質論への代替論は未提示。

### 星野・中村論争
1950年（昭和25年）、慶應大の田中實は、法典論争が保守対進歩の争いであるなら、代表的な天賦人権論者であり自由民権運動の理論的指導者の福澤諭吉が延期派だったのは不自然と問題提起。旧通説の立場を踏襲しつつ、不徹底なブルジョワ自由主義思想が法典論争を機に馬脚を現し、天皇絶対主義という新たなプロレタリアート搾取の支配体制の確立に加担したという説明を試み、玉城肇もこれに続いた。
これに対し、同学の政治学者中村菊男は手塚の研究を引用しつつ、
- 福澤が条約改正と法典編纂を切り離すべきとして延期論に加担したのは国家主権の確立という立場からであって、「通説」が延期派＝反動的封建派とみるのは正しくない[1296]
- 各国の国民主義的運動は反封建的運動に矛盾せず、特に日本の自由民権運動は藩閥政府に対する民権の拡大を主張するとともに、列強諸国に対し国権の拡大を目指すという二面性を当初から持ち合わせていたのだから、明治の国民主義的運動を一概に反動的・封建的と解するのは妥当でない[598]
- 福澤を含む延期派が旧民法に反対して明治民法に反対しなかったのは、全体が日本人起草という安心感に加え、既に条約改正が成り、施行の具体的条件として法典完成が特に急がれたために反対論が起こりづらかったに過ぎず、福澤の変節を意味しない[1297]
- マルクス主義法学は日本社会内部の特殊性を強調するあまり、外国からの圧力という面を見逃している[1298]

などと批判（初出は慶大紀要）。
名指しで批判された論者の内平野・玉城らマルクス主義者からは反論が無かったが、1952年に星野が反駁したことから、世に言う星野・中村論争が開始される。

#### 中村説
中村は民法典論争の本質論に踏み込んで、基本的には仁井田説を支持しつつも、以下のように主張した。
旧民法の方が反動的な根拠としては、婚姻に関する父母（祖父母）の同意権を厳重に定めていることや（人38～40条）、協議離婚に付き許諾を要していたことなどが指摘され、人間性無視、妻の地位を大家族制度の中に縛る封建的規定の最たるものと批判される（この点は星野も同意）。
旧民法人事編79条
- 離婚せんとする夫婦は婚姻許諾の為め第4章1節に定めたる規則に従ひ各其父母、祖父母又は後見人の許諾を受くることを要す

仏民法旧278条（箕作訳）
- 如何なる場合に於ても婚姻の巻第150条に定めたる規則に従ひ父母又は其の他の生存する存続親より許可せられたるに非ざれば夫婦双方の承諾を以て足れりとせず

#### 両者の主張
これに対し星野は、
- 戸主権を人事編の後方に置く旧民法の方が、親族法の先頭に置く明治民法より個人主義的
- 戸主権の行使を拒否された時の制裁として離籍権が明文化されたため、明治民法の戸主権の方が実効性は強力
  - 旧民法では自動的に新家創立するのに対し、戸主の選択で追放される明治民法の方が制裁の性格が強い
- 婚姻の効果として、旧民法は夫婦双方の同居義務を前提とするのに対し（人65条[史料 162]）、妻のみに同居義務を明示する（ように読める）規定（明治民法788条[史料 163]）は旧民法には無いため、明治民法の反動性の表れである
- 戸主の同意を得ないで養子縁組をしたとき、旧民法は明治民法の離籍権に相当する制裁規定が無く、戸主の同意権は有名無実
- 婚姻時に女戸主の地位が失われやすい明治民法（736条[史料 164]）の方が妻の地位が低い
- 旧民法が東洋系の夫婦別姓を改め、夫婦一体のキリスト教系の同氏原則を採用した画期的規定（人243条2項[史料 165]）が保守派の反発を招いたことは疑いない[1304]

などと主張したが、
中村は加勢した手塚とともに、
- 旧民法の戸主権が人事法の末尾近くに配置されるのは、進歩的な第一草案の構成がそのまま利用されたに過ぎず、内容が進歩的とは言えない
  - 「戸主とは一家の長」（人243条1項）と明文で定める旧民法の方が、戸主の地位を強く表現している
- 離籍権の追加は戸主権の観念的強化ではあるが、実質大差無い
  - 旧民法では戸主の同意を欠く婚姻・縁組に戸籍吏の差止権・義務があり、怠ると処罰されるため（人74[史料 166]・75・136条）、旧民法の戸主権の方が実効性は強力
  - 明治民法では離籍権を行使しないこともできるため、問答無用で家から追放される旧民法の方が制裁の性格が強い
- 同居義務については、明治民法と同旨の旧民法草案の規定が当然だから不要という理由で元老院で削除されたのを看過している
- 旧民法で養子縁組をなしうるのは戸主本人とその同意を得た推定家督相続人に限られ（人109条[史料 167]）、瑕疵ある縁組に無効訴権が生じるので（人128[史料 168]～130条）、明治民法と異なり戸主の同意の無い養子縁組は不可能
- 婚姻時に女戸主の権利の実質が失われる旧民法（人258条[史料 169]）の方が妻の地位が低い
- 夫婦同氏は当時の慣習尊重に過ぎず、明治民法でも同じなのを無視しており（746条[史料 170]、現750条）、延期派が非難した事実も無い[1305]

と反論している。
なお、明治民法789条は夫婦相互の同居義務の確認規定。夫婦同氏規定は中国法系の行政実務と当時の日本の慣習が食い違っていたのを後者に統一したもの（梅）。法文は「氏」だが古代の氏姓制や中世の源平藤橘ではなく、近世以降の苗字の法制化である。女戸主は維新後の慣習の追認と伊藤博文は認識していたが、後世の学者は江戸時代の女戸主や、鎌倉時代の後家の絶対的家長権を指摘する。特別の意思表示が無ければ入夫が戸主に交代するのは、女戸主を一切認めない説（高木豊三）と女戸主の継続を原則とする説（梅）の妥協の産物である（法典調査会第127回）。

#### 中村説の弱点
中村の自己批判によれば、親族法の比較検討に偏り、財産法や諸法典との関係が十分研究されていないのが弱点。
また大井憲太郎・鳥尾小弥太（断行派）は、安部井磐根・尾崎行雄・高橋健三・神鞭知常（延期派）らとともに内地雑居時期尚早論の立場から対外硬派を形成、徳富蘇峰も「対外自主」を掲げ政府の条約改正に反対。延期派の江木や鳩山も外務省で大隈の条約改正に尽力したとの推測がある。

#### 遠山説
政治史の観点から新たな問題提起を行ったのは遠山茂樹 (日本史家)であった。
遠山は、講座派史観を維持しつつも、民権派の大井憲太郎が断行派だから断行派＝進歩派という平野らの説はご都合主義に過ぎる、政界は民党・吏党を問わず各々の立場から両派に分裂していたことを説明できないと批判。自由民権運動は憲法制定によって既に終息し、大井も対外硬に転じ真の進歩派とは言えない、法典論争は保守派対進歩派ではなく絶対主義内部の争いだと主張。旧通説批判の部分につき、星野・中村論争の際に中村からも支持されている。

### 星野・中村論争の影響
旧民法と明治民法のどちらが反動的かは水掛け論に陥り、両者が自説を撤回しないまま論争は1956年に概ね終息。
中村説と星野説はすれ違いに終わった一方、星野の手塚への反論は苦しく、手塚説は学界の定説として確定したと言って良いと評され、正面から反対する論者はいなくなっている。
しかしその後も旧通説類似の立場を採るものが少なくなく、
- 手塚説を認めつつも、論争本質論を個別の条文の比較と分離して保守対進歩の路線を維持（青山[1319]、宮川澄[1320]、池田真朗[1242]）
- 第一草案よりも明治23年公布民法と比較すべきであり、明治民法の方が確かに保守的として星野説を支持[1321]
- 保守化した旧民法に対する「民法出テゝ忠孝亡フ」の一言に尽きる超保守的な延期派の争いと解する[1322]
- 平野説・手塚説への言及を避け星野説を支持[1323]

などが主張されている。
旧通説を維持する論者が両民法の本質的差異と主張するのが、明治憲法を基礎とする絶対主義体制の有無であるが、このような主張に対しては、
- 天皇制国家が絶対主義的体制だったという歴史観自体見直される現状において、そのまま受け入れることは出来ない[1324]
- 明治民法の家制度が始めから天皇制を意識して構想されたというのは無理がある[1325]
- 結論ありきで自己の歴史観を述べたに過ぎない[1326]

などの批判がある。

#### 熊谷説
唯物史観論者からも旧通説批判が噴出。
マルクス主義法史学者の熊谷開作は、家族法における手塚の「大同小異」論には賛同しつつ、旧通説を修正して、
- 賃借権を物権と構成して賃借人の保護を図るなど、旧民法の財産法はなお明治民法よりも進歩的とみるべき
- 明治民法による修正が戸主権の「観念的強化[1330]」に過ぎないとしても、半封建的規定が意識的に整備された以上、反動的性格は完全には否定できない

と主張。
一方で法治協会の『法典実施断行ノ意見』が、旧民法実施を男女平等・個人の尊厳ではなく「古来の美風良俗の保全」に求めたことに注目し、断行派＝進歩派の構図は否定する。
これに対しては、明治民法の方が進歩的規定もあることを軽視しているとの批判がある（中村）。

#### 熊谷説の派生
現行民法が小作人が不利になり得る立法を採用したのは、政府の権力基盤だったブルジョワ寄生地主階級を保護する政策的意図だとの主張はその後もマルクス主義法学者渡辺洋三らによって主張され、有力化した。唯物史観の流れを汲む大塚史学や川島法社会学の影響が背後にある。
しかし、賃借権の原案担当者は梅謙次郎であるため（法典調査会#民法起草体制参照）、賃借権の債権化＝保守化という図式によれば梅が保守派になるが、家永三郎史観を標榜するマルクス主義法学者は、梅の自由主義は所詮官僚的ブルジョワ自由主義に過ぎず真の自由民権思想とは相容れない、八束と同じく天皇制の藩屏に過ぎなかったと主張し（白羽祐三）、星野説の支持者からも、梅と八束の立場を同一視するのは大雑把に過ぎると批判されている。
地主保護のための賃借権の債権化という主張については、
- それは結果論であって、起草者の主観的意図では地上権が有効利用されるはずと考えていた[1339]
- 債権的構成を採りつつ第三者対抗力を認めるのが近代法の通例であり（仏1743条[史料 174]・独566条・日605条）、自説の理想と違うから半封建的というのは論理の飛躍である[1340]
- 近代西欧でも寄生地主制は支配的なことを看過している[1341]
- 旧民法を単なる賃借権保護立法とみるのは適切でなく、零細な小作人の保護よりフランスにおけるような「富裕な借地農」の保護を想定しており、確かに日本の実情に適さなかった[1342]

などの批判・異論がある。

#### 福島説
福島正夫は、星野も中村も法典論争を単純化し過ぎると批判、日本資本主義勃興期の社会の諸矛盾の現れとみるべきと主張。
このような視座は利谷信義によって継承・発展されたが、諸法典を関連付けて把握する視点を確立した反面、その後続の学者らが実態と乖離した西洋近代法の虚像を前提に、日本近代法にひたすら後進的のレッテルを貼るステレオタイプに陥る契機を作ったと批判されている。

#### その他の説
仏民法典の保守的側面を指摘しつつ、進歩的か保守的かは論者ごとに決すべきとする説（松本暉男）、明治14年の政変で確定したドイツ・プロイセン型立憲主義の精神を私法にも及ぼそうとした、明治25年の政変とでも称すべきとする説（白羽祐三）、政府の議会軽視に対する立憲主義からの批判という側面を重視すべきであり、その点での延期派の主張は正当とする説（広中俊雄）、近代西洋家父長制と日本型家族制度の相克とみる説（中村敏子）などがある。

### 刑法典論争との関係
ボアソナードが起草した旧刑法は1882年（明治15年）1月1日から実施されていたが、早くも1884年（明治17年）には改正に着手され、明治40年4月24日法律第45号に結実した（現行刑法）。
新刑法自体は当時の学問・社会状況を反映したものだが、実施後すぐ改正に着手された理由や、民法典論争との関係は不明。とりわけ実施直後の改正事業は、単に法典形式の整理に過ぎなかったと論じられている（牧野英一）。中心人物はボアソナード。
明治維新は絶対主義革命だったとする講座派史観を正面から肯定する刑法学者も、現行刑法典は主に独刑法を参考に実務の経験に基づいて旧刑法を改善したもので、絶対主義とは無関係と論じている（西原春夫）。
改正事業が施行直後から開始されたにもかかわらず、旧刑法がそれほど不出来でなく、諸外国も満足したため、急速に進展しなかったのは自然であった。

### 拙速立法の評価
仏民法典をナポレオンによる急速立法とみるときは、延期派が法典編纂の拙速を批判したのはドイツが慎重立法だから日本もそうすべきという安易な論法だと非難され、むしろ江藤時代の急速立法が妥当だったにもかかわらず不当に旧民法まで遅延したと主張される（福島）。
しかし、仏民法典もまた1453年にシャルル7世が慣習法の成文化を命令して以来の長い歴史の中で築かれた実質的意味の民法の文字化に過ぎないとも考えられる。
このような見方からすれば、ド・ラ・マズリエールが指摘したように、国内法統一を優先するなら慣習の収集・研究に長い時間をかけるべきだが、条約改正を優先すれば外国法を大急ぎで鵜呑みにするほか無いことになり、政府が後者を重視した以上、ボアソナードが慣習無視の批判を受けたのは必然だったことになる。
もっとも明治民法も速成法典だったので、別の評価もある。

## 民法典論争の顛末

### 新民法典の制定

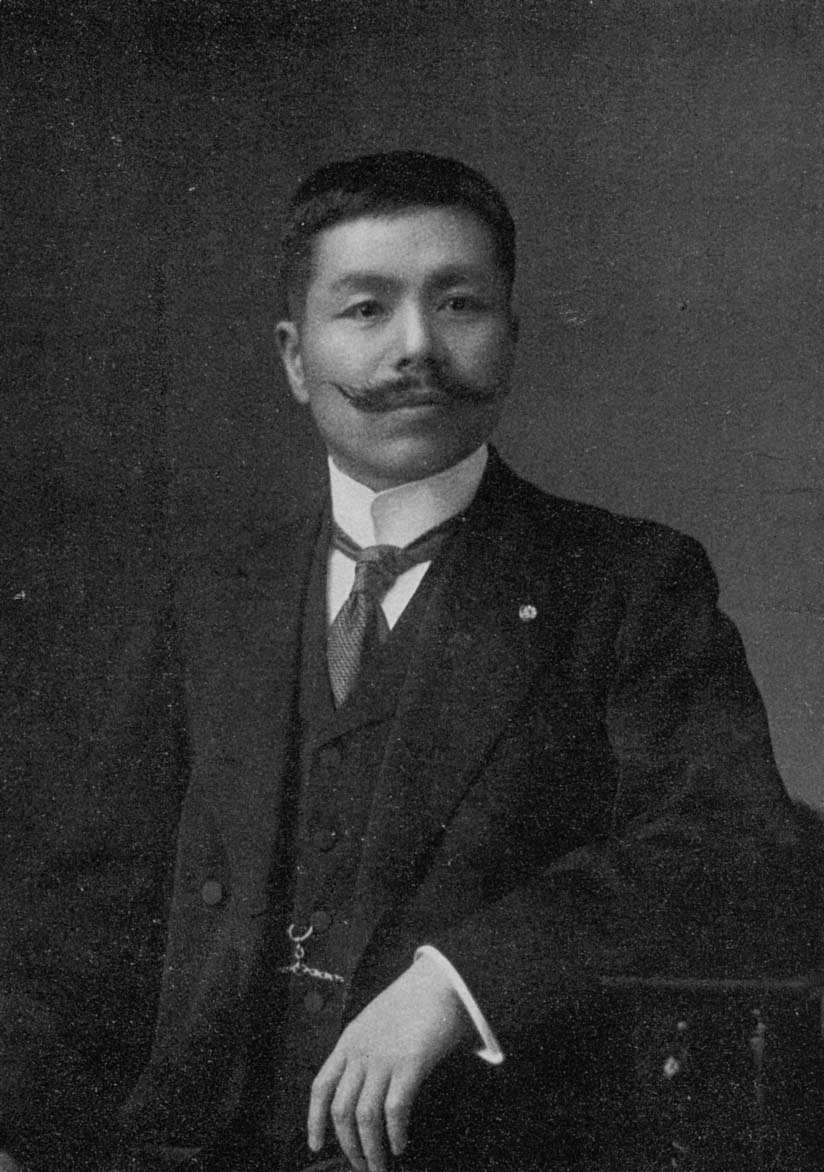
仁井田益太郎（独法派）

1893年（明治26年）3月、伊藤博文が西園寺・箕作・穂積陳重・梅・富井らに旧民法修正の方針を諮問、陳重は民法の根本的改修、パンデクテン方式の採用、分担起草、委員会への実業家の採用などを答申。勅令第11号により『法典調査会規則』が成立、陳重・富井・梅の三名が起草委員に就任。4月、伊藤が法典調査会総裁、西園寺が副総裁となり、主査委員と査定委員を任命。
1894年（明治27年）3月、機構を簡素化して委員を減少、当初書記の松波仁一郎（英法派）、仁保亀松・仁井田益太郎（独法派）が起草委員補助に就任。4月、陳重の提案に基づく『法典調査規定』『法典調査ノ方針』が成立、5月から会議開催。

### 対立の収束
委員の内訳は以下の通り（七戸克彦調べによる。一部補充）。設立当初の主査委員（太字）は拮抗しており英仏両派への配慮をうかがわせる。
- 英法派・延期派：穂積陳重（民法・法例・戸籍法起草）、末松謙澄、三崎亀之助、元田肇、村田保、鳩山和夫、菊池武夫、土方寧、山田喜之助、奥田義人、岡村輝彦、江木衷、関直彦、大岡育造、神鞭知常、細川潤次郎、高田早苗、尾崎三良
- 英法派・断行派：島田三郎
- 英法派・不明：星亨（商法断行派[967]）、阿部泰蔵、金子堅太郎、末延道成、鶴原定吉、内田嘉吉
- 仏法派・断行派：梅謙次郎（民法・商法起草）、高木豊三、箕作麟祥、長谷川喬、熊野敏三、本野一郎、井上正一（不動産登記法起草[1360]）、岸本辰雄、小笠原貞信、磯部四郎、山田東次、寺尾亨
- 仏法派・延期派：富井政章（民法起草）、木下広次
- 仏法派・不明：田部芳（商法・不動産登記法起草）、渋沢栄一、重岡薫五郎、富谷鉎太郎、河村譲三郎、小宮三保松、倉富勇三郎
- 独法派・断行派：本尾敬三郎・木下周一（元法律取調報告委員[607]）、横田国臣
- 独法派・延期派：河島醇[188]、岡野敬次郎（商法起草）、伊東巳代治（※未確定）、穂積八束
- 独法派・不明：都築馨六、斯波淳六郎
- 国学・延期派：千家尊福、小中村清矩
- 儒学・延期派：三浦安[1361]
- 断行派：南部甕男[1362]、清浦奎吾
- 不明：中村元嘉、西源四郎、加藤正義

ただし前述のように岡野は法典論争時は英法派（#公布前の英法派の主張）。1891～1895年ドイツ留学。田部も岡野、梅によれば独法派（#独法派の動向）。
渋沢ら財界人は審議迅速化のため財産法審議から排除された。
衆議院議員経験者については、
- 政府系：末松・元田・大岡・神鞭・井上・関・磯部
- 自由党系：河島・三崎・山田東次・小笠原・星
- 改進党系：島田・高田・鳩山[1366]

### 条約改正の一部実現
1894年（明治27年）7月16日、日英通商航海条約締結、治外法権撤廃。条約改正反対の急先鋒だった英国の態度変更は各国の追随を招いた。
25日、日清戦争勃発。広島大本営に移動した伊藤総裁は法典調査会に出席できなくなり、議長代役は西園寺。

### ドイツ民法典論争の顛末
1895年、独民法第一草案に対する批判を多少加味し、ギールケの言う「一滴の社会主義の油」（独民法正文617条の労働者保護規定など）を加えた第二草案が全編完成。しかし本質的変更には至らず、基本的枠組みは維持。
1896年、第二草案を微修正して完成したドイツ民法典（1900年施行）は、妻を行為能力者とするローマ法の個人主義を採るべきでないという主張を退け、仏民法典と異なり妻の行為能力、訴訟能力を認めるなど、カトリック勢力の抵抗により不徹底ながらも、男女平等に大きく踏み出す当時としては画期的な民法典であった（1976年に財産的男女平等が実現）。
独民法旧1356条
- 1.妻は共同の家事を管理する権利を有し義務を負ふ
  - 但し1354条の適用を妨げず[1371]

旧1354条
- 1.夫は婚姻上の生活に関する総ての事務特に住所及び住宅を決定す
- 2.前項の決定が権利の濫用と見做さるべき場合に於いては妻は之に従ふべき義務を有さず[1372]

なお一部歴史学者は妻の法的無能力（昭和22年改正前14条）を独法系の明治民法の特徴として挙げるが、妻の行為能力原則肯定・例外否定の英・独法系を退け、旧民法（人68条）と同じく、原則否定・例外肯定の仏法系を採用したものと説明されている。また夫の同意無き行為が不可能なわけではなく、取消事由になるに留まる（同2項、16条）。
ドイツでも、個人ではなく家法人を社会の基本単位にすべきとの主張は退けられた。相続は1900年の民法施行法が農地・林地や一部大貴族に民法典適用を除外していたが、法典自体は分割相続。
現実に営まれている家族生活・家産制が再評価され、正面から立法化されるのは後続のスイス民法典である。
独民法典の個人主義・自由主義は後にナチスによる排撃を受け、廃止寸前に追い込まれた。

### 穂積陳重の法典構想
起草者三名の共通認識・法理学的支柱をなすのは、近い将来の家族制度の解体を予想しつつ、社会の発展に法律の足並みを合わせる漸進的社会改革論である穂積陳重の法律進化論といわれる。

#### 身分から契約へ
陳重にとっては、国際化の潮流は、国是である五箇条の御誓文（智識ヲ世界ニ求メ大ニ皇基ヲ振起スベシ）に合致するものだったから、その法典構想は、近代的民法典を作るにはパンデクテン方式に依るべきというものであった（法典論争期ではなく、論争終結後の主張）。
人事編を先頭に置く家族主義の構成から、財産法の個人主義を原則形態として先置する編成への移行は、ヘンリー・メインの言う「身分から契約へ」（英：From status to contract）の定式に合致した近代的な法律進化の現れとみられたのである。

#### 啓蒙法典から概括法典へ
また社会の変動期との理解からすれば、説明的で詳細に過ぎる旧民法では硬質過ぎて、社会の激動に耐えないと考えられた。そこでドイツ民法典第一委員会の決議に倣い、「法典の条文は、原則変則及び疑義を生ずべき事項に関する規則を掲ぐるに止め、細密の規定に渉らず」（「法典調査の方針」11条）という基本方針を上申した。
これは、起草の時間が無かったから簡略化したに過ぎないとする理解もあるが、そうではなく、立法者が全ての紛争を事前に予想し規定することは不可能である以上、学説・判例の発展を阻害しないよう、法典は必要最小限の事項に絞った抽象的規定に止めるべきとの意であり、それが陳重のいう「根本的改修」の真の意味だったとも解されている。

### 比較法の結実
旧民法の欠点の一つは、仏・伊以外の外国法摂取の不十分だったから、広範囲に諸外国の立法学説を渉猟。殊に当時最も進歩的合理的と称された独民法草案を有力な資料にしたことは、法典を内容的・形式的に格段に進歩せしめた（星野）。
伊藤博文も、施行延期決定後には、一国の法に固執せず「泰西の普通の法」を基に民法典を制定すべきと主張していた。
参照されたほかの独法系民法はザクセン・プロイセン・オーストリア・スイス・モンテネグロなど、仏法系はフランス・イタリア・スペイン・ベルギー・オランダ・ポルトガルなど、英米法系ではイギリス・アメリカ・インド法など、そのほかにもロシア民法など。
ボギシッチのモンテネグロ民法は内容的には評価が高かったが典型的な啓蒙教科書法典だったため、部分的影響に止まっている。

### 独法の影響
最も独法を重視したのは仏法派の富井政章であった（代理権の授与など）。

### 独法導入の理由
伝統的な説明によると、日本が仏法から独法へ舵を切ったのは、当時ドイツの文物輸入が盛んになったこともあるが、何よりもナポレオン法典が古過ぎ、一方ドイツ民法（プロイセン法ではない）の設計思想が新時代に適合していたからである。

#### 平野義太郎の説明
平野も、明治民法が独民法草案に拠ったのは、それが特殊ドイツ的だったからではなく、西洋法共通の祖であるローマ法を普遍化・現代化した法典だったためとする（#独民法の性質）。民法学者の末弘厳太郎も同様。

#### その他の説明
仏法から独法への転換は、#明治14年の政変に伴うプロイセン流国家思想への接近を反映したものだとの見解も有力に主張されており、憲法や行政法と異なり、日本民法が独法の影響を受けて成立・発展したのはあくまでドイツ法学の優秀性が高く評価されたからに過ぎないとする見解と対立している。また憲法についても、独法学が最も体系的に整備されていたから多くを学んだに過ぎないとの主張がある。その後対独感情は1895年（明治28年）の三国干渉により急速に悪化した。
日本の国情・国民性がフランスと正反対だったために忌避され、その逆のプロイセンを模範にしたという理解にも批判があり、維新後の政情不安を背景にエメ・アンベールをして日本人を「東洋のフランス人」と評せしめたように、フランスほど似通った国民性の国は無いというのが明治初期の国内外の通念だったから、革命後の政情不安に苦しむフランスと同じ道を辿ることへの警戒に繋がったとの見方もある（山室信一）。なお「極端から極端へ飛び散々苦がい経験をした末ヤットのことで中庸に落附くのが仏国流」とは、1913年（大正2年）の仏民法改正に際しての穂積重遠のコメントである。

### 旧民法の影響
登記の効力については、独法の主義（公信の原則）は時期尚早とみられたため、仏法系の対抗要件主義を維持（現177条）。仏法系の先取特権、滌除（平成15年改正前378条）も維持（ただし不評）。
財産法についても旧民法・仏民法の影響を強調する後世の法学者として戦前の杉山直治郎、戦後の星野英一らがいる。
判例実務の連続性は以下の通り。

### 英法の影響
英法派が延期派の中核だったにもかかわらず、現行民法への影響は少ない。陳重以外の起草者が英法に不案内だったこと、非法典の英法が体系的緻密さを欠き、不動産法のように封建法的要素を残した部分があったことが理由に挙げられる。

### 儒教の影響
戦前の法学者は、中国法系の思想の表現として813条8号の姻族尊重、957条の尊属尊重（年上の甥より年下の叔父を優先）、尊属・卑属の訳語を指摘し、孝道を説くのはギリシャ哲学やキリスト教も変わらないため、儒教固有の影響は極めて僅かと説明。
戦後の歴史学者・教育者の多くは日本の家族制度と儒教の関連を当然視するが、根拠の無いステレオタイプだとの批判がある。

### 財産法の修正内容

#### 新時代への対応
- ドイツ民法草案に倣い、パンデクテン方式、法律行為理論を採用し、
- 公法・手続的法規定、商法との重複規定を削除して私法の基本法としての性格を貫徹し、
- 旧民法の教科書規定を大量削除して条文数を圧縮し、解釈の弾力性を高めて社会の変化に備えた[1099]。

例えば、物権の定義の複雑は議会で富井が批判したほどの問題だったが、無体物を認める仏民法・プロイセン法の立場を退け、「有体物」に限定する独民法草案の立場を採用（現85条）、債権との区別を整備した。旧民法が無体物への物権を認めたのは、知的財産権を明文化する狙いがあったが（財4・6条）、民法典には無理に取り込まず、著作権法（1899年公布）などの特別法に委ねた。
難解な教科書規定が一掃されたことで確かにわかりやすくなったといわれ、仏独両民法の歴史的イデオロギーを大胆に捨象した実用法典として、アフリカ諸国からも参照に値するとの評価があるが、明治民法でも不完全であり、もっと簡潔にすべきだったとの批判もある（梅）。
またホッブズ流の国家主義も、ルソー流の個人主義も、近世自然法論は法人を個人と国家の間に位置する中間団体として敵視していたから、仏民法典も敵対的姿勢を採っていた。英米に比べて経済的に後れをとる一因となる半面、貧富の差の拡大抑止に繋がっていたが（栗本鋤雲）、資本主義社会の到来に備え、独民法草案を参考に準則主義へ転換し、法人規定を拡充したのも重要である。

#### 政治的中立性
同じくパンデクテン方式の独民法典は、「総則」の後「物権」ではなく「債務」法を先に置く。バイエルン（ババリア）民法草案（1861年）に倣ったものだが、極度の重商主義の現れだとギールケから批判された。日本民法はザクセン式を採用、平野も支持する。
当初は「人権」が採用されており、独民法に倣い「債務」とすべきという磯部・八束の主張は多数の支持を得ず、最終的に陳重によって、政治的に無色・無難な「債権」が採用された（星野）。

#### 倫理・慣習への配慮
旧民法批判への対応として、個々の制度にも修正を加えた。
- 慣習法が成文法に優先すべき場合のあることを一般原則として認める（現92条[史料 185]）。
- 金銭に見積もりえないものも、債権の目的となることを認める（現399条[史料 186]）。
- 精神的損害等の無形的損害も、不法行為による損害賠償の対象に含める（現710条[史料 187]）[399]。
- 「法律行為」の「取消」は、裁判上の「錯除」ではなく「相手方に対する意思表示」のみで効力を生じるとされた（現123条[史料 188]）[1418]。

債権譲渡自由が弱肉強食を招くとの批判に対しては、例外的に「性質上」できないものがあることを明示し、また当事者の「特約」で予め禁止できるとした（平成29年改正前466条2項）。
時効後の任意履行につき定めた自然義務規定は、道徳領域を無理に組み込んで多数の前後矛盾を生じた旧民法最悪の失敗作と非難され（穂積陳重）、全く異論の無いまま明治民法から除去されている（第4回民法主査会）。

#### 土地法修正
編纂過程から大きな批判を浴びた物権法分野についても、ボアソナードの土地法構想は大きく修正された。
慣習違反を批判された賃借権・用益権・使用権を廃止して所有権を拡充し、借地関係では債権たる借地権と、物権たる地上権の二元主義にした。物権と債権を明確に区別するパンデクテン方式の帰結の一つである。
独自制度として法定地上権（現388条）を新設。石造建築が主だった西洋諸国と異なり、木造建築が多く、土地と建物を一体と見ない東京などの慣習に依ったものである（大阪・京都は異なる）。
小作については、普通の土地賃貸借契約による債権と、事実上所有者と大差無い永小作権とに二分する。
旧民法は農村に不適合で、現に入会権の規定を欠くとの批判に対しては、膨大な慣習を咀嚼する時間を欠いたため妥協的立法で済ませた結果（現263・294条）、権利思想・個人主義の発達と相まって、全国の山林をはげ山にする弊害を生んだ（コモンズの悲劇）。

### 自由主義の徹底とその限界
延期派の社会主義的主張は退け、民法典では私法の基本法に徹し、社会政策的規定は広く特別法に委ねる立場を採用。
平成16年改正前709条
- 故意又は過失に因りて他人の権利を侵害したる者は之に因りて生じたる損害を賠償する責に任ず。

現715条
- （使用者等の責任）ある事業のために他人を使用する者は、被用者がその事業の執行について第三者に加えた損害を賠償する責任を負う。
  - ただし、使用者が被用者の選任及びその事業の監督について相当の注意をしたとき、又は相当の注意をしても損害が生ずべきであったときは、この限りでない。

製造物責任法3条本文
- 製造業者等は、その製造、加工、輸入…をした製造物…の欠陥により他人の生命、身体又は財産を侵害したときは、これによって生じた損害を賠償する責めに任ずる。

#### 穂積陳重の立場
穂積陳重の法律進化論は、「法律」も進化するというだけで、単純な生物学上の進化論の応用（社会進化論）ではなくあくまで比較法学であり（進化主義）、弱肉強食・自然淘汰のダーウィン理論をそのまま当てはめたわけではない。
論争期の大学での講義では、旧民法による私的所有の確立が労働問題や小作争議の激化に繋がることを憂慮、自由競争よりも国家の介入による調整の要を指摘していたが、条文には直接反映されなかった。

#### 梅謙次郎の立場
梅の場合、利息制限法の民法典への組み入れや独占禁止法・労働法の制定に反対し、ビスマルクに賛同して社会主義者鎮圧法の制定に賛成するなど、経済的自由主義を徹底して、弱肉強食は経済発展上むしろ是認奨励されるべきとの立場であった。
もっともドイツ皇帝が推進する国家社会主義には賛同し、救貧法（現生活保護法）の制定も予想している。

#### 契約から身分へ
一方、ドイツ民法第二草案は、ギールケらの批判を受けて僅かに社会主義への兆しを見せたが、明治民法は第一草案と同じくローマ法的自由主義を徹底させて成立した。
明治民法による近代的な権利本位の社会構築は、刑法の罪刑法定主義と併せて経済発展の礎となった反面、小作争議の激化や環境問題などの弊害と、特別法や判例による修正を必然的に生み出した。「身分から契約へ」のテーゼは修正を余儀なくされたのである（身分から契約へ、契約から身分へ）。

#### 公有から所有へ、所有から公有へ
早くから井上毅は王土王民思想を前提に西洋法の私的所有権に懐疑的だったが、所有権の定義を巡る法典論争の争点は、法典調査会でも再燃。その前国家性・普遍性・自由性を強調する見解と、これに対して前国家性は認めるが法令による制限を強調する原案起草担当梅の見解と、私的所有権を認めるが前国家性を認めない穂積陳重の見解が対立。陳重においては、私的所有権が認められるのは自明だからではない、社会の発展に応じて認めた方が有益だからに過ぎず、さらに社会が変遷すれば、かえって法律で制限すべき場合が多くなると考えられたが、批判にもかかわらず「自由」の文言は維持され、明確な指針を示さないまま特別法や判例の発展に委ねることになった。
現206条（所有権の内容）
- 所有者は、法令の制限内において、自由にその所有物の使用、収益及び処分をする権利を有する。

### 家族法の修正内容
法典調査会が直ちに反動化したわけではなく、西園寺副総裁や末延道成から戸主撤廃論が出され、渋沢栄一や磯部らが同調するなど、家制度廃止論者が攻勢を強める局面もあった。
一方、起草者も積極的に家族制度を保全しようとはせず、過渡的な暫定規定を置くべきという認識で一致していた。
起草当事者は、ほぼ唯一の大修正として、婚姻・養子縁組の成立につき慣習無視をあえて進め、届出主義を採用したことを挙げている（仁井田）。

#### 新民法典の構成
パンデクテン方式により相続法を財産法から分離したことは、相続を売買と同じ地位に置くのは不自然という批判への回答にもなった。
また、民法典論争で激しく争われた家族法領域を後回しにして法典の早期成立を図った、早期改正を予想し、体系上財産法と分離して改正しやすくしたとの側面も指摘されている。

#### 戸主権
親族法分野については、家制度・戸主権を前提にしつつも、弊害を限定する努力が行われた。
戸主の同意を得ない身分行為を無効や取消原因にすべきという主張は、家族制度擁護論者からも出ていない。前述の戸主届出の原則は、明治民法によって当事者届出制度に改められた（775条、現739条2項）。
明治民法の戸主権は、極めて貧弱なものとして引き続き批判されることになった。

#### 夫権
戸主権との抵触につき入夫婚の場合、婿が戸主になるか、代表権が発生せず女戸主の実態が継続するかの二択になり解消されたが（736条）、夫の居所指定権（789条2項）との問題が残った。生活の実態を踏まえ、戸主権が劣後するのが戦前の判例・学説の支配的傾向であった。
妻の財産に対する夫の管理権（801条）も戸主権より優先されるが、処分権が無いため実質は義務に近い（奥田）。
なお夫の管理権は1985年の改正まで仏民法にもあったが（旧1428条）、一部の日本史教科書は独法の影響による明治民法特有の男尊女卑規定との理解を採っている。

#### 親権
根本的修正は無いが、親権喪失規定（896～899条）などの旧民法第一草案の所謂進歩的規定が復活（第151回法典調査会以下）。封建的色彩は極めて少なくなった（岡村司、川島武宜、手塚）。
一方で延期派から槍玉に挙げられた母の財産管理は、起草者原案では父母に差は無かったが、多くの場合妻は他家から入ることを理由に母のみ親族会の同意を要すると修正された（886条）。

#### 婚姻・養子・実子
同じく、元老院に削除された旧民法草案の規定が復活。
旧民法人事編38条
- 1.子は父母の承諾を得るに非ざれば婚姻を為すことを得ず

明治民法772条
- 1.子が婚姻を為すには其家に在る父母の同意を得ることを要す
  - 但男が満30歳女が満25歳に達したる後は此限りに在らず

また旧民法は法定の届出の後、慣習に則った「儀式」（例：教会での宣誓、神前での三三九度の杯）を要求していたが（人43条以下、67条）、法律婚促進には繁雑に過ぎるとの理由から、あえて慣習を無視し、届出のみに簡略化（775条、現739条1項）。養子縁組も同様に変更。
婚姻の効果については、旧民法の夫婦間の贈与以外の契約の禁止を改め、贈与も「意思表示」のみで取り消しできるとした（現754条）。
明治民法の婚姻法もカトリック教会法の間接的影響が指摘されるが（765～771条、778条1号など）、協議離婚を旧民法から継承したため、伝統キリスト教からも非難に値するものとなった。
嫡出推定の「180日」（人91条）は、明治民法820条では比較法上長めの200日に延長された（現772条）。

#### 法定推定家督相続人の去家禁止
明治民法では男子のいない家の長女、いわゆる家付きの娘は婿を取るしかできず（744条）、嫁に行くには廃嫡手続をして夫家に入籍させなければならない（975条）。この点は旧民法より家族主義的なことに異論は無い。
原案では「成年の家族は戸主の同意あるときは何時にても分家を為すことを得」となっていたのが、磯部の反対で議論が紛糾した結果であった（法典調査会129・130回）。
旧民法人事編251条
- 家督相続に因りて戸主と為りたる者は其家を廃することを得ず
  - 但し分家より本家を承継し其他正当の事由あるときは区裁判所の許可を得て廃家することを得

明治民法744条
- 1.法定の推定家督相続人は他家に入り又は一家を創設することを得ず
  - 但し本家相続の必要あるときは此限に非ず

仏民法典にも類似の規定があり、家付き息子・娘（仏：enfant de famille）の婚姻には厳格な制限があったが（151条）、1933年に撤廃された。
明治初期には合家の制度があり戸主同士の婚姻も可能だったが、秩禄処分の影響で1876年（明治9年）に廃止された。

#### 相続法
旧民法で仏法系の技術的規定と日本固有の家督相続が矛盾衝突したため、独民法草案を介してローマ法の遺言相続主義の法理を採り入れ、学理的整備を行っている。
しかし通説は根本的修正ではないと解しており、独民法草案が頻繁に参照されたにもかかわらず、相続法は仏民法の影響が強く残っている（#旧民法・明治民法）。

### 明治民法の完成
日本政府は、条約に認められた最も早い時期に条約実施を達成すべく民法編纂を急ぎ、母法である独民法典に先んじて施行するにまで至った。
旧民法財産法を「廃止」し、第1編総則・第2編物権・第3編債権とする「民法中修正案」は1896年（明治29年）2月の第9帝国議会（第2次伊藤内閣）に提出され、若干の修正を経て4月27日に公布（第2次伊藤内閣、法相芳川顕正）。
家族法は1896年（明治29年）12月31日の施行期限に間に合わなかったため、第10議会で一部延期法を制定（第2次松方内閣、法相清浦奎吾）。
1897年（明治30年）12月の第11議会では民商法修正案が議会に提出されたが、増税問題が紛糾して衆議院解散となり、審議未了。
翌1898年（明治31年）1月、第3次伊藤内閣成立。3月の第5回衆議院選挙を経て第12帝国議会が5月19日に開院。旧民法家族法を廃止し第4編親族・第5編相続とする「民法中修正案」が可決され、6月21日に公布（第3次伊藤内閣、法相曾禰荒助）。
1～3編までは明治29年法律第89号、4・5編は明治31年法律第9号という形式上別の法律になったが、後2編は外国人に適用が無いから前3編を先行させたに過ぎず（法例）、「第4編」「第5編」とされている家族法が別法典というのは全くの俗説誤解である（梅）。
1898年（明治31年）7月16日から明治民法全編が同時施行され、翌年同日から新条約実施、領事裁判権が撤廃された。

### 新戸籍法の制定
西洋法系の身分証書の扱いは江藤新平以来の難題だったが、民法と同時に制定された戸籍法は、起草委員穂積陳重の法律進化論に基づき、将来個人主義的な身分登記に一本化されるとの予測の下、身分登記を主、戸籍簿を従とする二元主義により決着。しかし実務上機能せず、1914年（大正3年）の改正で戸籍簿に一本化された。
比較法的にみても、相続人の追跡が容易な日本式戸籍は確かに便利であった。

### 商法典論争の顛末
1892年（明治26年）2月、東京商法会に代わって設立された東京商業会議所（現東京商工会議所）は一部修正しての断行論に転向しており、これを背景に西園寺・小畑・村田・木下・富井・鳩山らの主導により旧商法の部分施行法案が成立、旧商法中の会社法・破産法・手形法などが一部修正のうえ翌年7月1日の暫定施行が決定。
江木ら延期派の部分的敗北とも言える結果になったのは、条約改正の外的要因のみならず、統一商法が経済上早急に必要という内的要因が民法よりも強かったためと考えられる（熊谷）。
4月にはロエスレルが日本を去るが、ビスマルクのいるドイツには帰国できず、翌年オーストリアで死去した。
その後法典調査会の修正草案も完成したが、日清戦争後の財政問題に埋もれて国会審議が間に合わず延期期限が到来、「朝野驚愕」のうちに旧商法が全編施行されてしまったと伝わる。施行期間が短く混乱は最小限で済み、「怪我の功名」で条約改正の早期実現に資した（梅）。
1899年（明治32年）1月、明治新商法が可決（第2次山縣内閣）。6月に施行され、旧商法は第3編破産編を除き廃止された（破産法 (1922年)で全編廃止）。

### 民法典論争後日談

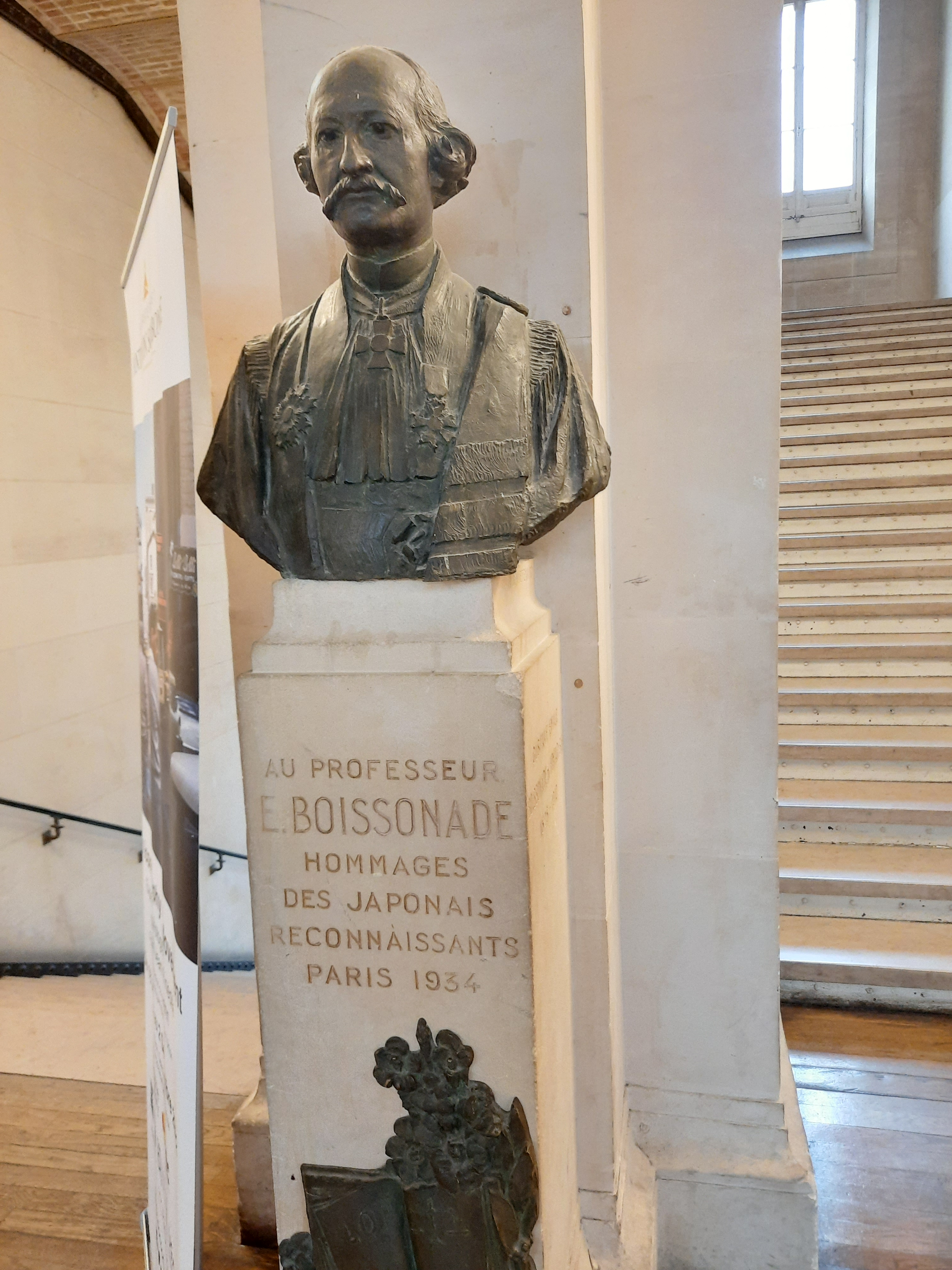
ボアソナードの胸像、パリ大学法学部

時は遡って1888年（明治21年）7月、ボアソナード宅を訪問した井上毅は、両足に水色の水腫ができていながら、山田法相との約束を守り、注釈書の執筆に集中している姿を目撃した。
1895年（明治28年）3月、かつては娘とともに帰化を検討したと報道され、外国人として初めて勲一等瑞宝章が決定していたボアソナードだったが、朝野の熱烈な見送りを受け日本を去った。この時井上は死の床にありながら「ボアソナード君の帰国を送る詞」を書き、身命を削って任務に邁進した彼を称賛し、直後に死去した。
1934年（昭和9年）、杉山直治郎らを中心に、パリ大学構内にボアソナードの胸像が贈呈される。1968年の五月危機以後大量撤去されたほかの胸像と異なり、それは今なお健在である。

## 民法典論争延長戦
結局、立法の本質は妥協にほかならない。明治民法もまた、古過ぎるという批判と、新し過ぎるという批判に挟撃される。

### 村田保の評価
旧民法編纂に携わり欠点を熟知し、延期派をリードした村田保は、第9回議会では、
- 冗長な教科書法典がスリム化されたこと
- 用益権・使用権・住居権、賃借権などの慣習違反規定が削除されたこと
- 日本人自身の起草に成ること

を挙げて、財産法案に満足と述べている。

### 帝国議会の批判

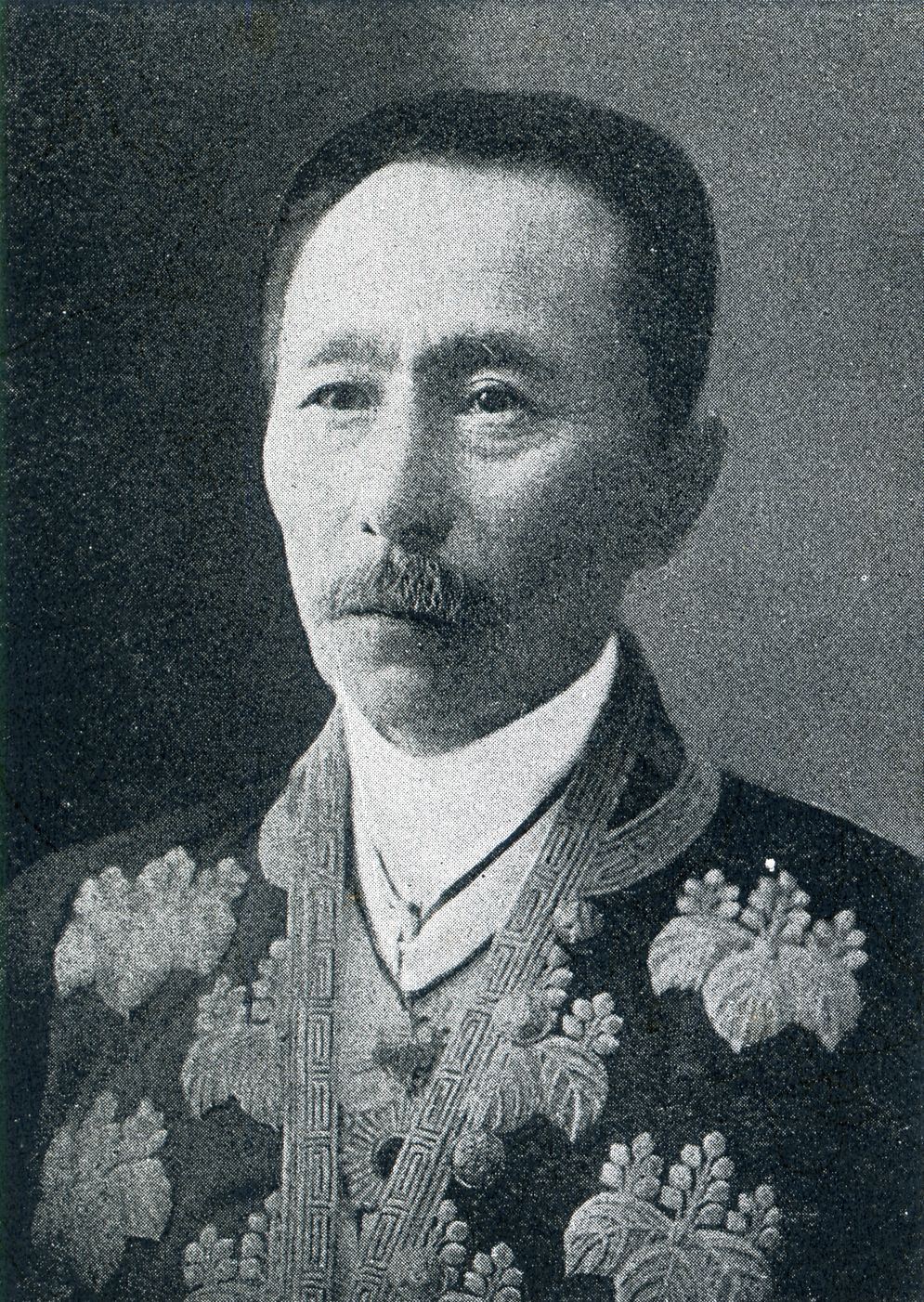
元田肇（英法派・延期派）

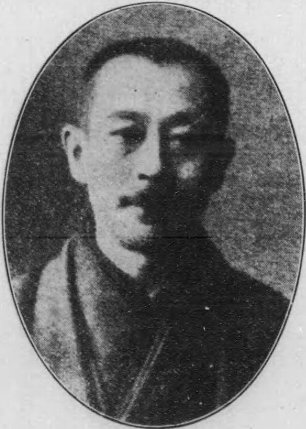
山田喜之助（英法派・延期派）

第9議会では、民法典論争でも批判された債権譲渡自由の弊害を懸念する発言も出たが（谷沢竜蔵）、「今日開けた世の中で、債権は原則として譲渡することを得ぬと云ふやうなことは是は到底行はるゝ話ではなからう」という政府委員梅の説明で納得している。日清戦争以後の急速な資本主義の発達は、もはやかつての延期論の成り立つ土壌を失わせていたのである（福島）。なお藩閥政府が従来採ってきた超然主義は、自由党との協調によりこの頃放棄されている。
第10、12回議会では、元田肇・安部井磐根ら対外硬派により、外国人の私権につき原則と例外を逆転させて法令・条約に規定ある場合に限り私権を享有するという修正案が出された。仏民法典はこの立場である（星野）。
仏民法11条
- 外国人は該外国人が属すべき国家の条約に依りフランス人に現に与へられ又将来与へられるべき私権と同じきものをフランスに於て享有す[1487]

明治民法2条（現3条2項）
- 外国人は法令又は条約に禁止ある場合を除く外私権を享有す

穂積陳重・山田三良、梅の説得工作が功を奏し、修正に至らなかった。
第12議会では、外国人に原則適用されない家族法を急いで制定すべきでないという論点が再燃。これに対し、全編施行が無ければ政府に無用の外交上の負担を掛けかねないという鳩山和夫らの条約改正優位論が説得力を持ったようである。
衆議院では、明治民法の隠居制度や家督相続を批判する山田喜之助の反対論が出たが、多数の支持を得なかった。
貴族院では加藤弘之（延期派）が審議延長を求め、法典成立を急ぐ伊藤首相と対立、名村泰蔵（仏法派・断行派）も旧慣違反を理由に審議延期に賛同したが、旧民法延期派の三浦安・村田保は法案支持。民法に反対＝保守派、賛成＝進歩派という構造の破綻が明瞭になっている。
結局、同月中に法案が可決成立、民法典が全編完成。断行派と延期派の争いは、この時ようやく完全決着したとも言える。

### 富井政章の批判
富井は、明治民法全部の公布後もなお、家族法の法典化に反対している。

### 江木衷の批判
旧民法に強硬に反対した江木は明治民法にも反発、「空理空論」の独法系現行法よりも旧民法の方がよほど完全だったと主張。

### 穂積八束の批判
穂積八束は明治民法の審議を通じて民法典論争以来の主張を繰り返したが、姿勢も弱く、積極的支持者も無く、国情に反すると激しく非難されたものの多くは明治民法にも継承され、民法で「忠孝」を全うすることは不可能になった。
明治民法に「絶望」した八束は、前述（#天賦人権論論争）の公法私法二元論の見地から「此の所民法入るべからず」として民法への干渉停止を宣言（公用物及民法）。
なお家制度存続及び梅による賃借権の債権化を根拠に、明治民法は八束の主張を全面的に受け入れて成立した「忠孝亡ぶこと無き民法」「国家的民法」だったとの主張もあるが、支持されていない（#熊谷説の派生）。

### 梅謙次郎の評価
梅は、財産法につき「今後百年位は格別の事もあるまいが、幾分か今日よりも進歩する」と評価。
家族法は急激な改革を否定しつつも、社会の変遷により漸次改正を迫られると予想。
「民法出でて忠孝亡ぶ」の論争は、明治民法の成立を以って決着せず、施行後に持ち越されたのである。

### 政界・教育界の家族法批判

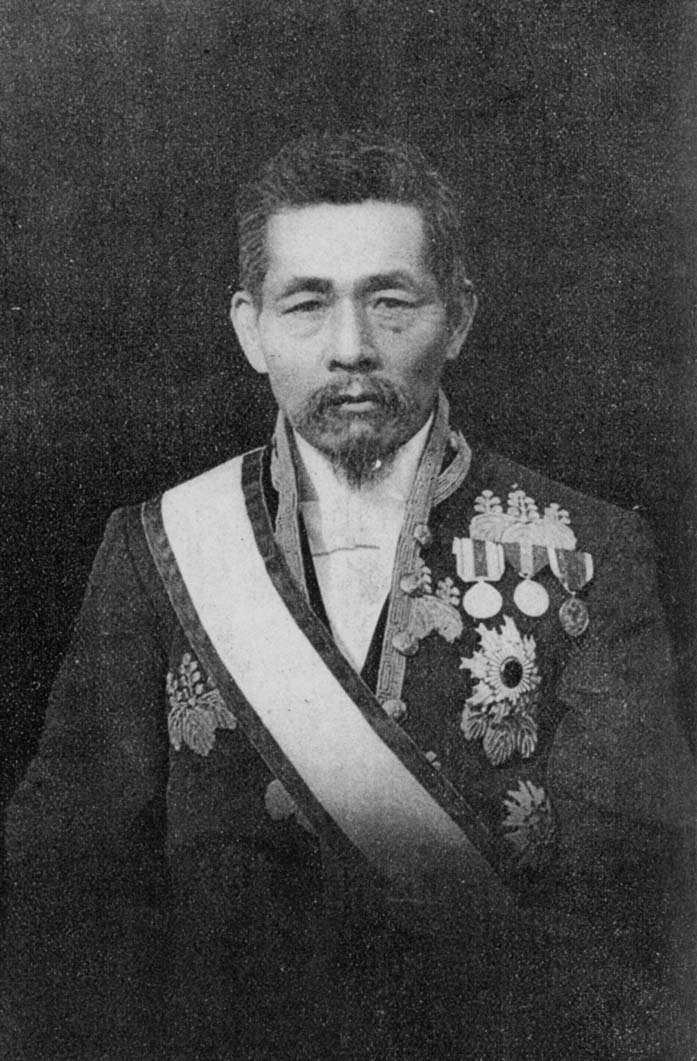
奥田義人（英法派・延期派）

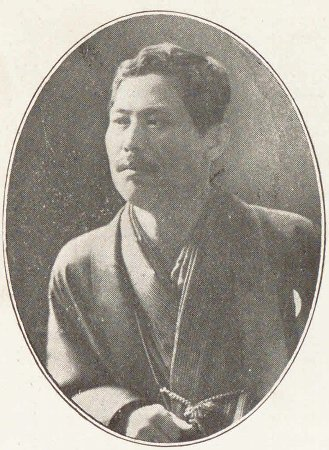
花井卓蔵（英法派・延期派）

民法典施行後の穂積八束は初等教育と軍部に影響力を持ったものの、「老耋せる神官」（戸水寛人）、「富家の駙馬」（上杉慎吉）、「吾輩は之に賛同せず」（花井）、「曲学阿世」と罵倒されるなど、留学後に態度変更した上杉を除き学会で孤立無援であった。
1912年（明治45年）、病床にあった八束は天皇の大葬に強行出席、直後に病状を悪化させ死去した。彼もまた信念の人であった。
八束陣営寂として声なき時、教育界が救援に赴いた。第1次山本内閣の奥田文相は、個人主義のスイスの民法で認められている程度の家長権や家産制すら日本は認めていないと指摘、貴族院議員江木千之（江木衷の兄）も、明治民法（と民事訴訟法）は共和主義の米仏法と比べても個人主義の極端であり、「是ほど家族制度を破って居る国は恐らくはあるまい」と嘆いて、民法改正を主張。
1919年（大正8年）に開かれた臨時教育会議は、家族法の個人主義的規定を「醇風美俗」に合致するよう改正すべきと建議。これに基づく審議で家族制度擁護に奮闘したのがかつての八束の盟友花井卓蔵だったが、一方で未成年者以外の自由婚姻主義を主張し、江木千之に呆れられたという側面があった。花井は足尾鉱毒事件や大逆事件で弁護士として奮闘するなど、人権擁護論者としての性格も指摘されている（伊藤正己）。

### 家制度の形骸化
家督相続制は、二、三男をプロレタリアとして農地から強制的に投げ出すものだとの主張もあるが、日本の狭少な耕地と低い生産力、地租の重圧という諸条件の下で法律上均分相続を規定しても農民のプロレタリア化は免れないので（#相続制の衝突）、当を得ないと批判されている（川島武宜）。
明治民法の戸主権では農村解体と都市への人口流入を到底止められず、法律上は戸主と同じ「家」に属したまま別都市で独立の生計を営むことが常態化していたから、法曹界・法学会では、現実の夫婦・親子を中心とする小家族の保護を主眼とする改正論が主流であった。また家督相続制は基準の明確さの反面、具体的事情に応じた相続を選択しづらいのが難点であった。
そこで、富井や穂積陳重・重遠らが社会実態に合わせた改正に取り組み、1925年（大正14年）の「親族法改正要綱」「相続法改正要綱」を経て、戸主の居所指定に従わないときでも「裁判所の許可」あるときに限り離籍できるとした改正案が成立（昭和16年改正法）。翌年には私生児の名称も廃止された。
梅が予見したほどには家制度解体が速やかに進行しなかったのは、日本の殖産興業を支えた女工が「家」と深く結びついていたことと、大恐慌に際して「家」が失業者を収容し、帰農させる社会的役割を果たしたためであった（福島）。

## 民法典論争延長戦の決着

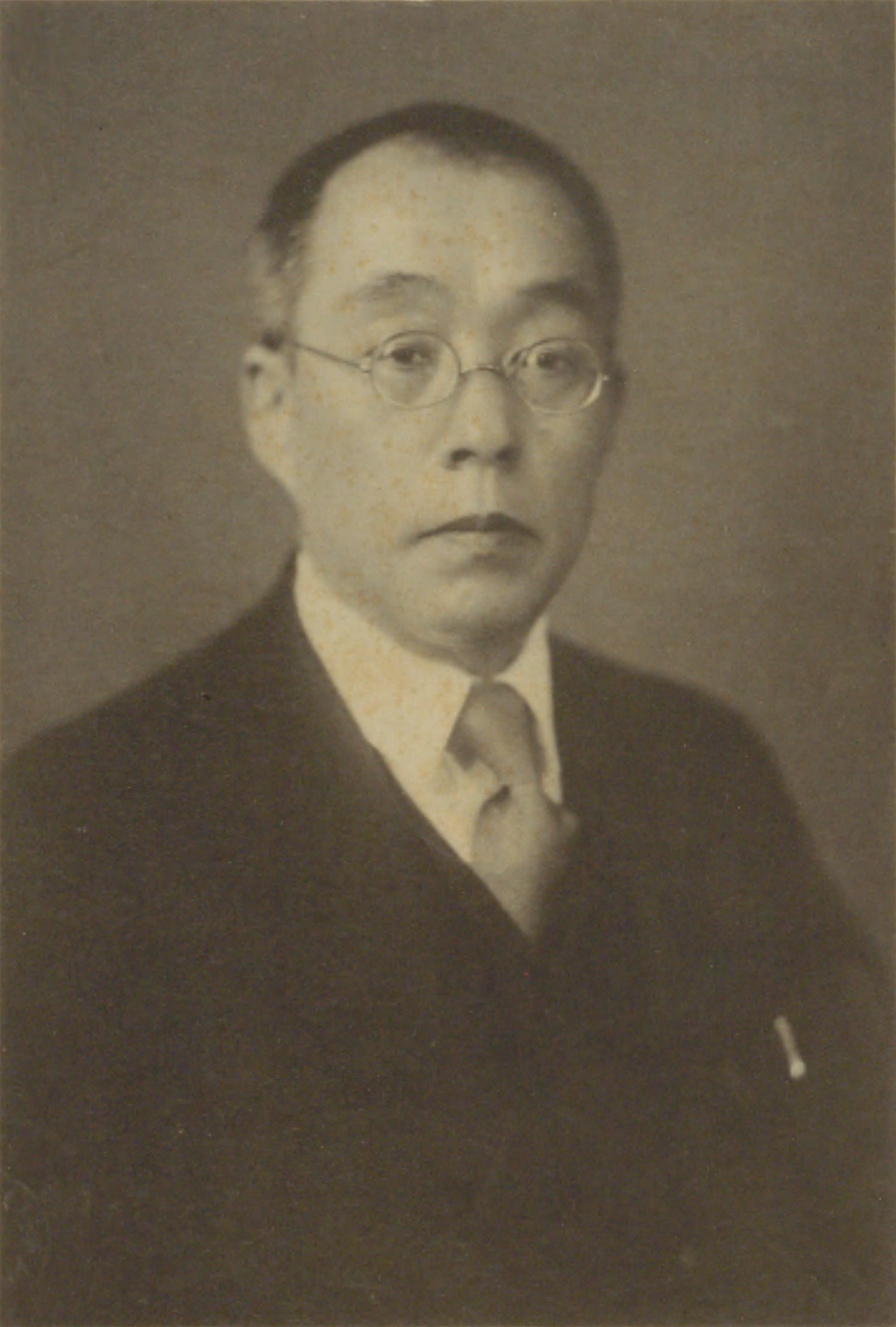
牧野英一（仏法派）

昭和の改正事業は1944年（昭和19年）に中断したものの、日本国憲法制定を受けて、司法官僚奥野健一の提唱による家族法全面改正に至る。
ここでは、法律上の家制度撤廃を徹底して家族道徳を全面的に教育に委ねようとする我妻栄（独法派）と、戦前の代表的な家制度緩和論者として共通の立場に立ちつつも、家庭生活の積極的な破壊までを意図したと誤解されることを憂慮する牧野英一（仏法派）の対立があり、双方から評価の低い妥協的規定が残った。
現730条（親族間の扶け合い）
- 直系血族及び同居の親族は、互いに扶け合わなければならない。

道徳上の家族制度も廃止されるべきとの主張も戦後は有力である。
女性委員の主張により非嫡出子差別規定（平成25年改正前900条4号）は残ったが、適法な婚姻の尊重（妻の保護）という意味もあるため、問題は単純でない。
民法冒頭にも条文の追加があり、男女平等原則を採用したほか、旧民法・明治民法に受け入れられなかった「社会主義」的規定は、ついに正面から立法化された。
現1条（基本原則）
- 1.私権は、公共の福祉に適合しなければならない。
- 2.権利の行使及び義務の履行は、信義に従い誠実に行わなければならない。
- 3.権利の濫用は、これを許さない。

現2条（解釈の基準）
- この法律は、個人の尊厳と両性の本質的平等を旨として、解釈しなければならない。

## 史料リンク
1. ↑  大日本帝国議会誌刊行会(1926)1625頁
2. ↑  梅ほか『法典実施意見』明法堂、1892年
3. ↑  大日本帝国議会誌刊行会(1926)1598頁
4. ↑  法典調査會『法典調査會民法議事速記録第四拾貳巻』3丁
5. ↑  大日本帝国議会誌刊行会(1926)2179-2180頁
6. ↑  井上・亀山(1890)7頁
7. ↑  井上・亀山(1890)28頁
8. ↑  梅(1910a)108頁
9. ↑  梅謙次郎『民法要義 巻之四親族法』和佛法律學校、1902年、31頁
10. ↑  穂積重威(1943)30頁
11. ↑  穂積重威(1943)223頁
12. ↑  大日本帝国議会誌刊行会(1926)1619頁
13. ↑  大日本帝国議会誌刊行会(1926)1273頁
14. ↑  大日本帝国議会誌刊行会(1926)66頁
15. ↑  大日本帝国議会誌刊行会(1926)60頁
16. ↑  大日本帝国議会誌刊行会(1926)1604頁
17. ↑  大日本帝国議会誌刊行会(1926)1616頁
18. ↑  栗本鋤雲『匏菴十種巻之二 暁窓追録』九潜館、1869年
19. ↑  デルソル著、栗本貞次郎訳『佛國民法解釋 第一巻』司法省、1880年
20. ↑  佐賀県立図書館データベース、江藤家資料
21. ↑  江木(1927)218頁
22. ↑  大日本帝国議会誌刊行会(1926)1605頁
23. ↑  翻訳局(1875)192頁
24. ↑  翻訳局(1875)171頁
25. ↑  大日本帝国議会誌刊行会(1926)1612頁
26. ↑  翻訳局訳『仏蘭西法律書 刑法』文部省、1875年、5丁
27. ↑  長森敬斐ほか編『民事慣例類集』司法省、1877年
28. ↑  アントワーヌ・ド・サンヂョセフ著、福地家良訳『荷蘭國民法』、司法省、1882年、17頁
29. ↑  大槻(1907)106-110頁
30. ↑  井上(1890a)308頁
31. ↑  生田精編『全国民事慣例類集』司法省、1880年
32. ↑  ヂョゼフ・ヲルシェほか『伊太利王国民法』司法省、1882年
33. ↑  加藤弘之『人権新説』谷山楼、1882年
34. ↑  加藤弘之『国体新論』谷山楼、1874年
35. ↑  江木(1927)218頁
36. ↑  大日本帝国議会誌刊行会(1926)1629頁
37. ↑  井上馨公伝記編纂会編『世外井上公伝 第二巻』内外書籍、1934年、907頁
38. ↑  大槻(1907)132頁、伊藤博文ほか(1934)284頁
39. ↑  亀山・宮城(1890)98頁
40. ↑  法律取調委員会『民法草案財産編中用益権ニ関スル議事速〔筆〕記 自第四十五回至第四十八回』
41. ↑  熊野敏三ほか『民法草案人事篇理由書』、NCID BN12062033
42. ↑  『民法草案獲得篇第二部理由書』
43. ↑  民法草案人事編（九国対比）完、司法省
44. ↑  翻訳局訳『仏蘭西法律書 刑法』文部省、1875年、35丁
45. ↑  大日本帝国議会誌刊行会(1926)1630頁
46. ↑  民法草案人事編
47. ↑  翻訳局(1875)154頁
48. ↑  江木(1927)233頁
49. ↑  法律取調委員会『民法ニ関スル諸意見綴込』
50. ↑  栗生誠太郎編『法典編纂ニ關スル法學士會ノ意見』、1889年
51. ↑  今村・亀山(1890)31頁
52. ↑  今村・亀山(1890)57頁
53. ↑  今村・亀山(1890)50-51頁
54. ↑  大日本帝国議会誌刊行会(1926)506頁
55. ↑  伊藤博文ほか(1934)115頁
56. ↑  梅(1905)189頁
57. ↑  大日本帝国議会誌刊行会(1926)62頁
58. ↑  大蔵印刷局(1890a)1頁
59. ↑  大蔵印刷局(1890a)111頁
60. ↑  大蔵印刷局(1890b)1頁
61. ↑  今村・亀山(1890)98頁
62. ↑  大蔵印刷局(1890c)22頁
63. ↑  大蔵印刷局(1890c)1頁
64. ↑  大日本帝国議会誌刊行会(1926)27頁
65. ↑  井上・亀山(1890)18頁
66. ↑  大日本帝国議会誌刊行会(1926)501頁
67. ↑  大日本帝国議会誌刊行会(1926)527頁
68. ↑  大日本帝国議会誌刊行会(1926)49頁
69. ↑  大日本帝国議会誌刊行会(1926)59頁
70. ↑  大日本帝国議会誌刊行会(1926)66-67頁
71. ↑  大日本帝国議会誌刊行会(1926)262頁
72. ↑  穂積重威(1943)223頁
73. ↑  穂積重威(1943)217頁、リンク先「4巻47号」は誤植
74. ↑  穂積重威(1943)233頁
75. ↑  穂積重威(1943)329頁
76. ↑  穂積重威(1943)449頁
77. ↑  穂積重威(1943)215頁
78. ↑  穂積重威(1943)323頁
79. ↑  穂積重威(1943)581頁
80. ↑  穂積重威(1943)312頁
81. ↑  穂積重威(1943)584頁
82. ↑  穂積重威(1943)589頁
83. ↑  穂積重威(1943)570、441-442頁
84. ↑  穂積重威(1943)56頁
85. ↑  宮城(1890a)431頁
86. ↑  井上(1890b)396頁
87. ↑  岩田(1928)69頁
88. ↑  東川(1917)90-109頁
89. ↑  梅ほか『法典実施意見』明法堂、1892年、8丁
90. ↑  大日本帝国議会誌刊行会(1926)1353頁
91. ↑  大日本帝国議会誌刊行会(1926)1442頁
92. ↑  伊藤博文ほか(1934)387頁
93. ↑  大日本帝国議会誌刊行会(1926)1596頁
94. ↑  宮城(1890a)215頁
95. ↑  宮城(1890b)118頁
96. ↑  宮城(1890b)124頁
97. ↑  熊野・岸本(1890)122頁
98. ↑  大日本帝国議会誌刊行会(1926)1599頁
99. ↑  大日本帝国議会誌刊行会(1926)1601頁
100. ↑  大日本帝国議会誌刊行会(1926)1603頁
101. ↑  大日本帝国議会誌刊行会(1926)60頁
102. ↑  大日本帝国議会誌刊行会(1926)1633頁
103. ↑  大日本帝国議会誌刊行会(1926)68頁
104. ↑  大日本帝国議会誌刊行会(1926)1611頁
105. ↑  穂積重威(1943)56頁
106. ↑  大日本帝国議会誌刊行会(1926)1620頁
107. ↑  大日本帝国議会誌刊行会(1926)1606頁
108. ↑  大日本帝国議会誌刊行会(1926)1621頁
109. ↑  大日本帝国議会誌刊行会(1926)1630頁
110. ↑  大日本帝国議会誌刊行会(1926)2066頁
111. ↑  大日本帝国議会誌刊行会(1926)2175頁
112. ↑  大日本帝国議会誌刊行会(1926)2178頁
113. ↑  大日本帝国議会誌刊行会(1926)2183-85頁
114. ↑  大日本帝国議会誌刊行会(1926)2186頁
115. ↑  大日本帝国議会誌刊行会(1926)1992頁
116. ↑  大日本帝国議会誌刊行会(1926)1596頁
117. ↑  伊藤博文ほか(1934)299頁（ボアソナード）、399頁（田中）
118. ↑  江木(1927)217頁
119. ↑  大蔵省印刷局編『官報 明治二十五年十月八日』日本マイクロ写真、1892年
120. ↑  ボアソナード『新法典駁議弁妄』出版者鈴木義宗、1892年
121. ↑  大日本帝国議会誌刊行会(1926)1630頁
122. ↑  梅(1902)19頁
123. ↑  熊野(1890)201頁
124. ↑  熊野(1890)211頁
125. ↑  井上(1890c)259頁
126. ↑  井上・亀山(1890)2頁
127. ↑  井上・亀山(1890)63頁
128. ↑  熊野・岸本(1890)277頁
129. ↑  大日本帝国議会誌刊行会(1926)1616頁
130. ↑  熊野・岸本(1890)79頁
131. ↑  翻訳局(1875)189頁
132. ↑  熊野・岸本(1890)16頁
133. ↑  井上(1890c)87頁
134. ↑  井上(1890c)105頁
135. ↑  大日本帝国議会誌刊行会(1926)1624頁
136. ↑  井上(1890a)308頁
137. ↑  井上(1890a)164頁
138. ↑  井上(1890a)467頁
139. ↑  熊野(1890)472頁
140. ↑  亀山・宮城(1890)90頁
141. ↑  今村・亀山(1890)273頁
142. ↑  翻訳局(1875)256頁
143. ↑  今村・亀山(1890)373頁
144. ↑  今村・亀山(1890)773頁
145. ↑  大日本帝国議会誌刊行会(1926)1626頁
146. ↑  今村・亀山(1890)626頁
147. ↑  法典調査会『民法主査會議速録第壹巻』日本学術振興会、133-134丁
148. ↑  今村・亀山(1890)292頁
149. ↑  熊野(1890)125頁
150. ↑  岸本(1890b)26頁
151. ↑  伊藤博文ほか(1934)337頁
152. ↑  井上(1890a)2頁
153. ↑  今村・亀山(1890)2頁
154. ↑  大日本帝国議会誌刊行会(1926)1625頁
155. ↑  大日本帝国議会誌刊行会(1926)66-67頁
156. ↑  岸本(1890)350頁
157. ↑  梅(1910a)49頁
158. ↑  梅(1910a)99頁
159. ↑  井上・亀山(1890)41頁
160. ↑  法典調査會『法典調査會民法議事速記録第四拾参巻』174丁
161. ↑  熊野・岸本(1890)171頁
162. ↑  熊野・岸本(1890)279頁
163. ↑  梅(1910a)115頁
164. ↑  梅(1910a)22頁
165. ↑  井上・亀山(1890)8頁
166. ↑  熊野・岸本(1890)323頁
167. ↑  熊野・岸本(1890)113頁
168. ↑  熊野・岸本(1890)179頁
169. ↑  井上・亀山(1890)63頁
170. ↑  梅(1910a)43頁
171. ↑  梅(1910a)145頁
172. ↑  井上・亀山(1890)9-12頁（亀山）
173. ↑  法典調査會民法議事速記録 第四拾参巻57丁
174. ↑  翻訳局(1875)659頁
175. ↑  熊野・岸本(1890)294頁
176. ↑  梅(1905)38、42頁
177. ↑  メイン著、鳩山和夫訳『緬氏古代法』文部省編輯局、1885年
178. ↑  梅(1905)277頁
179. ↑  梅(1896a)7頁
180. ↑  梅(1910a)210頁
181. ↑  梅(1910a)535頁
182. ↑  梅(1905)180頁
183. ↑  法典調査会『民法主査會議速録第壹巻』日本学術振興会、64丁
184. ↑  今村・亀山(1890)46頁
185. ↑  梅(1905)204頁
186. ↑  梅(1903)9頁
187. ↑  梅(1903)884頁
188. ↑  梅(1905)307頁
189. ↑  梅(1903)203頁
190. ↑  法典調査会『民法主査會議速録第壹巻』日本学術振興会、150丁
191. ↑  梅(1896a)508頁
192. ↑  梅(1896a)194頁
193. ↑  梅(1896a)264頁
194. ↑  梅(1903)883頁
195. ↑  梅(1903)893頁
196. ↑  法典調査會民法議事速記録 第四拾巻150丁
197. ↑  法典調査會『法典調査會民法議事速記録第七巻』86丁
198. ↑  梅(1896a)84頁
199. ↑  梅(1910a)105頁
200. ↑  梅(1910a)22頁
201. ↑  梅(1910a)145頁
202. ↑  梅(1910a)184頁
203. ↑  翻訳局(1875)552頁
204. ↑  法典調査會民法議事速記録 第四拾九巻154丁
205. ↑  梅(1910a)105頁
206. ↑  梅(1910a)88頁
207. ↑  梅(1910a)245頁
208. ↑  梅(1901)43頁
209. ↑  翻訳局(1875)138頁
210. ↑  井上毅（梧陰）『梧陰存稿 巻一』六合館、1895年
211. ↑  大日本帝國議會誌刊行會(1927a)1274頁
212. ↑  衆議院事務局『衆議院民法中修正案委員會速記錄』印刷局、1896年、129頁
213. ↑  大日本帝國議會誌刊行會(1927a)970頁
214. ↑  大日本帝國議會誌刊行會(1927b)959頁
215. ↑  梅(1905)8頁
216. ↑  大日本帝國議會誌刊行會(1927b)849頁、907頁、933頁、1030頁
217. ↑  大日本帝國議會誌刊行會(1927b)1032頁
218. ↑  大日本帝國議會誌刊行會(1927b)1029頁
219. ↑  大日本帝國議會誌刊行會(1927b)908-911頁
220. ↑  穂積重威(1943)324頁
221. ↑  穂積重威(1943)401頁
222. ↑  穂積重威(1943)383頁
223. ↑  第30回帝国議会貴族院予算委員第三分科会（内務省、文部省）第2号、大正2年3月22日

## 文献
仏民法
- 翻訳局訳『仏蘭西法律書 増訂 上 憲法 民法』博文社、1875年
- 谷口知平『仏蘭西民法I 人事法』有斐閣、1939年（復刊版1956年）

旧民商法・訴訟法
- 仁井田益太郎解題『舊民法』日本評論社、1943年
- 大蔵印刷局編『官報 明治二十三年四月二十一日』日本マイクロ写真、1890年
- 大蔵印刷局編『官報 明治二十三年四月二十六日』、1890年
- 大蔵印刷局編『官報 明治二十三年十月七日』、1890年

旧民法注釈
- 熊野敏三・岸本辰雄合著『民法正義 人事編巻之壹』新法註釈會、1890年
- 井上正一・龜山貞義合著『民法正義 人事編巻之貳』、1890年
- 今村和郎・龜山貞義合著『民法正義 財産編第壹部巻之壹』、1890年
- 龜山貞義・宮城浩藏合著『民法正義 財産編第壹部巻之貳』、1890年
- 井上正一『民法正義 財産編第貳部巻之壹』、1890年
- 井上正一『民法正義 財産編第貳部巻之貳』、1890年
- 熊野敏三『民法正義 財産取得編巻之壹』、1890年
- 岸本辰雄『民法正義 財産取得編巻之貳』、1890年
- 井上正一『民法正義 財産取得編巻之参』、1890年
- 宮城浩藏『民法正義 債權擔保編第壹巻』、1890年
- 宮城浩藏『民法正義 債權擔保編巻之貳』、1890年
- 岸本辰雄『民法正義 證據編』、1890年

明治民法
- 梅謙次郎『民法要義 巻之一總則編』訂正増補24版、私立法政大學ほか、1905年
- 梅謙次郎『民法要義 巻之二物權篇』3版、和佛法律學校、1896年
- 梅謙次郎『民法要義 巻之三債權編』訂正増補31版、私立法政大學ほか、1903年
- 梅謙次郎『民法要義 巻之四親族編』訂正増補20版、私立法政大學ほか、1910年
- 梅謙次郎『民法要義 巻之五相續編』5版、和佛法律學校、1901年

帝国議会
- 大日本帝國議會誌刊行會編『大日本帝國議會誌第一巻』大日本帝國議會誌刊行會、1926年
- 大日本帝國議會誌刊行會編『大日本帝國議會誌第三巻』、1927年
- 大日本帝國議會誌刊行會編『大日本帝國議會誌第四巻』、1927年

当事者史料
- 磯部四郎「民法編纂ノ由來ニ関スル記憶談」『法學協會雜誌』31巻8号、法學協會事務所、1913年
- 伊藤博文ほか編『秘書類纂 法制資料関係 上巻』秘書類纂刊行会、1934年
- 今村和郎（中隠居士）『解難』出版者長尾景弼、1890年
- 梅謙次郎「法典ニ就テ」『國家學會雜誌』8巻84号、國家學會事務所、1894年
- 梅謙次郎「我新民法ト外國ノ民法」『法典質疑』8号、法典質疑會、1896年
- 梅謙次郎「法典ニ関スル話」『國家學會雜誌』20巻134号、國家學會事務所、1898年
- 梅謙次郎「家族制ノ将來ヲ論ス」安倍利七ほか編『法學大家論文集 民法之部 下巻』有斐閣書房、1910年
- 江木衷『江木冷灰全集第二巻』、冷灰全集刊行會、1927年
- 大槻文彦『箕作麟祥君傳』丸善、1907年
- 奥田義人『民法親族法論』有斐閣書房、1898年
- 志田鉀太郎『日本商法典の編纂と其改正』明治大学出版部、1933年
- 杉山直治郎編『富井男爵追悼集』有斐閣、1936年
- 高橋暢彦編『金子堅太郎著作集 第一集』創文社、1995年
- 富井政章『民法原論第一巻總論上』訂正増補17版、有斐閣書房、1922年
- 西田長寿・植手通有編『陸羯南全集 第三巻』みすず書房、1969年
- 仁井田益太郎・穂積重遠・平野義太郎「仁井田博士に民法典編纂事情を聴く座談会」『法律時報』10巻7号、日本評論社、1938年
- 星野通編著、松山大学法学部松大GP推進委員会増補『民法典論争資料集』復刻増補版、日本評論社、2013年
- 東川徳治『博士梅謙次郎』有斐閣、1917年
- 法學協會編『法學協會雜誌』10巻、法學協會事務所、1891年
- 法學協會編『法學協會雜誌』11巻、1892年
- 穂積陳重『法典論』哲学書院、1890年
- 穂積陳重『法窓夜話』有斐閣、1916年
- 穂積重威『穂積八束博士論文集 訂補』有斐閣、1943年
- 的野半介『江藤南白 下』民友社、1914年（復刻版原書房、1968年）
- 村上一博「磯部四郎の旧民法擁護論 『法治協会雑誌』号外2編」『明治大学社会科学研究所紀要』41巻2号、2003年3月20日
- 村上一博「旧民商法施行断行論（明治法律学校関係）の新資料四編」『法律論叢』75巻5・6号、明治大学法律研究所、2003年3月31日
- 村上一博「斉藤孝治･鹽入太輔･和田守菊次郎編『弁妄』｢旧民商法施行断行論の新資料四編｣補遺」『法律論叢』78巻1号、2005年、NCID AN00227047
- 村上一博「『日本之法律』にみる法典論争関係記事（一）」『法律論叢』80巻4・5号、2008年
- 村上一博「明治法律学校機関誌にみる法典論争関係記事（六・完）」『法律論叢』83巻1号、2010年
- 村上一博「『日本之法律』にみる法典論争関係記事（四）」『法律論叢』81巻6号、2009年
- 村上一博「明治法律学校機関誌にみる法典論争関係記事（五）」『法律論叢』82巻6号、2010年
- 村上一博「『日本之法律』にみる法典論争関係記事（五）」『法律論叢』83巻4・5号、2011年
- 村田保「法制實歴談」『法學協會雜誌』32巻4号、法學協會事務所、1914年

法典論争論・法制史
- 青山道夫『日本家族制度論』九州大学出版会、1978年
- 秋山ひさ「民法制定過程における家族制度 第一草案、旧民法、明治民法をめぐって」『神戸女学院大学論集』20巻3号、神戸女学院大学研究所、1974年
- 浅古弘・伊藤孝夫・植田信廣・神保文夫編著『日本法制史』青林書院、2010年
- 淺木愼一『日本会社法成立史』信山社、2003年
- 有地亨「明治民法起草の方針などに関する若干の資料とその検討」『法政研究』第37巻第1号、九州大学法政学会、1971年1月、95-123頁、doi:10.15017/1617、ISSN 03872882、NAID 110006262164。
- 家永三郎『検定不合格日本史』三一書房、1974年
- 五十嵐清『法学入門』4版、悠々社、2015年
- 池田真朗『ボワソナードとその民法』増補完結版、慶應大学出版会、2021年
- 池田眞朗『ボワソナード「日本近代法の父」の殉教』山川出版社、2022年
- 石澤理如「民法典論争とその時代 民法典論争を見直す」『日本思想史研究』36号、東北大学大学院文学研究科日本思想史学研究室、2004年
- 井ヶ田良治「民法典論争の法思想的構造」『思想』岩波書店、1965年
- 井ヶ田良治「続民法典論争の法思想的構造」『思想』、1966年
- 井ヶ田良治・山中永之祐・石川一三夫『日本近代史』法律文化社、1982年
- 石井良助『民法典の編纂』創文社、1979年
- 石部雅亮『啓蒙的絶対主義の法構造』有斐閣、1969年
- 伊丹一浩『民法典相続法と農民の戦略 19世紀フランスを対象に』御茶の水書房、2003年
- 伊藤正己編『岩波講座現代法14 外国法と日本法』岩波書店、1966年
- 岩田新『日本民法史 民法を通じて見たる明治大正思想史』同文館、1928年
- 岩田新『民法起草と日本精神 梅先生の「条理」を中心として』日本法理研究會、1943年
- 岩谷十郎・片山直也・北居功編著『法典とは何か』慶應大学出版会、2014年
- 岩村等・三成賢次・三成美保『法制史入門』ナカニシヤ出版、1996年
- 鵜飼信成・福島正夫・川島武宜・辻清明編『講座 日本近代法発達史2』勁草書房、1958年
- 鵜飼信成・福島正夫・川島武宜・辻清明編『講座 日本近代法発達史11』、1967年
- 宇野文重「明治民法起草委員の「家」と戸主権理解 富井と梅の「親族編」の議論から」『法政研究』74巻3号、九州大学法政学会、2007年
- 近江幸治『民法講義0 ゼロからの民法入門』成文堂、2002年
- 近江幸治『民法講義I 民法総則』5版、成文堂、2005年
- 大久保泰甫『ボワソナアド 日本近代法の父』岩波書店、1977年
- 大久保泰甫・高橋良彰『ボワソナード民法典の編纂』雄松堂出版、1999年
- 大久保泰甫『ボワソナードと国際法. 台湾出兵事件の透視図』岩波書店、2016年
- 岡孝「日本における民法典編纂の意義と今後の課題」『19世紀学研究』8巻、19世紀学会、2014年3月
- 岡孝「明治民法起草過程における外国法の影響」『国際哲学研究』別冊4号 法の移転と変容、東洋大学国際哲学研究センター、2014年8月,ISSN 2186-8581
- 岡孝『梅謙次郎 日本民法典の父』法政大学出版局、2023年
- 小野寺龍太『栗本鋤雲 大節を堅持した亡国の遺臣』ミネルヴァ書房、2010年
- 笠原一男『詳説日本史研究』山川出版社、1977年
- 霞五郎『法政大学物語百年史』法友新聞社、1981年
- 堅田剛「穂積陳重の法典論 法典の「形体」について」『獨協法学』36号、獨協大学学術研究会、1993年
- 堅田剛「穂積陳重の法典論 立法と法学の使命について」『獨協法学』37号、1993年
- 堅田剛『明治憲法の起草過程 グナイストからロェスラーヘ』御茶の水書房、2014年
- 川口由彦『日本近代法制史』2版、新世社、2015年
- 川島武宜・利谷信義「民法（上）（法体制準備期）」鵜飼信成・福島正夫・川島武宜・辻清明編『講座 日本近代法発達史5』勁草書房、1958年
- 川角由和「「法社会学論争」の教訓 市民法学（ないし市民法論）の戦前と戦後・ひとつの素描」『龍谷法学』49巻4号、龍谷大学法学会、2017年
- 川出孝雄編『家族制度全集史論篇 第四巻 家』河出書房、1938年
- 川東靖弘『評伝 星野通先生 ある進歩的民法・民法典研究者の学者人生』日本評論社、2019年
- 岸上晴志「日本民法学事始考 ボアソナードと立法者意思」『中京法学』30巻4号、中京大学法学会、1996年
- 北村一郎編『フランス民法典の200年』有斐閣、2006年
- 窪田充見『家族法』3版、有斐閣、2017年
- 熊谷開作『日本近代法の成立』法律文化社、1955年
- 栗生武夫『婚姻立法における二主義の抗争』弘文堂書房、1928年
- 栗原るみ「ジェンダーの日本近現代史(3)」『行政社会論集』22巻2号、福島大学行政社会学会、2009年
- 小風秀雅編『日本の時代史 アジアの帝国国家』吉川弘文館、2004年
- 小早川欣吾『続明治法制叢考』山口書店、1944年
- 小林俊三『私の会った明治の名法曹物語』2版、日本評論社、1974年
- 五味文彦『明日への日本歴史4 近代社会と近現代国家』山川出版社、2023年
- 小栁春一郎「穂積陳重と舊民法 「民法原理」講義を中心に」『法制史研究』31号、法制史学会、1981年
- 衣笠太朗『旧ドイツ領全史』パブリブ、2020年
- 坂井大輔「穂積八束の「公法学」(1)」『一橋法学』12巻1号、一橋大学大学院法学研究科、2013年
- 坂井大輔「穂積八束の「公法学」(2)」『一橋法学』12巻2号、2013年
- 坂井大輔「穂積八束とルドルフ・ゾーム」『一橋法学』15巻1号、2016年
- 坂本慶一『民法編纂と明治維新』悠々社、2004年
- 佐々木隆璽・山田朗編『新視点 日本の歴史 第6巻 近代編』新人物往来社、1993年
- 潮見俊隆編『日本の弁護士』日本評論社、1972年
- 潮見俊隆・利谷信義編『日本の法学者』法学セミナー増刊、日本評論社、1974年
- 重松優「自由主義者たちと民法典論争」『ソシオサイエンス』11巻、早稲田大学大学院社会科学研究所、2005年,ISSN 1345-8116
- 重松優「大木喬任と「天賦人権」 民法典論争における大木喬任の舌禍事件」『ソシオサイエンス』13巻、2007年
- 七戸克彦「法典調査会の構成メンバー その人選に関する「政策評価」『ジュリスト』No.1332、有斐閣、2007年
- 七戸克彦「現行民法典を創った人びと(1)序論，総裁・副総裁 1 : 伊藤博文・西園寺公望」『法学セミナー』第54巻第5号、日本評論社、2009年5月、40-44頁、ISSN 04393295、NAID 120001730648。
- 衆議院・参議院編『議会制度百年史 帝国議会史上巻』大蔵省印刷局、1990年
- 白羽祐三『民法起草者穂積陳重論』日本比較法研究所、1995年
- 高田晴仁「法典編纂における民法典と商法典・下 その「重複」と「抵触」を巡って」『法律時報』71巻8号、日本評論社、1999年
- 高田晴仁「福澤諭吉の法典論 法典論争前夜」『慶應の法律学 商事法 慶應義塾創立一五〇年記念法学部論集』慶應義塾大学法学部、2008年
- 高田晴仁「法典延期派・福澤諭吉 大隈外交期」『法學研究』82巻1号、慶應義塾大学法学研究会、2009年
- 高田晴仁「明治期日本の商法典編纂」『企業と法創造』9巻2号、早稲田大学21世紀COE総合研究所、2013年
- 田島順・近藤英吉『獨逸民法IV 親族法』有斐閣、1942年
- 谷正之「弁護士の誕生とその背景(7) 明治時代中期の法制と免許代言人の活躍」『松山大学論集』22巻3号、松山大学法学部、2010年
- 田中耕太郎「ボアッソナードの法律哲学」福井勇二郎編『杉山教授還暦祝賀論文集』岩波書店、1942年
- 團藤重光『新刑事訴訟法綱要』7訂版、創文社、1970年
- 手塚豊『明治民法史の研究（下） 手塚豊著作集第八巻』慶應通信、1991年
- 道垣内弘人『リーガルベイシス民法入門』2版、日本経済新聞出版社、2017年
- 遠山茂樹「民法典論争の政治史的考察」『法學志林』49巻1号、法學志林協會、1951年
- 富田哲「明治期における家族思想の展開 植木枝盛をめぐって」『行政社会論集』30巻4号、福島大学行政社会学部、2017年
- 利谷信義『日本の法を考える』東京大学出版会、1985年
- 中川善之助・青山道夫・玉城肇・福島正夫・兼子一・川島武宜編『婚姻 家族問題と家族法II』酒井書店、1957年
- 中川善之助・青山道夫・玉城肇・福島正夫・兼子一・川島武宜編『親子 家族問題と家族法IV』、1957年
- 中川善之助・宮沢俊儀『現代日本文明史 第五巻 法律史』東洋経済新報社、1944年
- 中川壽之「明治法典論争期における延期派の軌跡」『法学新報』121巻9・10号、法学新報編集委員会、2015年
- 中川壽之「明治法典論争の中の私立法律学校」『明治大学史資料センター報告』37巻、明治大学史資料センター、2016年
- 中村菊男『近代日本と福澤諭吉』泉文堂、1953年
- 中村菊男『近代日本の法的形成』有信堂、1956年
- 中村哲也『民法理論研究』信山社、2016年
- 中村敏子『女性差別はどう作られてきたか』集英社、2021年
- 沼正也「『法學士會』設立の過程とその活動」『一橋論叢』52巻2号、岩波書店、1964年
- 野田良之「ボワソナードと陸羯南」『法學志林』71巻2・3・4号、法學志林協會、1973年
- 原田慶吉『ローマ法』改訂版、有斐閣、1955年
- 原田慶吉『日本民法典の史的素描』創文社、1981年
- 平井一雄・村上一博『磯部四郎研究 日本近代法学の巨擘』信山社、2007年
- 平井廣一・足立清人「地租改正と地主的土地所有の歴史的性格 経済史と法制史・民法的観点から(1)」『經済學研究』68巻1号、北海道大学大学院経済学研究科、2008年
- 平野義太郎『日本資本主義の機構と法律』明善書房、1948年
- 平野義太郎『民法に於けるローマ思想とゲルマン思想』増補新版、1970年
- 広中俊雄「帝国議会議事速記録の復刻について 民法施行一〇〇年の機会に」『法律時報』70巻9号、日本評論社、1998年
- 広中俊雄『民法典編纂史の研究 広中俊雄著作集5』信山社、2020年
- 福島正夫「日本資本主義の発達と私法」『法律時報』25巻、日本評論新社、1953年
- 福島正夫編『穂積陳重立法関係文書の研究』信山社、1989年
- 福島正夫著、吉井蒼生夫編『福島正夫著作集 第1巻』勁草書房、1993年
- 福島正夫著、利谷信義編『福島正夫著作集 第2巻』、1996年
- 福島正夫著、利谷信義編『福島正夫著作集 第6巻』、1995年
- 藤田宙靖『行政法学の思考形式』木鐸社、1978年
- 藤井譲治・伊藤之雄編著『日本の歴史 近世・近代編』ミネルヴァ書房、2010年
- 船田亨二訳『ガイウス 法学提要』新版、有斐閣、1967年
- 星野英一『民法のすすめ』岩波書店、1998年
- 星野通『明治民法編纂研究史』ダイヤモンド社、1943年（復刻版信山社、1994年）
- 星野通『民法典論争史』日本評論社、1947年
- 星野通『民法典論争史 明治家族制度論争史』河出書房、1949年
- 星野通「再び「旧民法と松岡康毅の身分法論」について」『松山商大論集』3巻2号、松山商科大学、1952年
- 穂積重遠『親族法』岩波書店、1933年
- 前田達明『民法学の展開 民法研究第二巻』、成文堂、2012年
- 牧野英一『刑法に於ける重点の変遷』再版、有斐閣、1935年
- 牧野英一『日本的精神の比較法的自覚』有斐閣、1944年
- 牧野英一『法理學 第一巻』有斐閣、1949年
- 松本暉男『近代日本における家族法の展開』弘文堂、1975年
- 御厨貴『明治国家の完成 日本の近代3』中央公論新社、2001年
- 水野勝邦原著、尚友倶楽部編著『貴族院会派研究会史 明治大正編』芙蓉書房、2019年
- 水本浩・平井一雄『日本学説史・各論』信山社、1997年
- 蓑輪明子「旧民法延期論の台頭とその背景」『日韓相互認識』Volume.2、日韓相互認識研究会、2009年
- 宮川澄「旧民法と明治民法」『立教経済学研究』15巻4号、立教大学経済学研究会、1962年
- 明治維新史学会編著『講座明治維新5 立憲制と帝国への道』有志舎、2012年
- 向井健「ボアソナードの身分法思想 その自然法論と身分法論」青山道夫ほか編『講座家族8 家族観の系譜 総索引』弘文堂、1974年
- 村上一博・西村安博編『新版 史料で読む日本法史』法律文化社、2016年
- 山崎利男『英吉利法律学校覚書』中央大学出版会、2010年
- 山室信一『法制官僚の時代 国家の設計と知の歴程』木鐸社、1984年
- 柚木馨『獨逸民法I 民法総則』新版、有斐閣、1973年
- 吉田豊『民法総則講義』中央大学出版部、2000年
- 依田精一『家族思想と家族法の歴史』吉川弘文館、2004年
- 歴史学研究会・日本史研究会編『日本史講座8 近代の成立』東京大学出版会、2005年
- 我妻榮『新しい家の倫理』学風書院、1952年
- 我妻榮編『戦後における民法改正の経過』日本評論新社、1956年
- 我妻榮『民法研究VII 親族・相続』有斐閣、1969年
- 我妻榮『民法研究VII-2 親族・相続』、1969年
- 我妻栄『法学概論』有斐閣、1972年
- 我妻栄・有泉亨・清水誠・田山輝明『コンメンタール民法 総則・物権・債権』4版、日本評論社、2016年